# 124-87-107

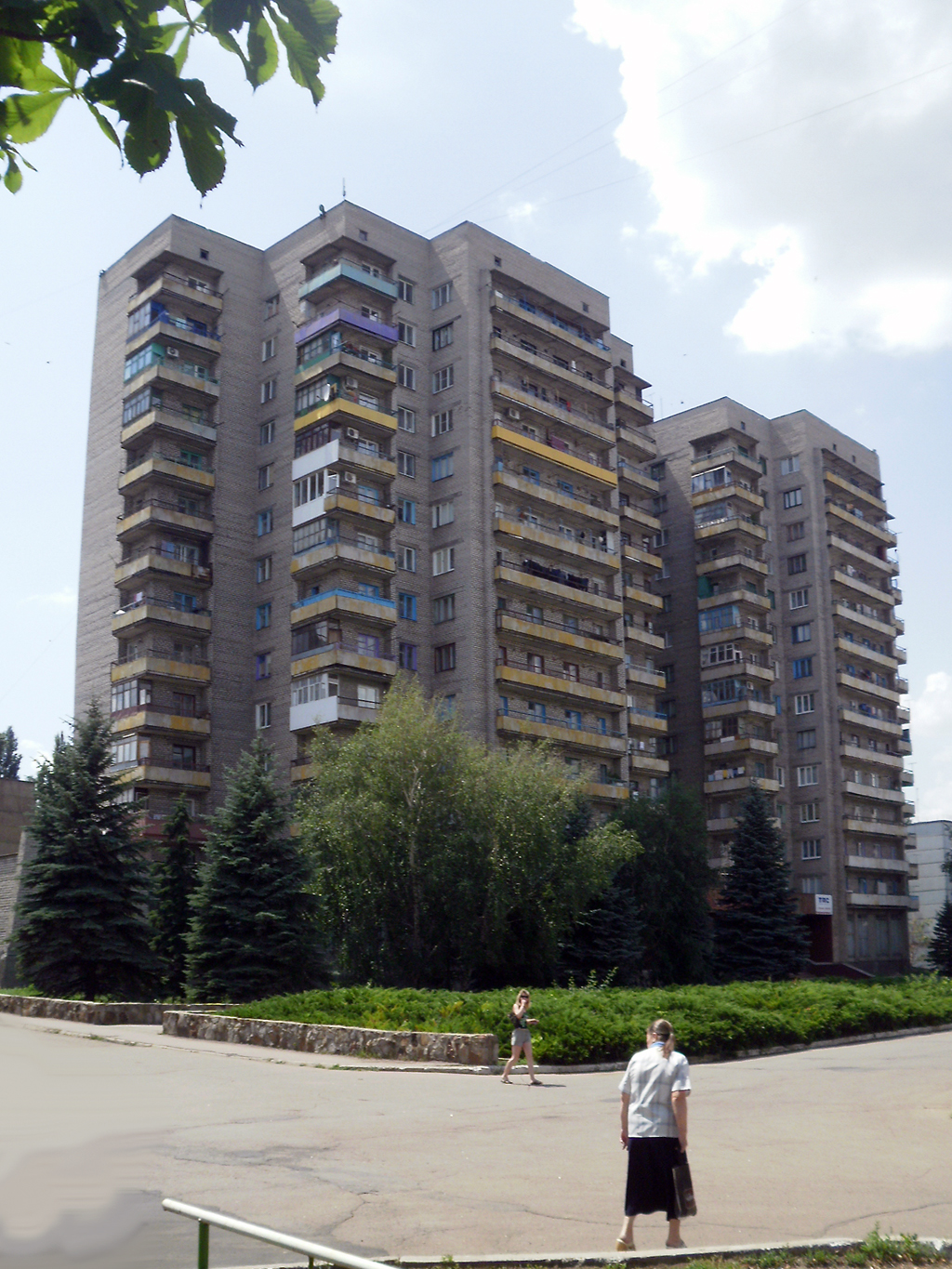
Світлодарськ, Молодіжний бульвар, 47а і 47

124-87-107 — 14-поверховий проєкт 87-ї серії типових цегляних будинків. Розроблений у 1974 в інституті Донбасцивільпроєкт (м. Донецьк, головний архітектор П. І. Вігдергауз). Будинки за проєктом будувались з кінця 1970х до 1990х, а довгобуди чи на основі серії – до середини 2000х, в Україні, деяких містах Росії, у Гродні і Бересті (Білорусь) і Висагінасі (Литва).
Проєкт зі стінами з бетонних блоків називається 123-87-107.

## Опис
Несиметричний фасад з додатковим об'ємом ліворуч. Крок перегонів несучих стін 6,5 м. Висота поверху 2,6-2,7 м. Всі квартири мають балкон-лоджію та електроплити (не газофіковано). Опалення централізоване. Кімнати роздільні 11,8 - 17,4 м². На перших поверхах можуть бути розташовувані підприємства торгівлі.
Будинок однопiдїздний, має по 6 квартир на поверху (1-2-2-2-2-3), що загалом 84 квартири:
однокімнатних- 14 шт. (загальна площа 35 м², житлова 18 м², кухня 7,6 м², сумісний санвузол 3,2 м²);
двокімнатних- 57 шт. (загальна площа 48 м², житлова 27 м², кухня 7,4-8,5 м², раздільний санвузол);
трикімнатних- 13 шт. (загальна площа 65 м², житлова 39 м², кухня 10 м², роздільний санвузол). 
Згідно з українськими будівельними нормами у будинку 2 ліфти: (пасажирський і вантажний) і незадимлені сходи (балкон під'їзду).
Завдяки цегляним стінам будинки легко змінювались у різні варіації вікон і балконів, числом поверхів і дзеркальністю несиметричного об'єму. Завдяки поверховості використовувались як висотні домінанти у міському ландшафті.

## Галерея

### Вінниця

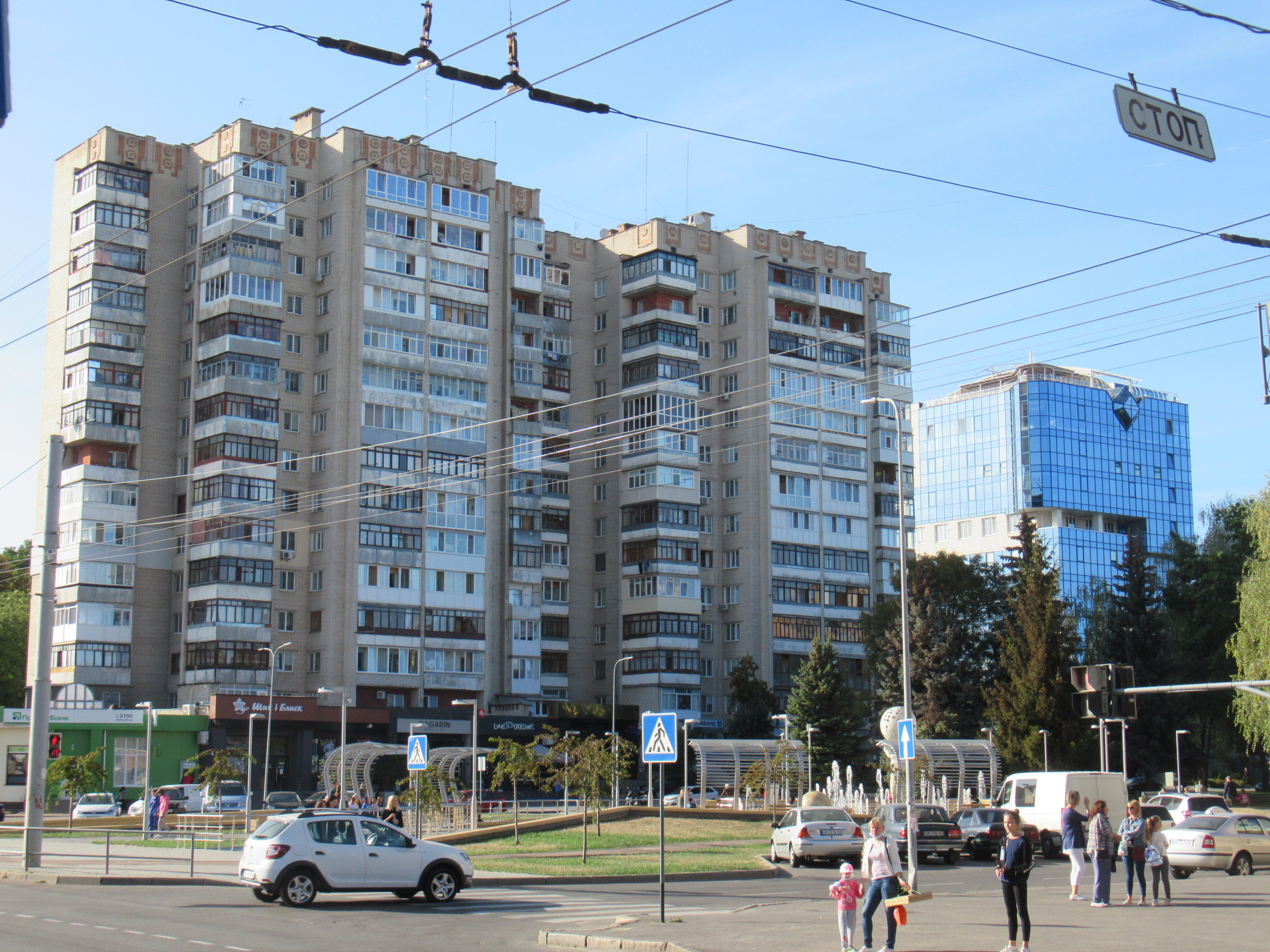
Вишенька, просп. Космонавтів, 36а
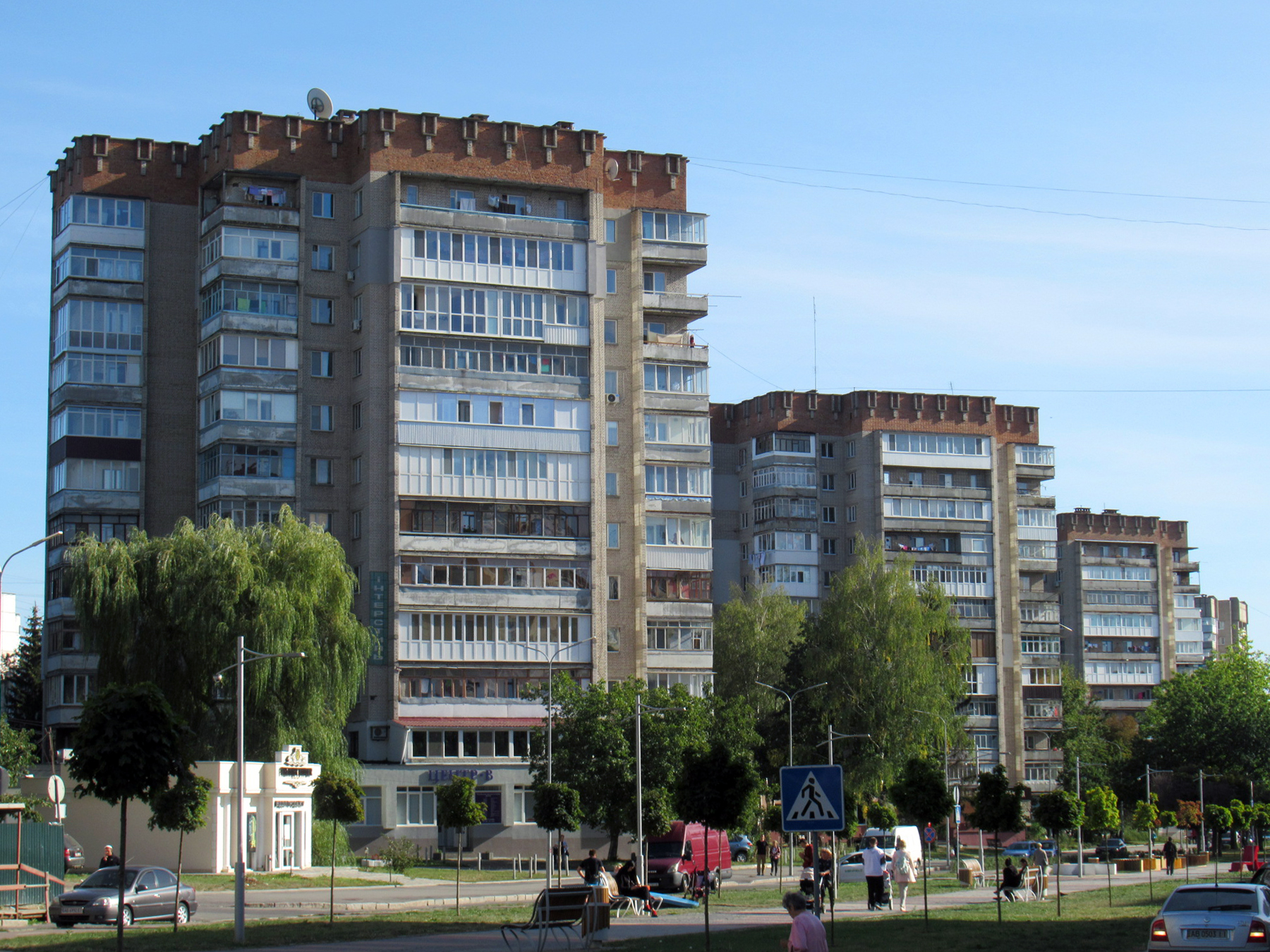
Вишенька, просп. Космонавтів, 53, 63, 69
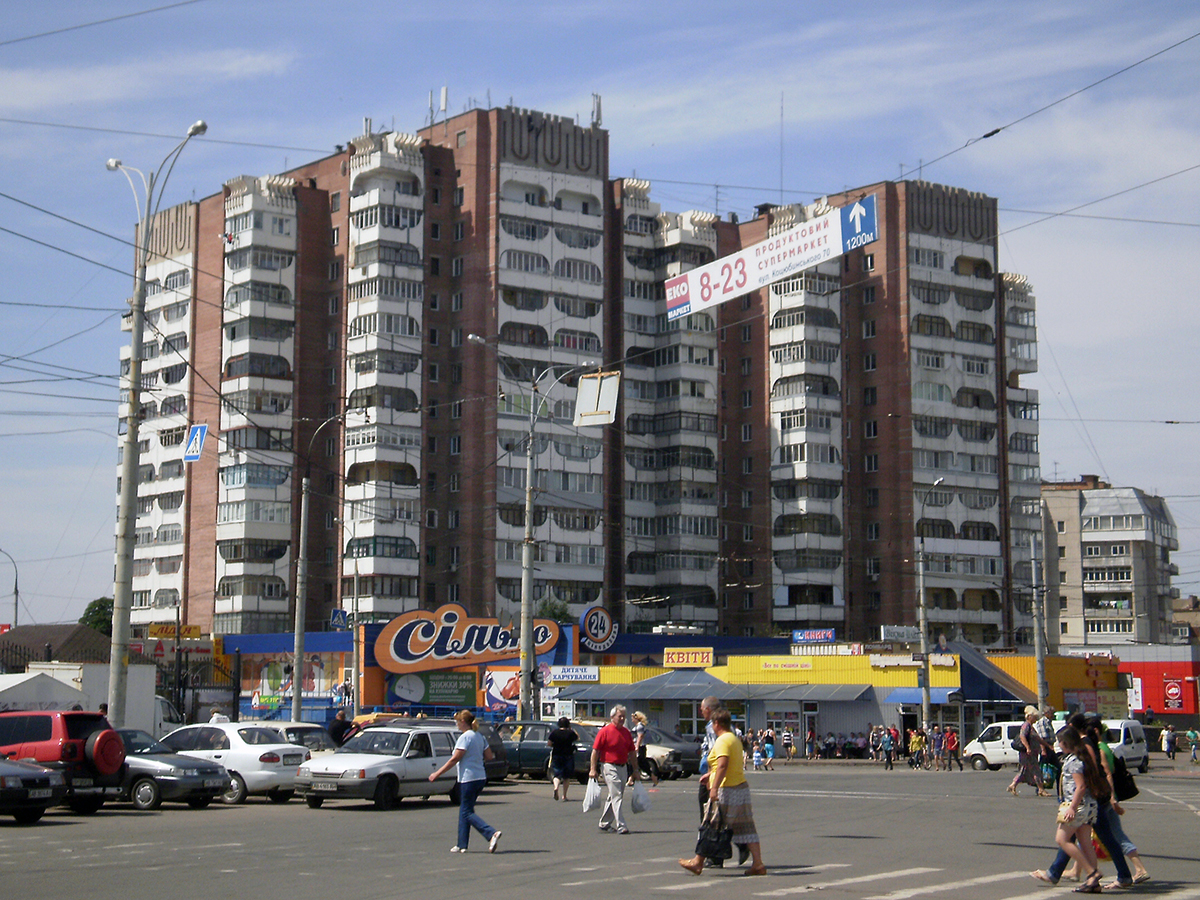
Замостя, вул. Привокзальна, 2/1 просп. Коцюбинського
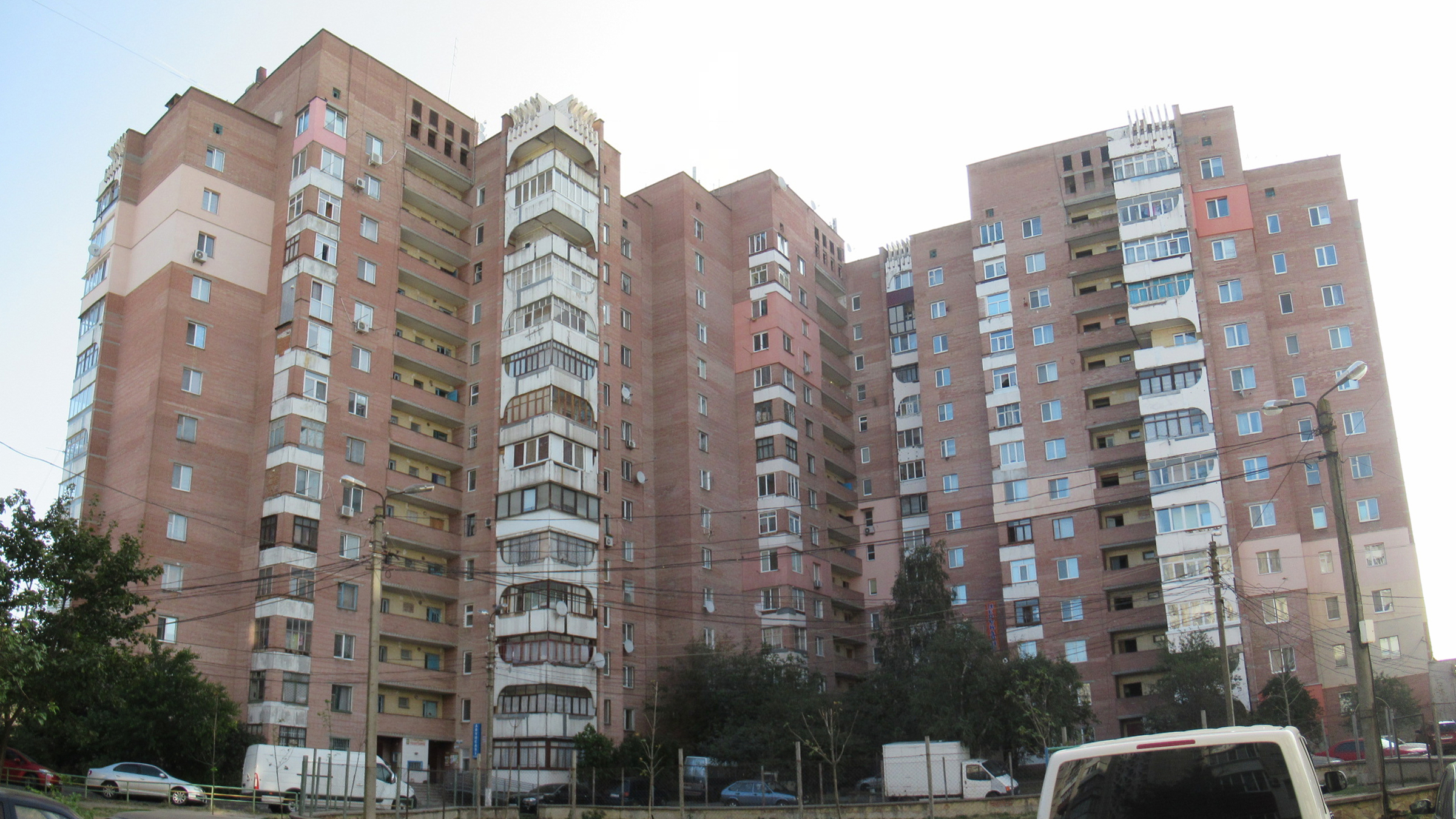
Замостя, вул. Привокзальна, 2/1 просп. Коцюбинського з двору
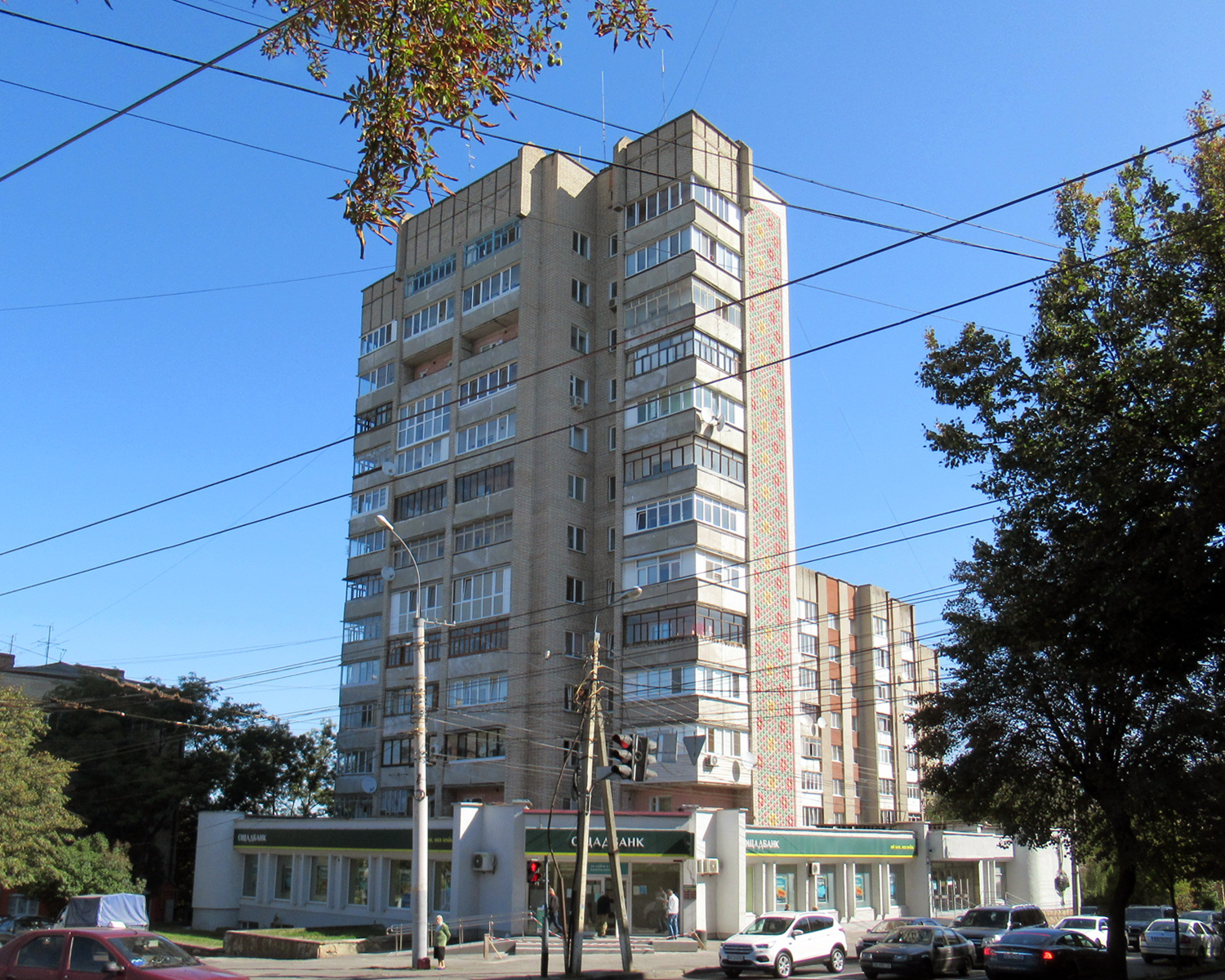
Кумбари, вул. Магістратська, 80
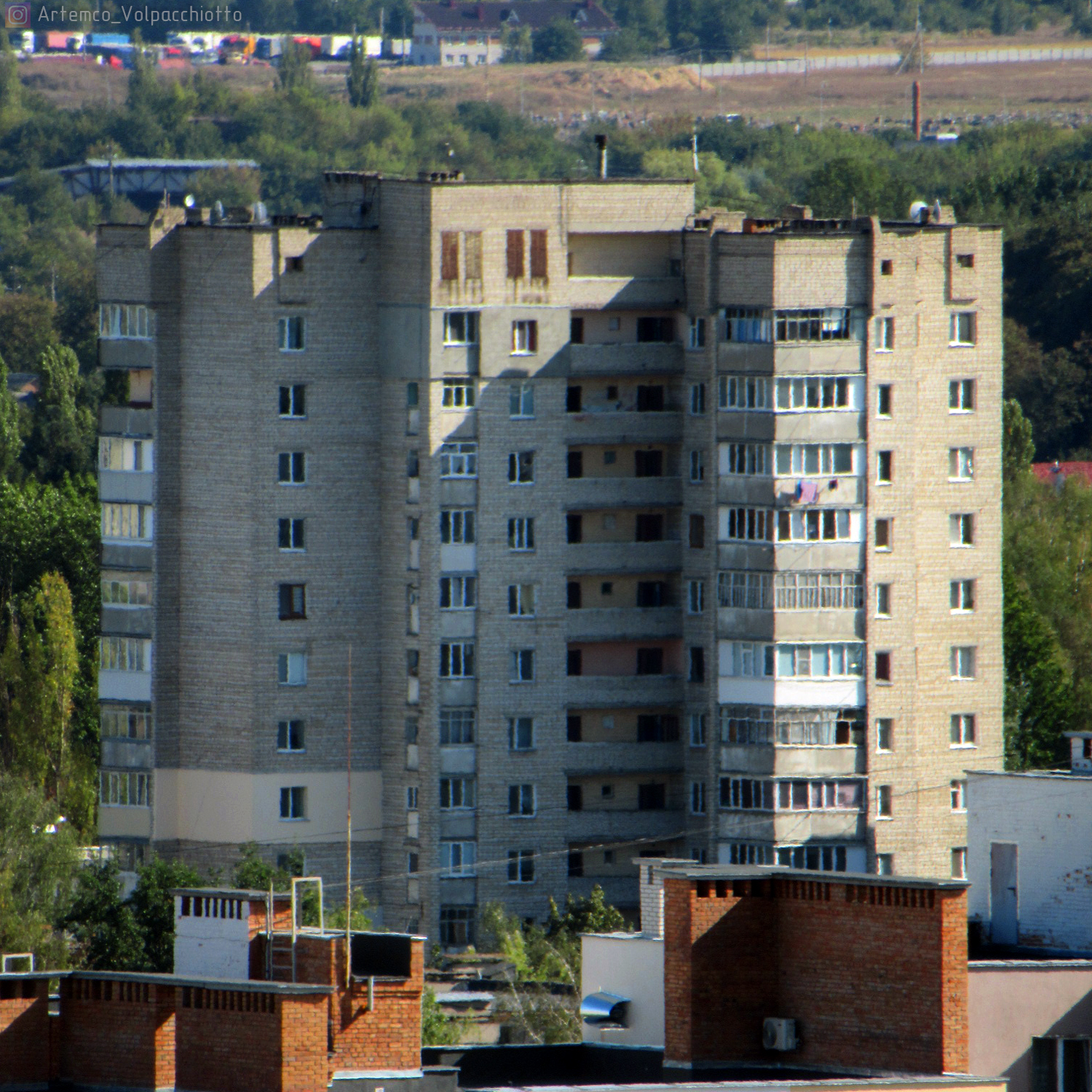
Вишенька, вул. Андрія Первозванного, 28

### Дніпро

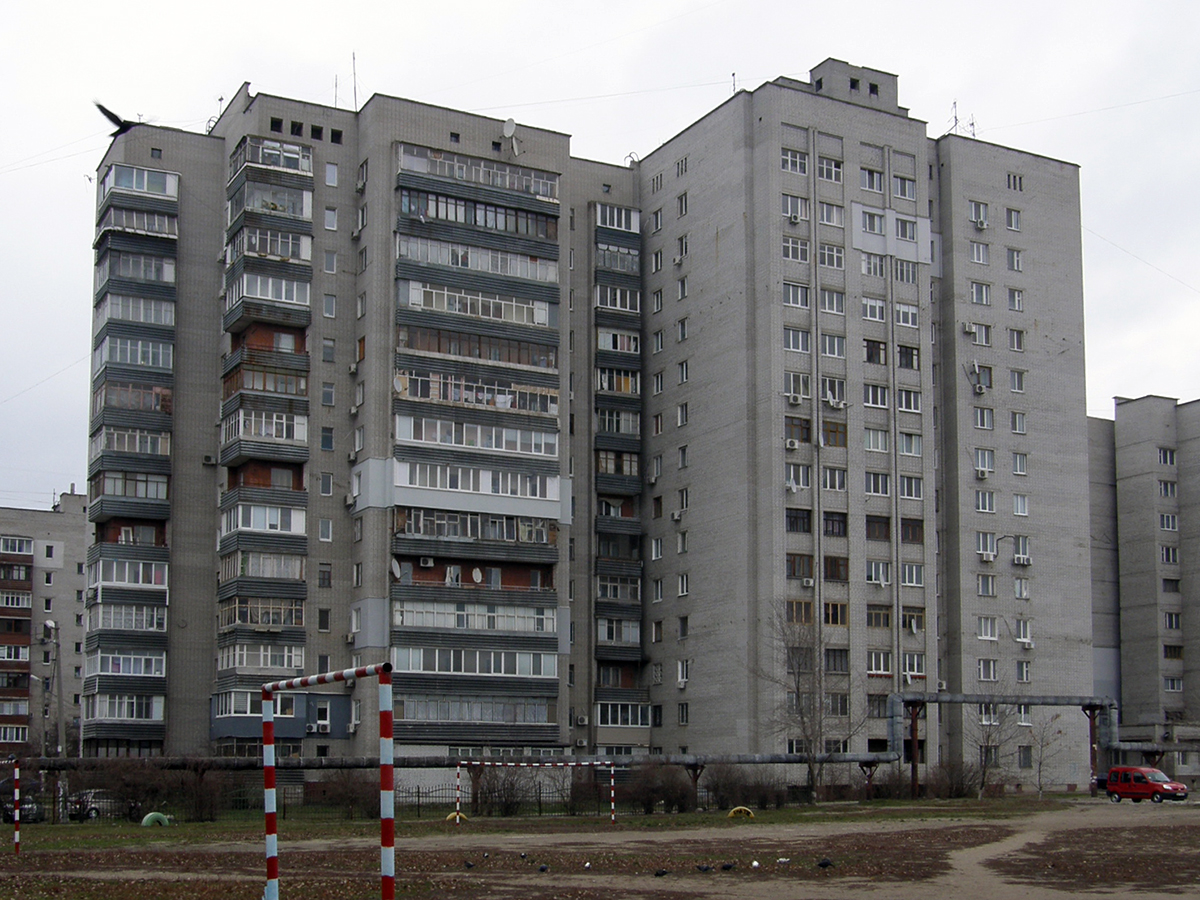
ж/м Червоний Камінь, вул. Шодуарівська, 1 (і 3)
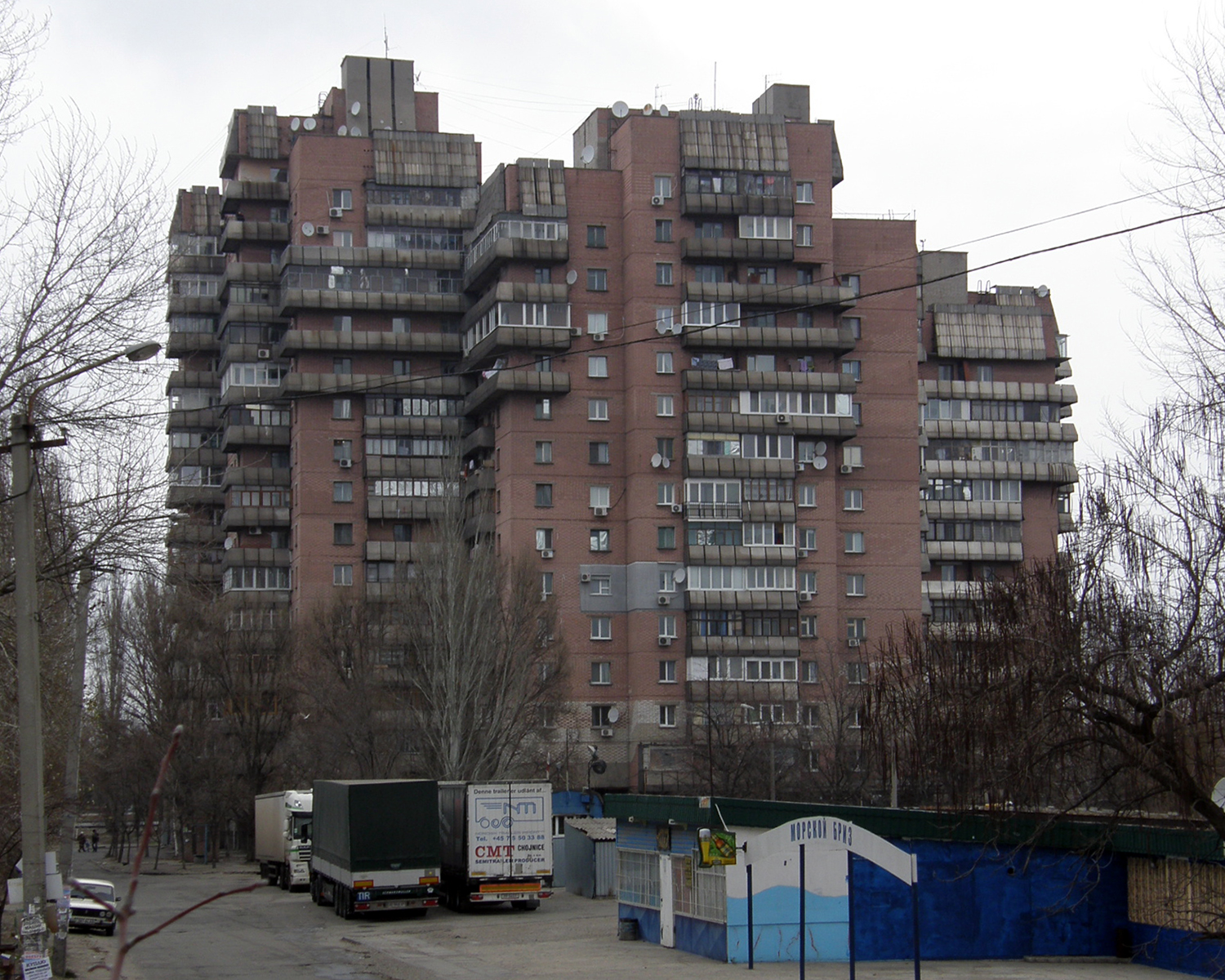
ж/м Червоний Камінь, 3, архітектор О. С. Чмона

### Донецьк

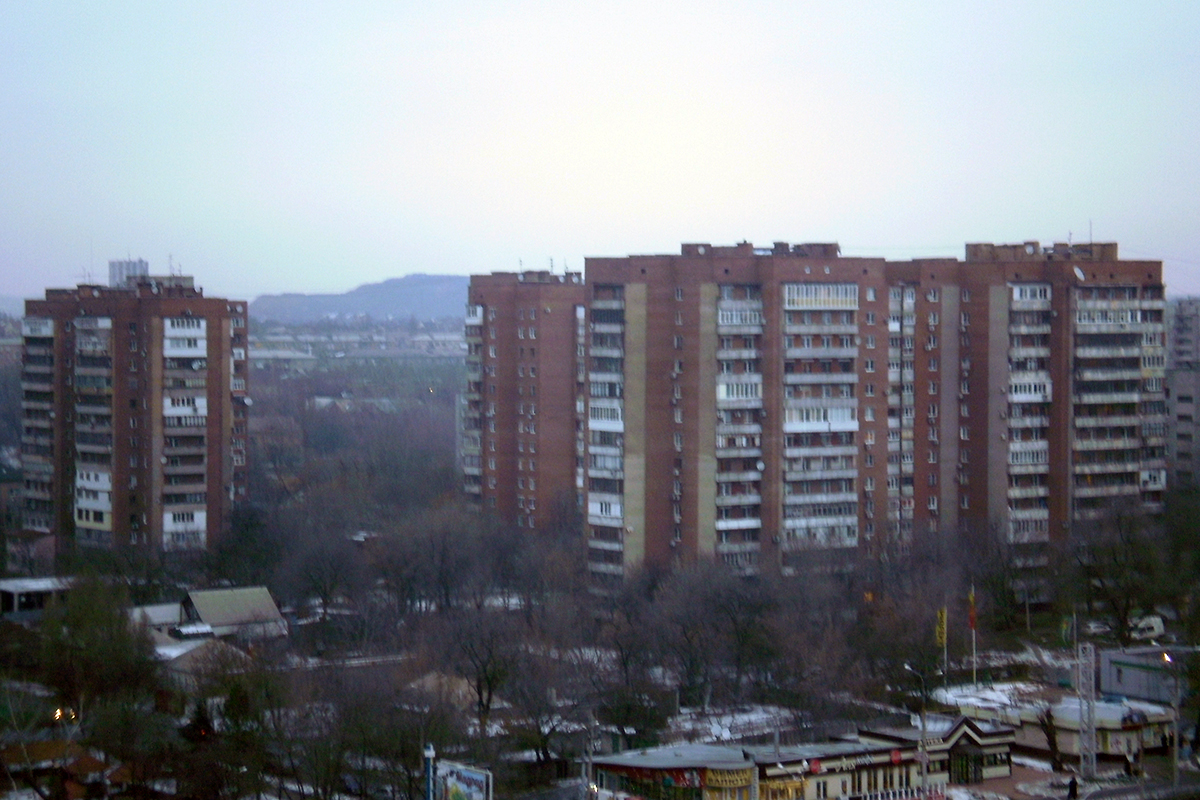
будинки в кварталі просп. Ілліча, вул. Горячкіна й Калузької
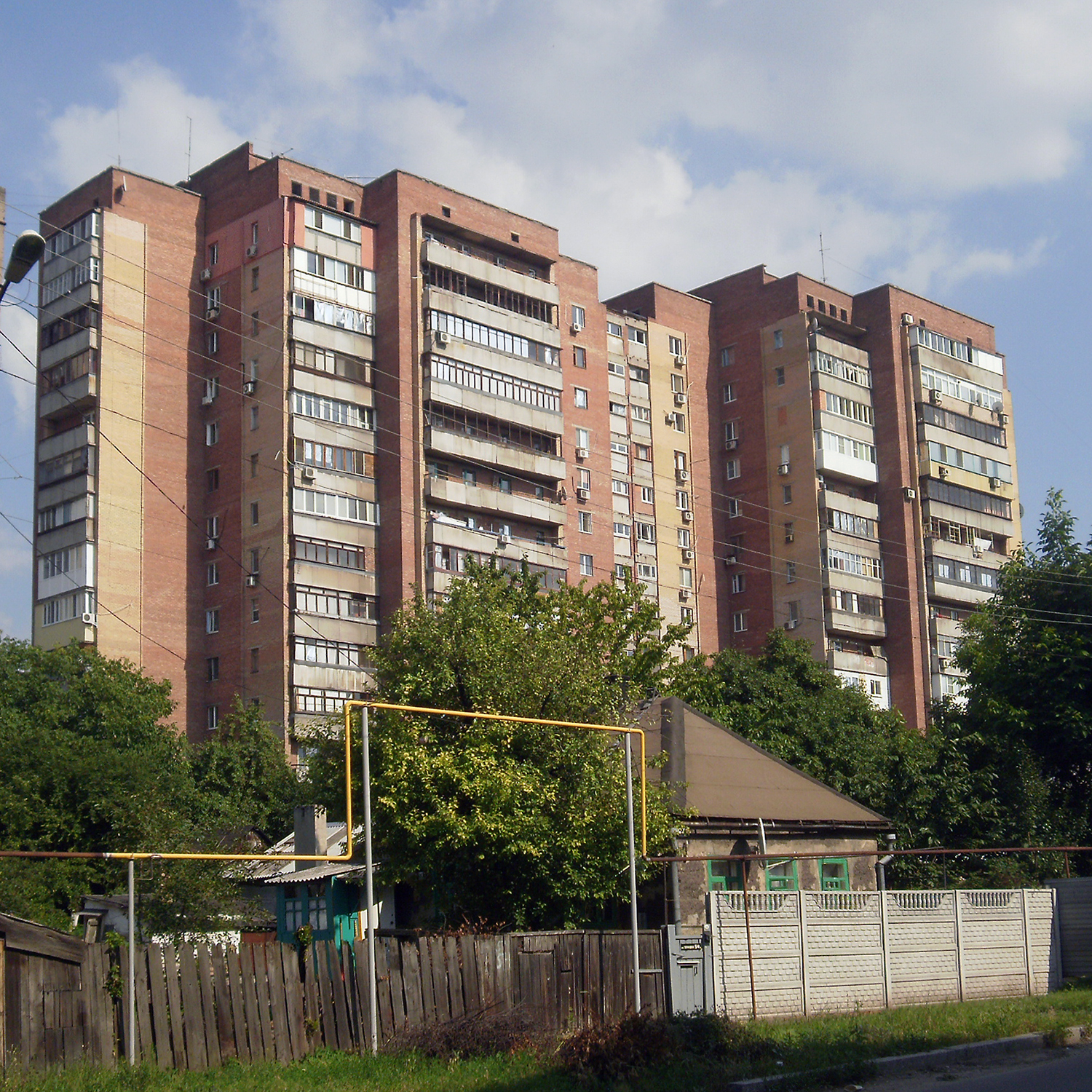
просп. Ілліча, 20а і 20
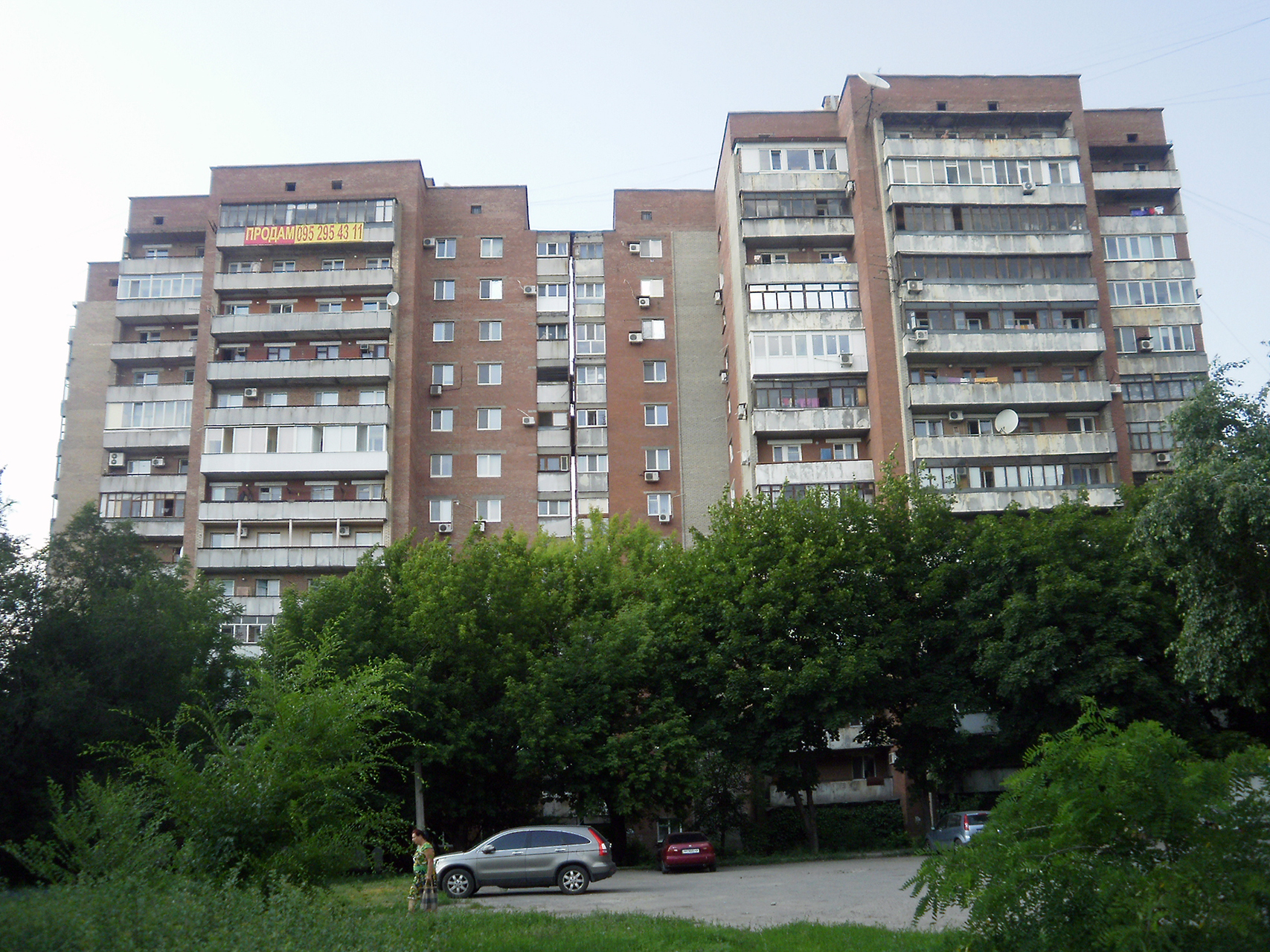
просп. Ілліча, 24 і 26
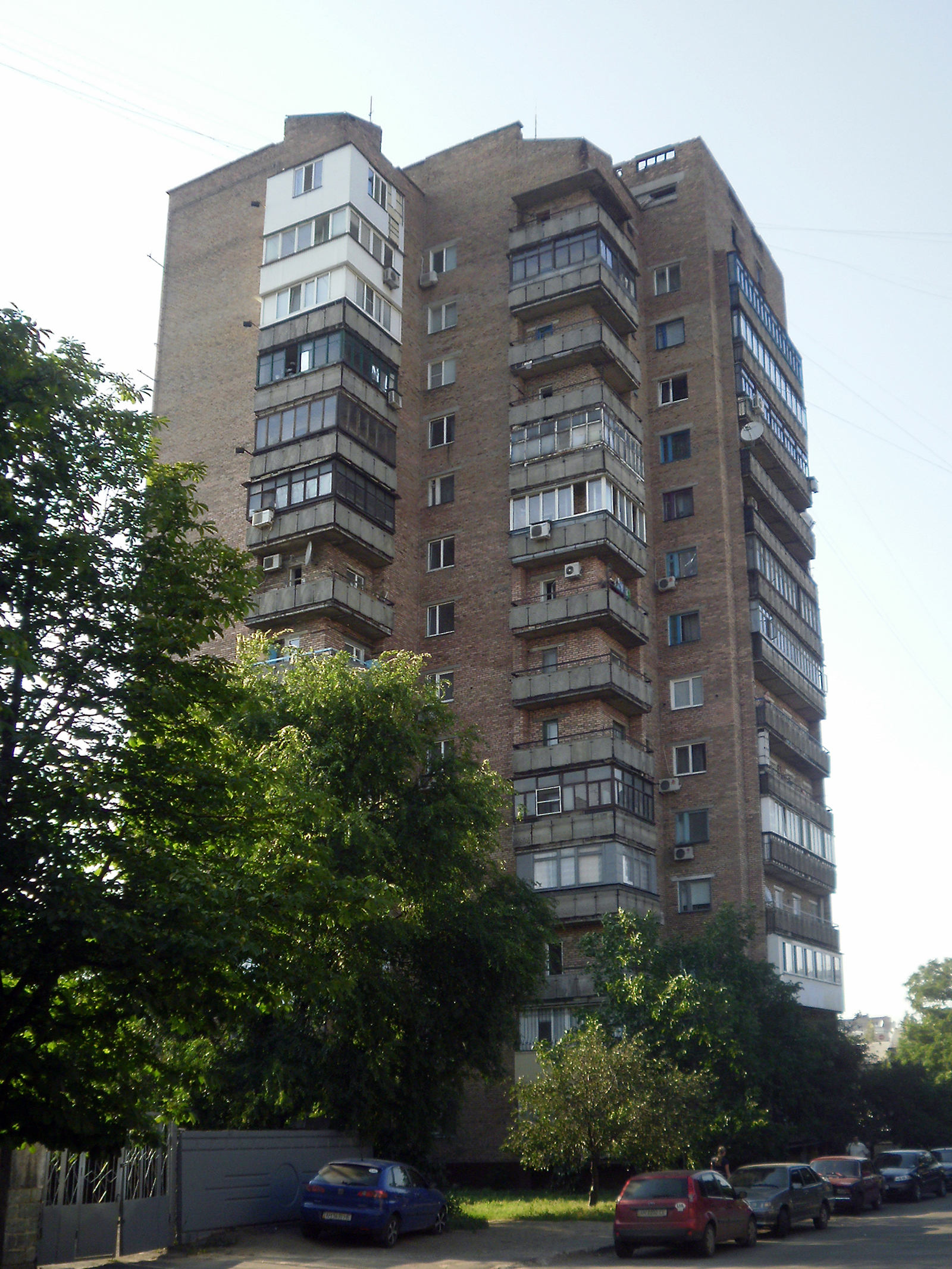
вул. Жовтнева, 84

### Житомир

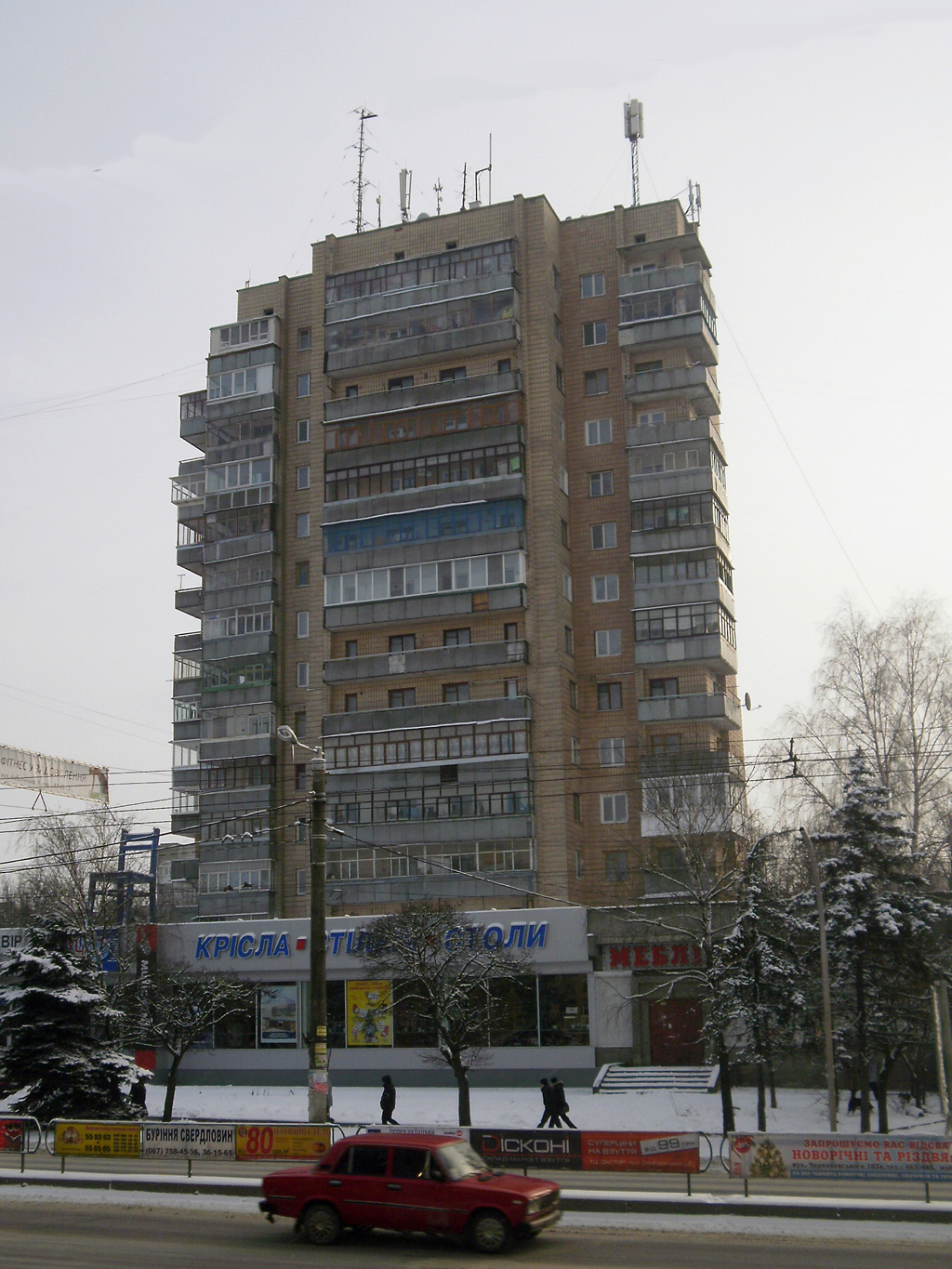
вул. Київська, 102
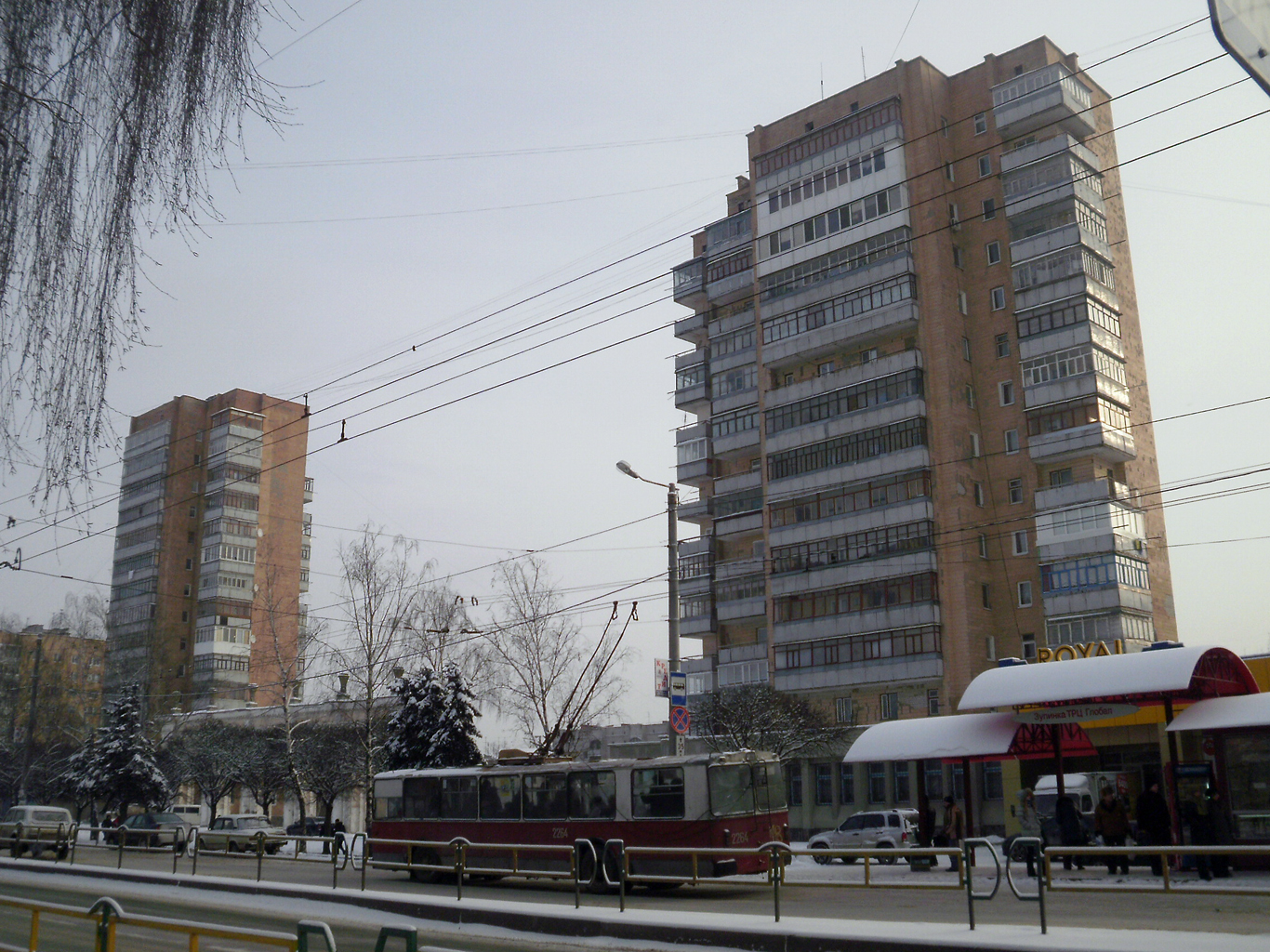
вул. Київська, 104 і 106

### Київ
23 будинки з 27 секцій

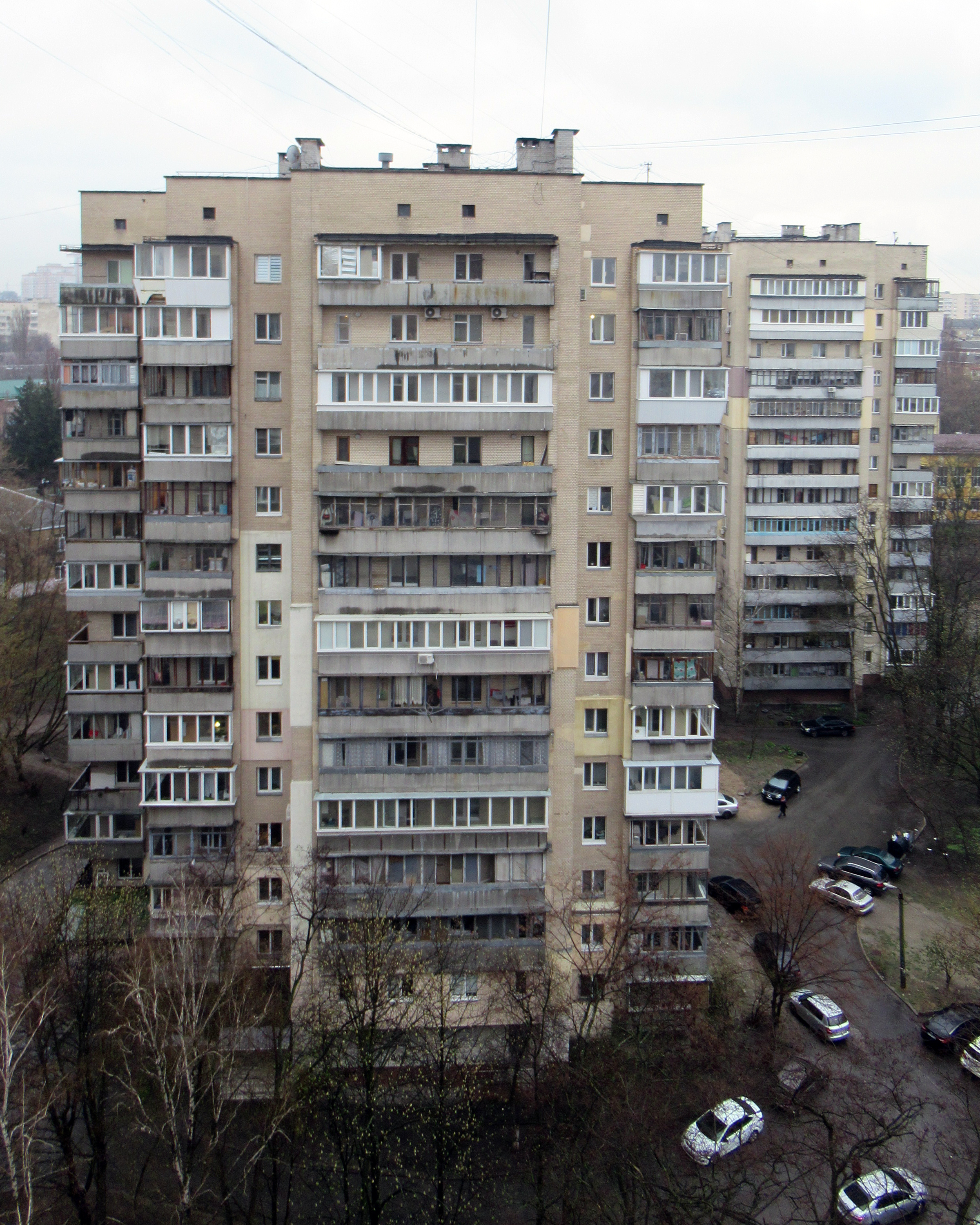
вул. Єреванська, 28 (1981) і 28а (1978)
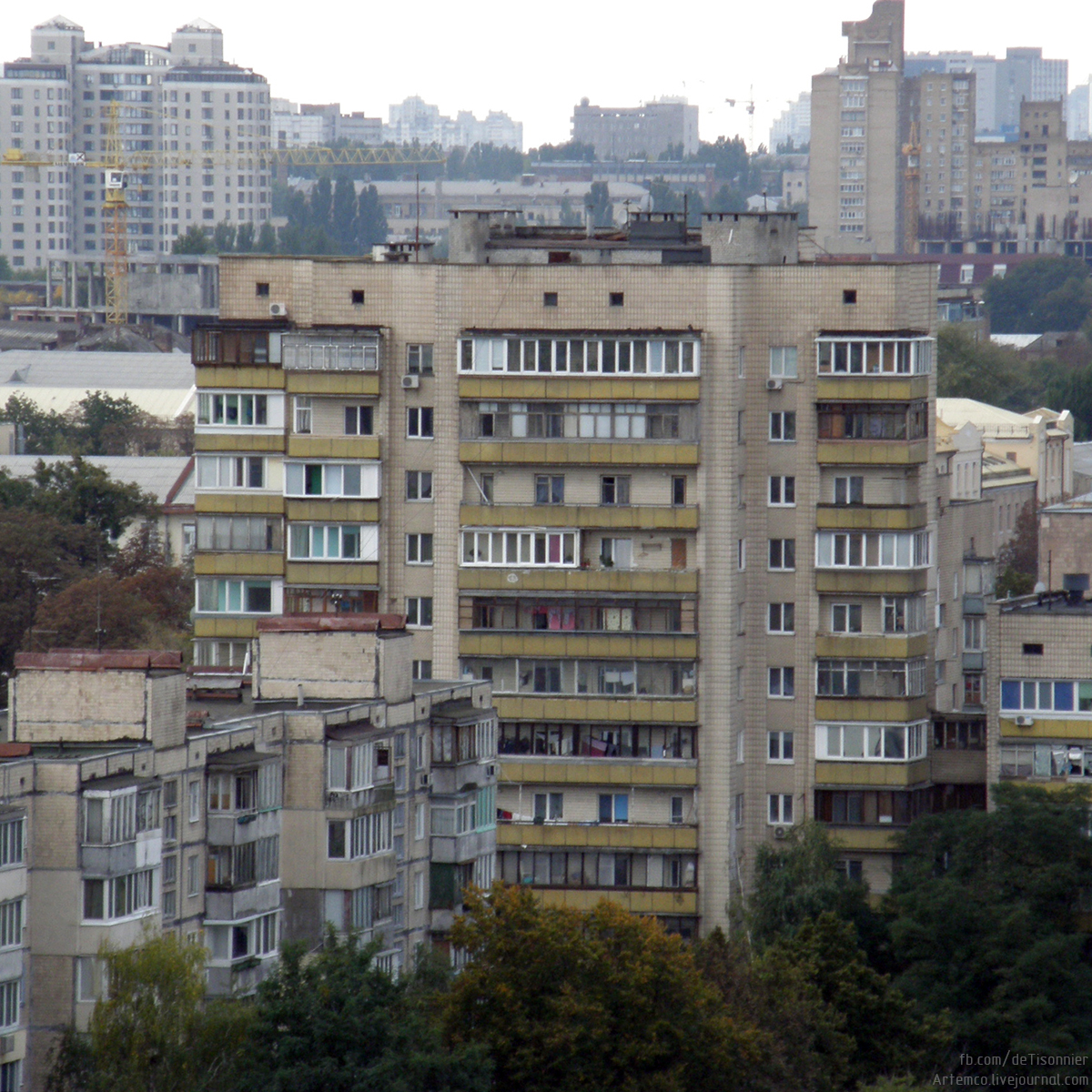
вул. Дегтярівська, 12/7 вул. Довнар-Запольського (1979)
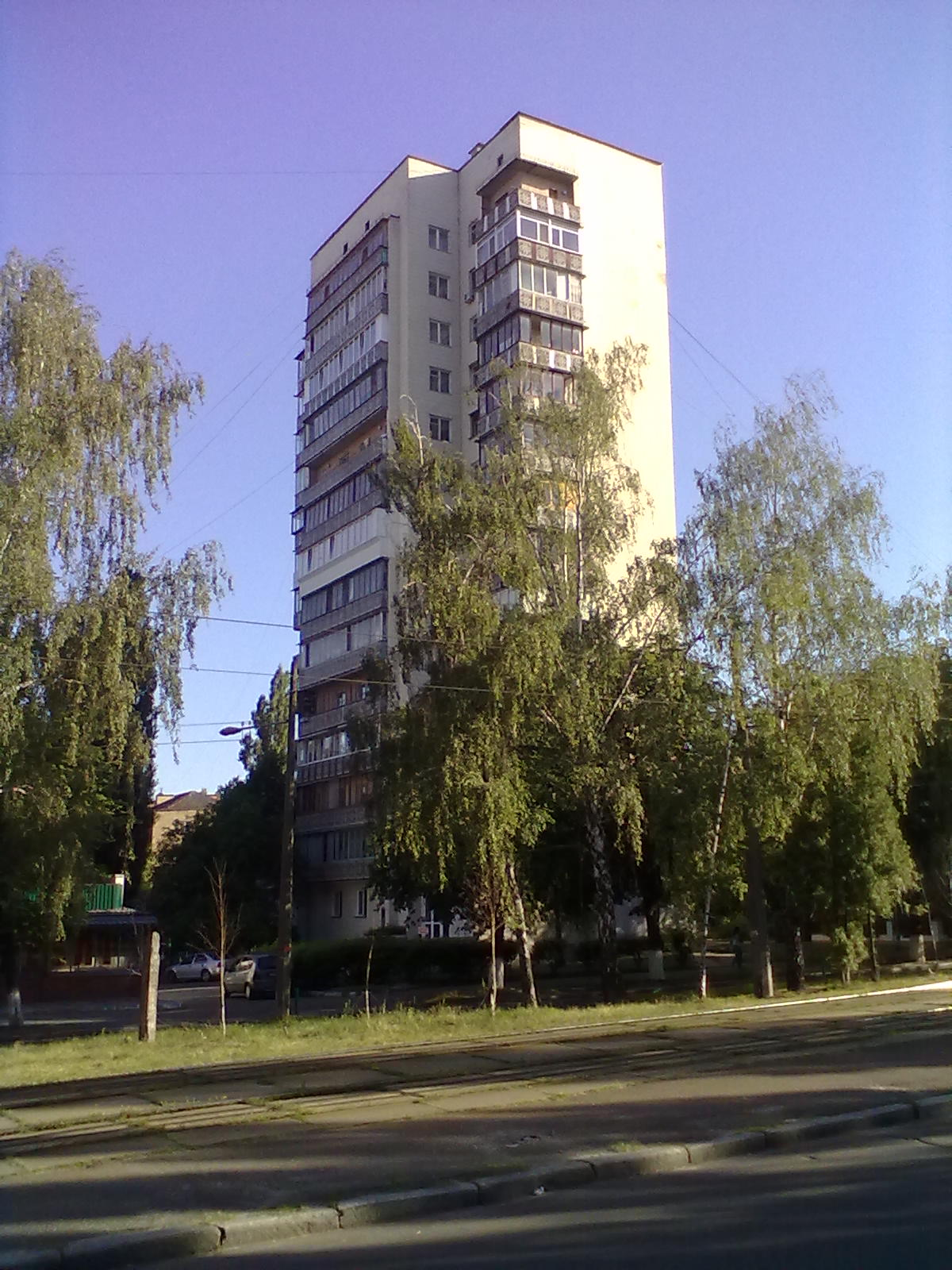
бульвар Гавела, 27 (1981)
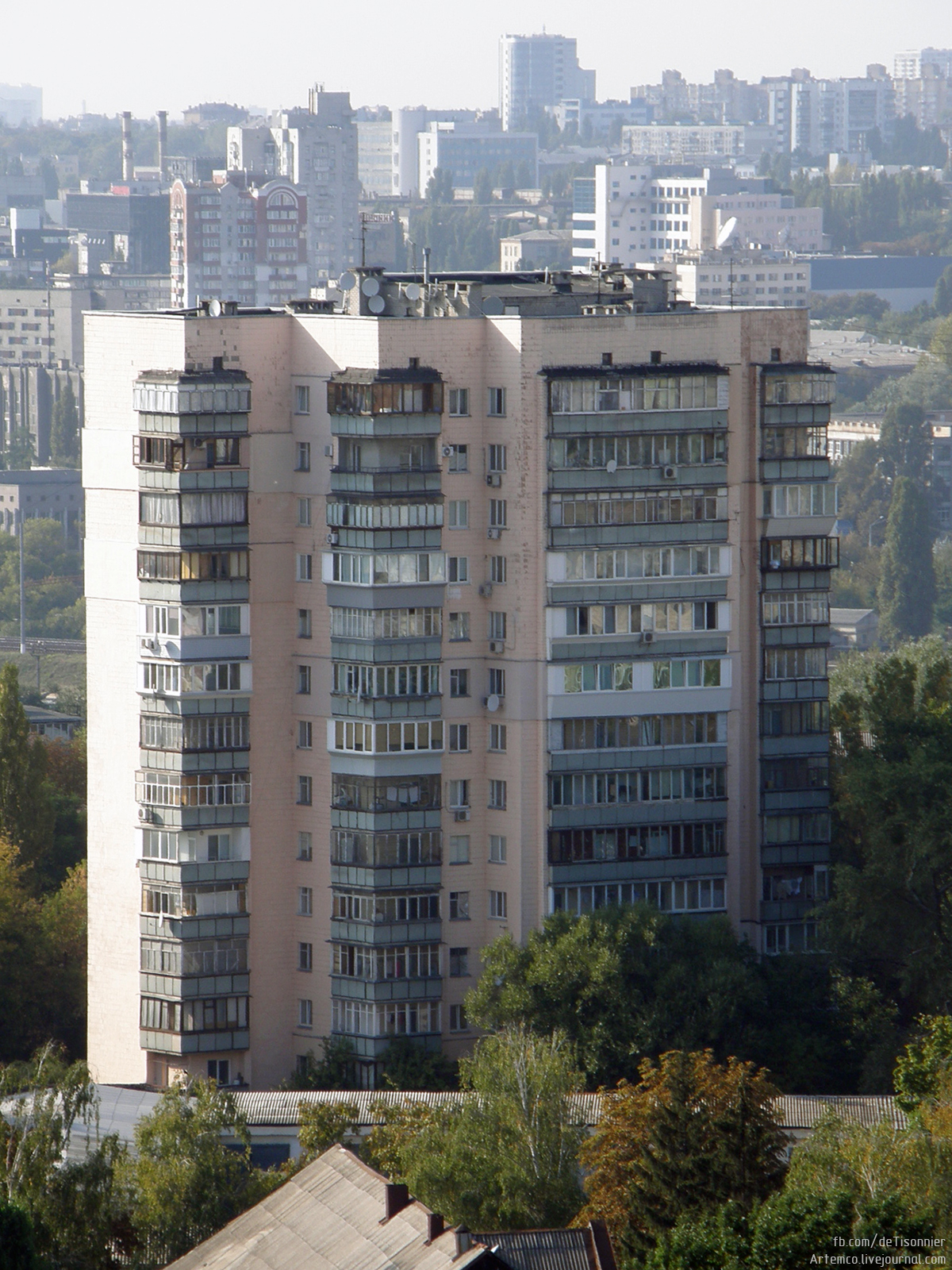
вул. Карела Чапека, 11а (1983)
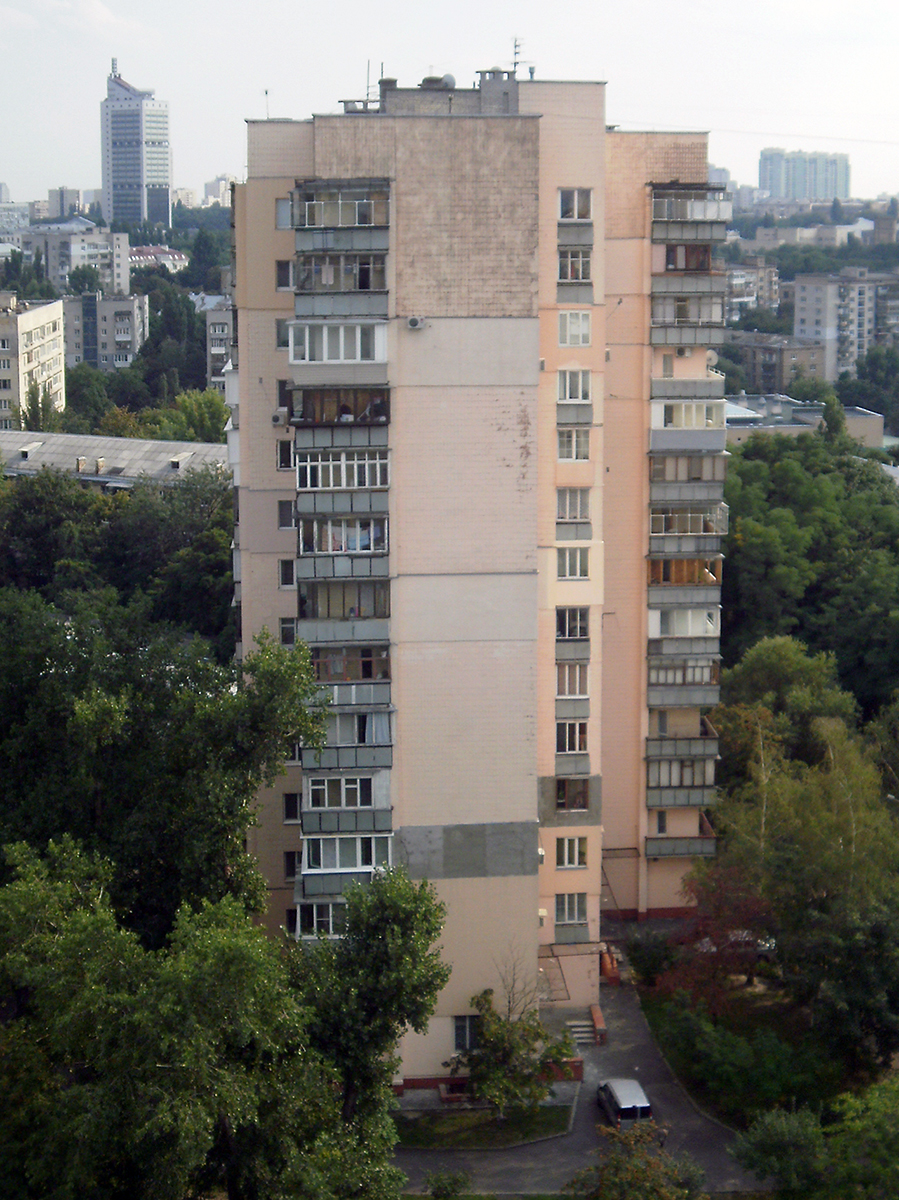
вул. Карела Чапека, 11а (1983)
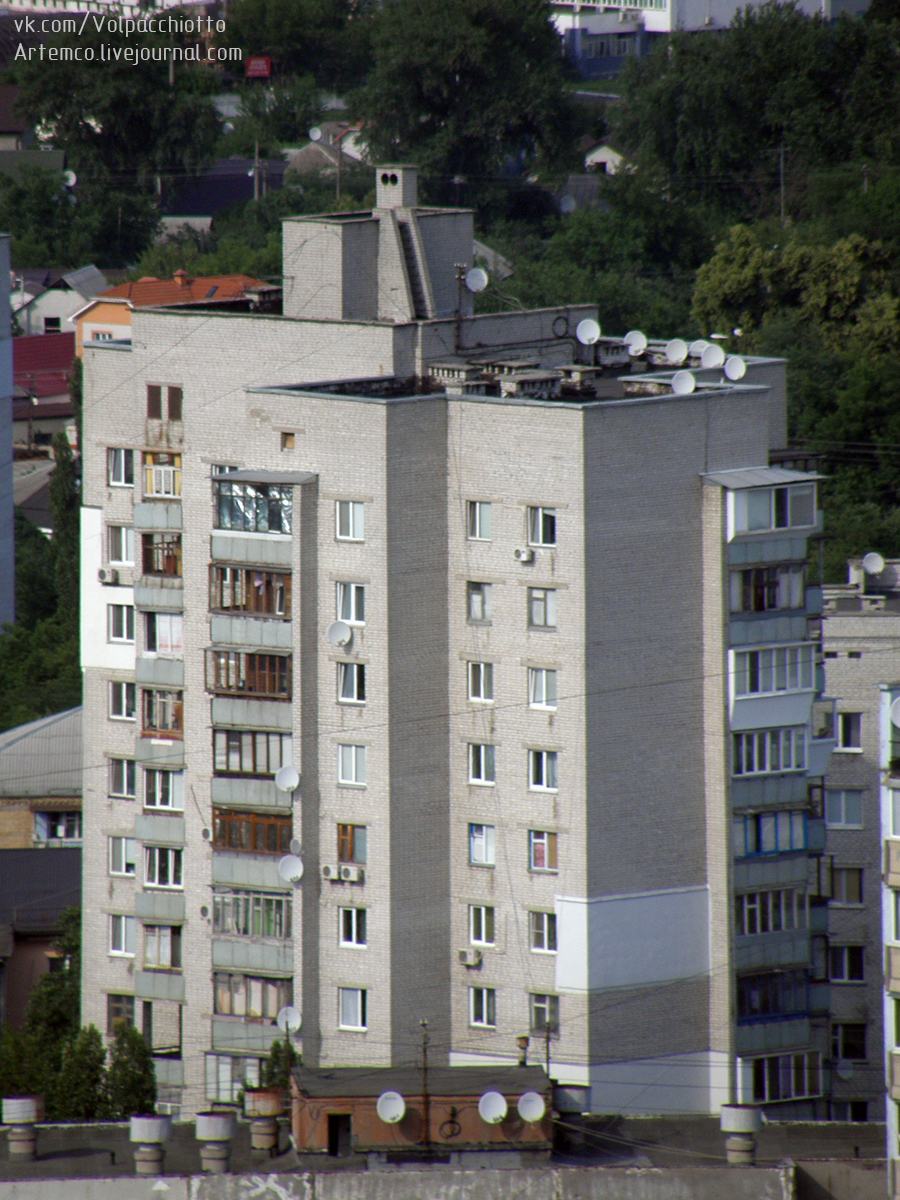
вул. Калиновського, 5 (1983)
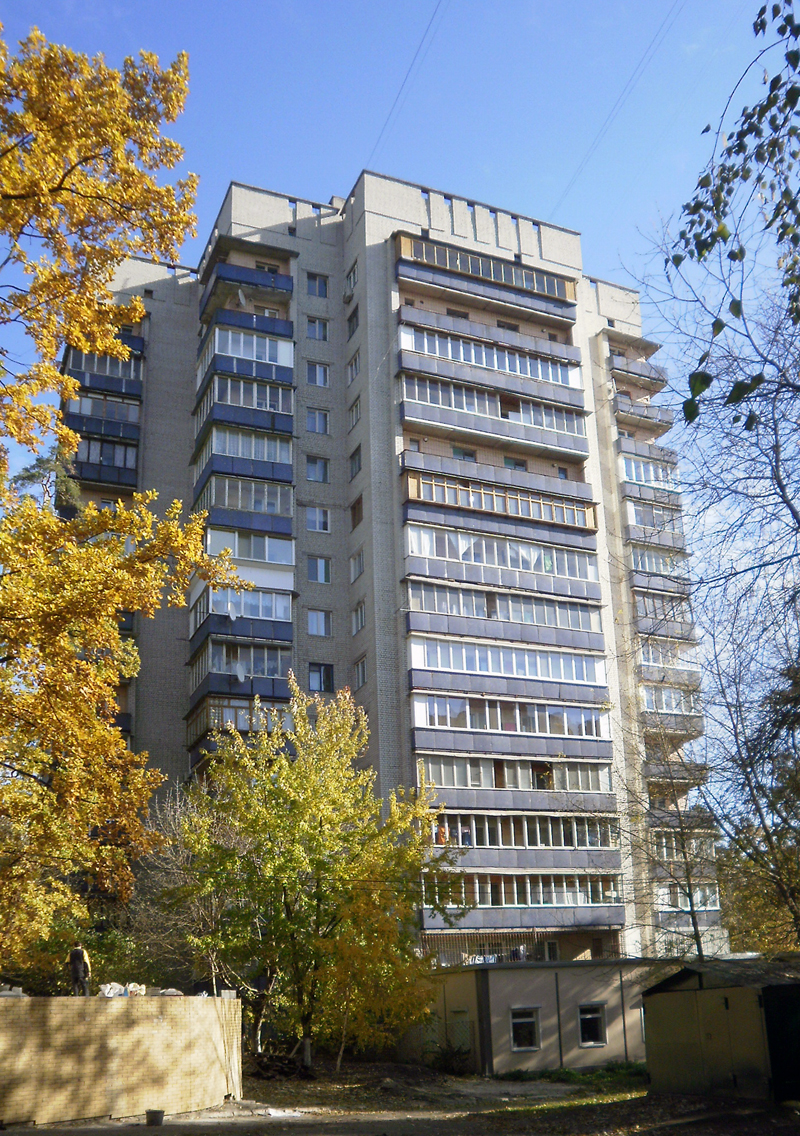
вул. Львівська, 57 (1983)
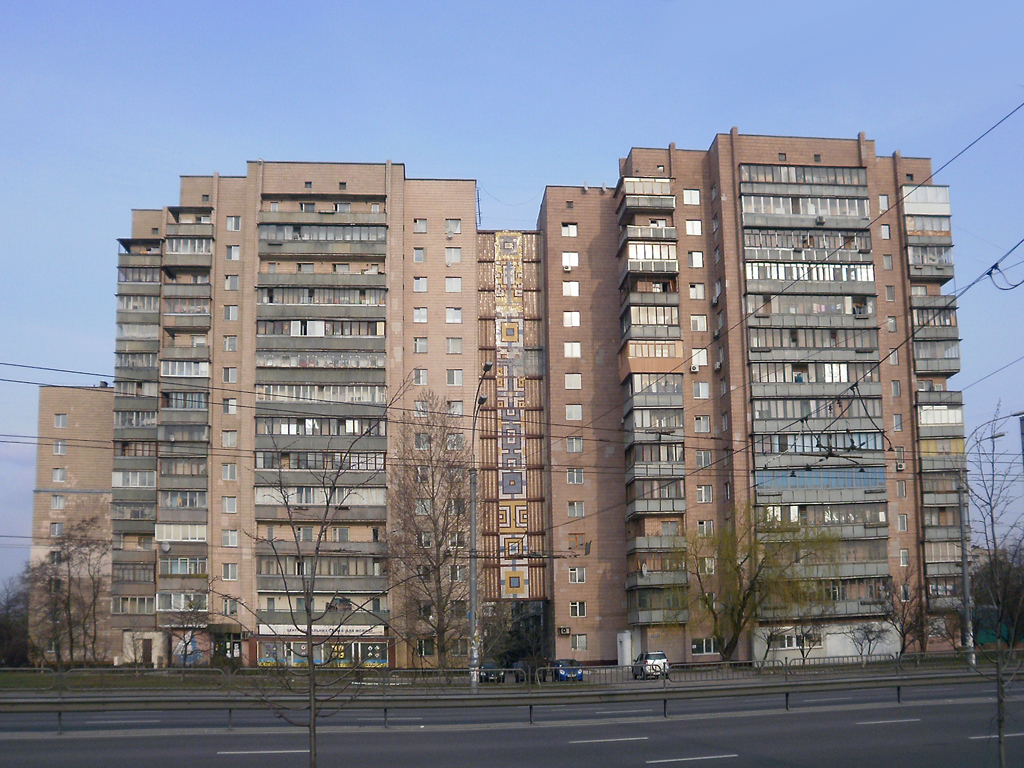
Воскресенський просп., 56 (1986) і 54 (1981)
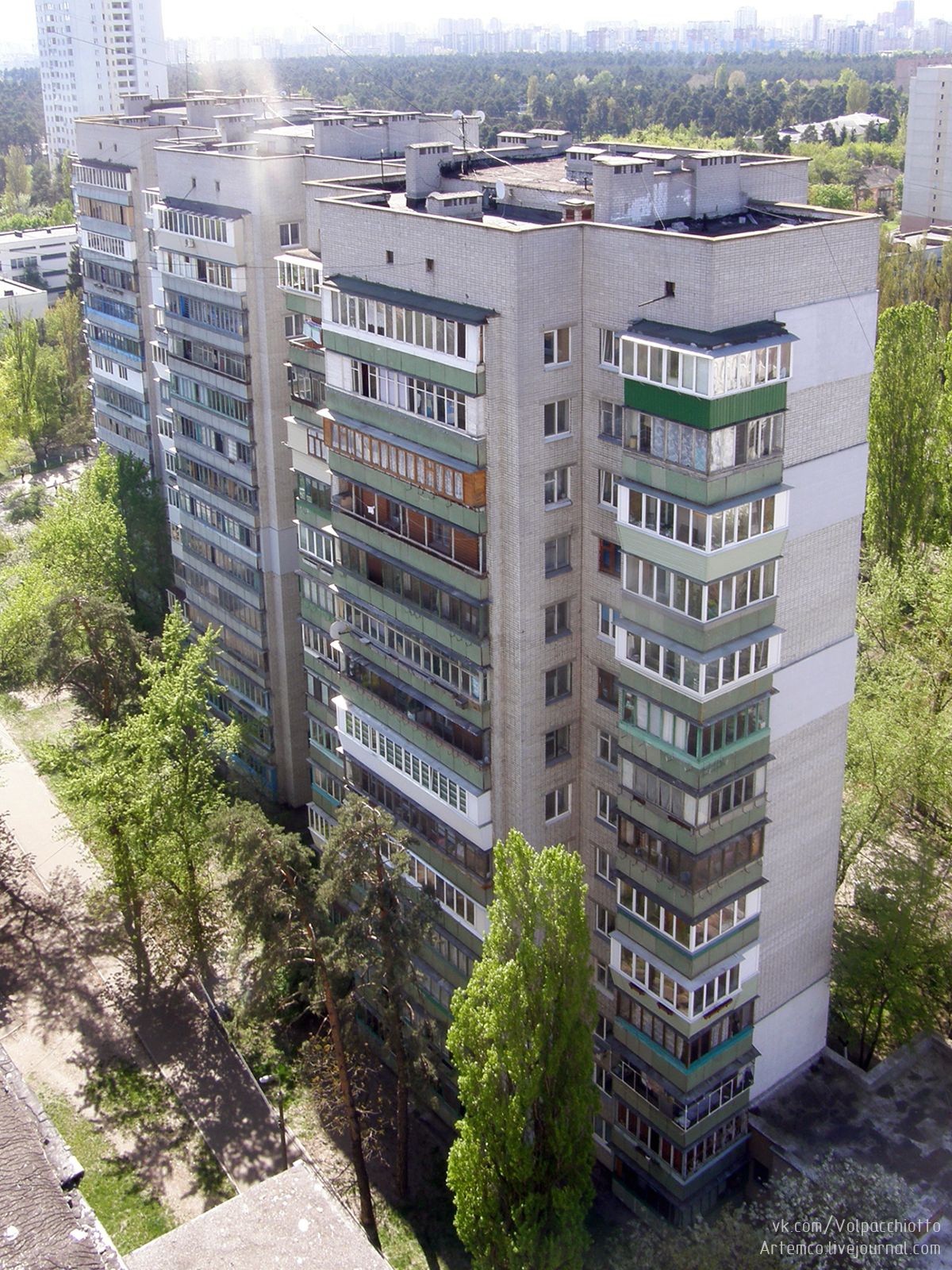
вул. Бориспільська, 32 а (1981), б, в (1983) — три до ряду
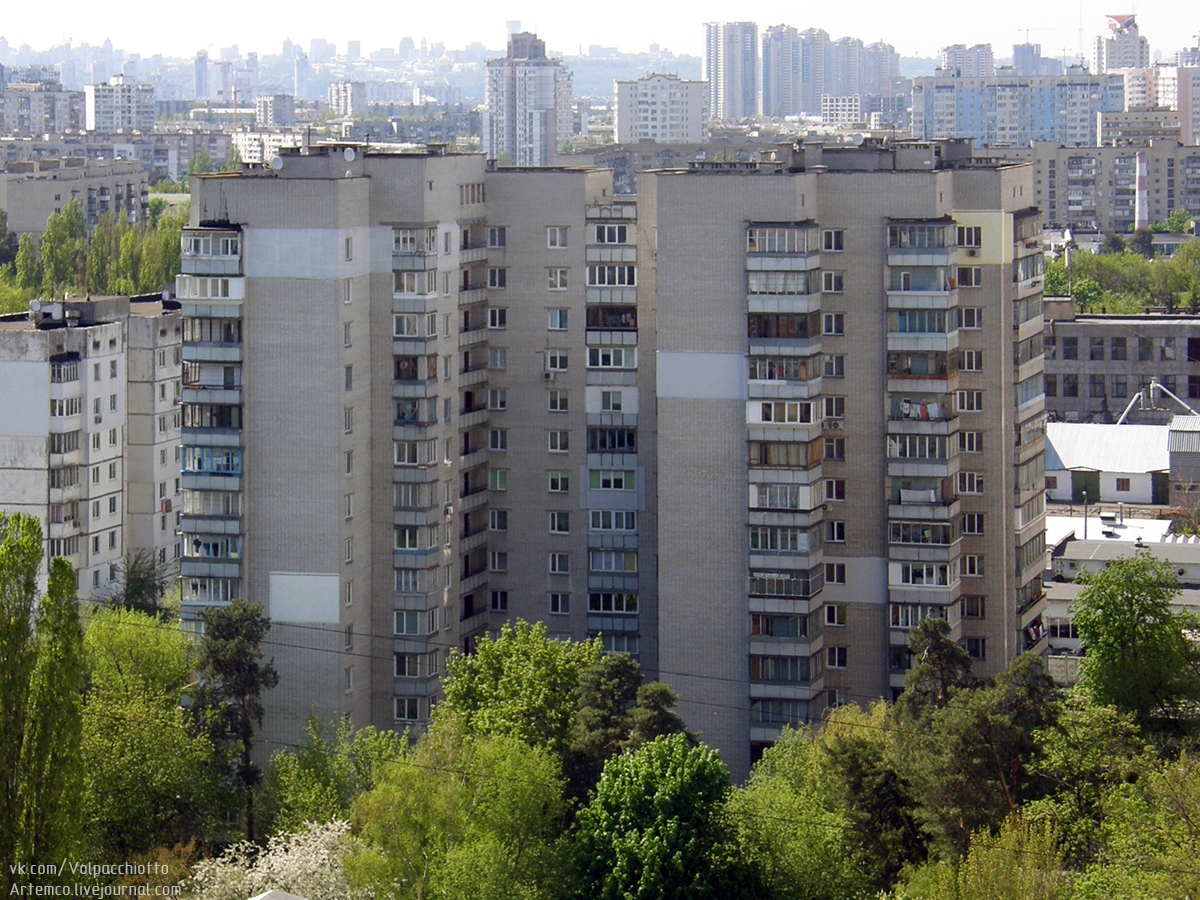
вул. Бориспільська, 28в (1987) і 28б (1999?2001), з'єднані задніми торцями

### Костянтинівка– 2

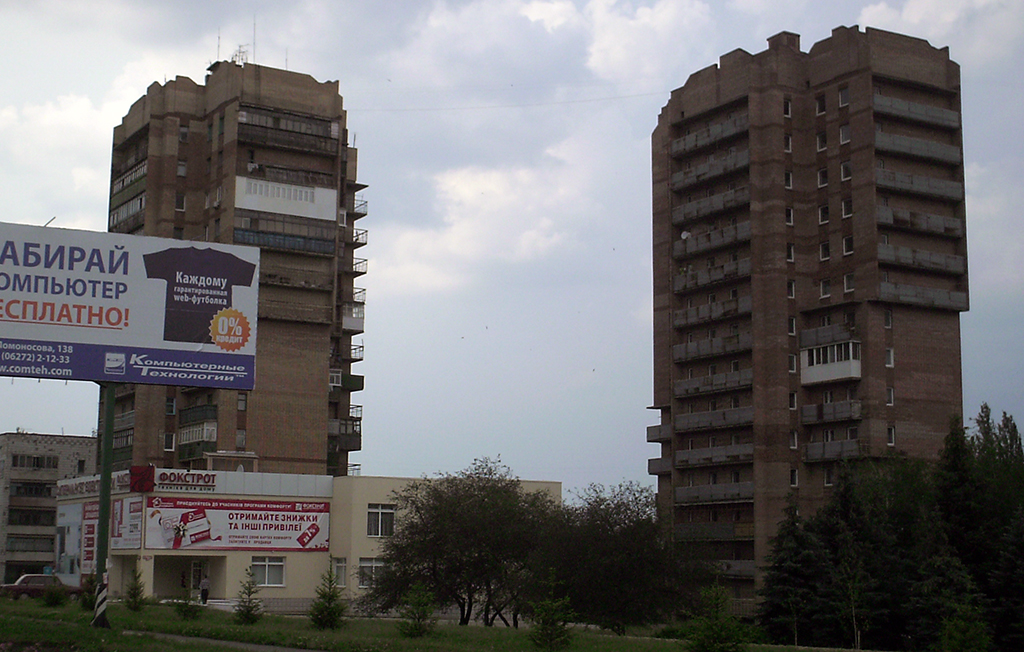
пл. Перемоги, 16 (1991) і 18 (довгобуд, 2005)
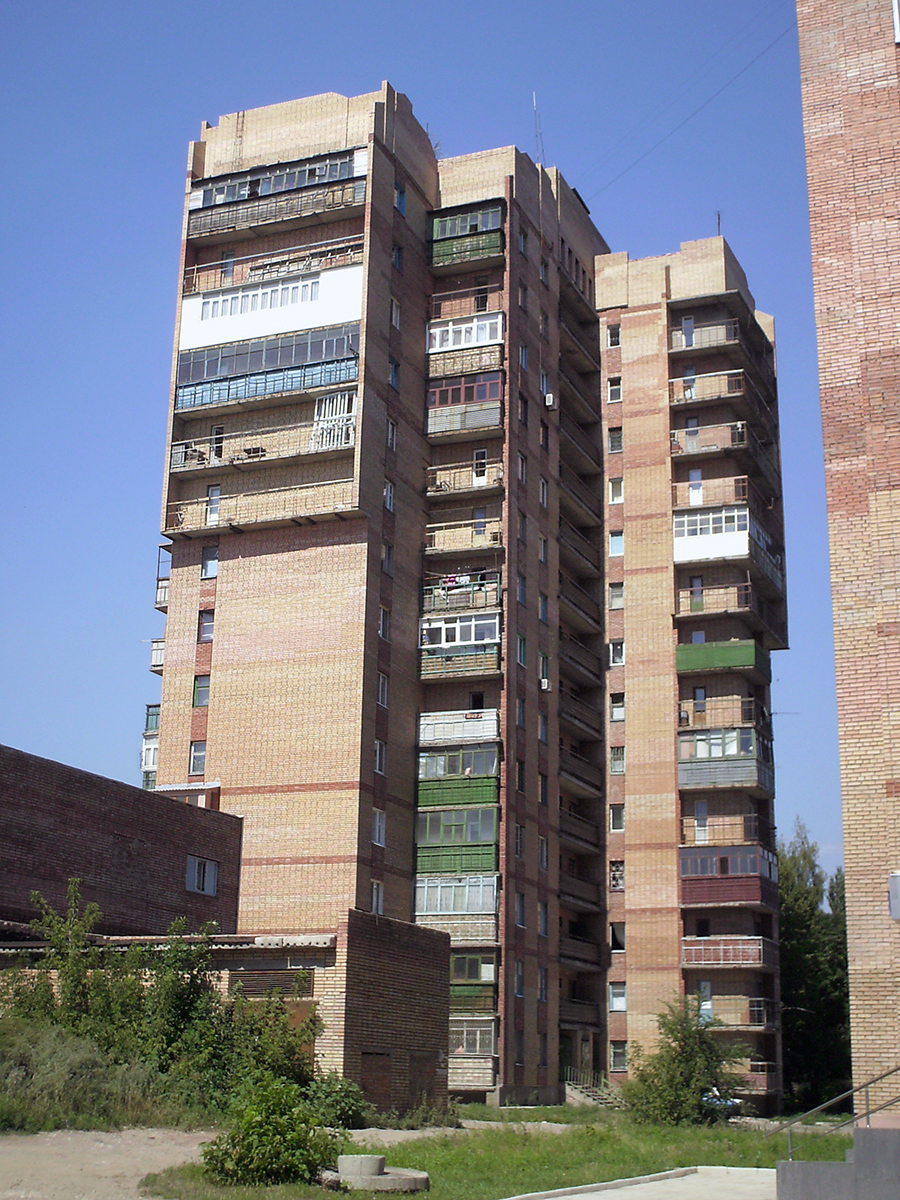
пл. Перемоги, 16 (1991)
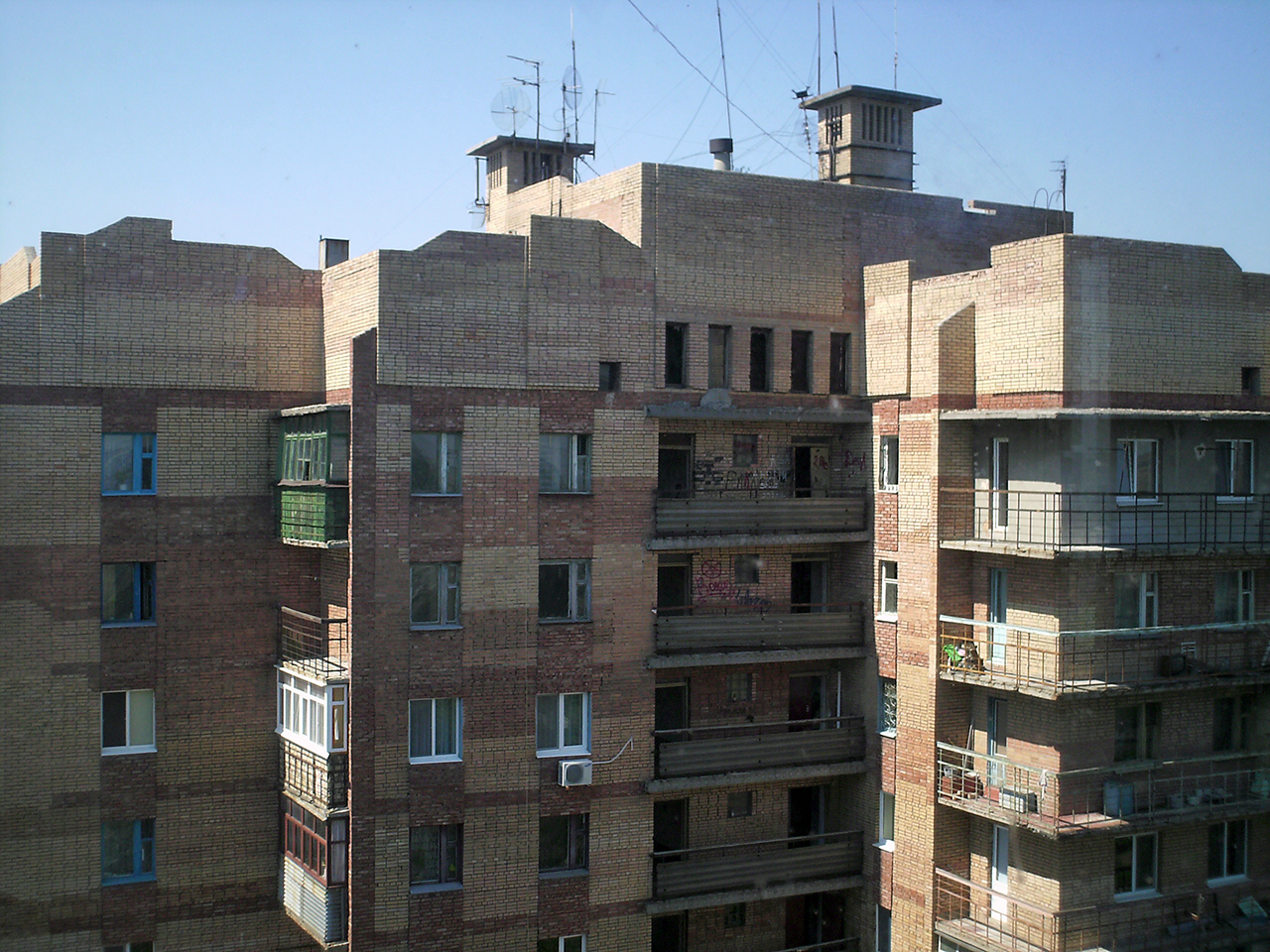
пл. Перемоги, 16 (1991)

### Краматорськ– 3 будинки, 7 секцій

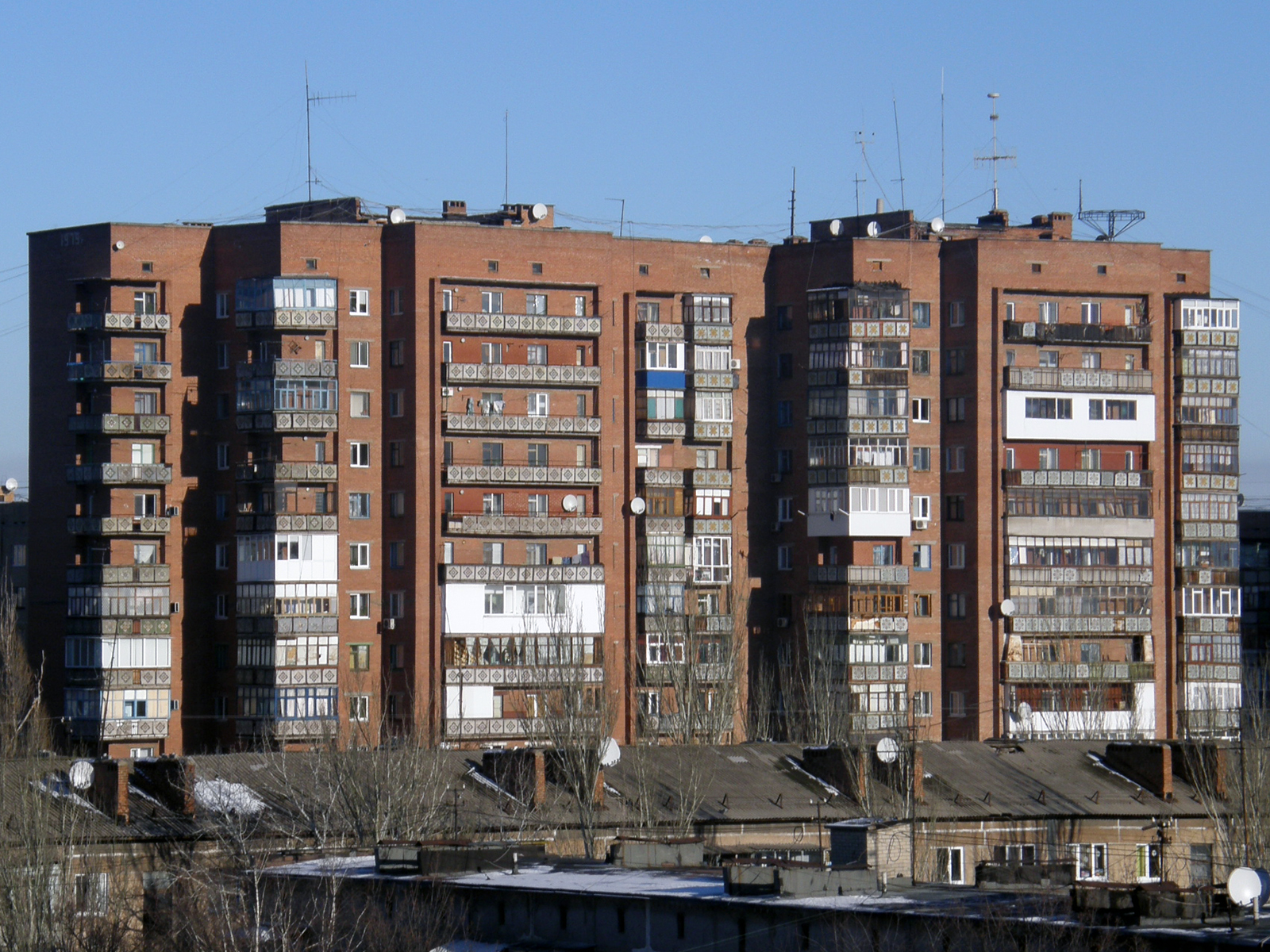
вул. Паркова, 91 (1979–1981)
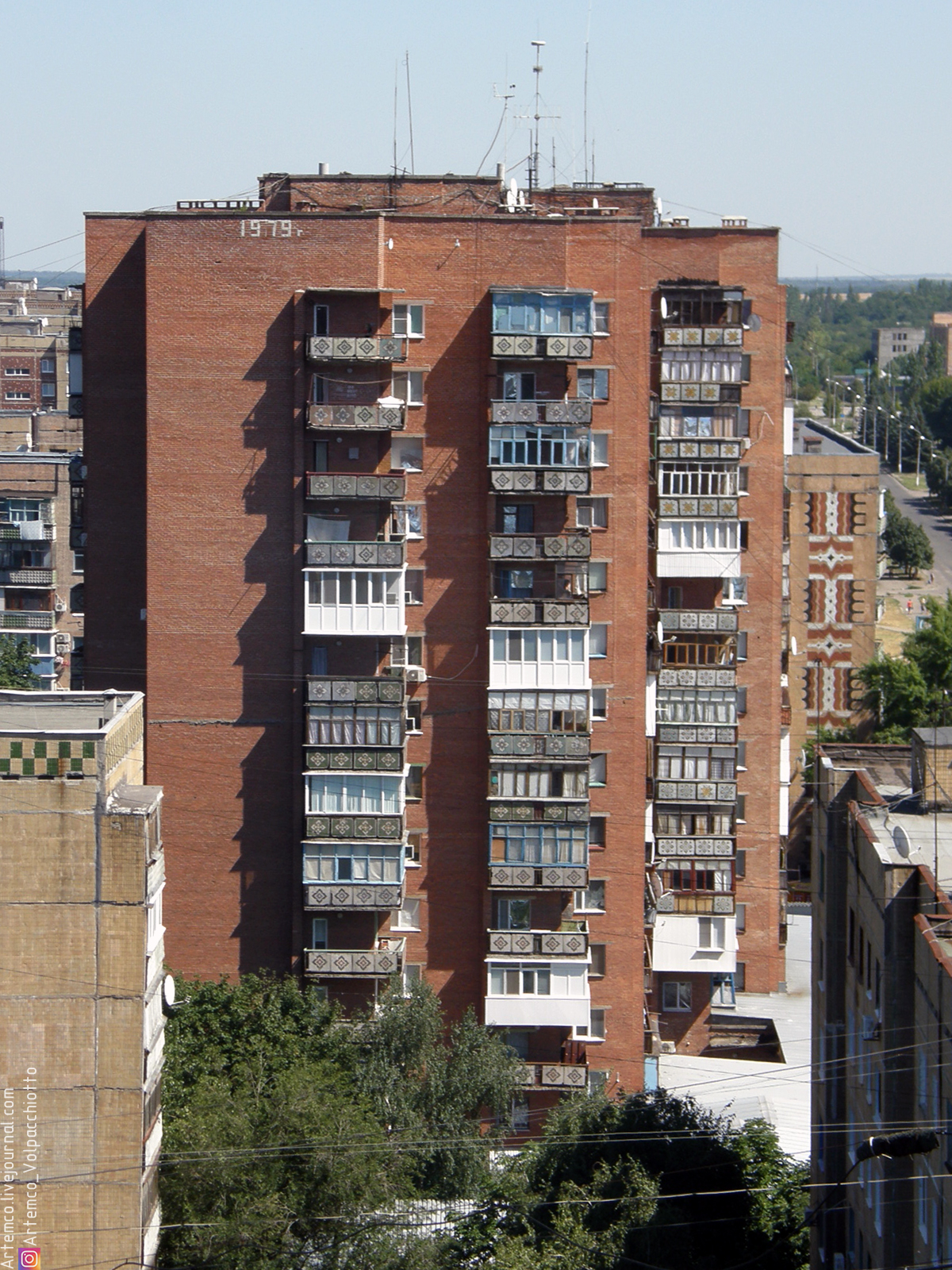
вул. Паркова, 91 (1979–1981)
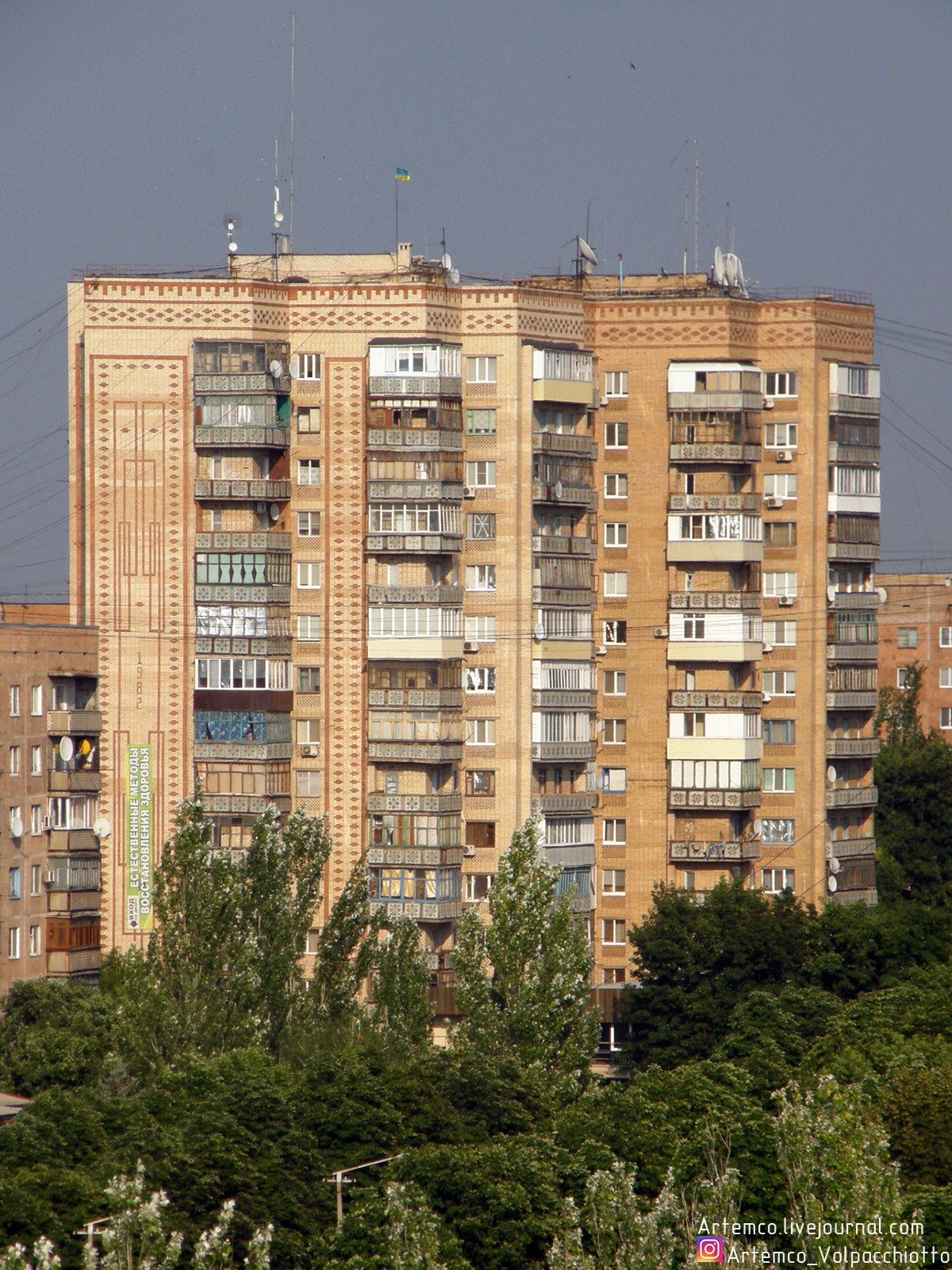
просп. Незалежности, 57 (1982–1983)
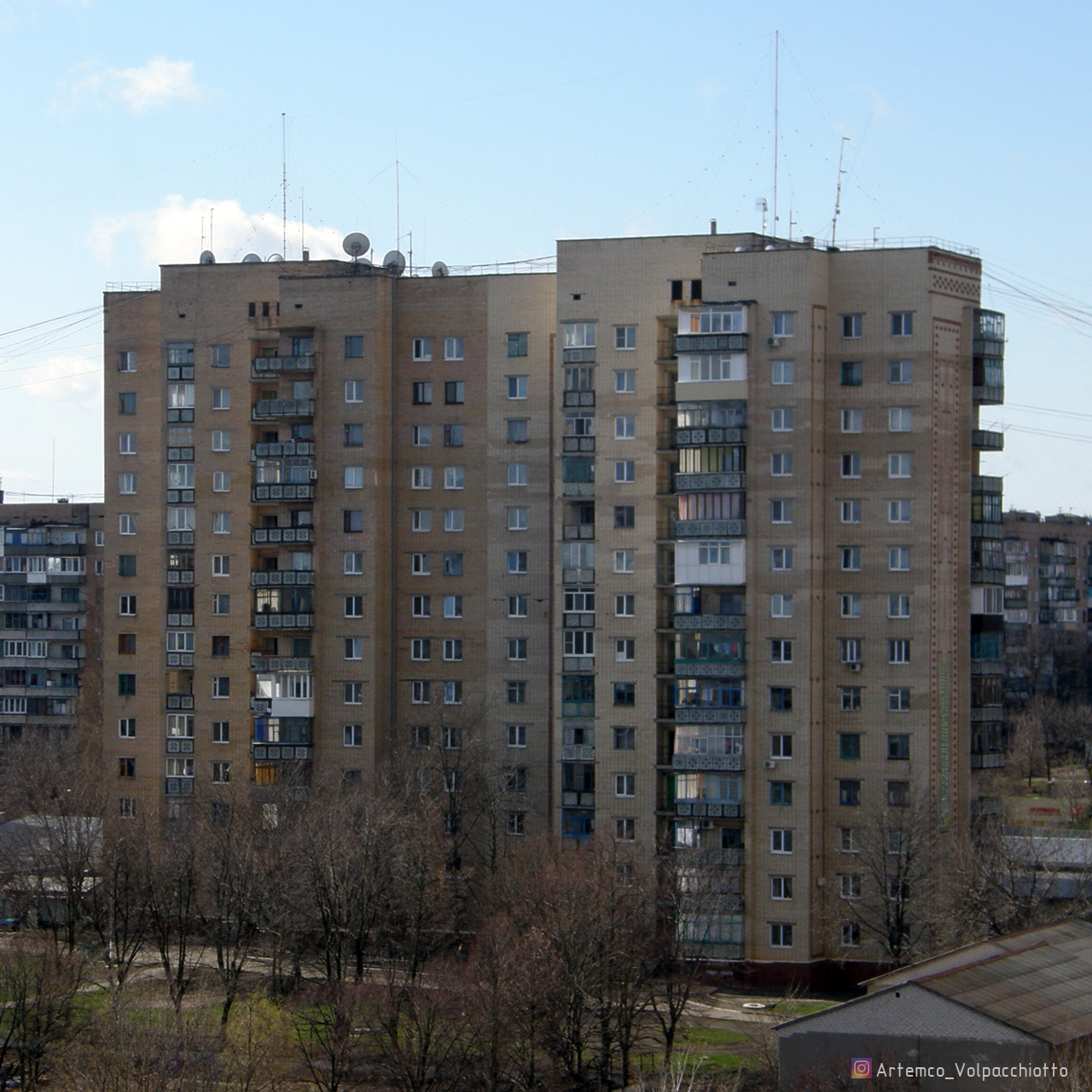
просп. Незалежности, 57 (1982–1983)
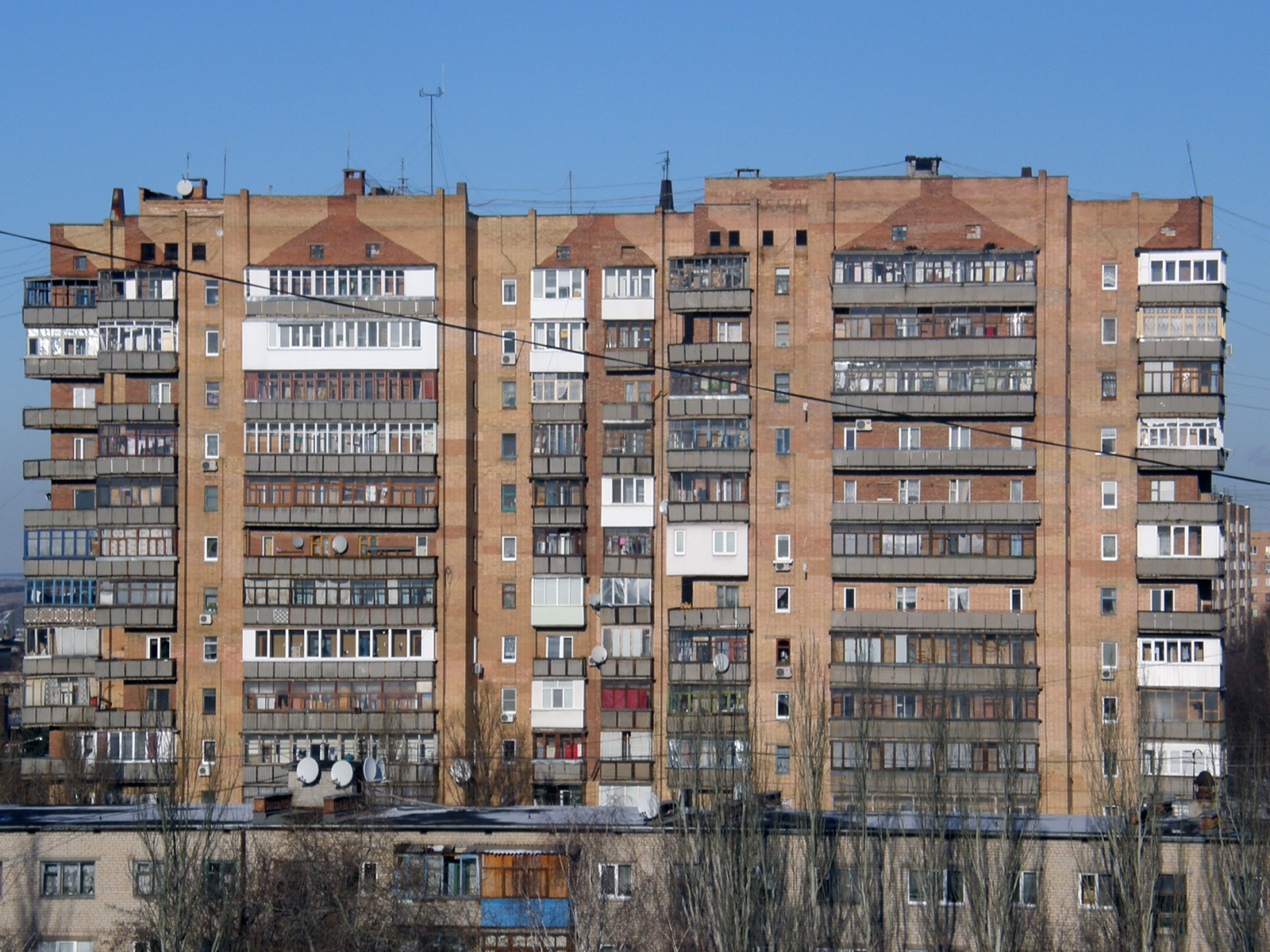
вул. Паркова, 83 (1979–1981)
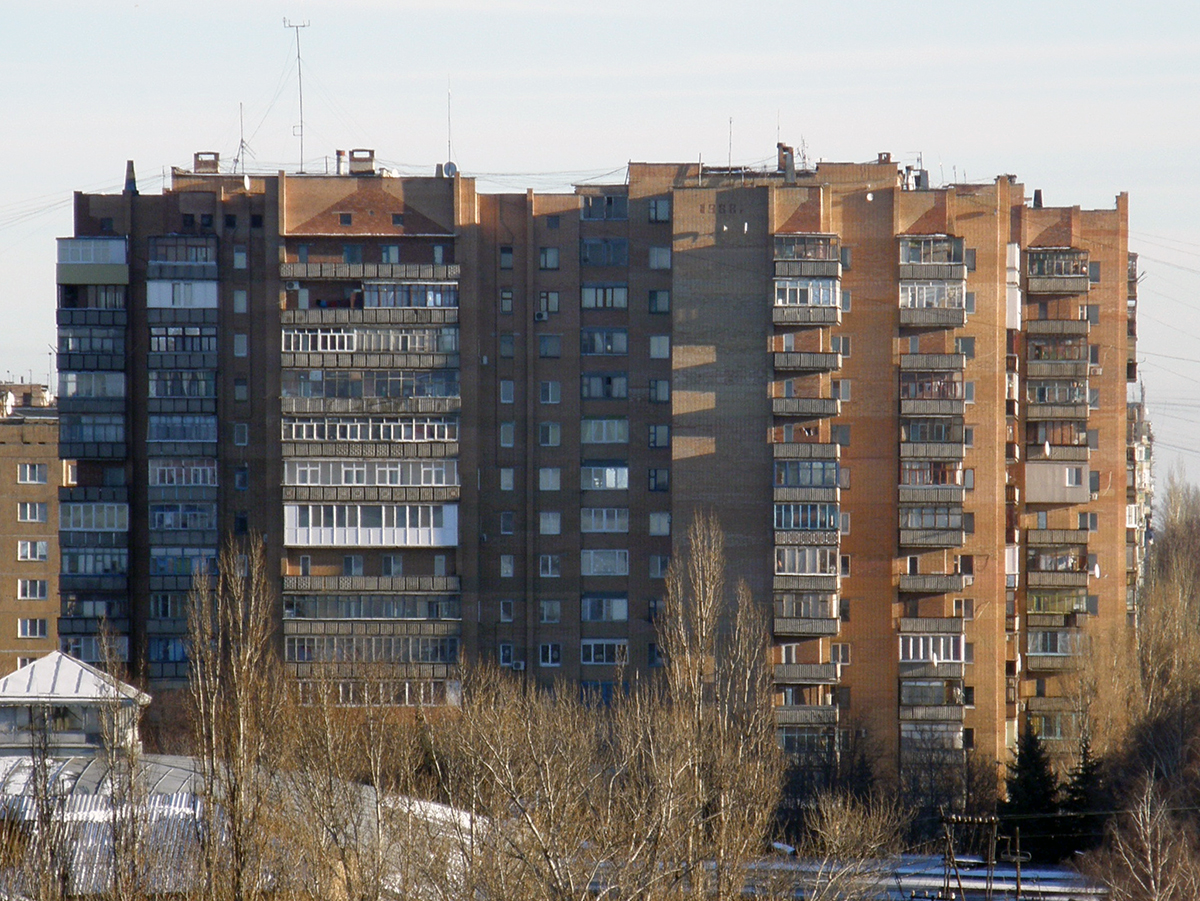
вул. Паркова, 83 (1987–1990)
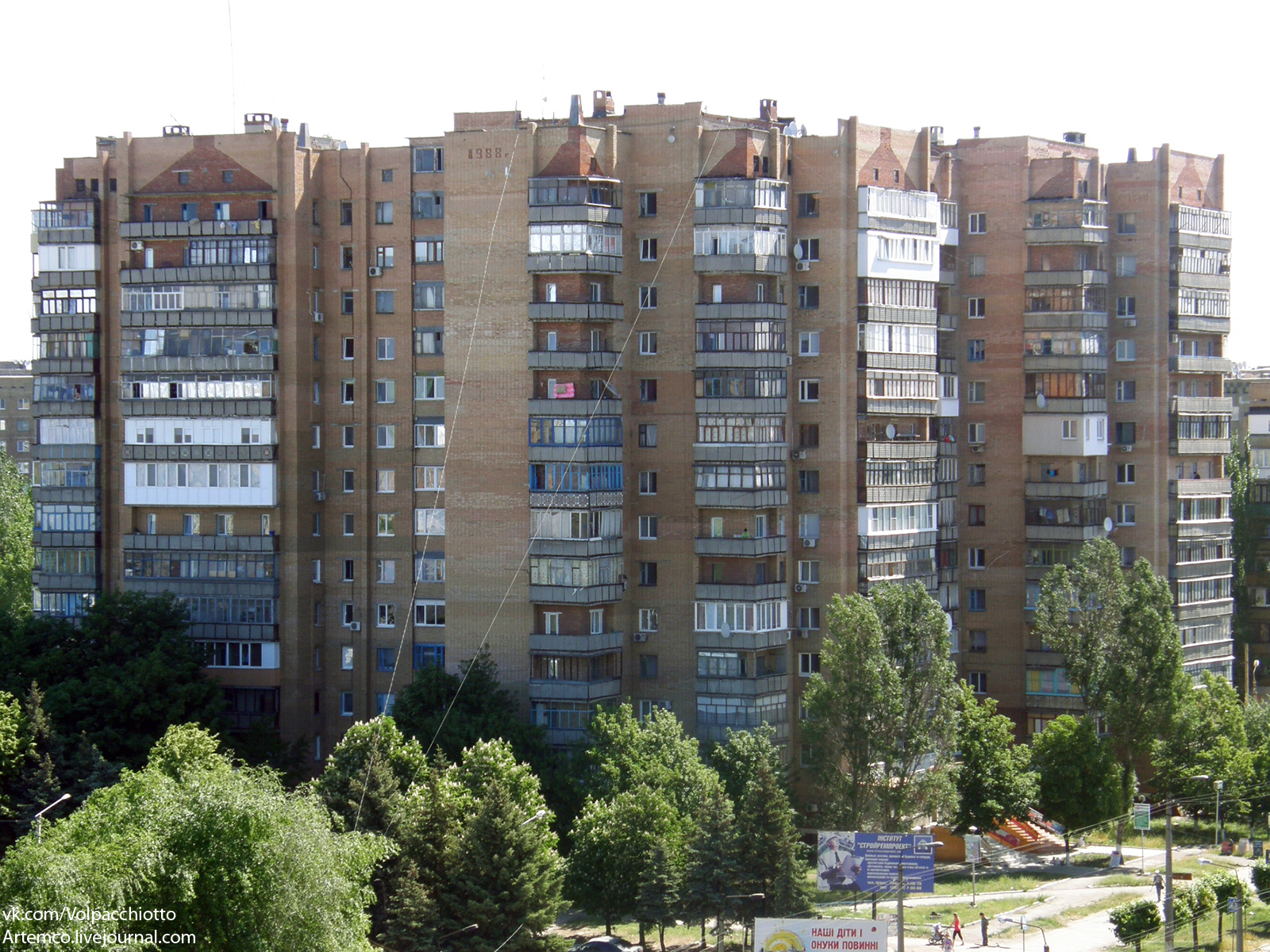
вул. Паркова, 83 (1987–1990)
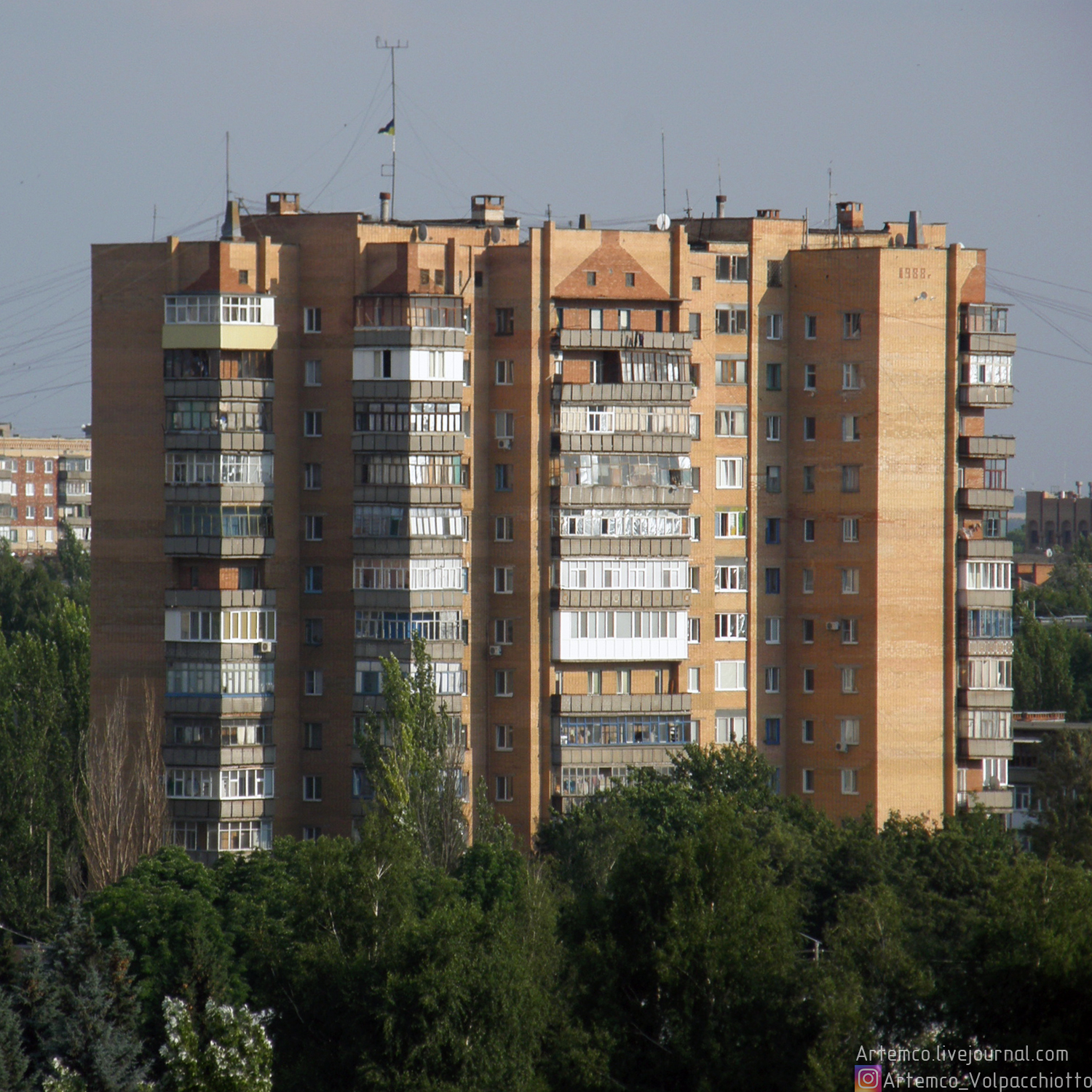
вул. Паркова, 83 (1987–1990)

### Кривий Ріг

вул. Олександра Поля, 4 (1994)
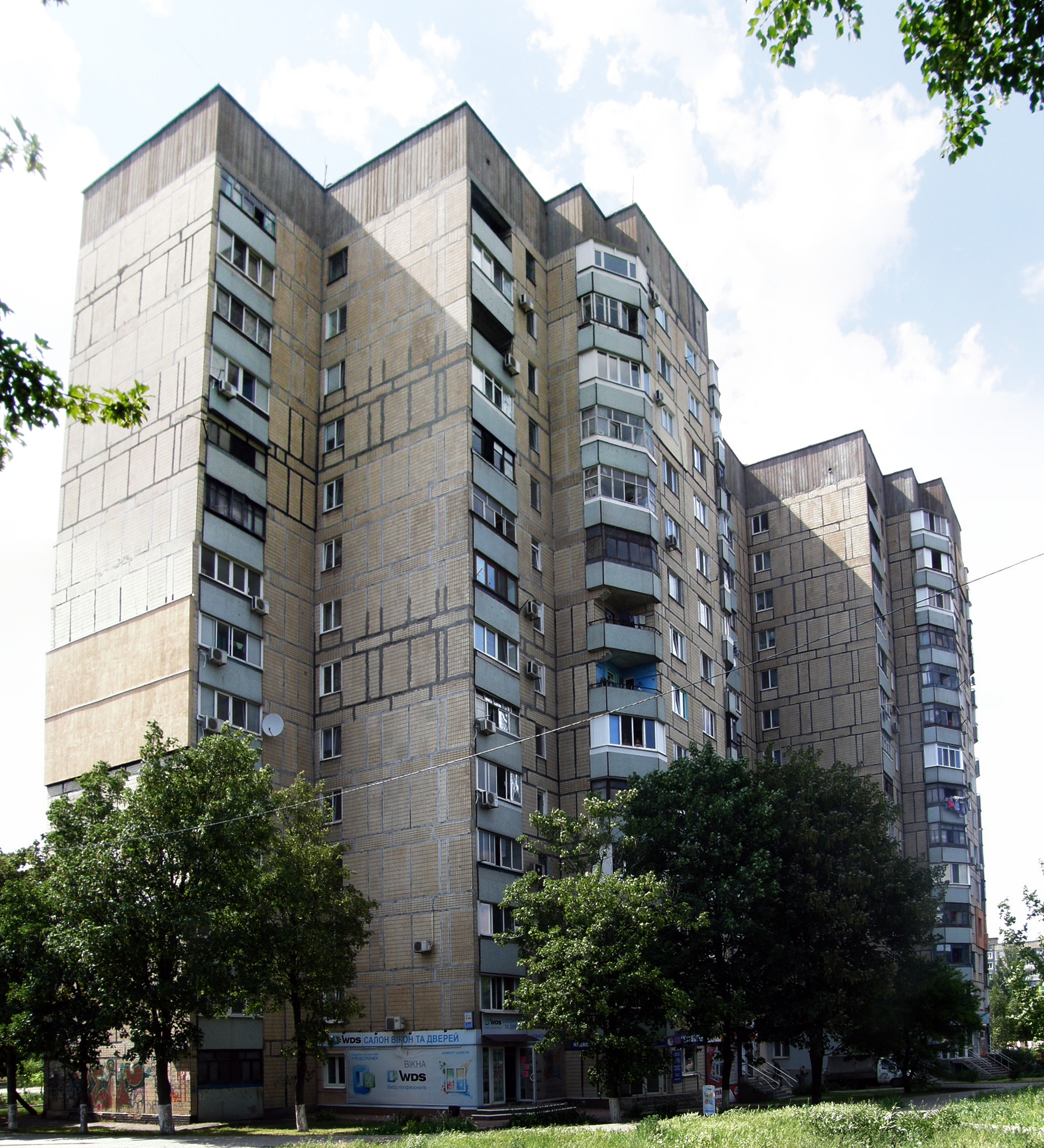
4-й Зарічний мкрн., 31 і 32 (1988) — 123-87-107

### Луганськ

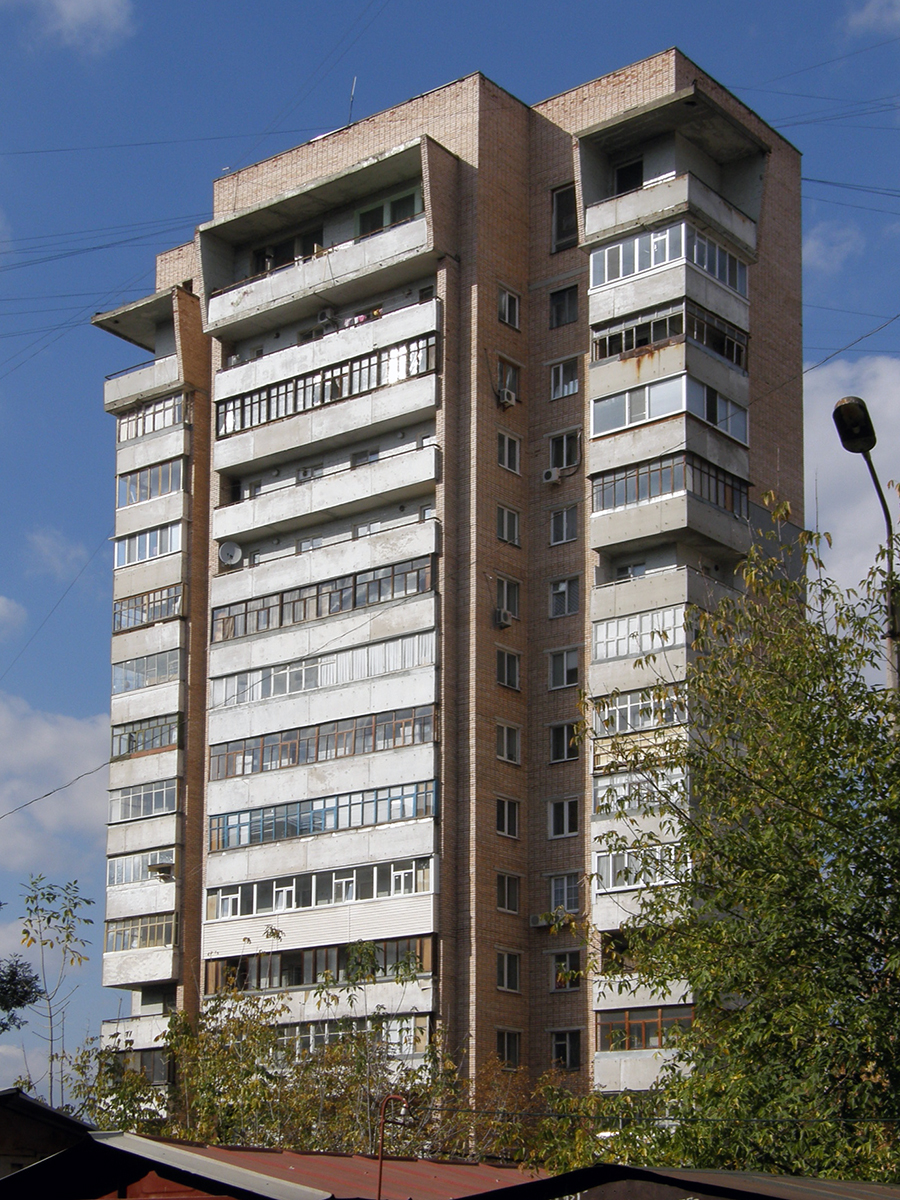
вул. Московська, 3
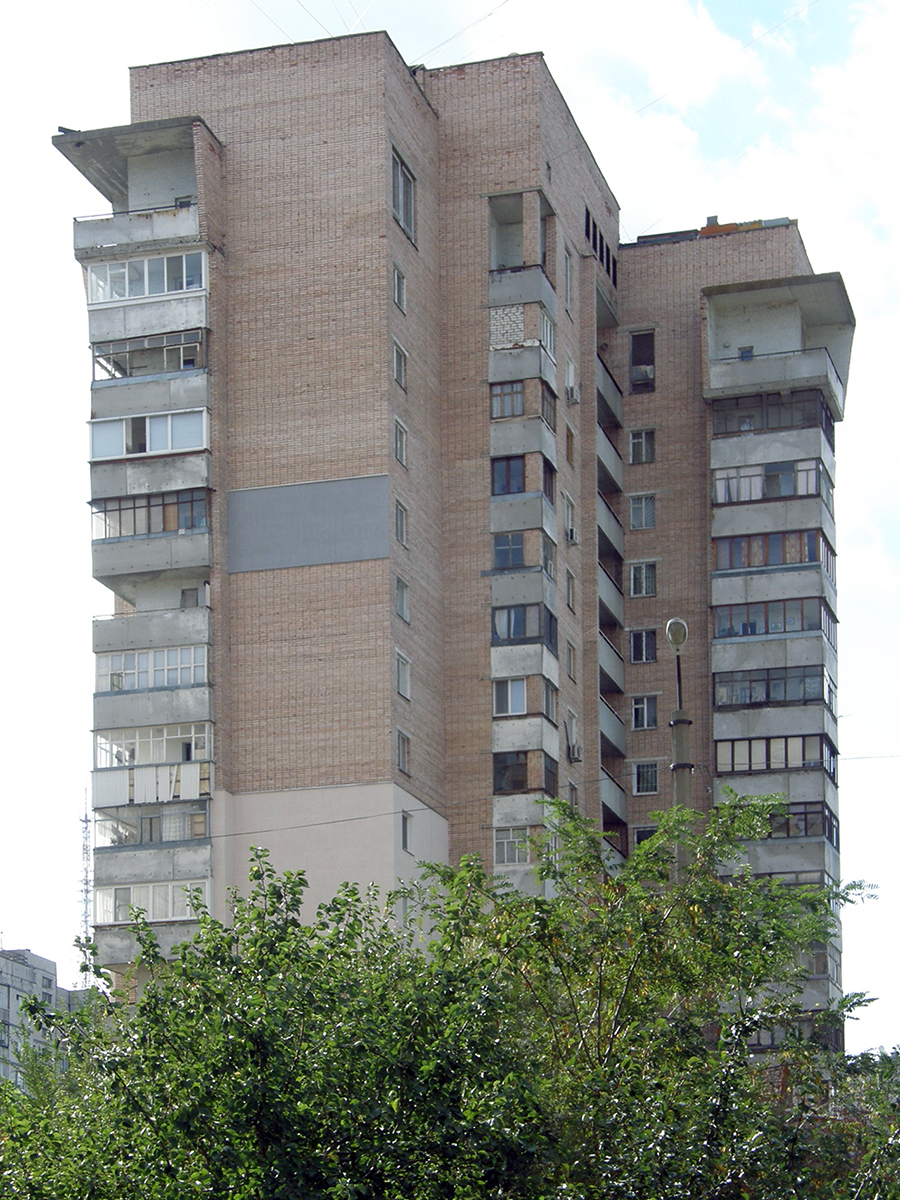
вул. Московська, 3
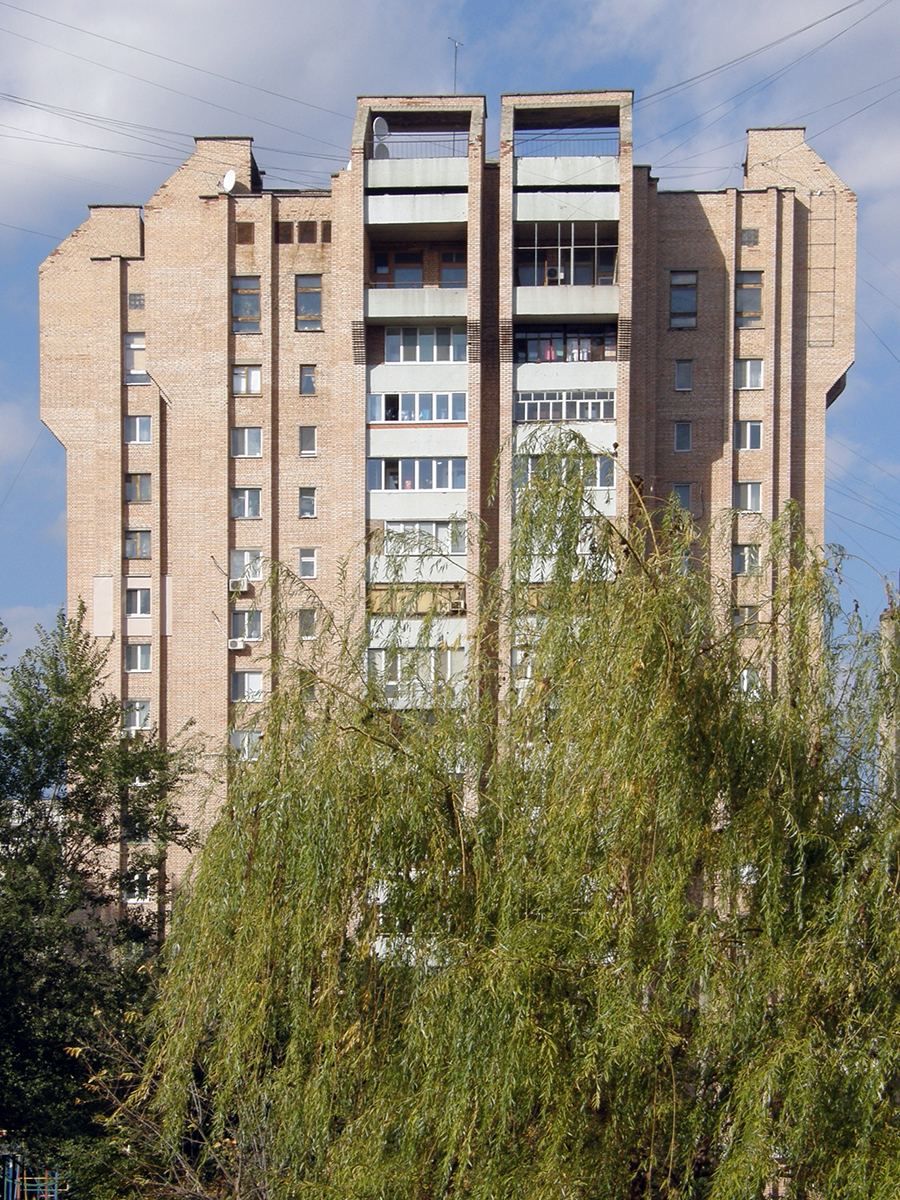
будинок із майстернями художників 16-а лінія, 5, архітектори А. Г. Кочевський, Л. І. Козак
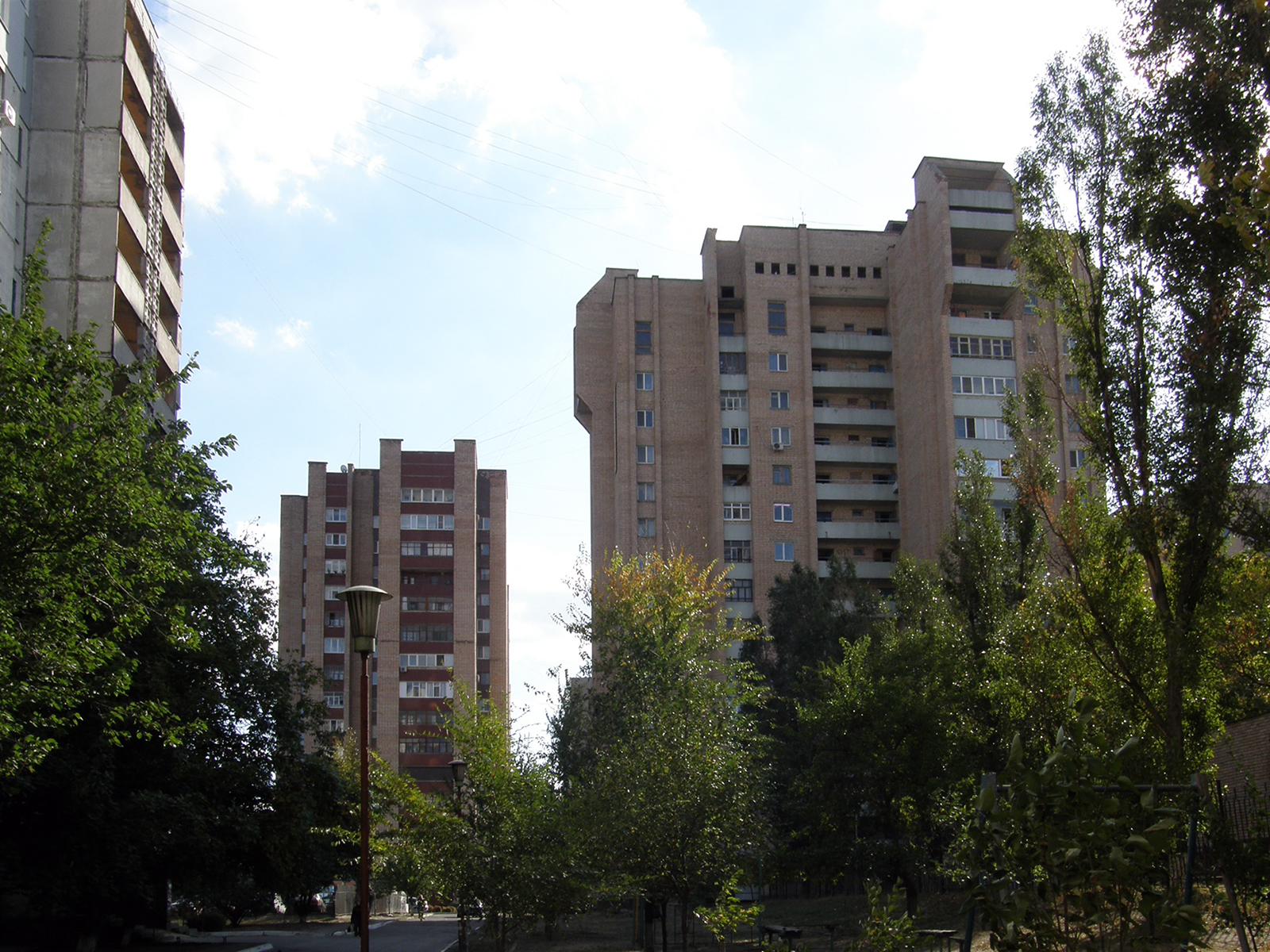
16-а лінія, 7 і 5
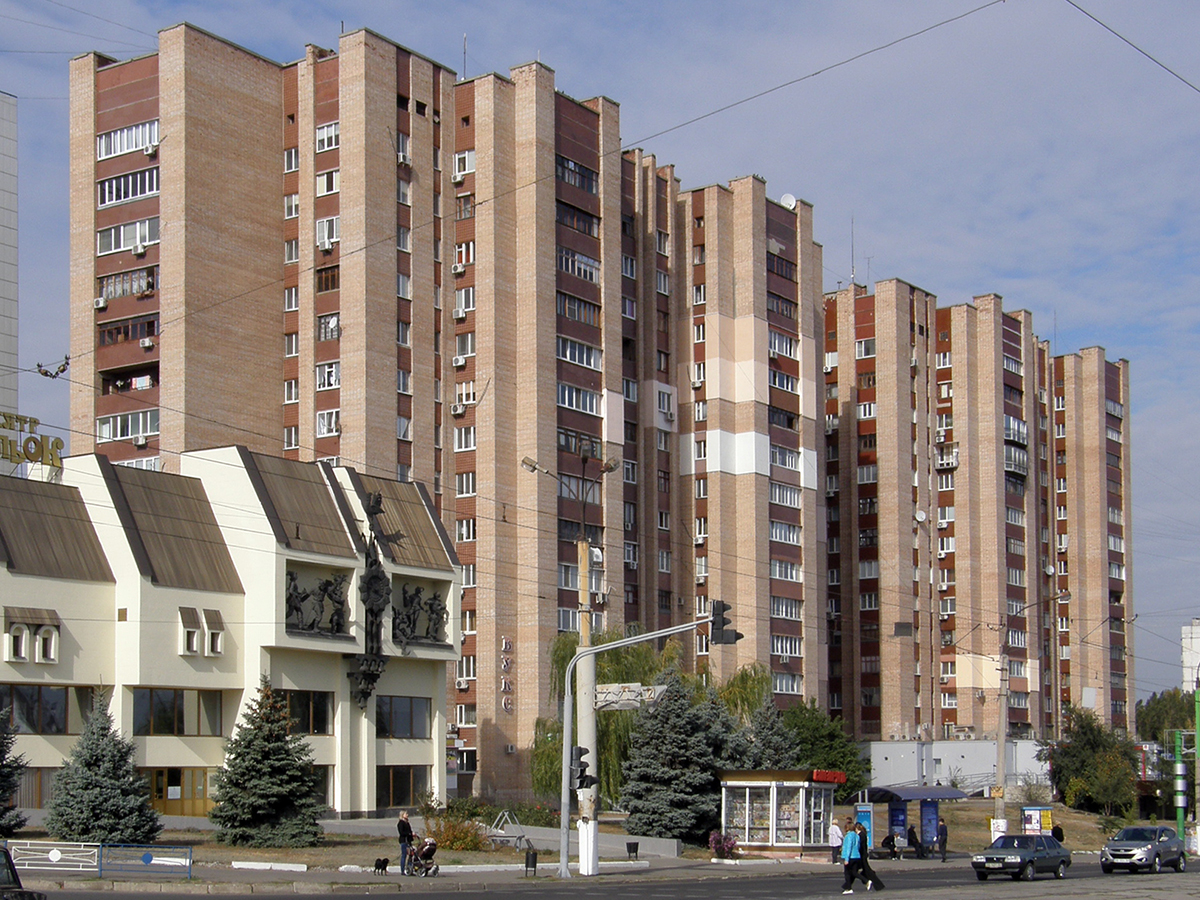
16-а лінія, 7 і 7а – чотири по дві симетричних
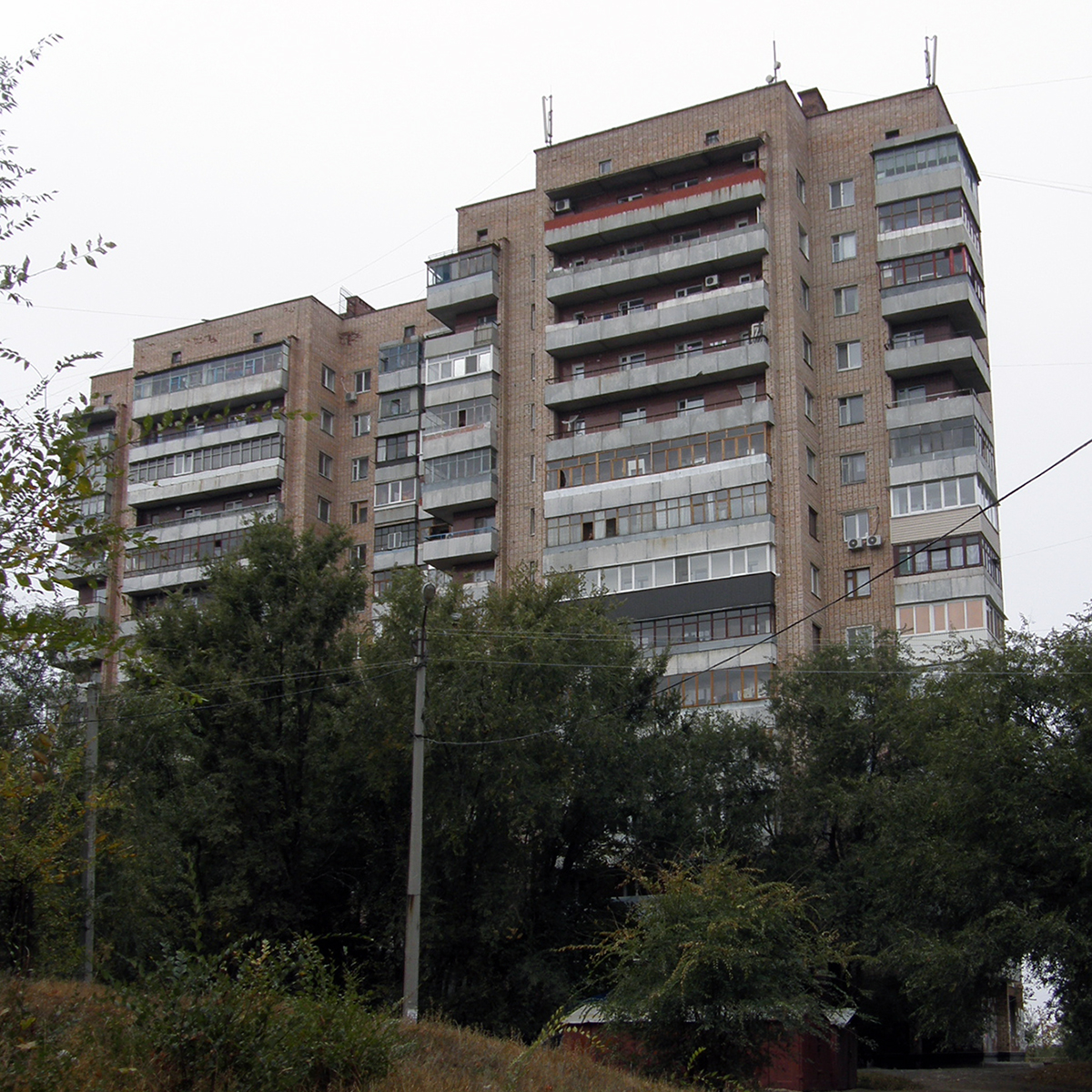
кв. Якіра, 9
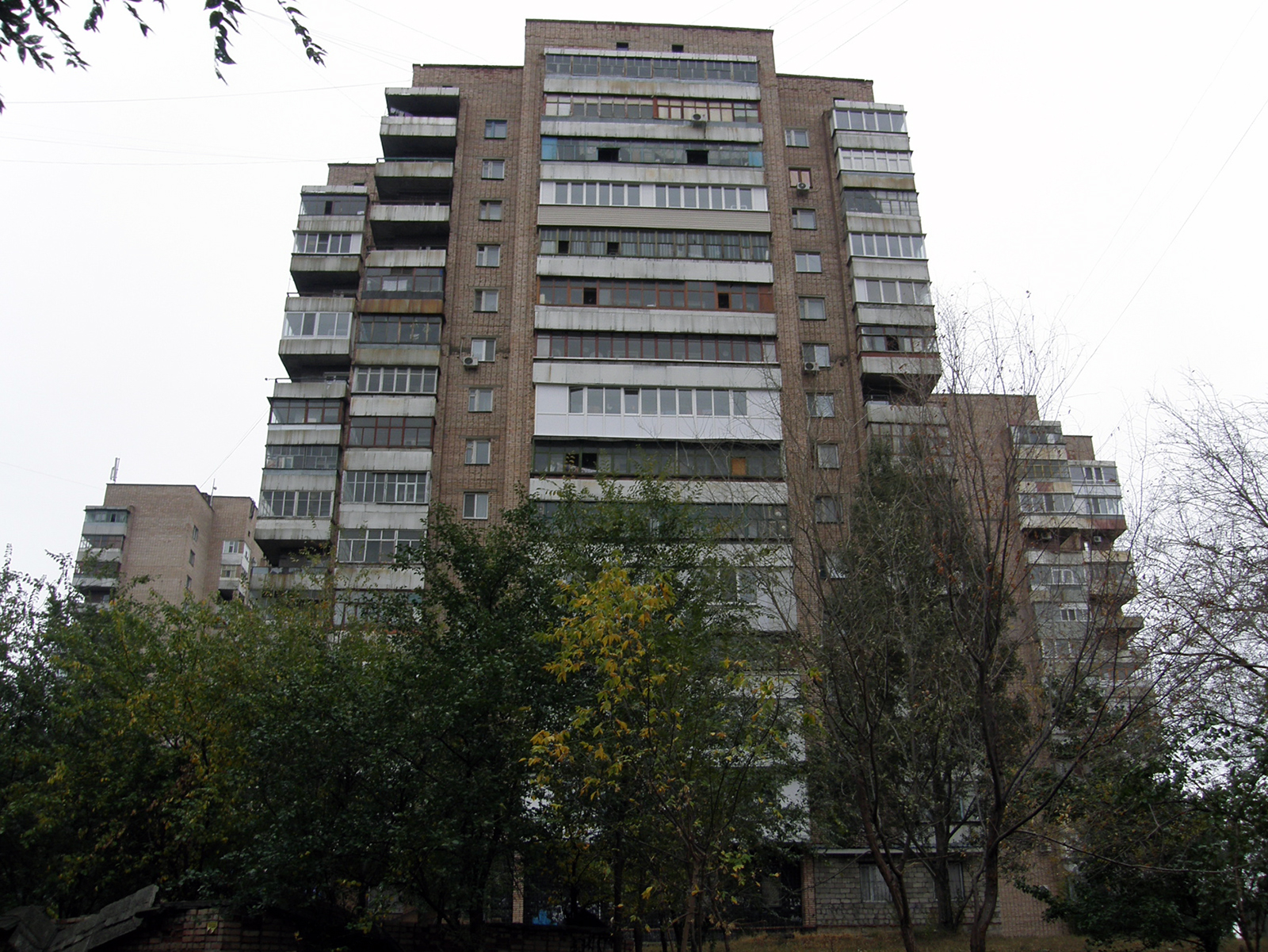
кв. Якіра, 12 (1984)

### Львів

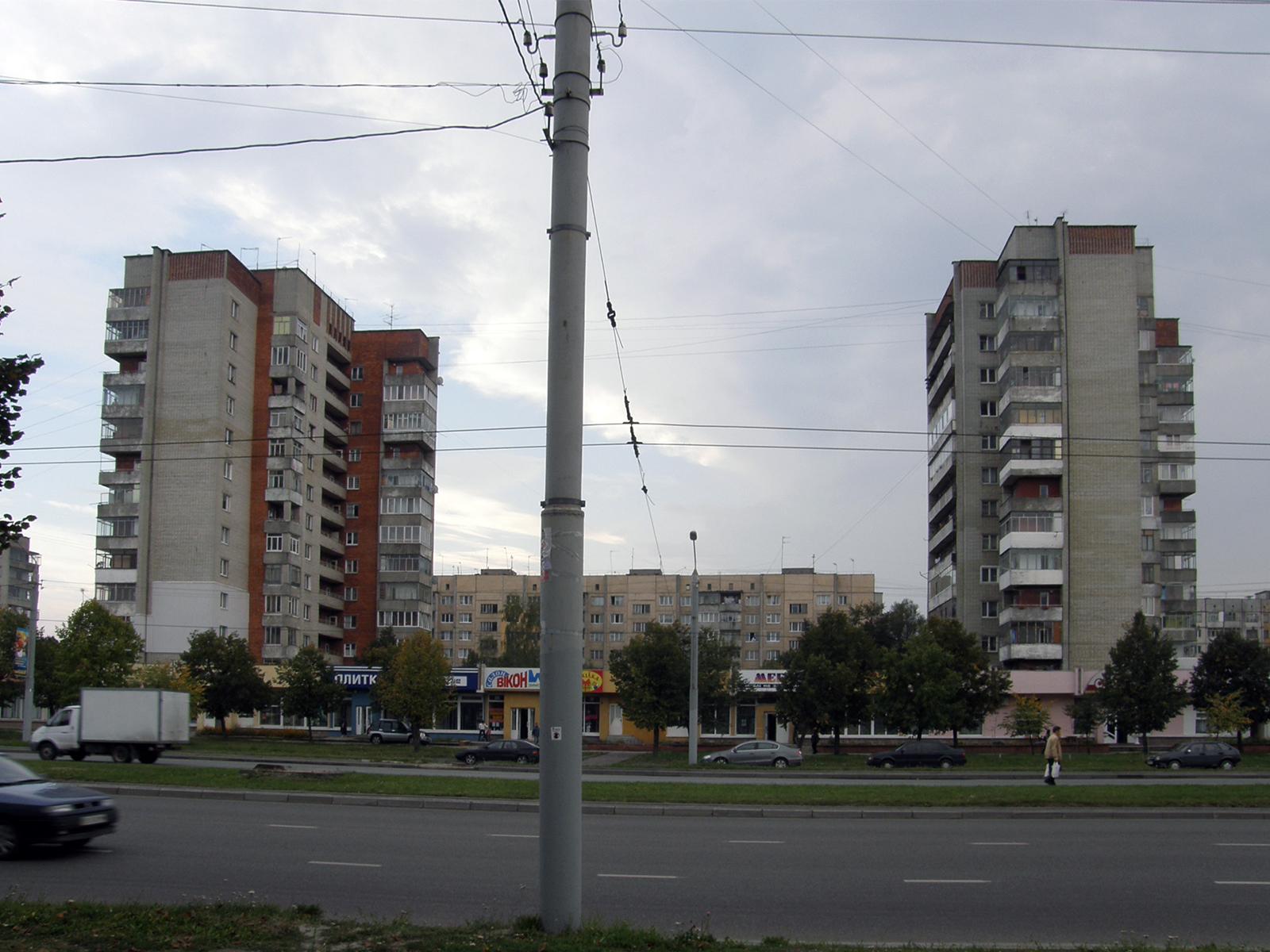
вул. Наукова, 61 і 59
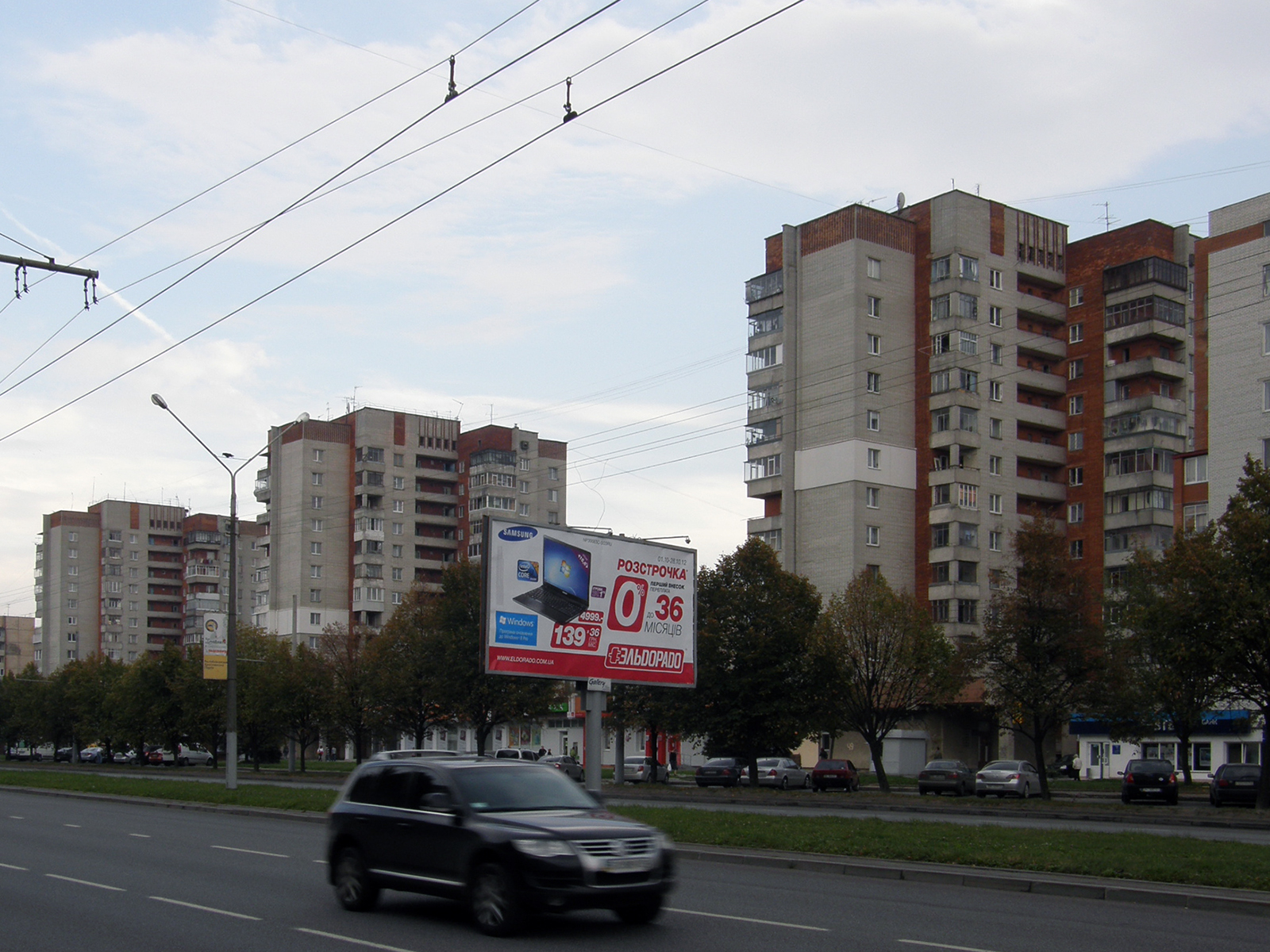
вул. Наукова, 29, 43, 49
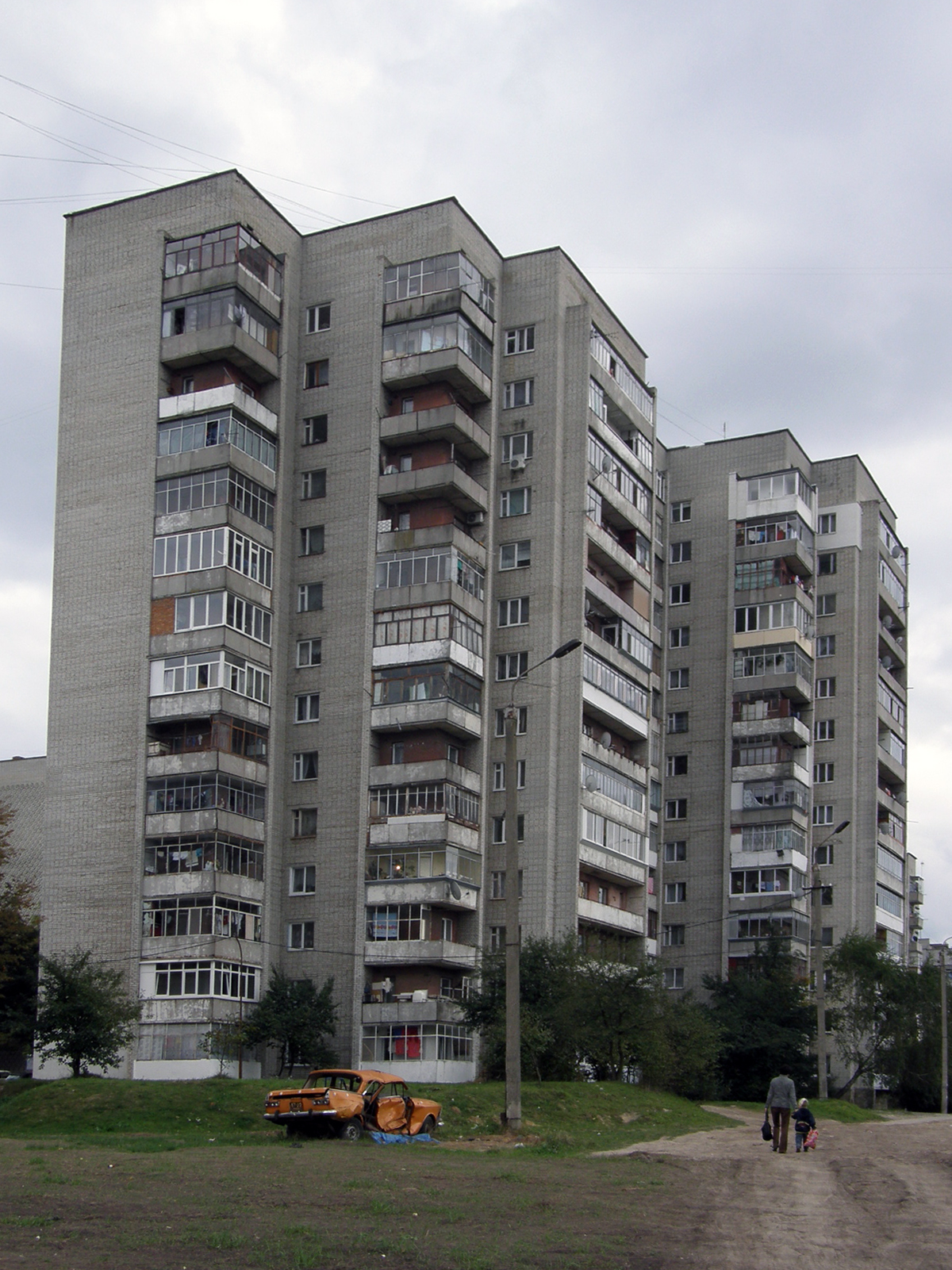
вул. Миколайчука, 14 і 12
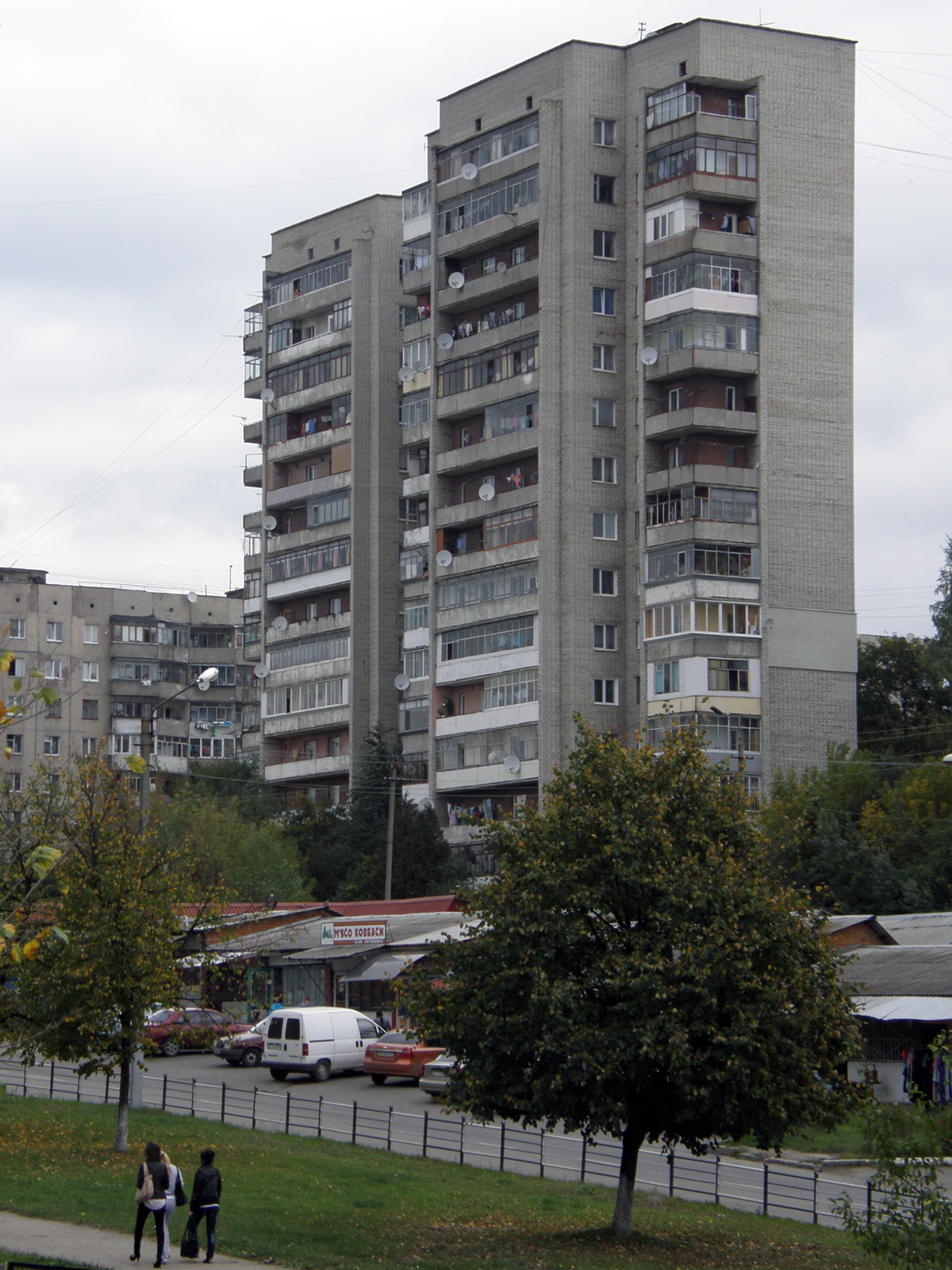
вул. Миколайчука, 14 і 12
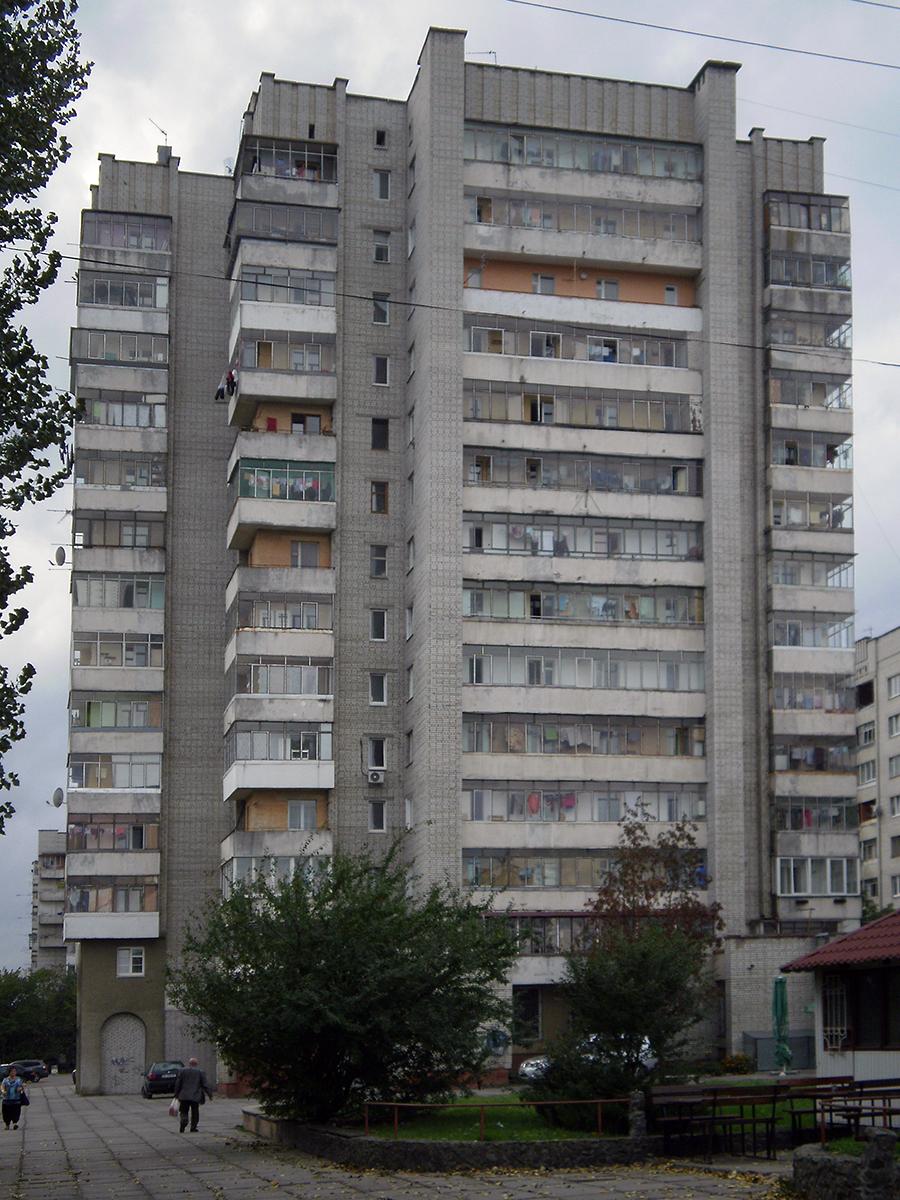
вул. Лінкольна, 53 (1988)
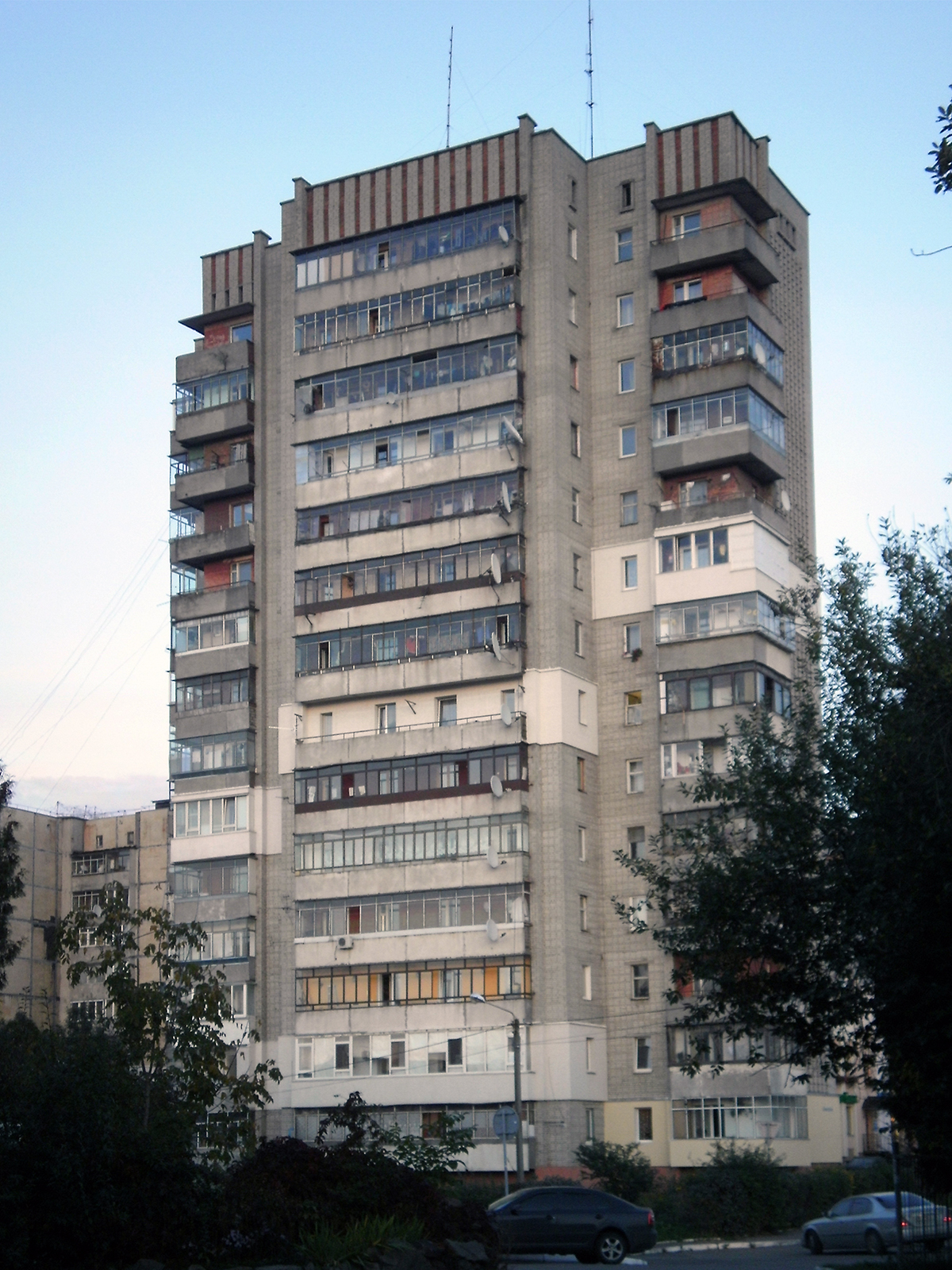
вул. Вашингтона, 5
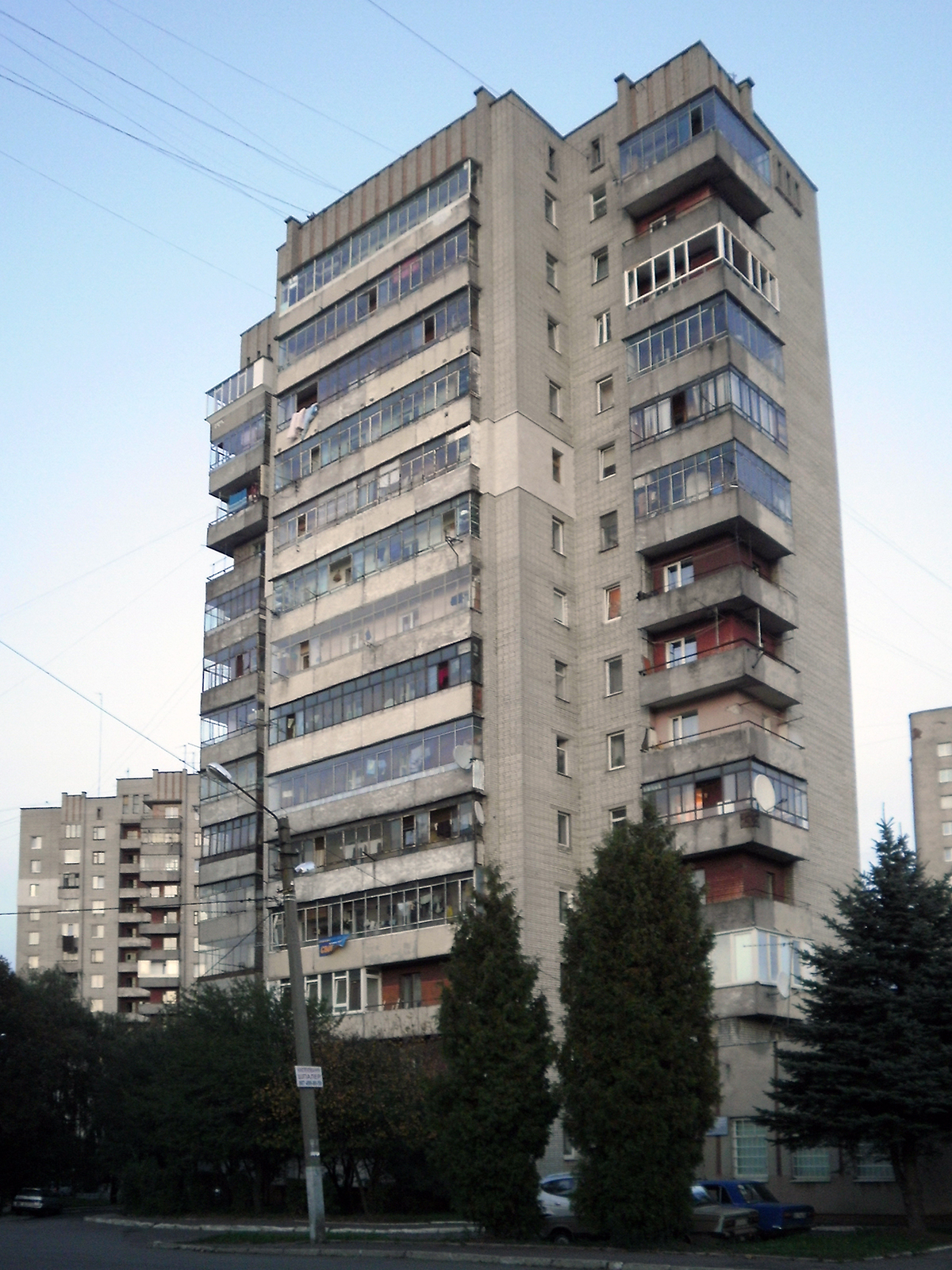
вул. Вашингтона, 21
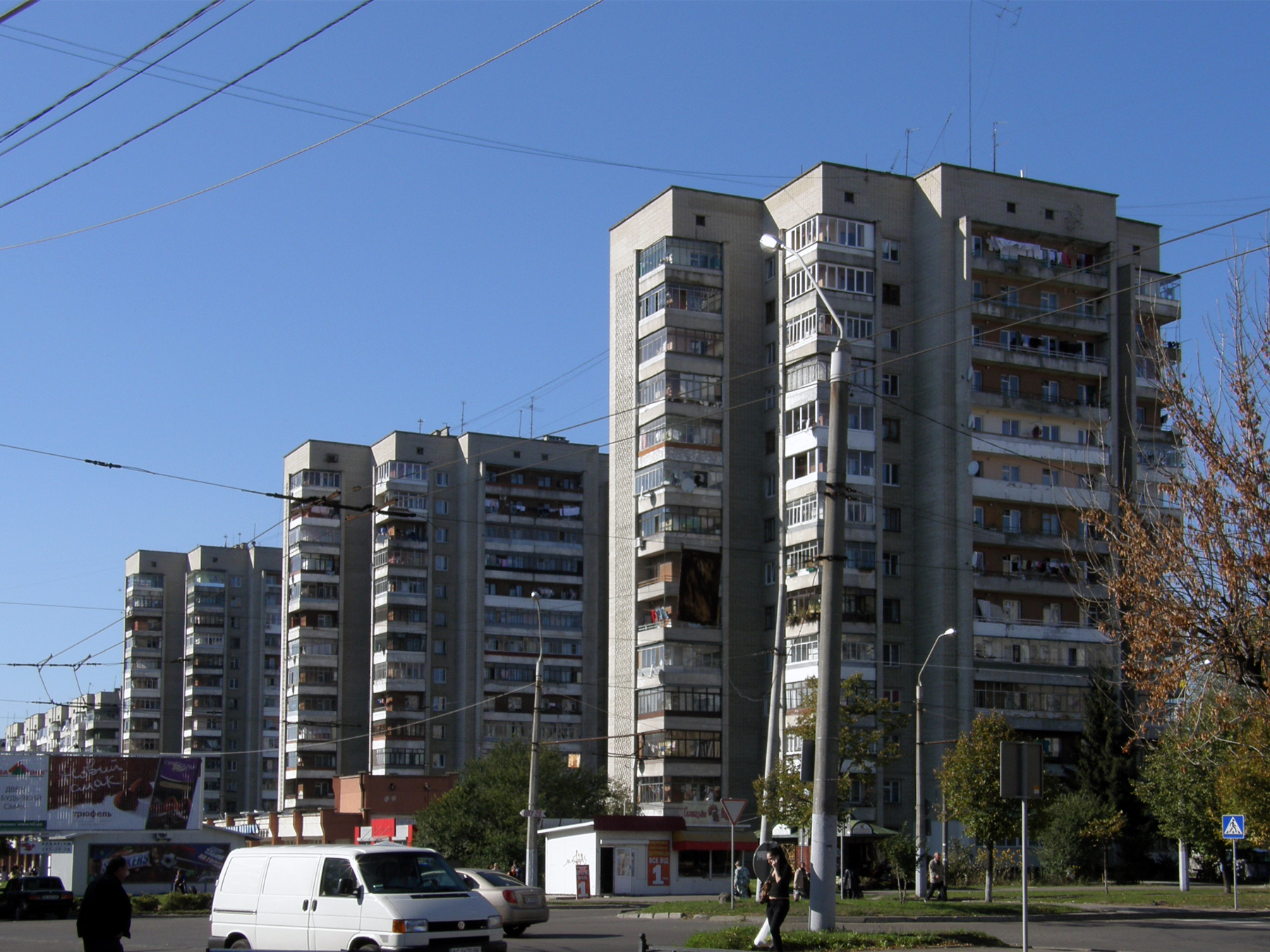
вул. Широка, 68, 70, 72
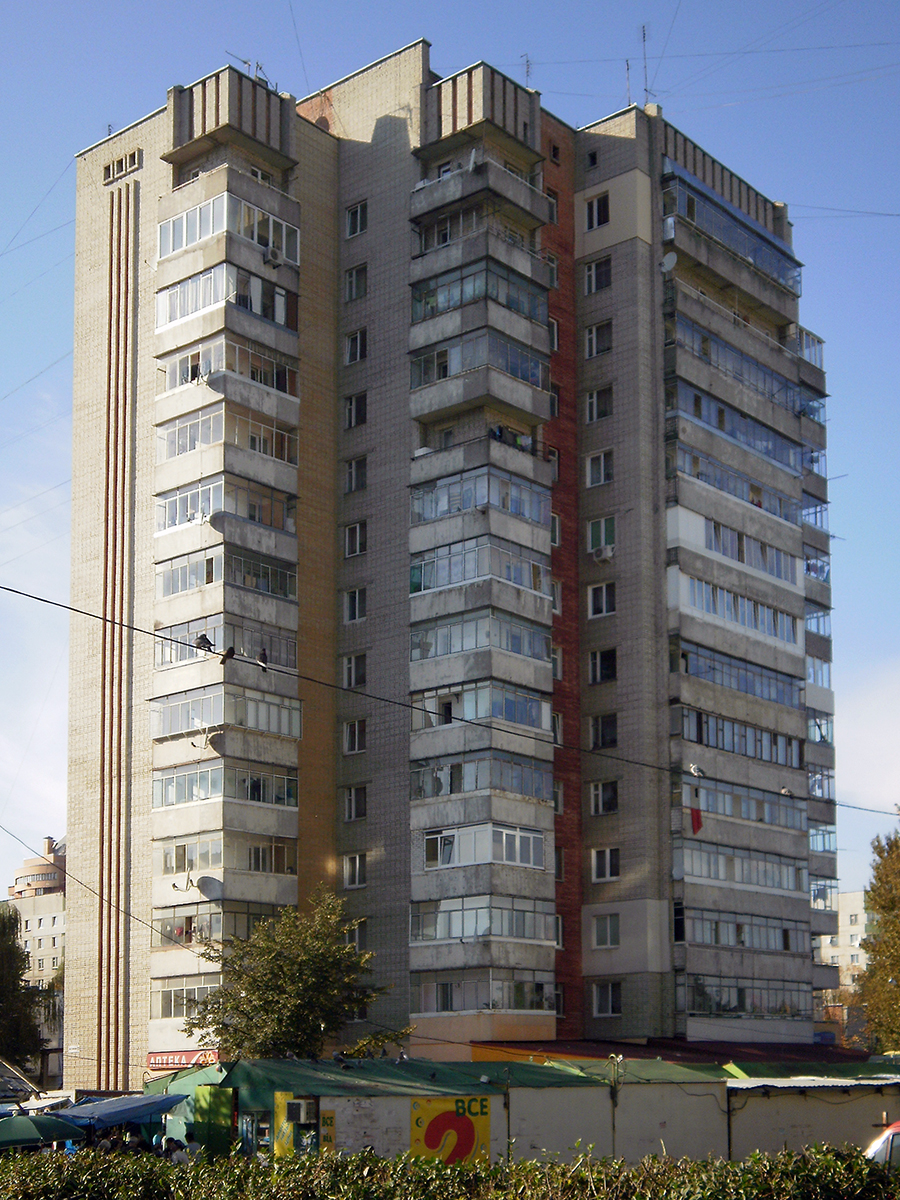
вул. Сихівська, 12

### Одеса

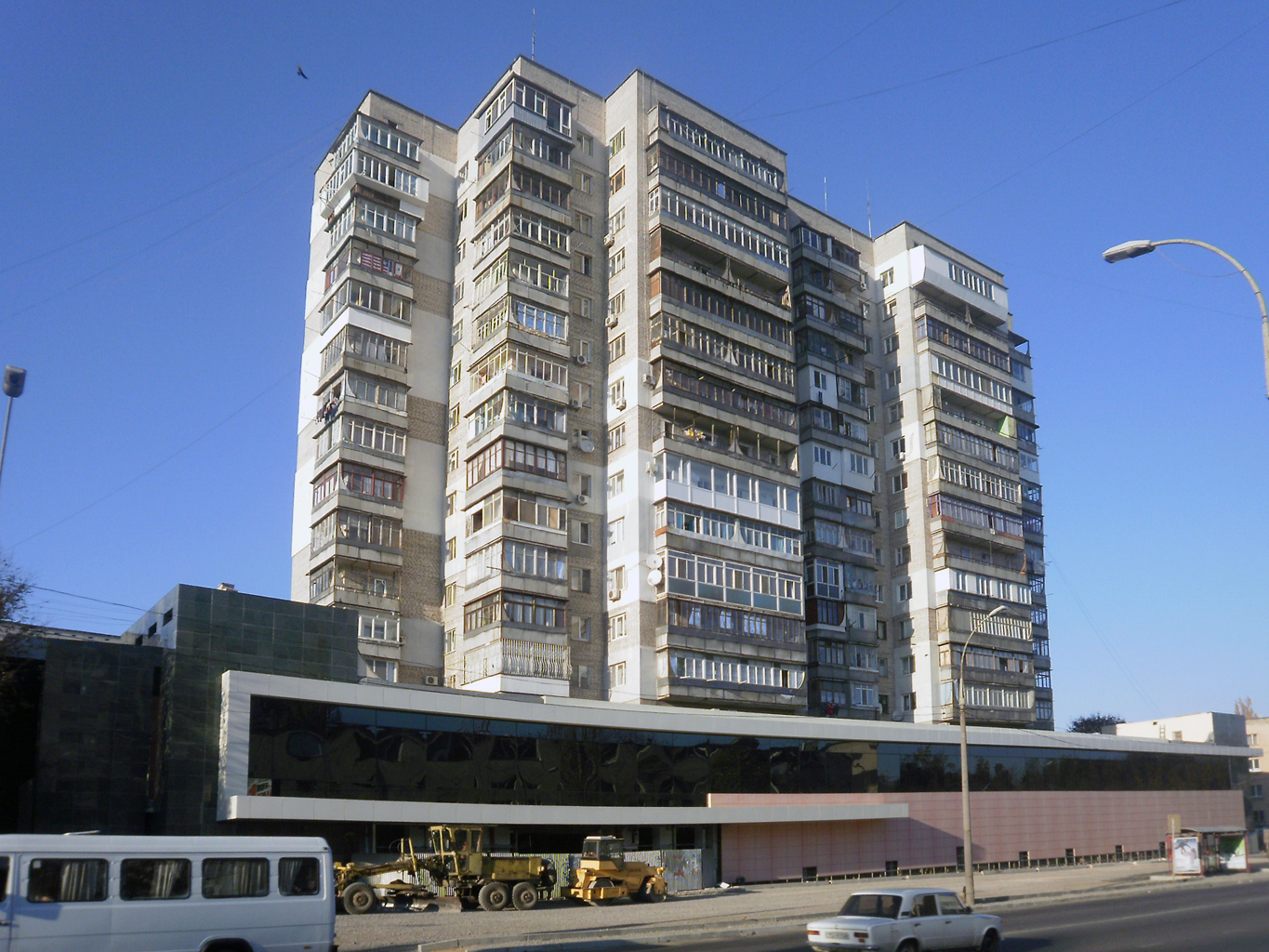
вул. Середньофонтанська, 12а (1984)
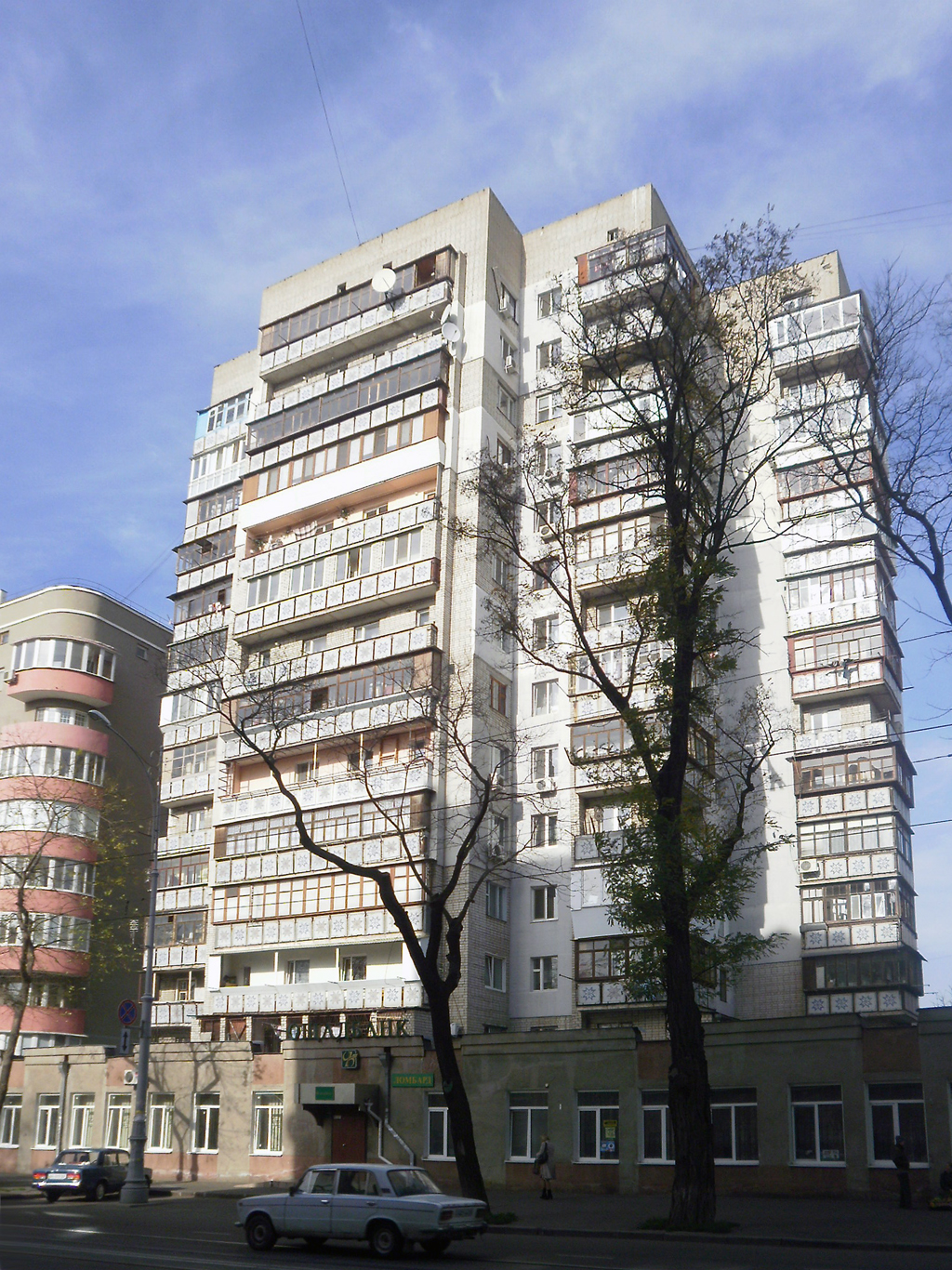
вул. Колонтаївська, 8 (1987)
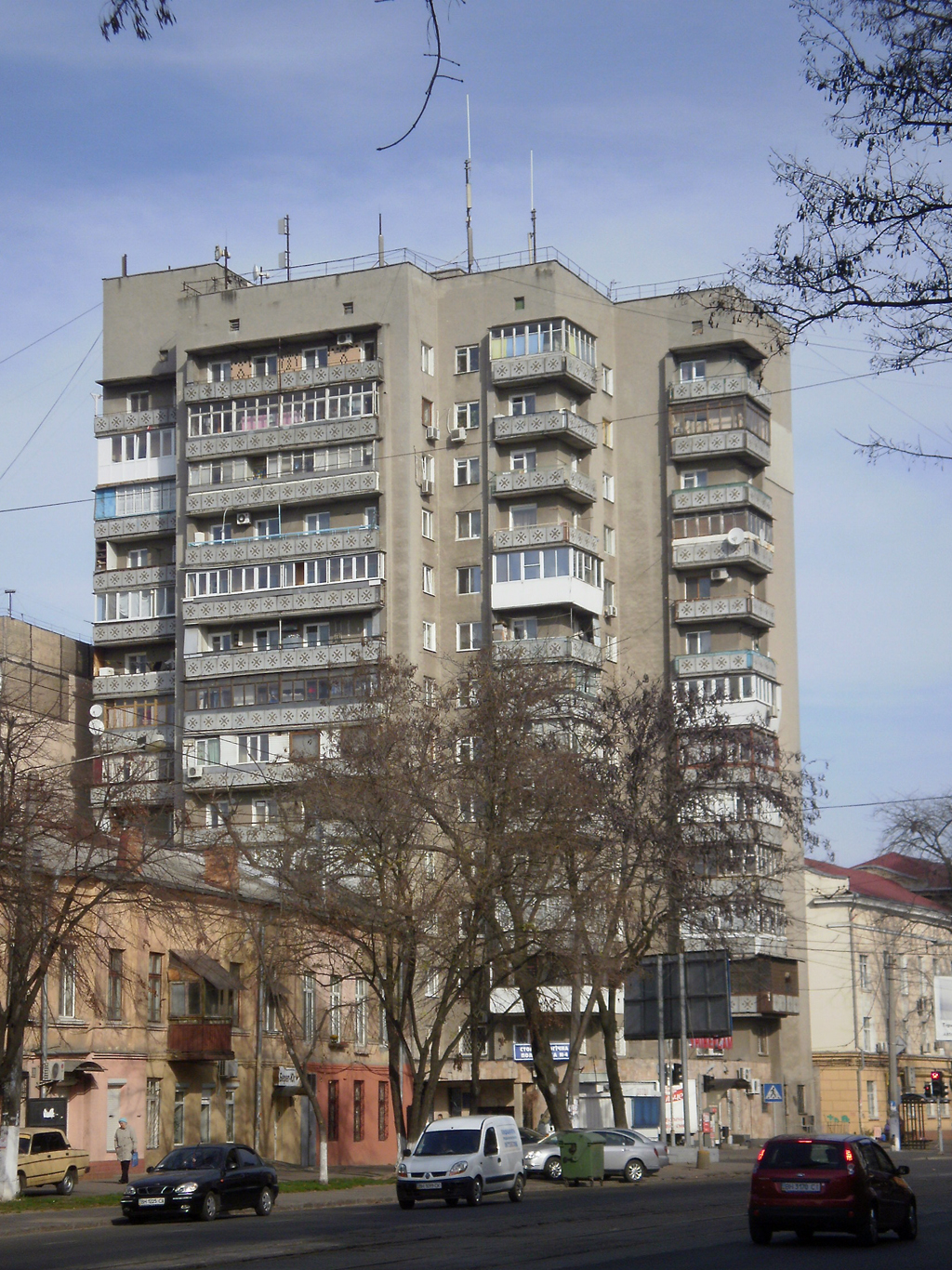
вул. Прохорівська, 30
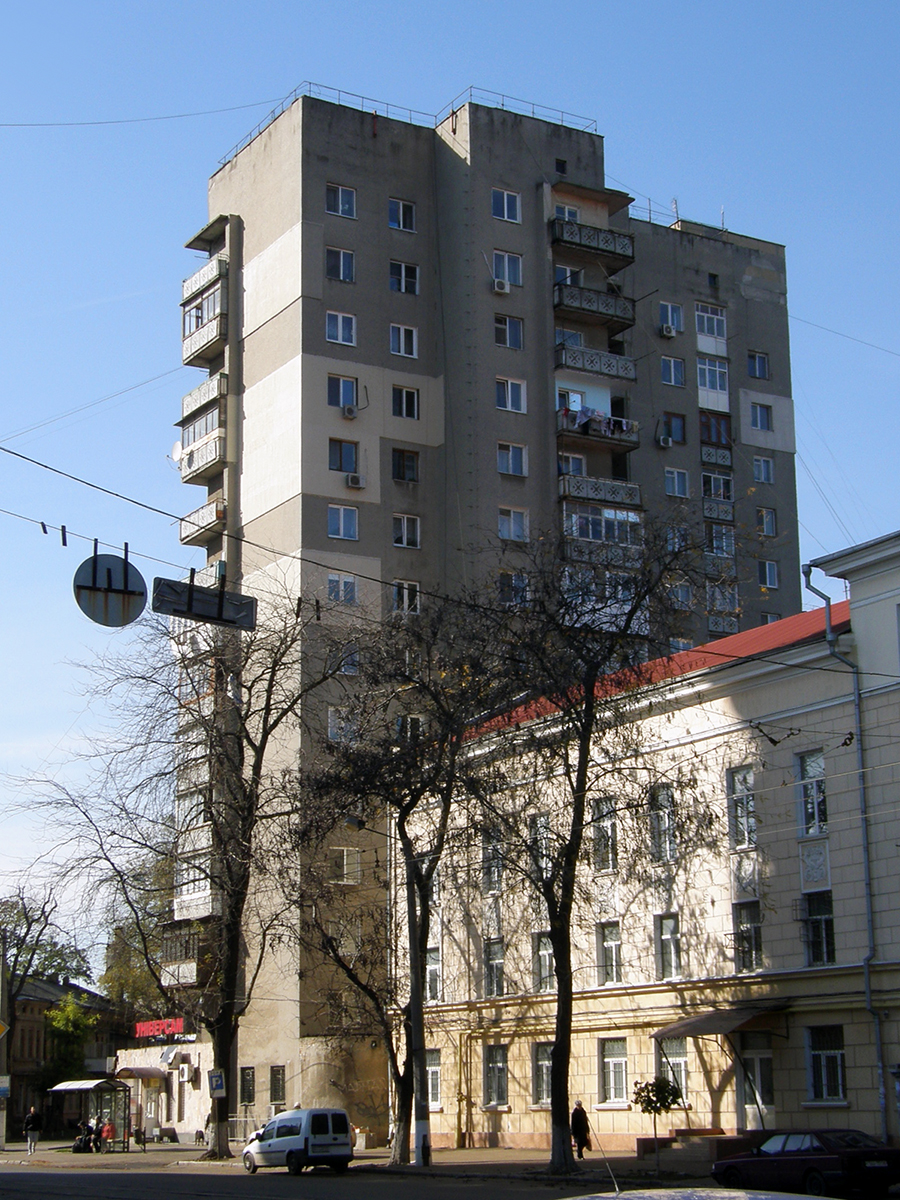
вул. Прохорівська, 30
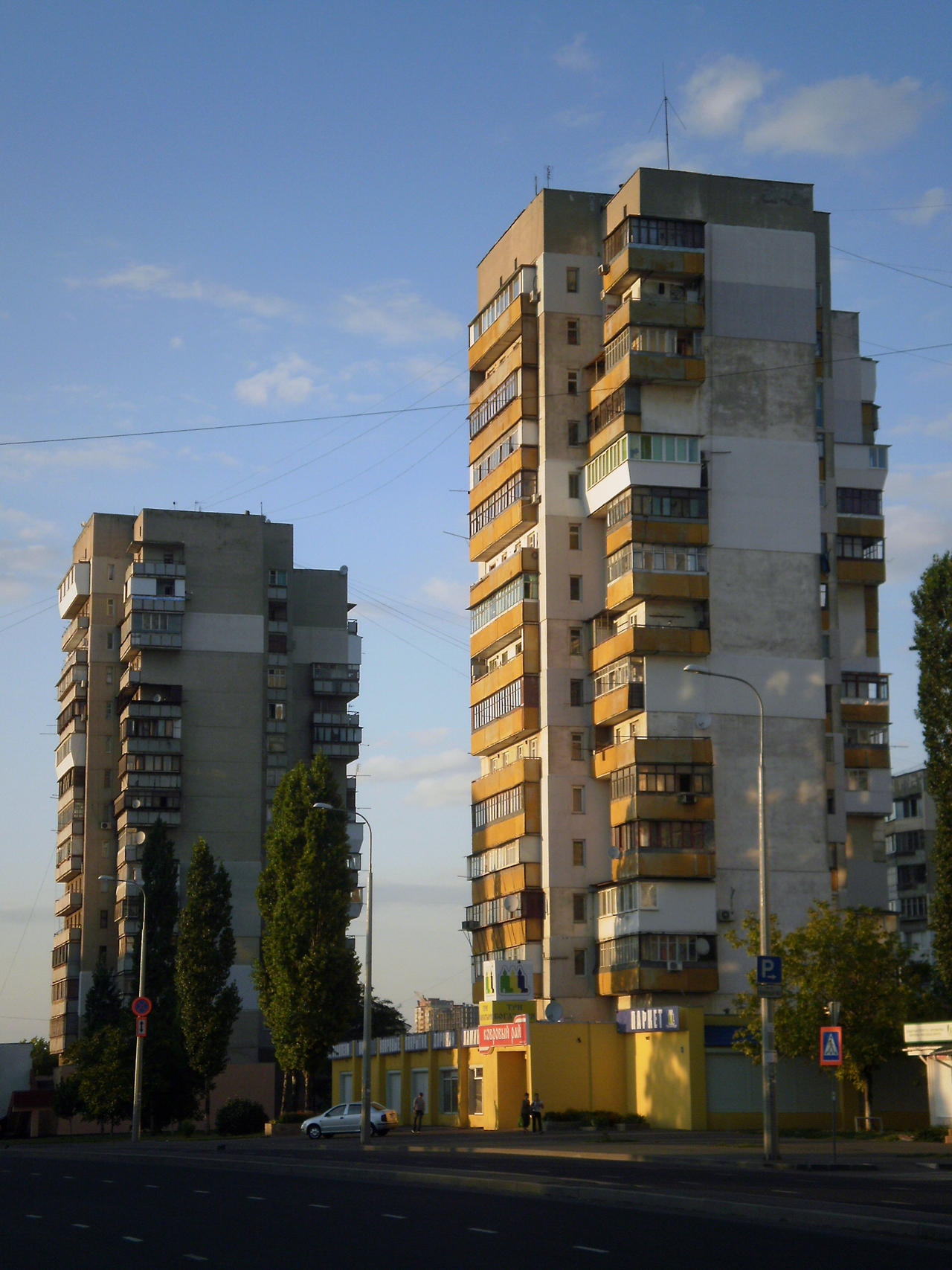
вул. Балківська, 139а і 143а – 14 типових поверхів над двома нежитловими
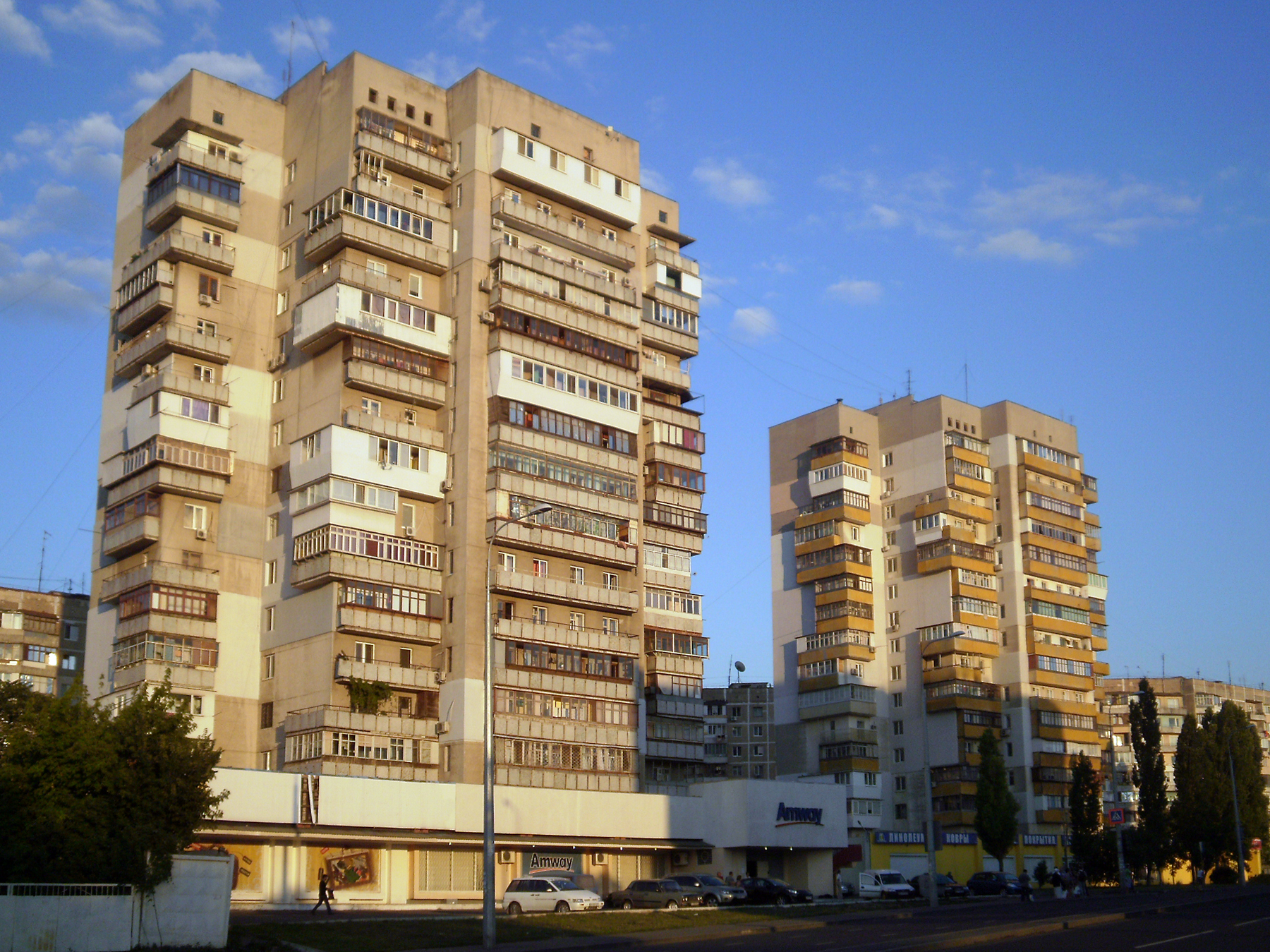
вул. Балківська, 139а і 143а – 14 типових поверхів над двома нежитловими
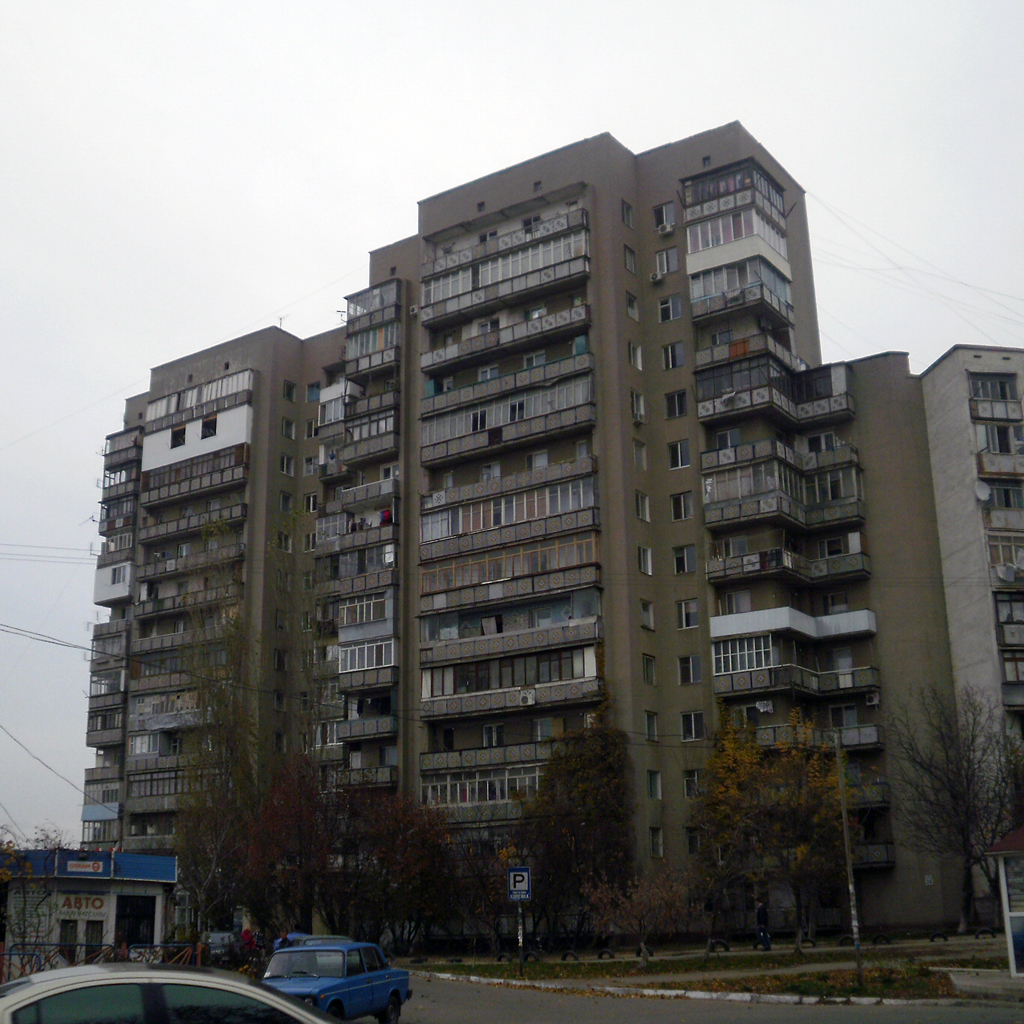
вул. Академіка Заболотного, 24 з добудовой до сусіднього будинку
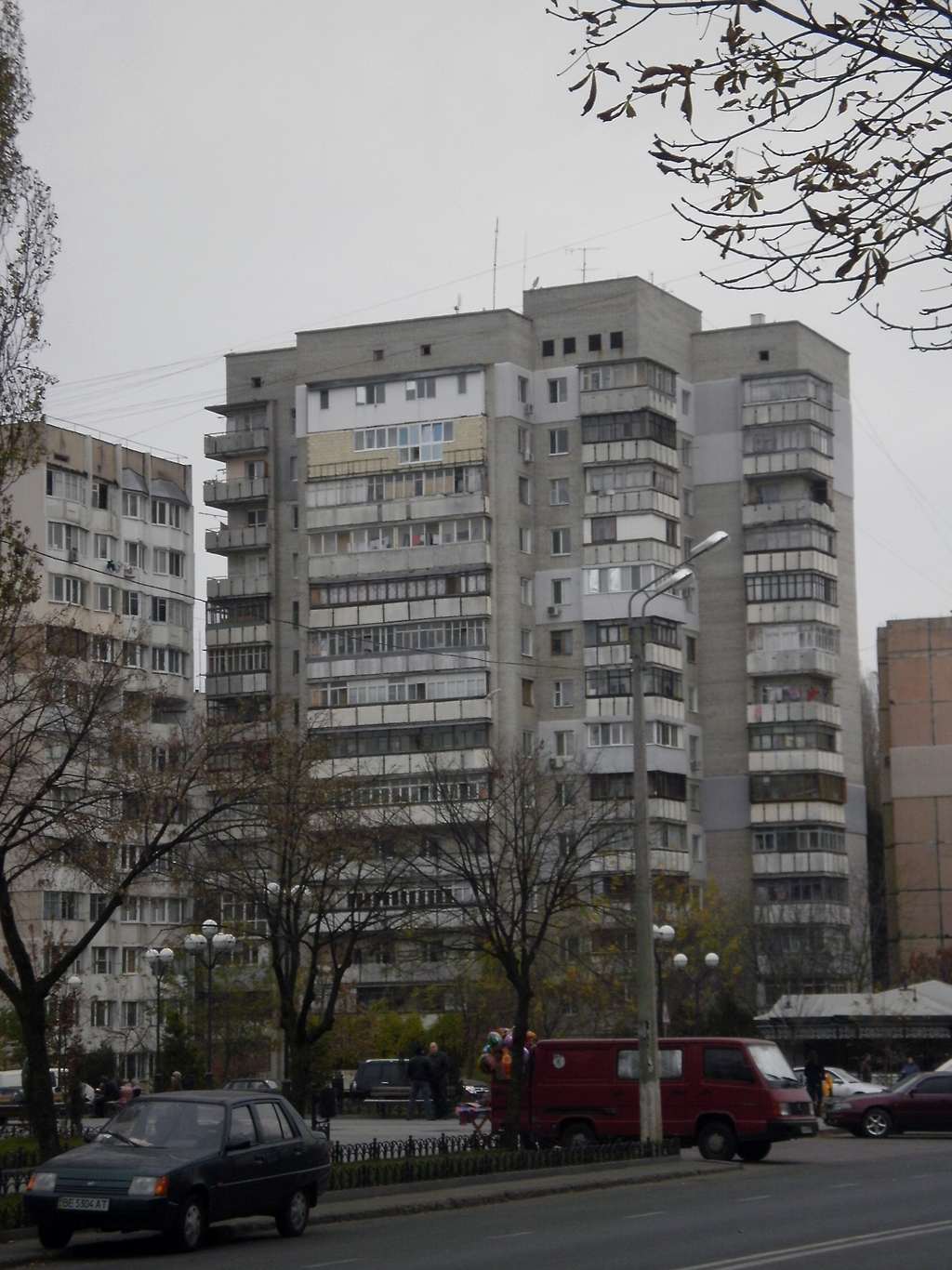
вул. Кримська, 72а
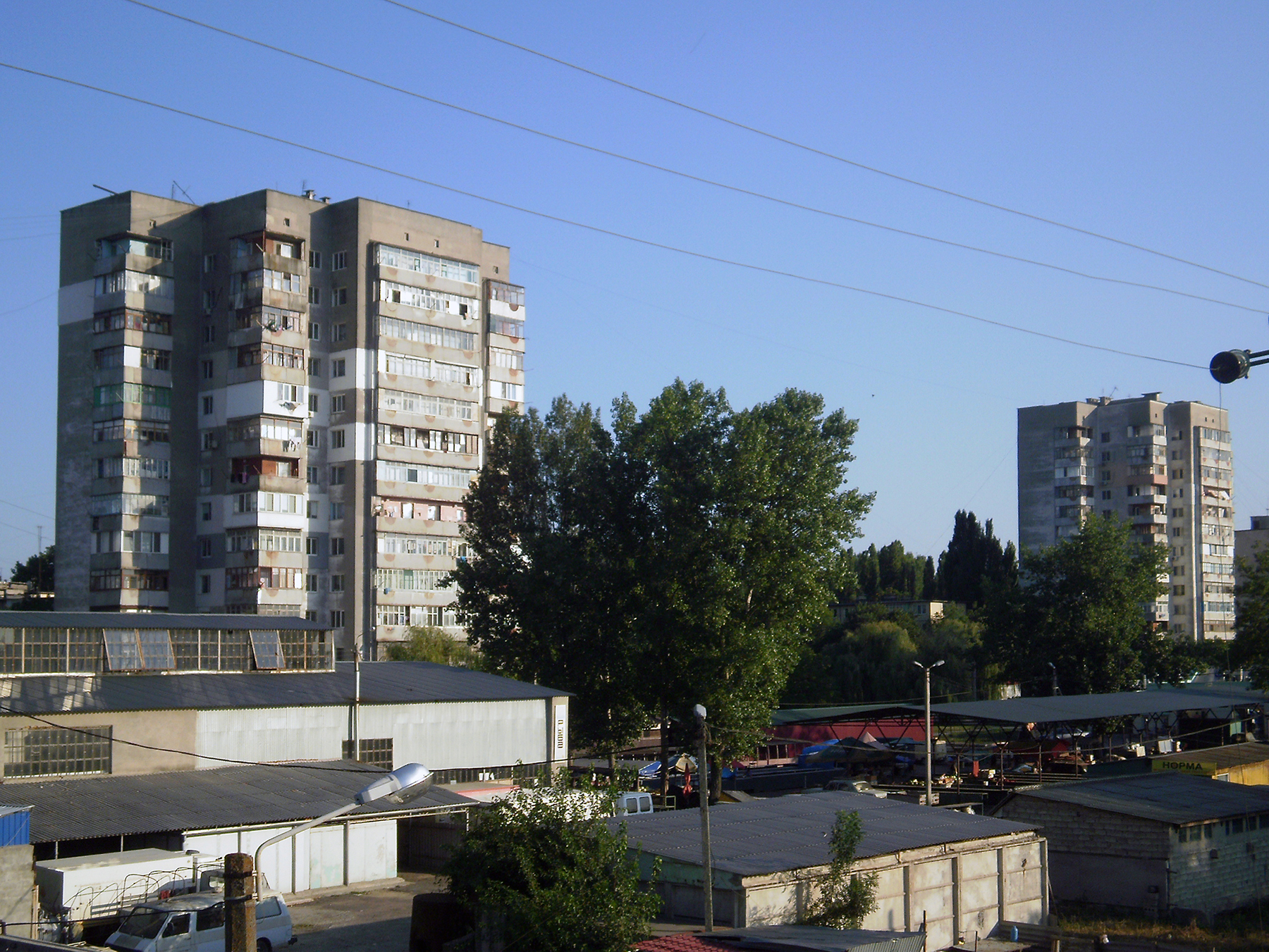
вул. Генерала Бочарова, 28 і 21а
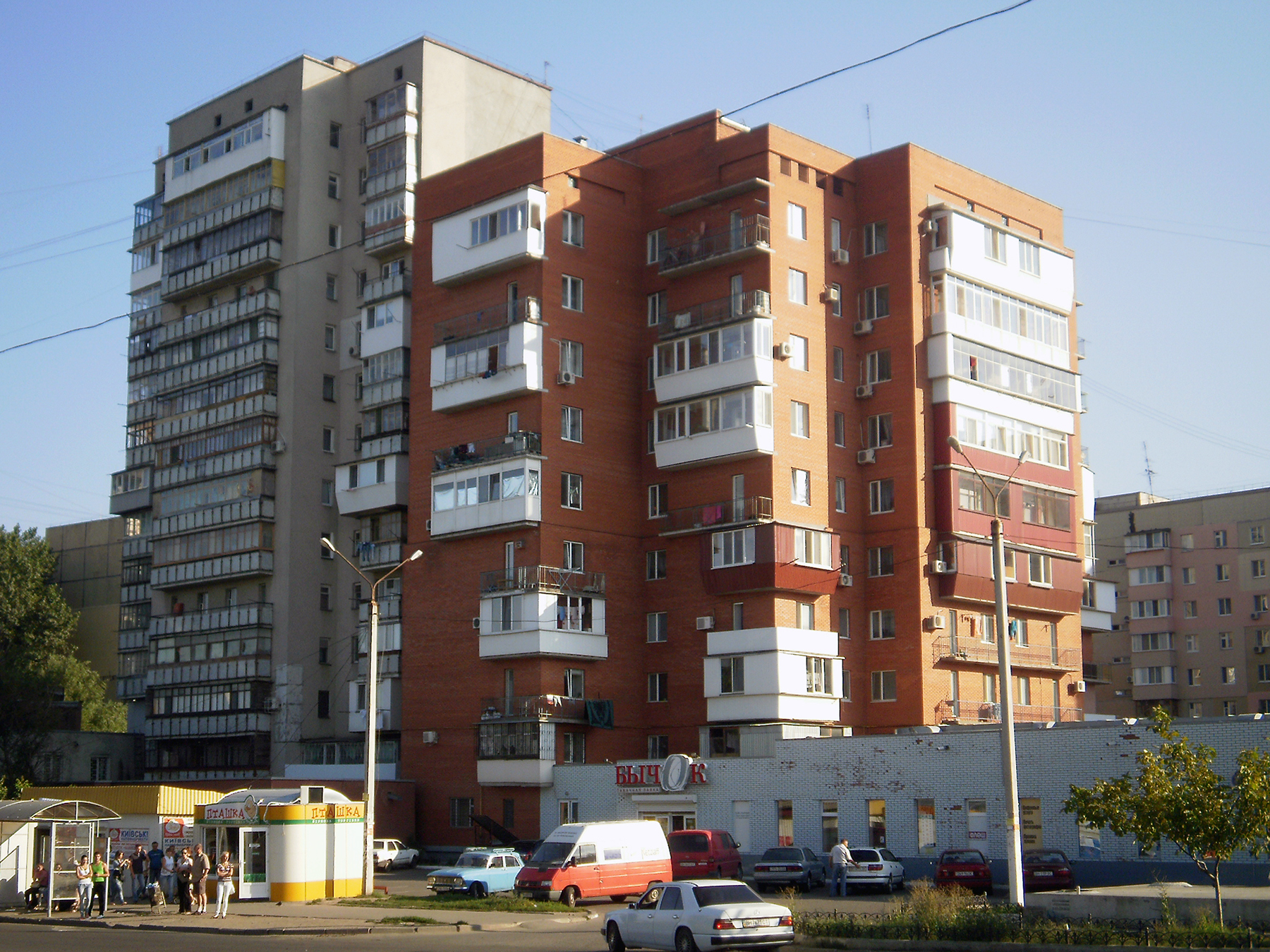
просп. Добровольського, 130/4 та 10-поверхова 130/5
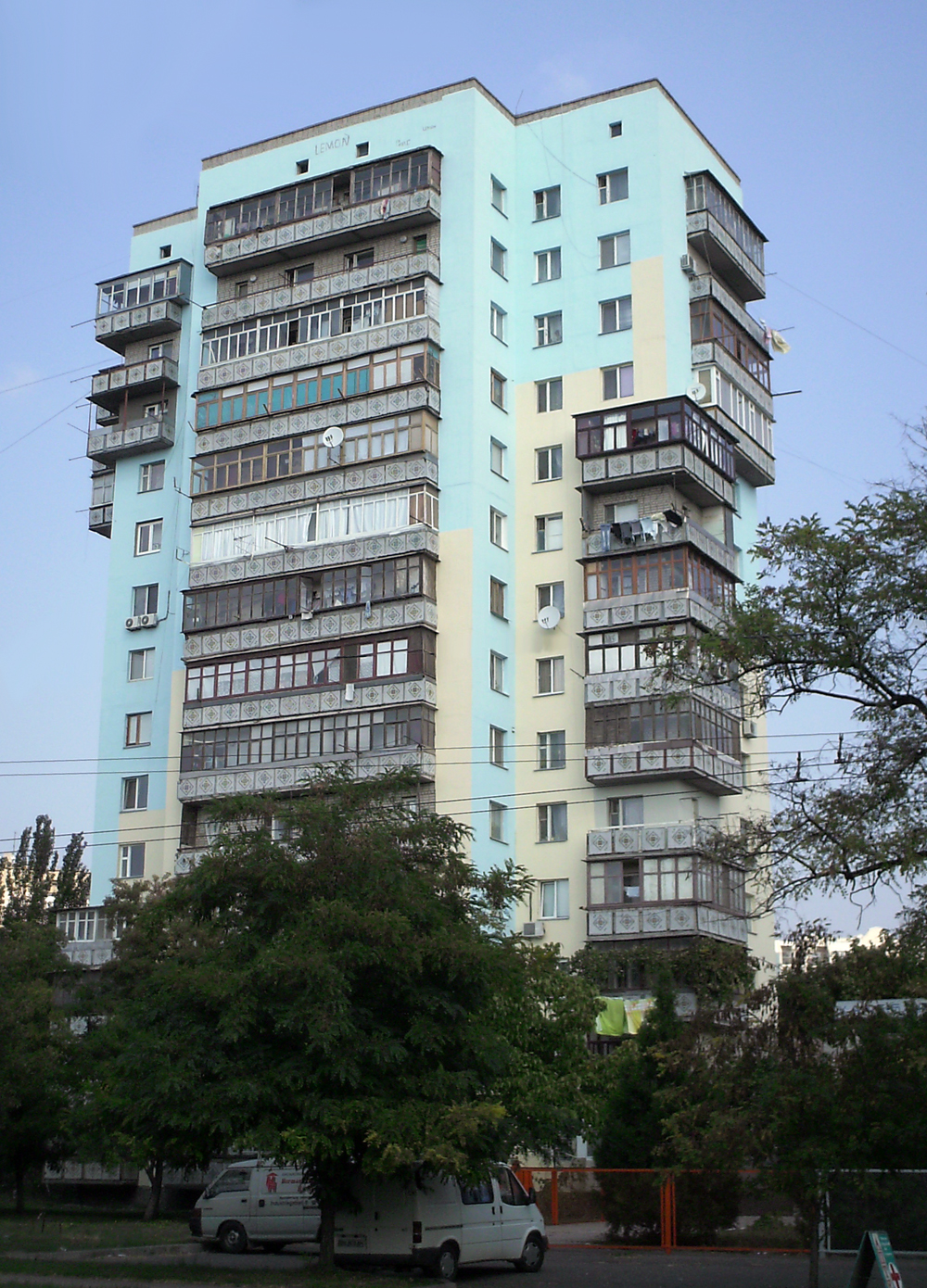
вул. Грушевського, 50-а
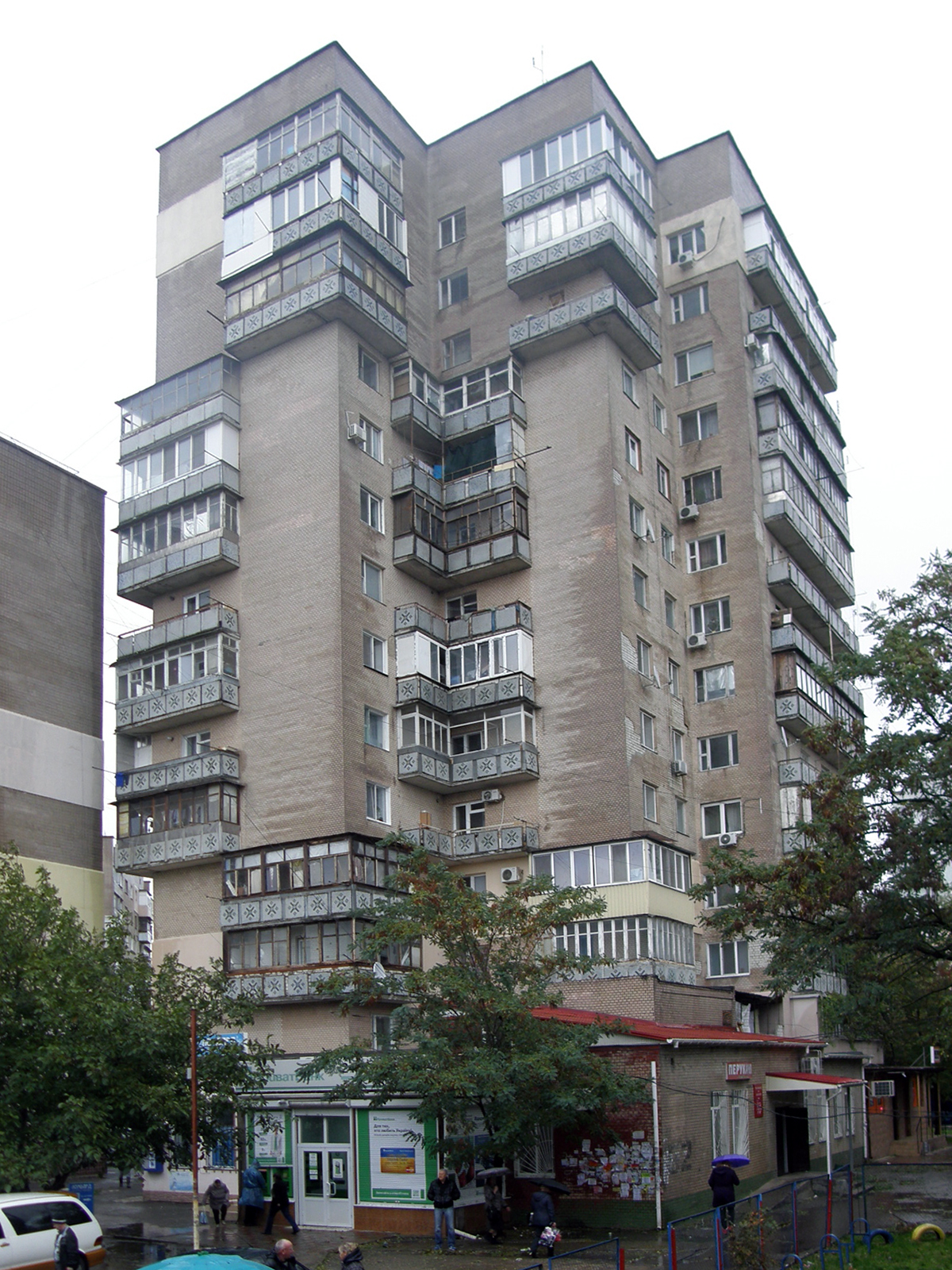
вул. Грушевського, 52
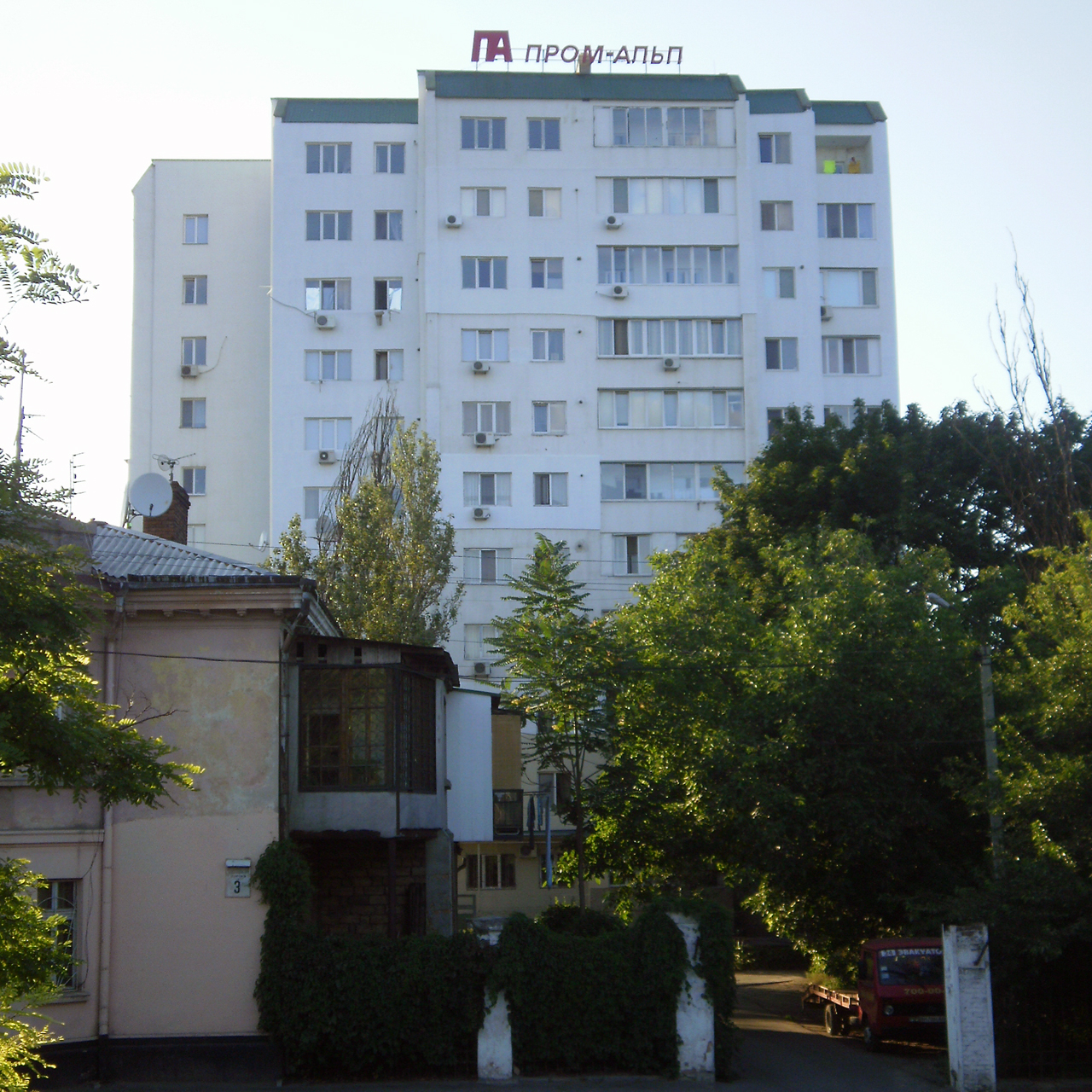
Овідіопольська дорога, 3/73 (1992) – 11 поверхів
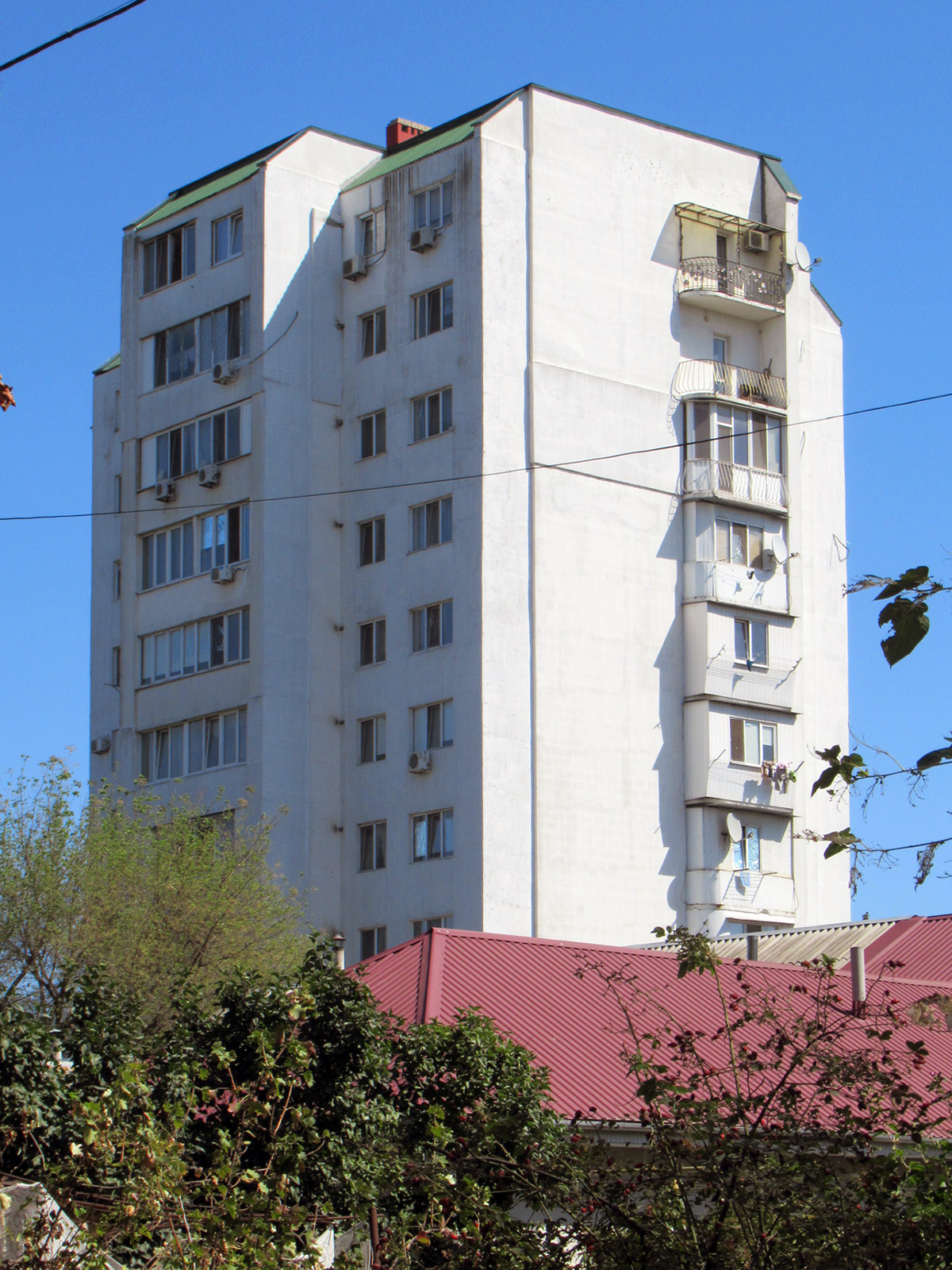
Овідіопольська дорога, 3/73 (1992) – 11 поверхів
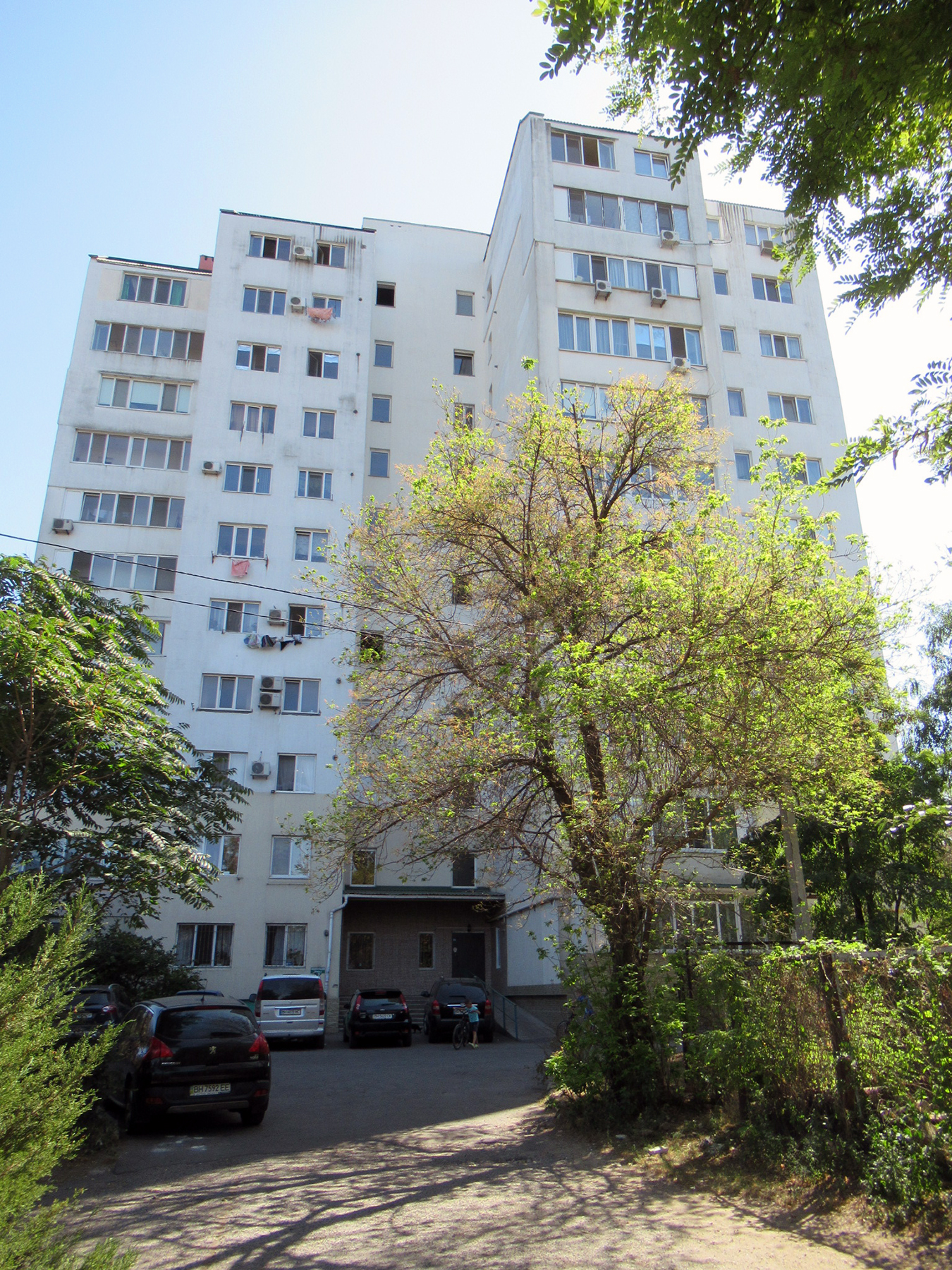
Овідіопольська дорога, 3/73 (1992) – 11 поверхів
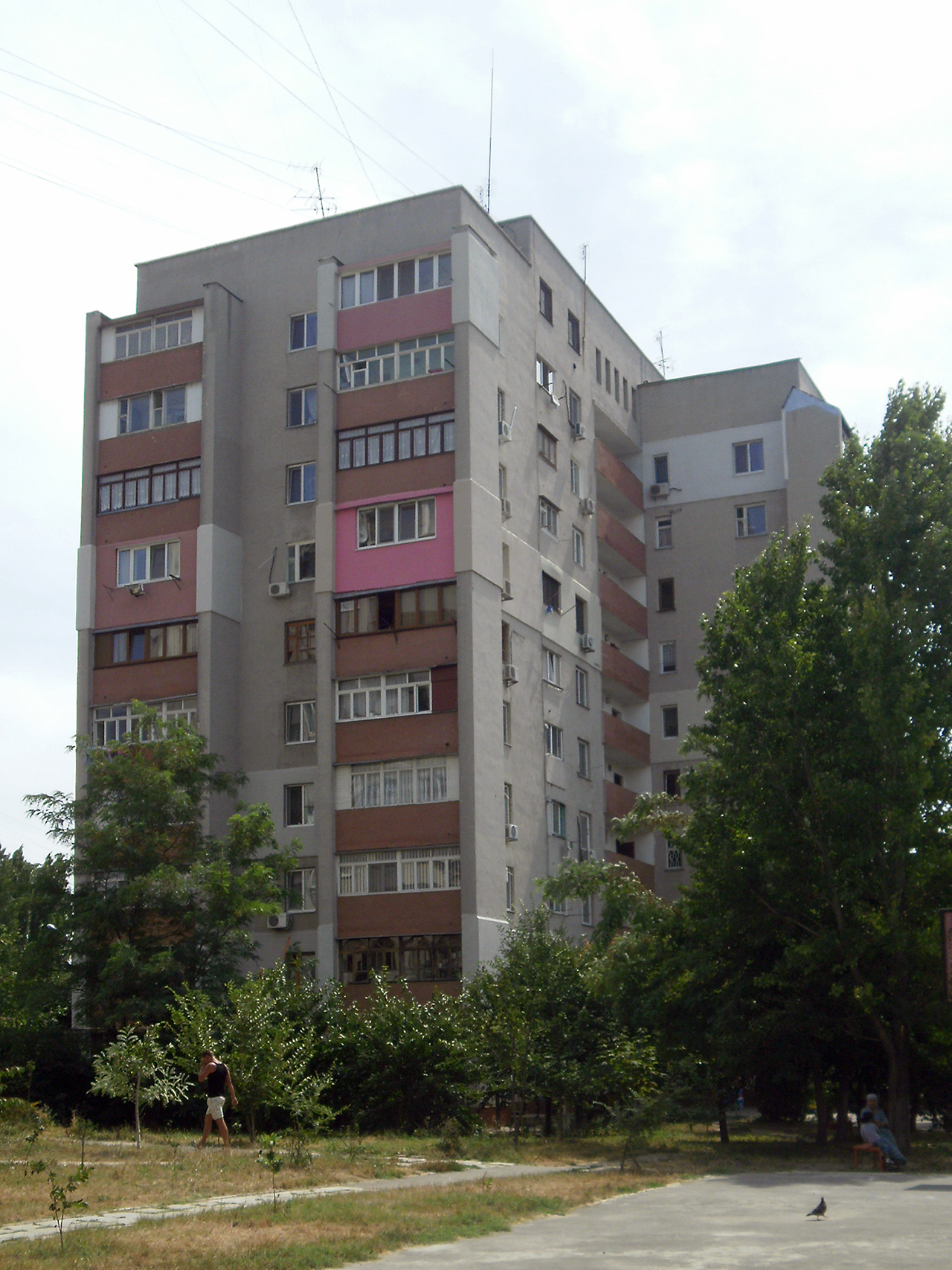
вул. Левітана, 116 – 10 поверхів
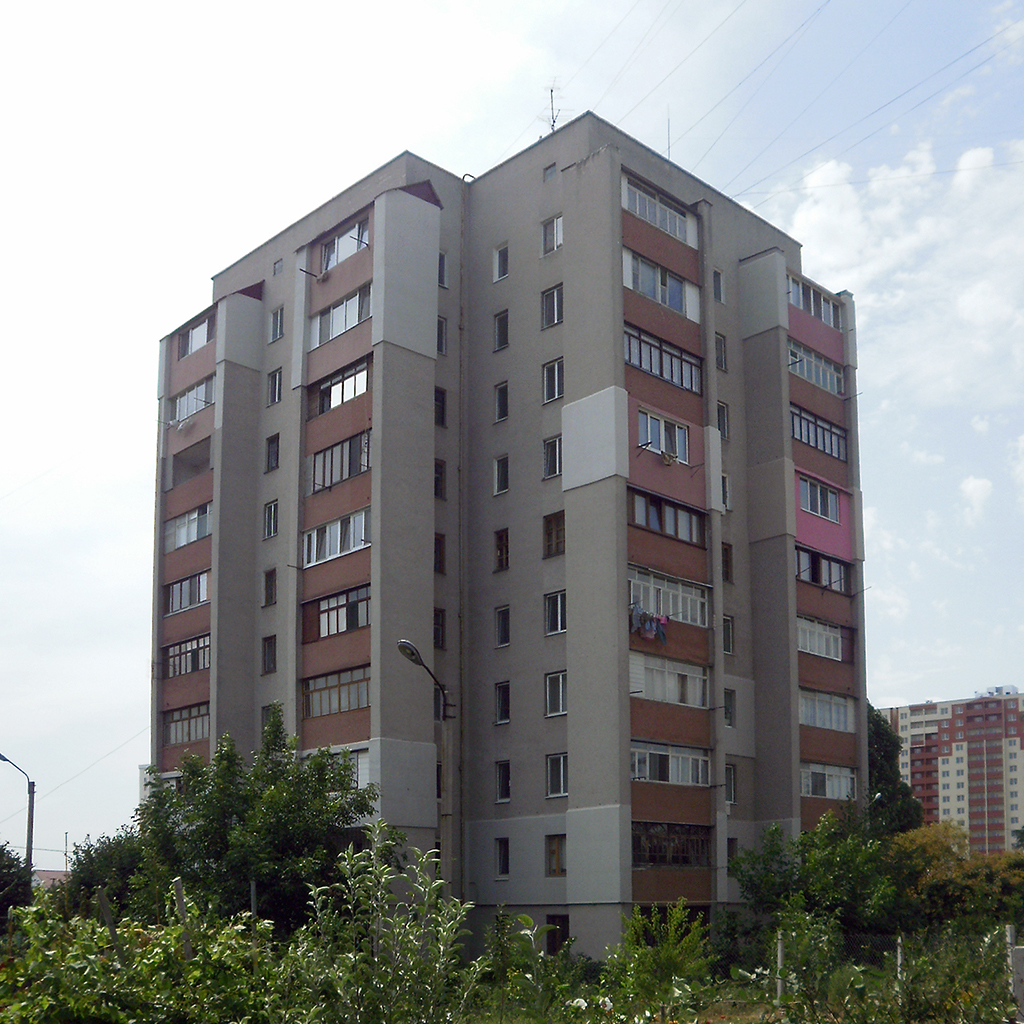
вул. Левітана, 116 – 10 поверхів
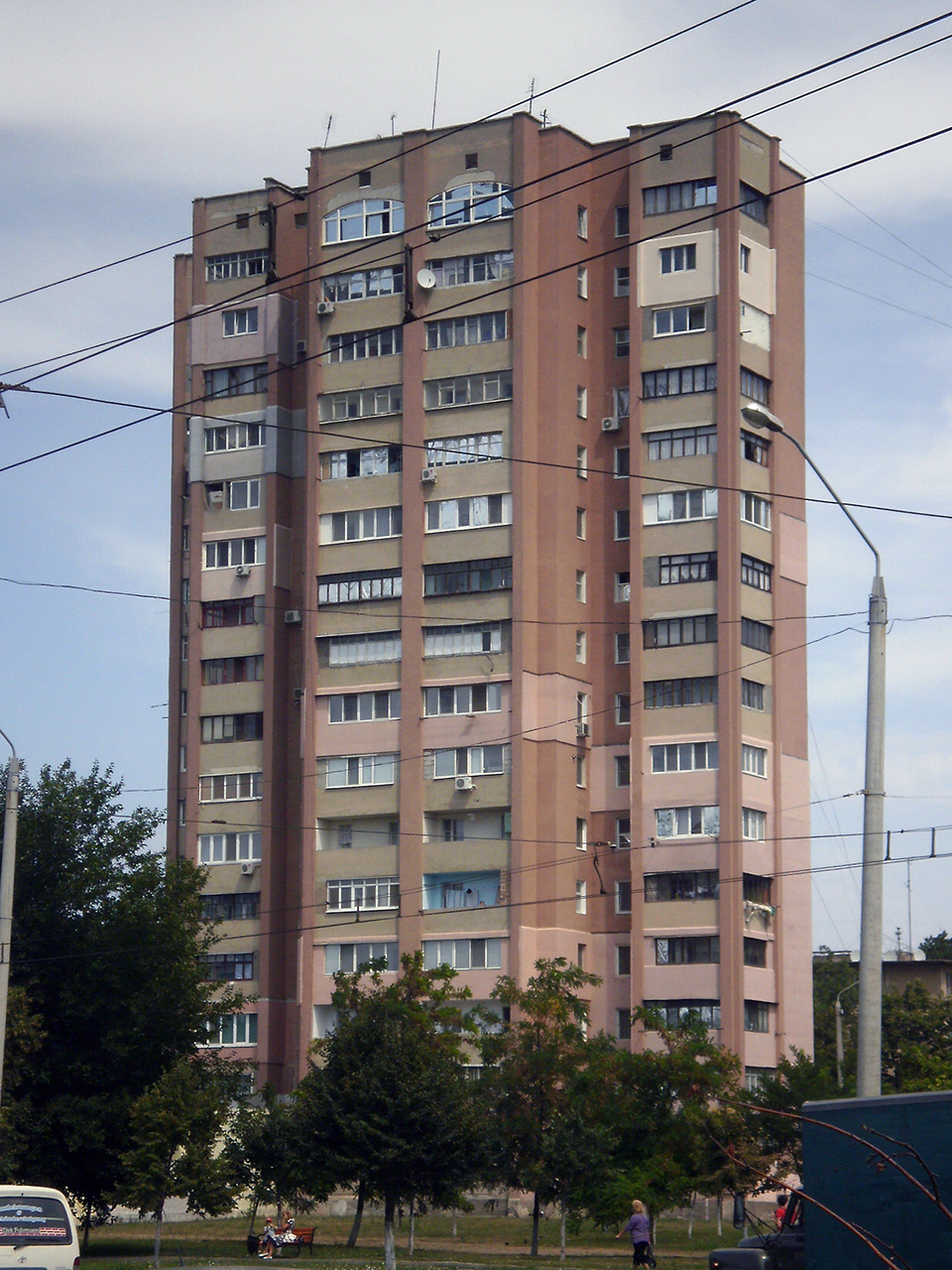
просп. Небесної Сотні, 37/1 – 16 поверхів
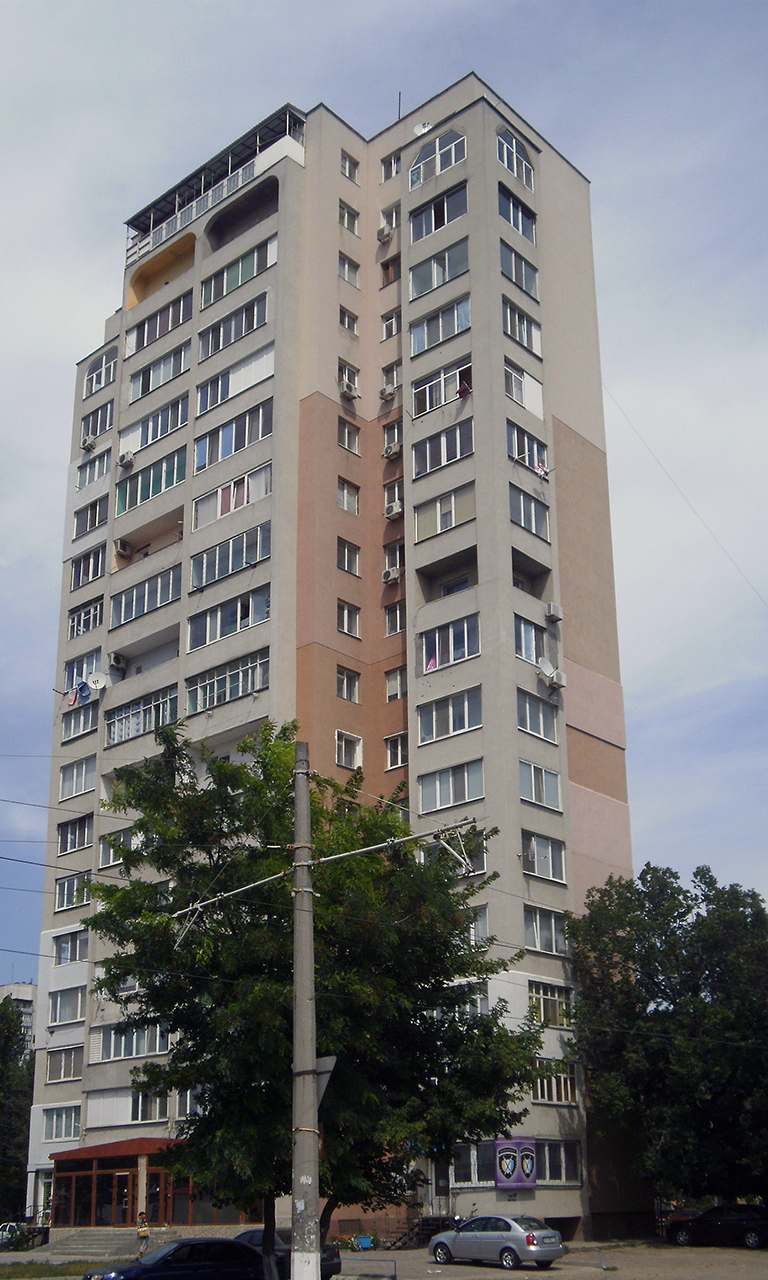
просп. Небесної Сотні, 15а – 17 поверхів, останній житловий замість технічного
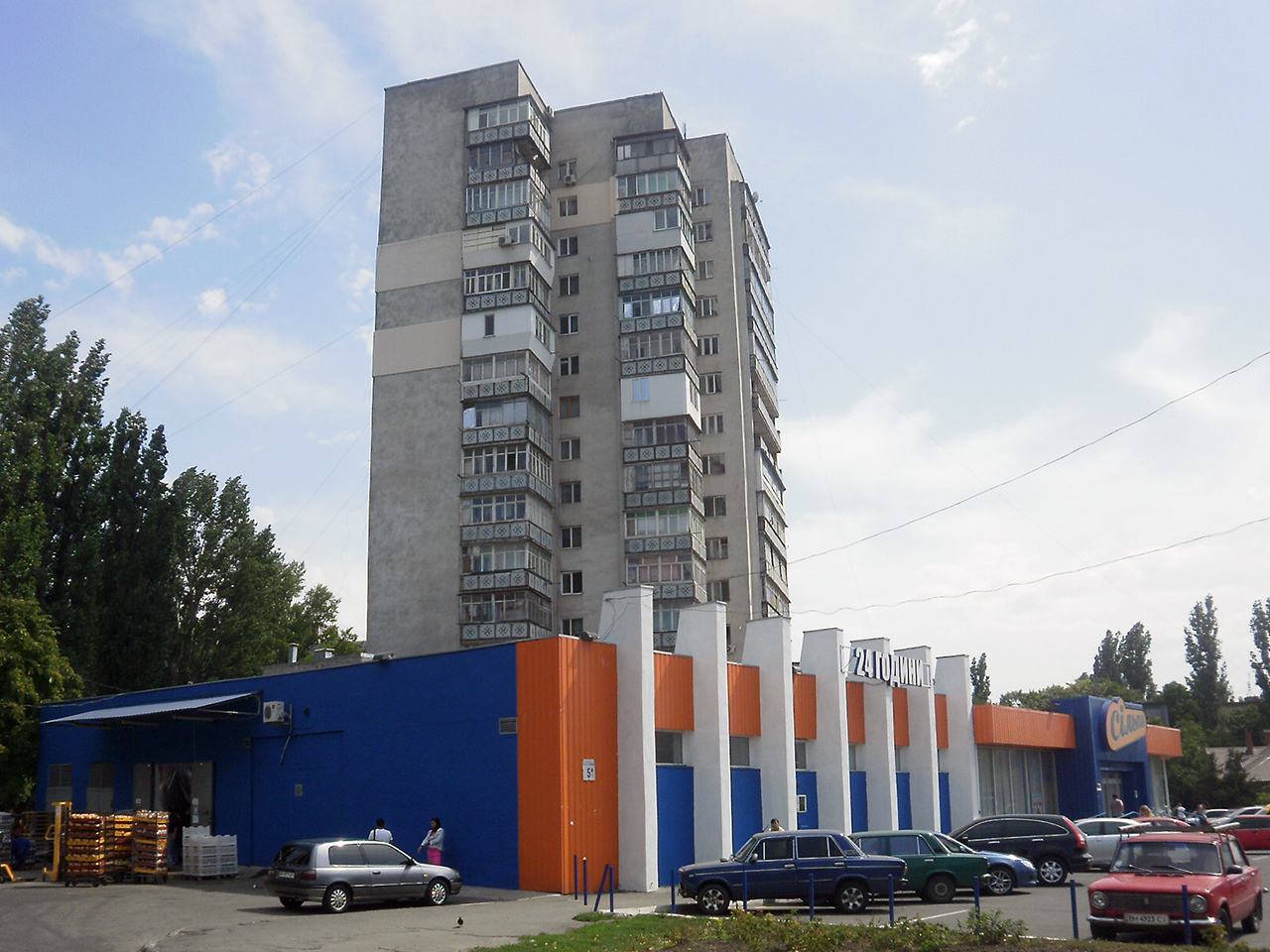
просп. Небесної Сотні, 5а – 16 поверхів

### Симферопіль— 123-87-107

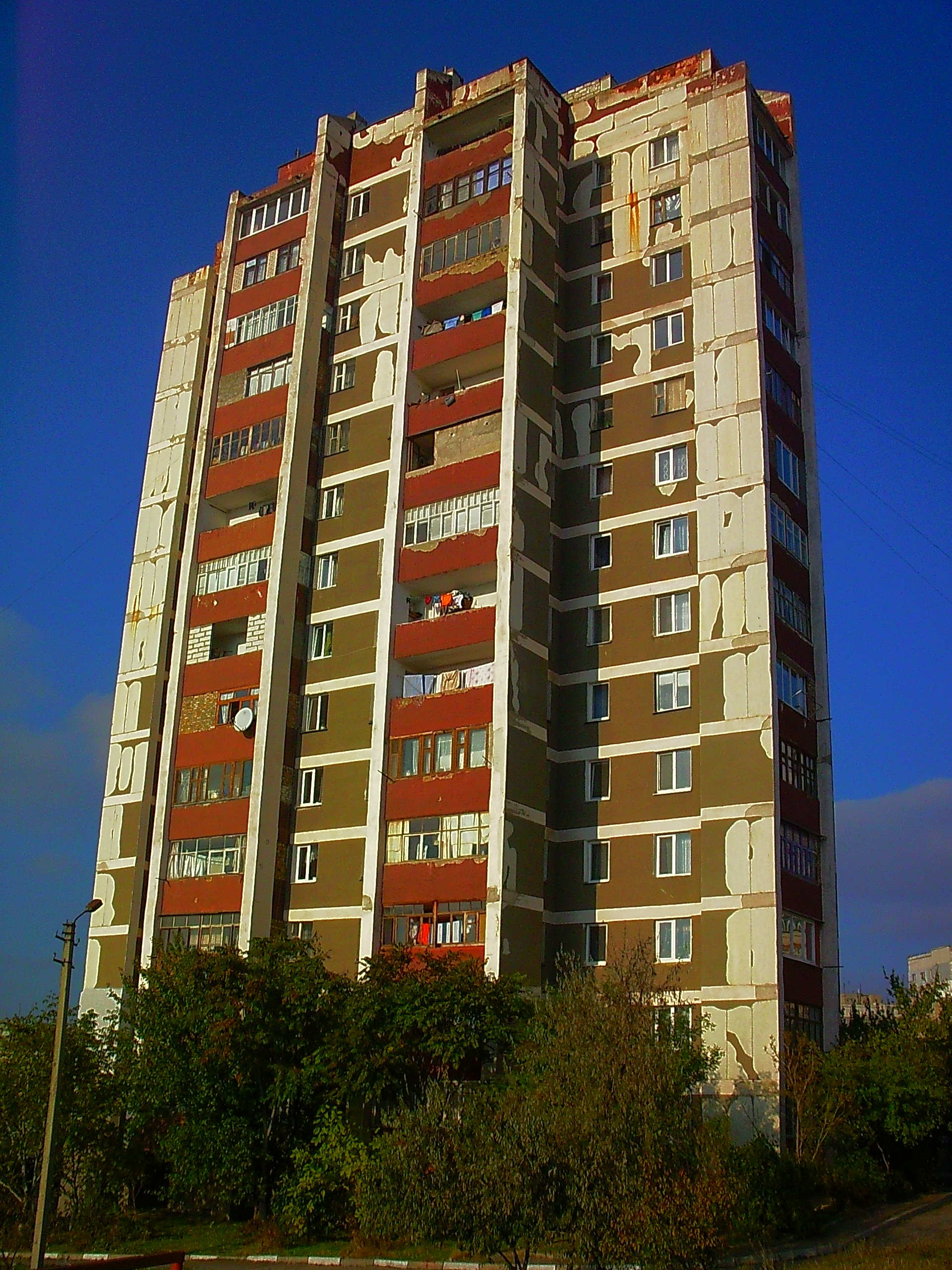
вул. Балаклавська, 123
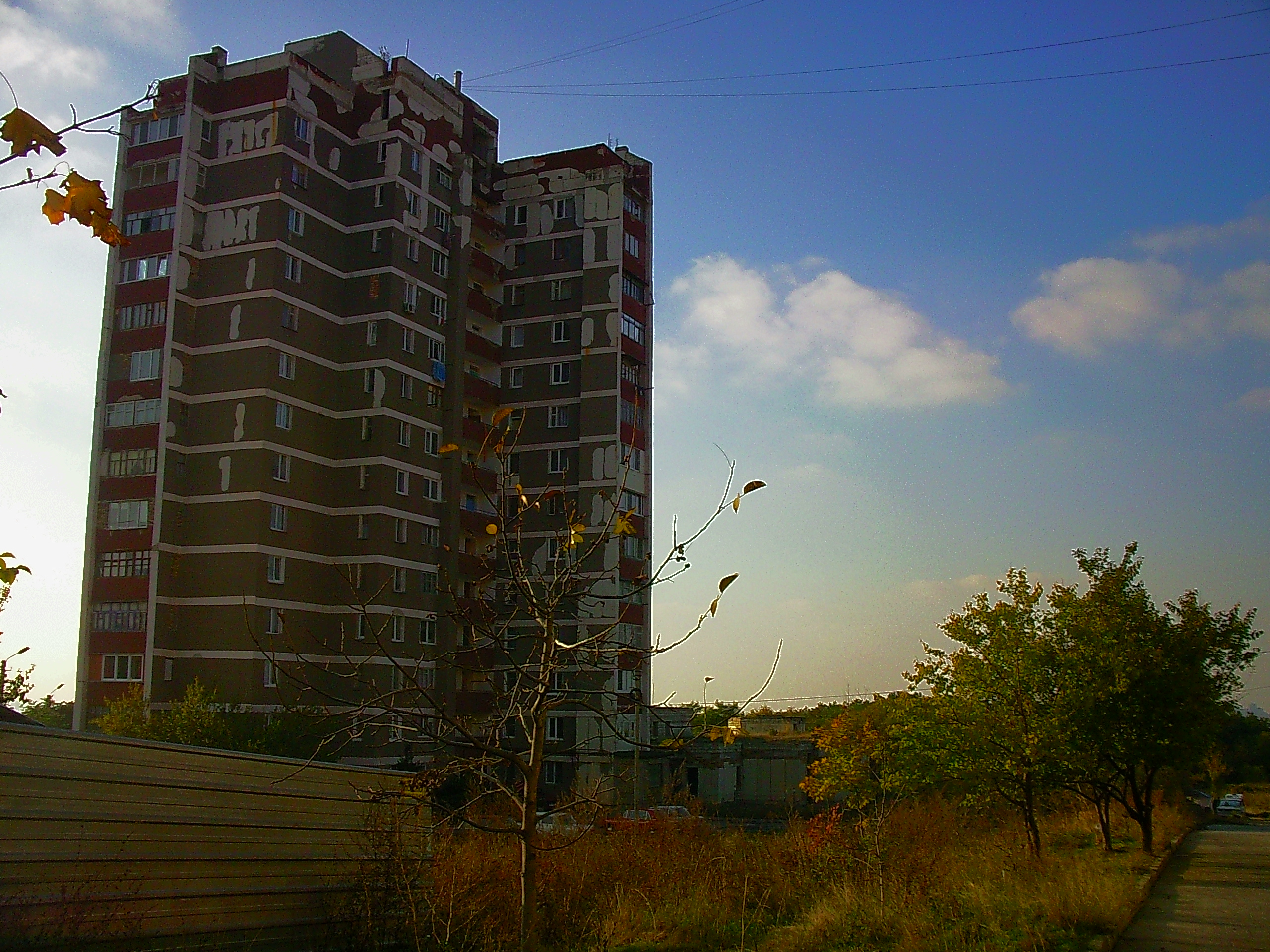
вул. Балаклавська, 123
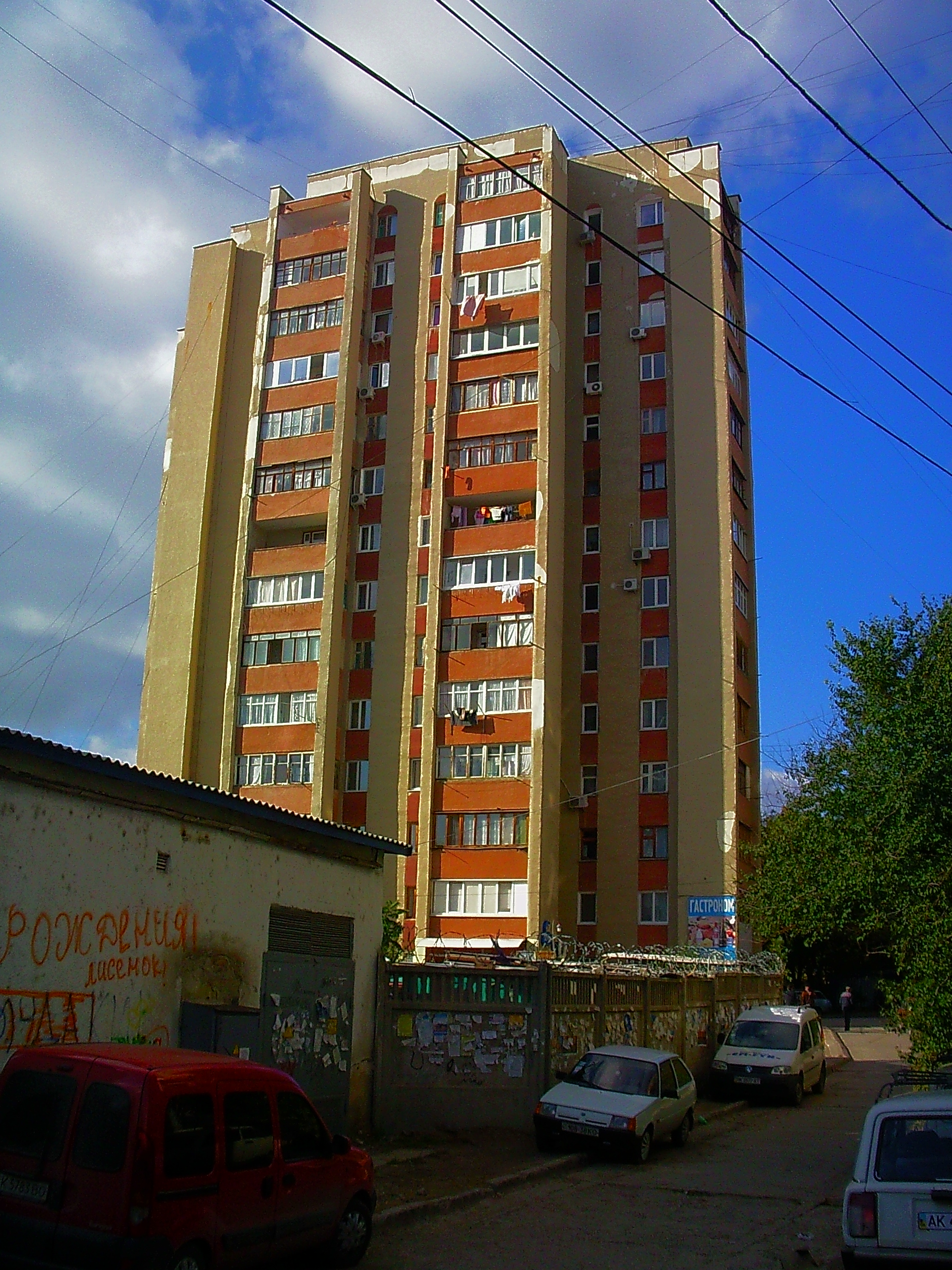
вул. Київська, 7б (1996)
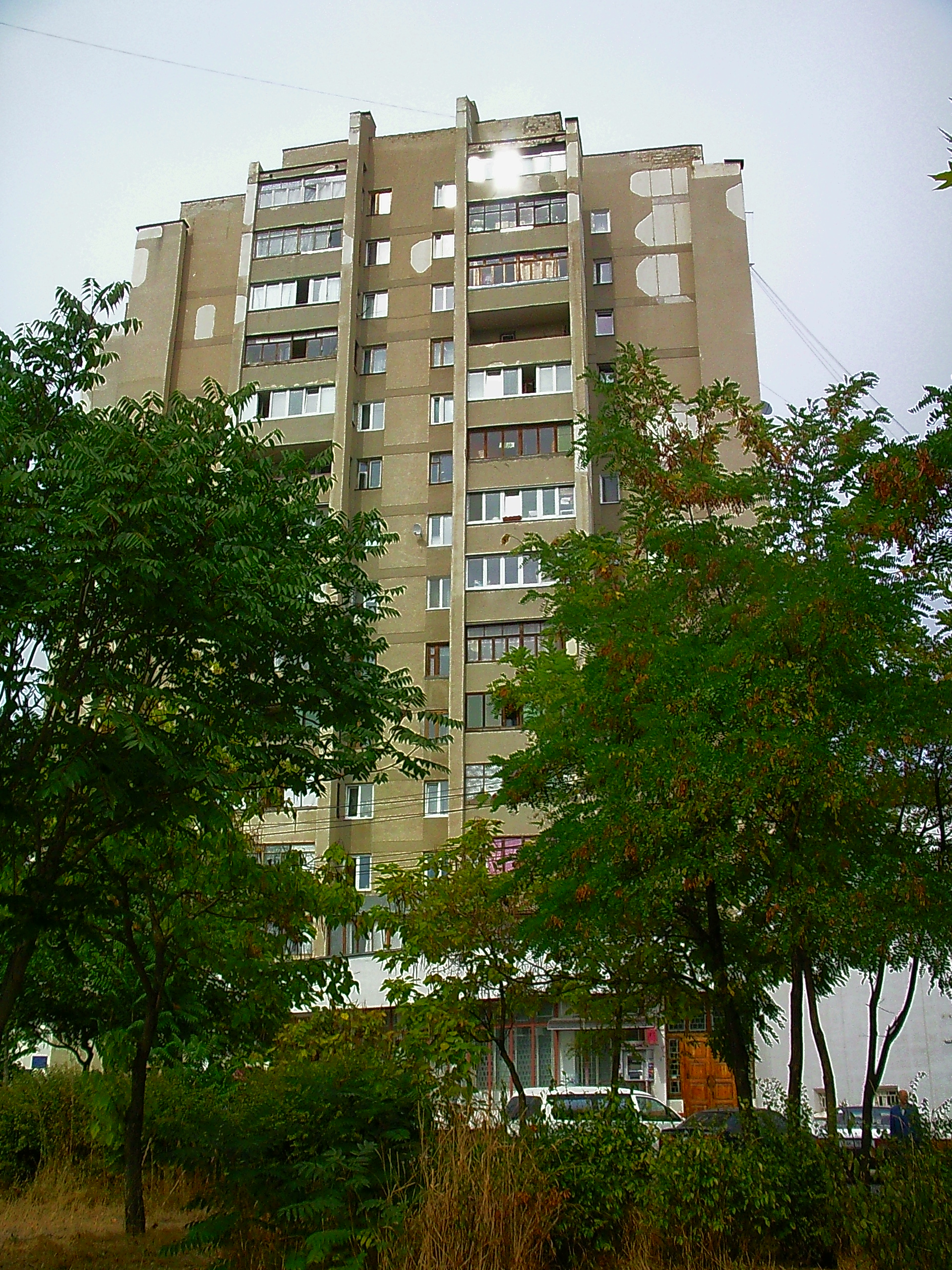
вул. Київська, 139а
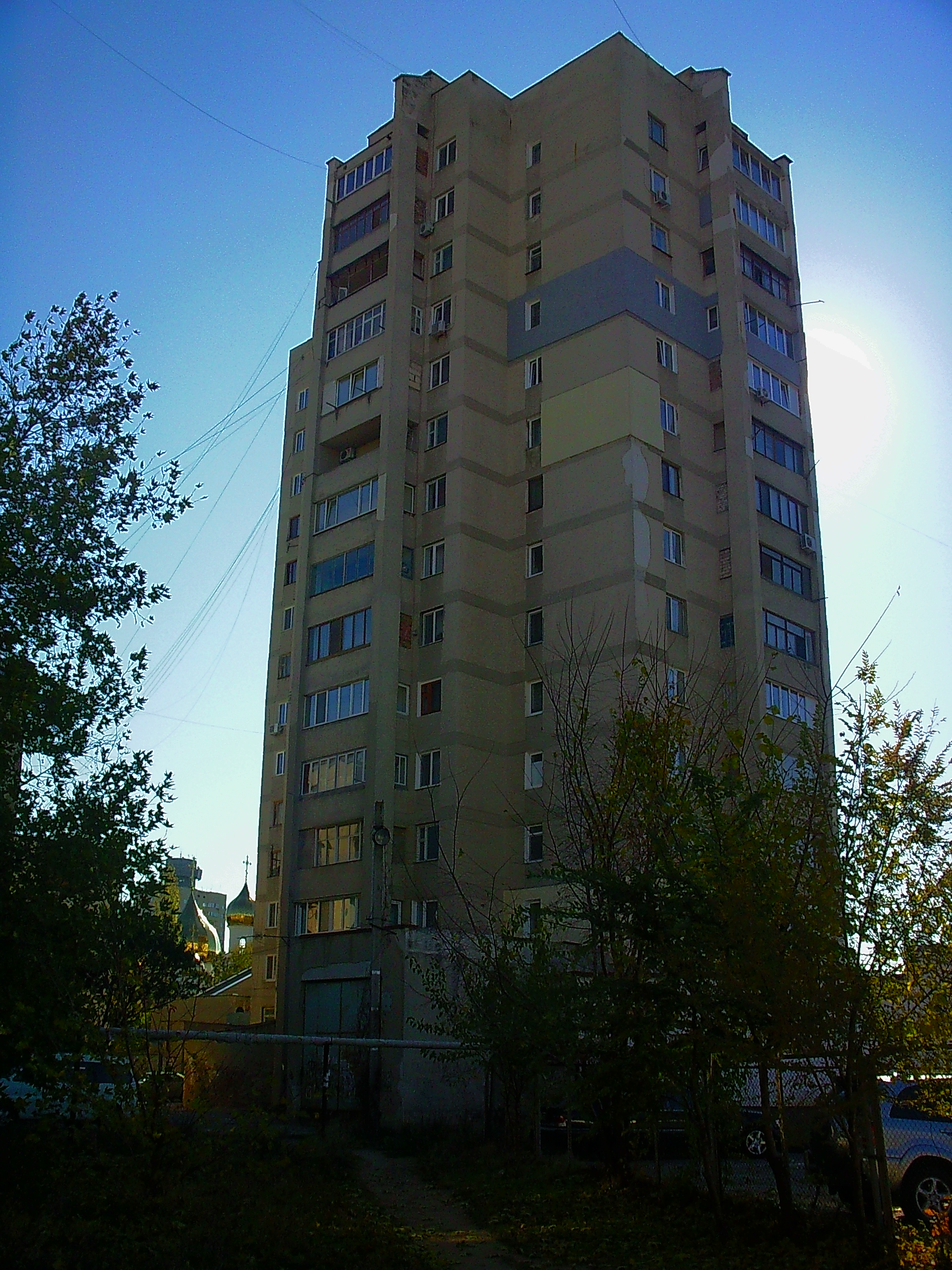
вул. Київська, 139а
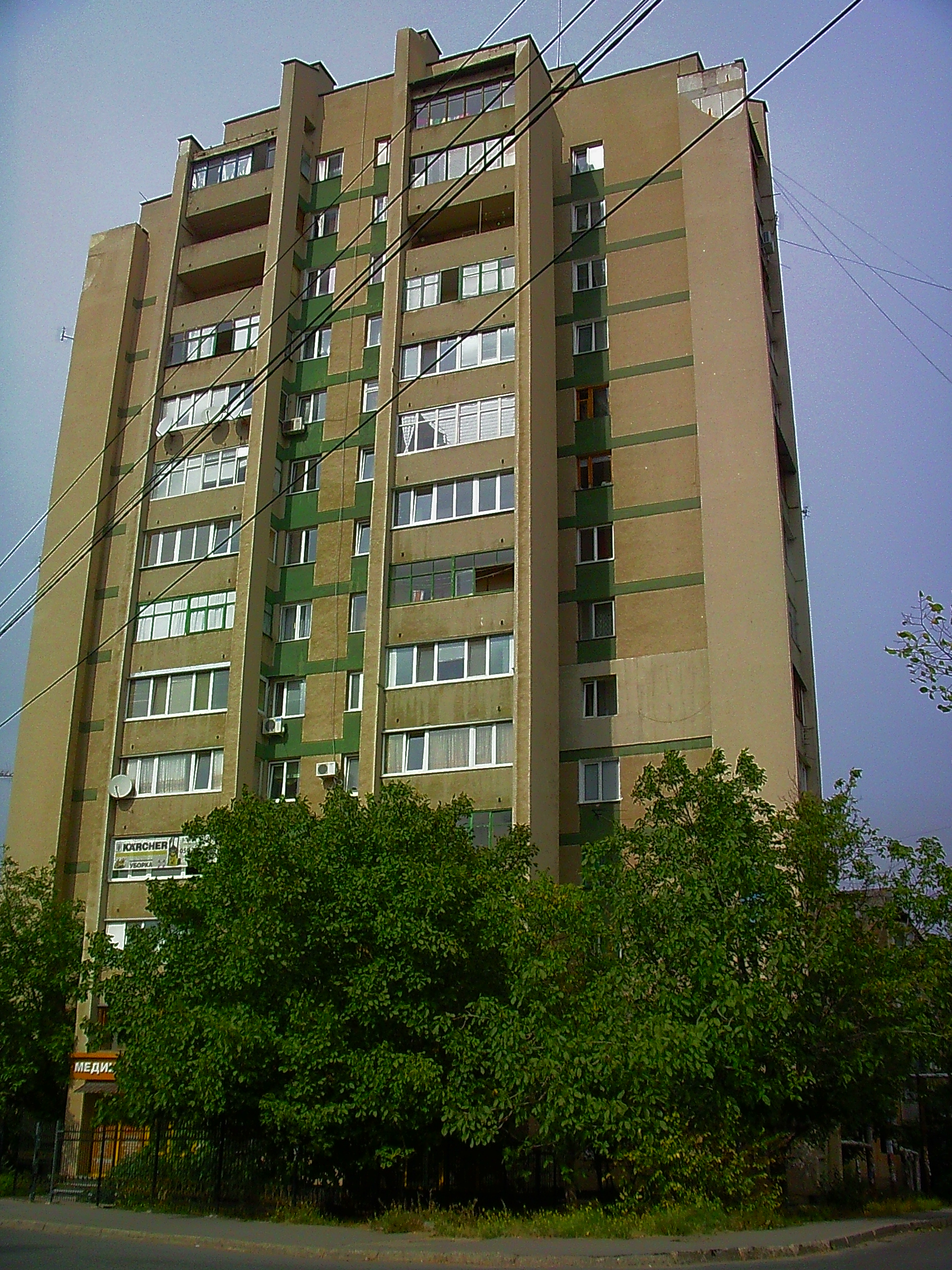
вул. Київська, 153а
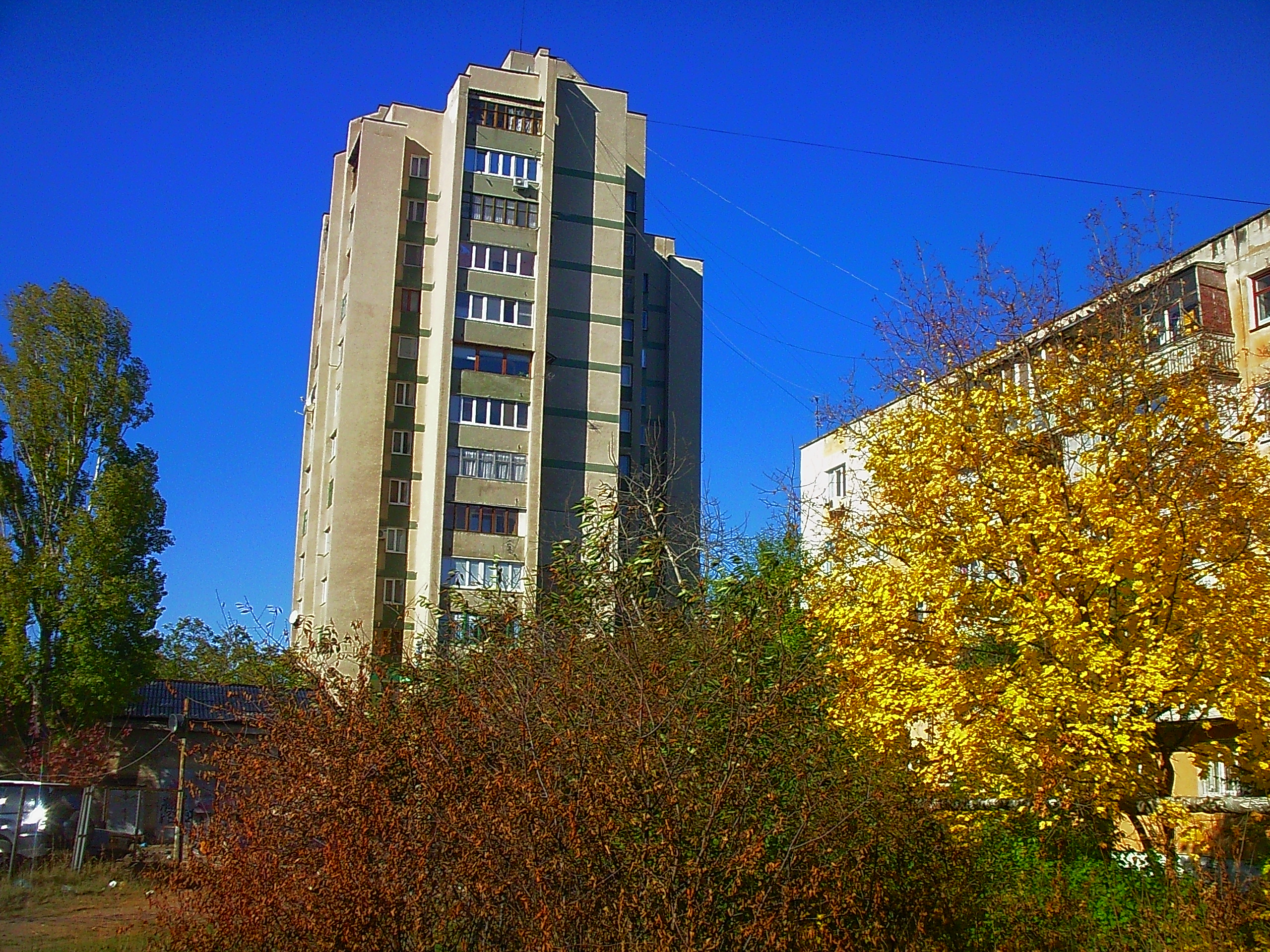
вул. Київська, 153а
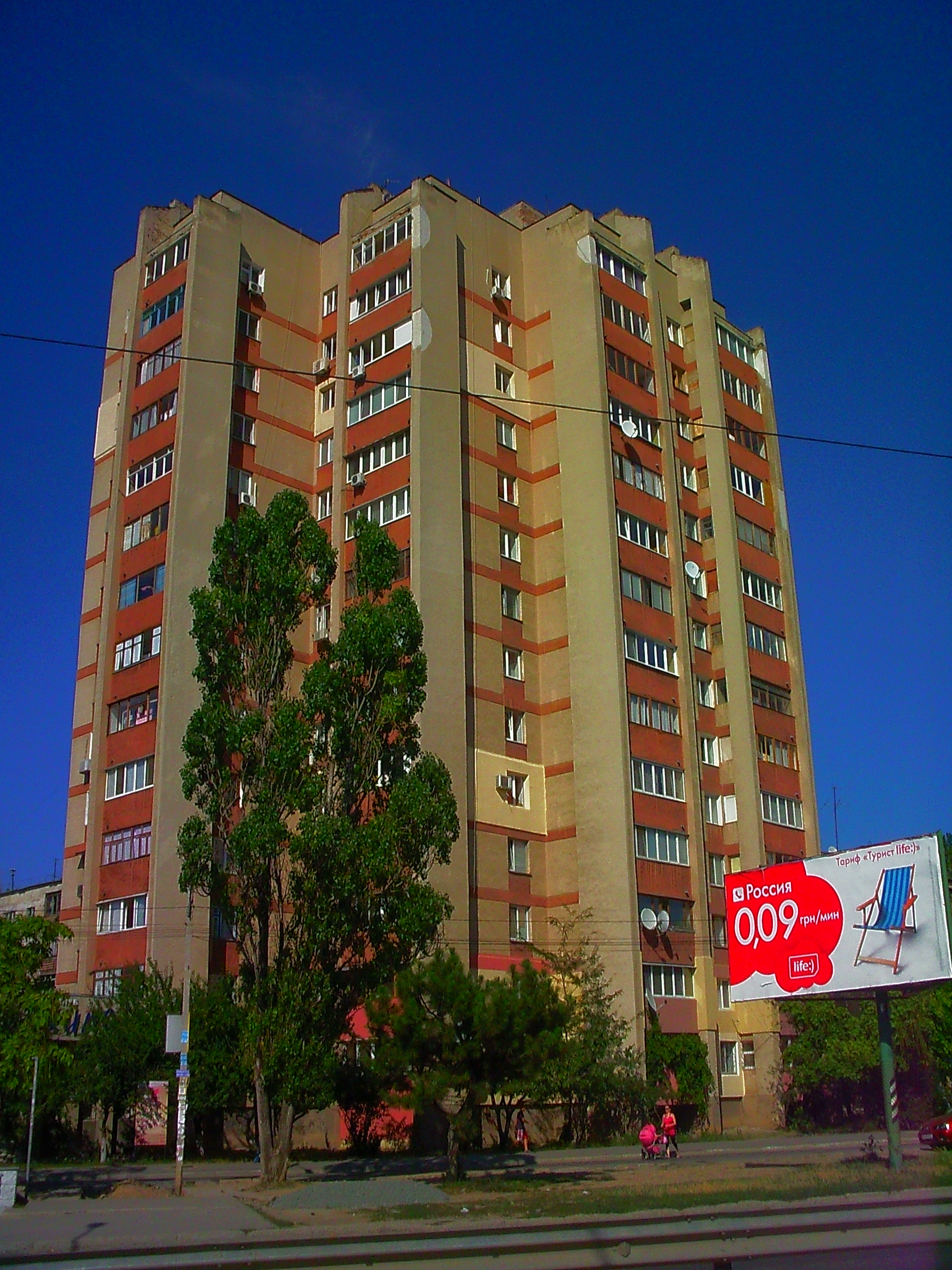
вул. Київська, 163а
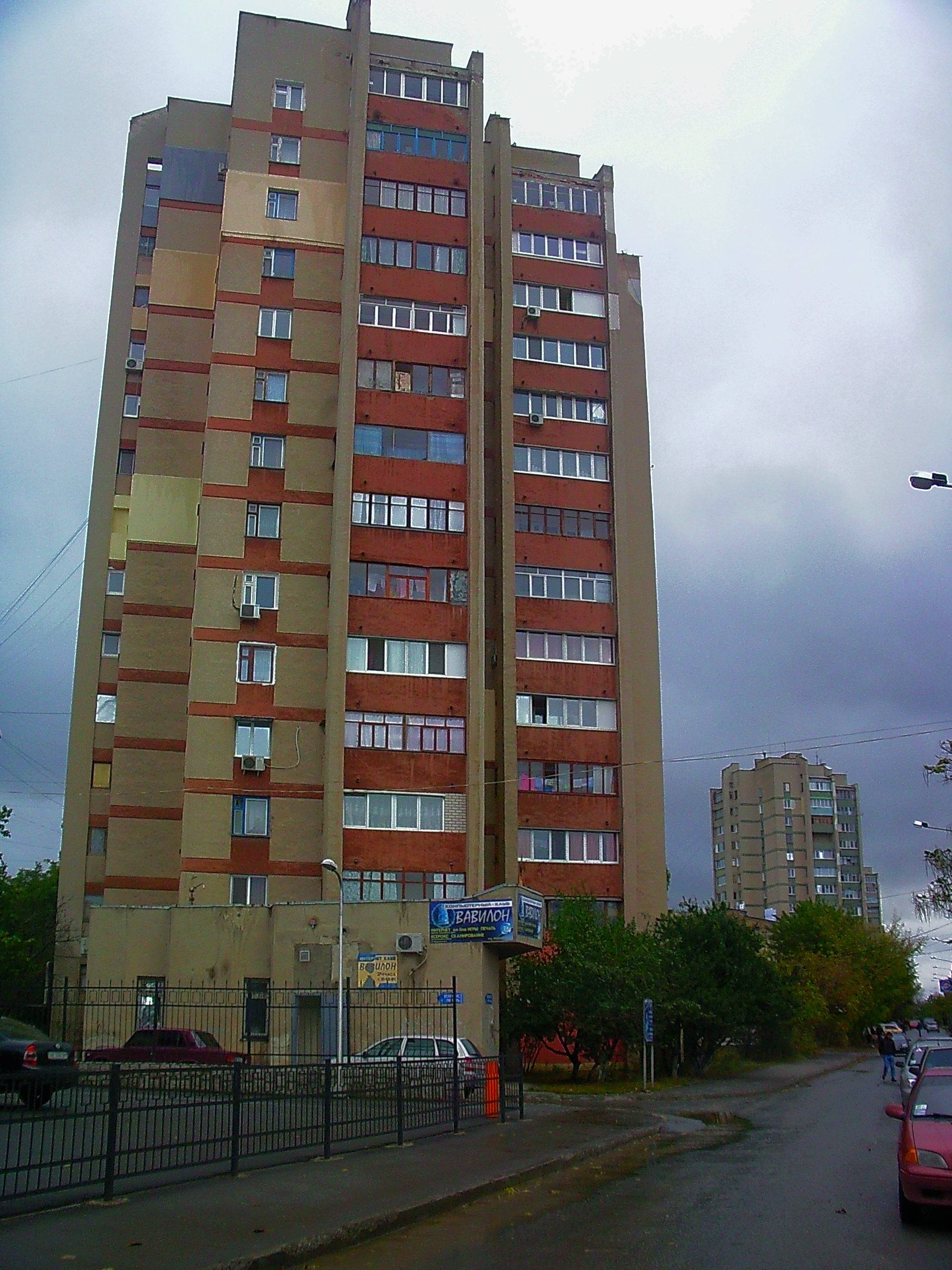
вул. Київська, 163а
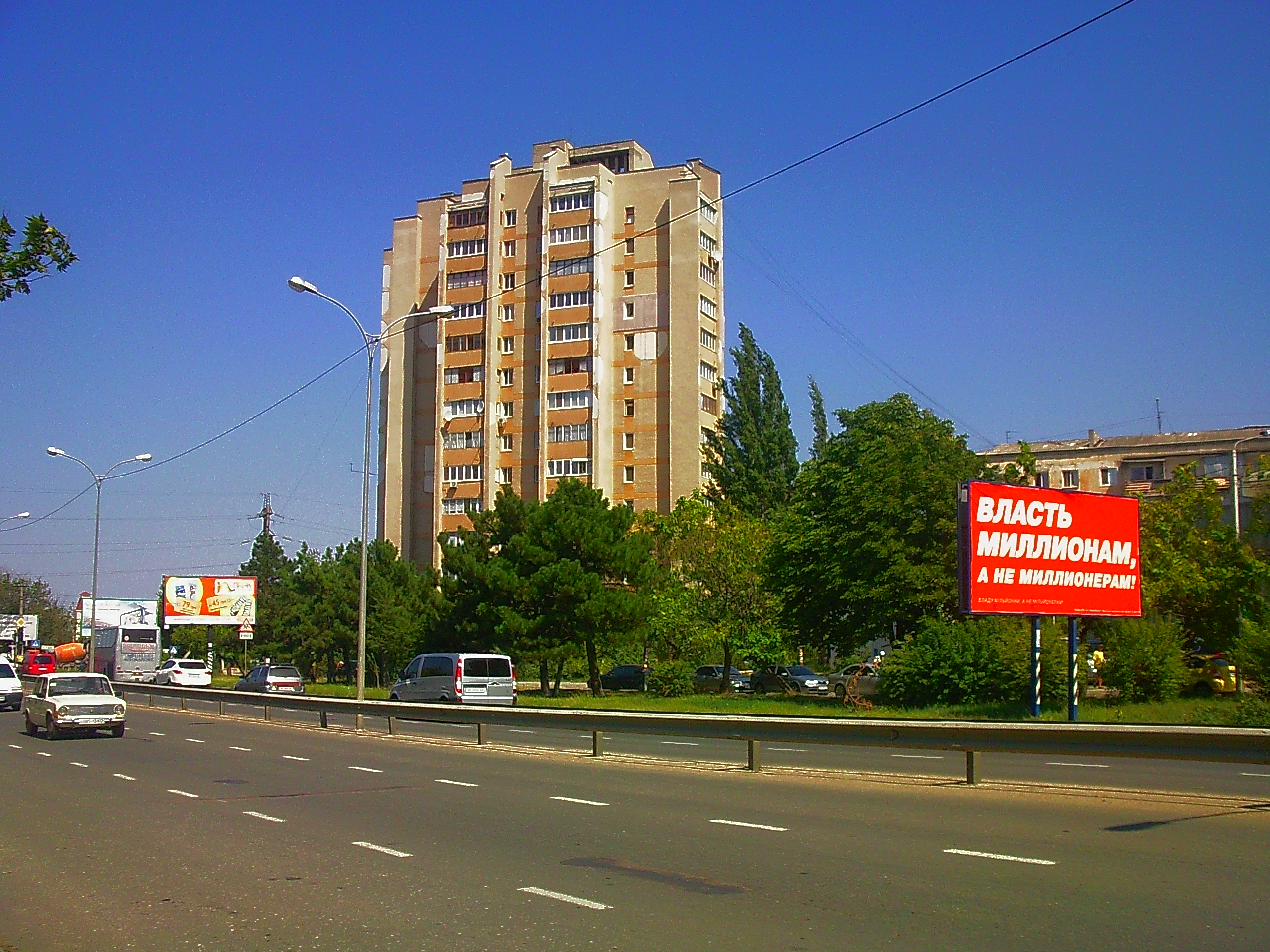
вул. Київська, 171а
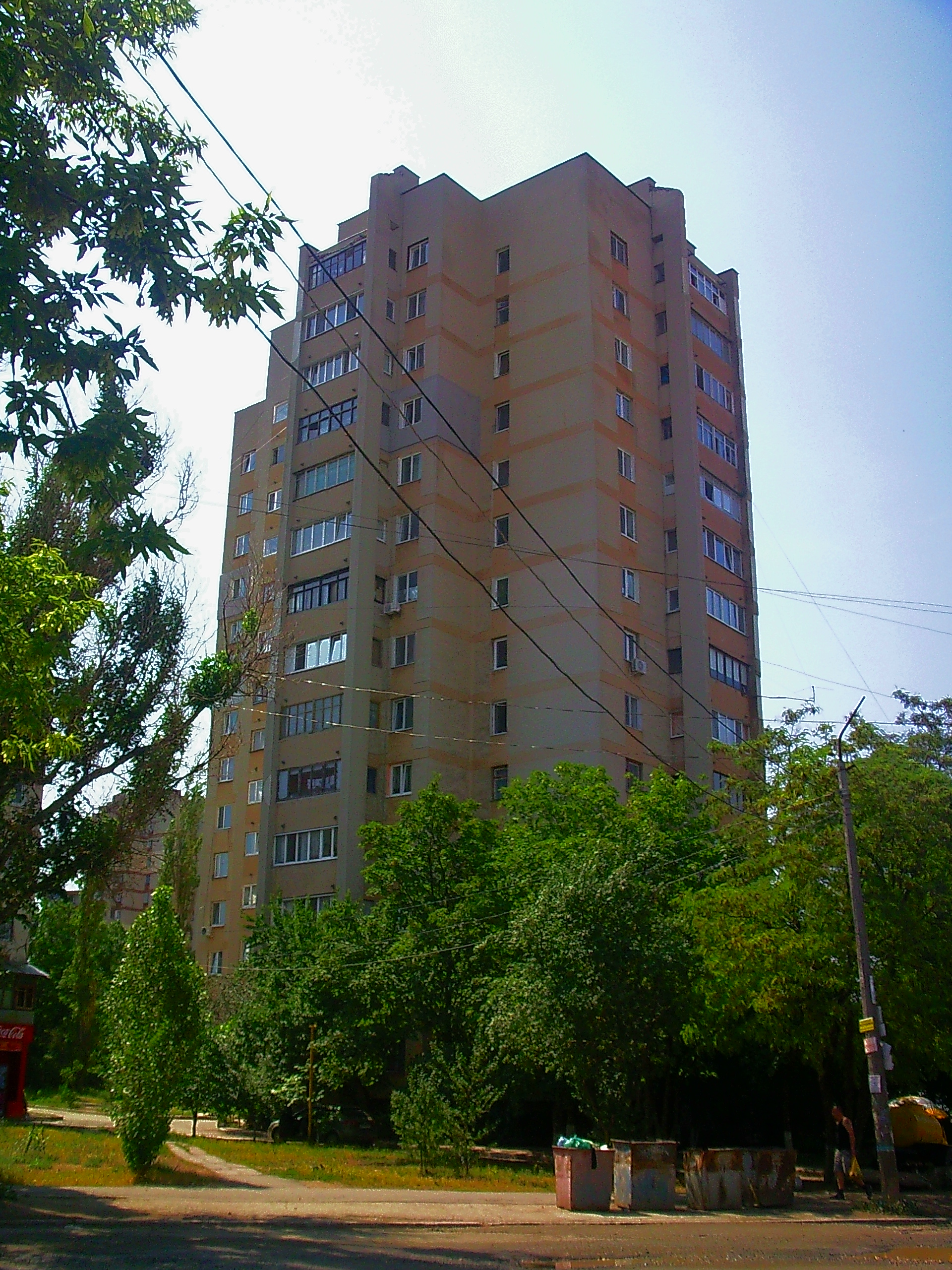
вул. Київська, 171а

### Слов'янськ– 5 будинків, 6 секцій

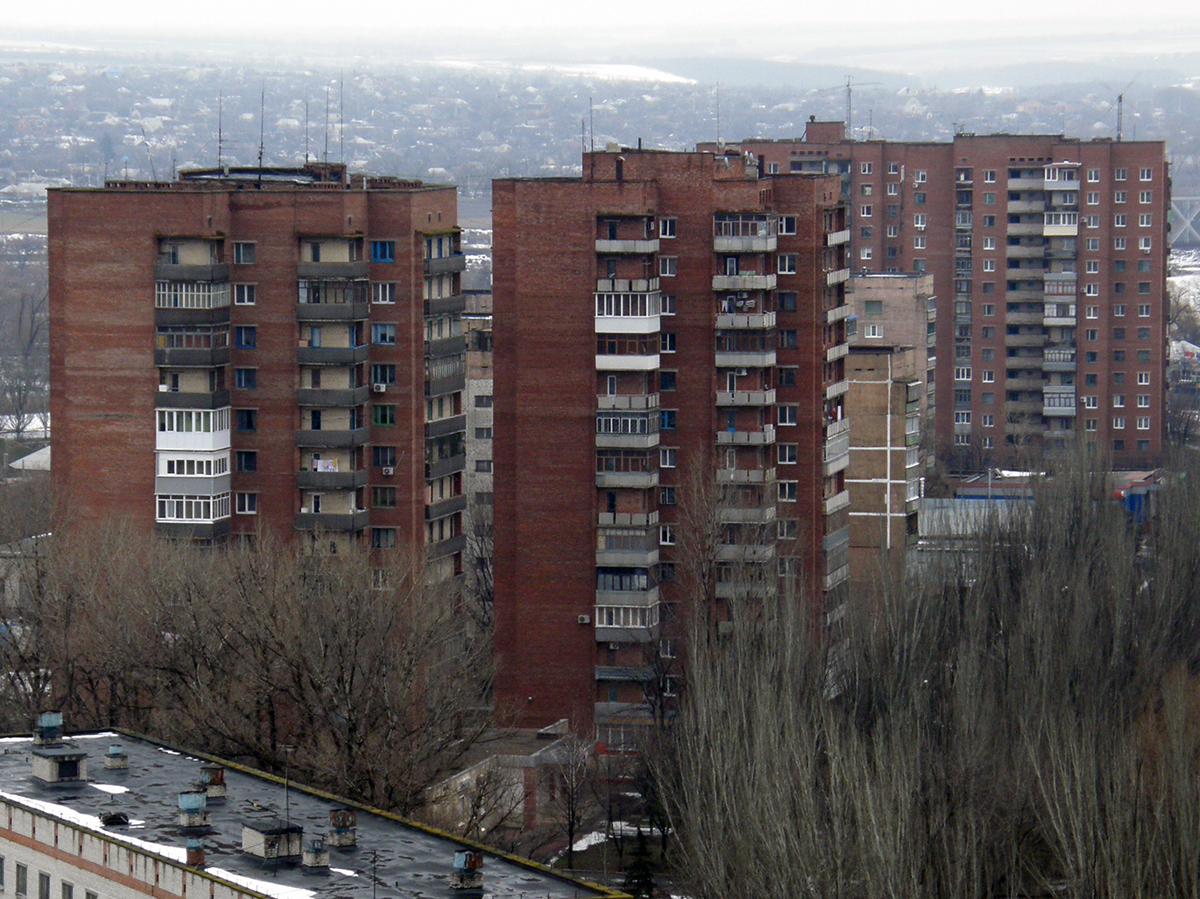
вул. Свободи, 31 (1982), 33 (1998), 47 (1979), 45 (1980)
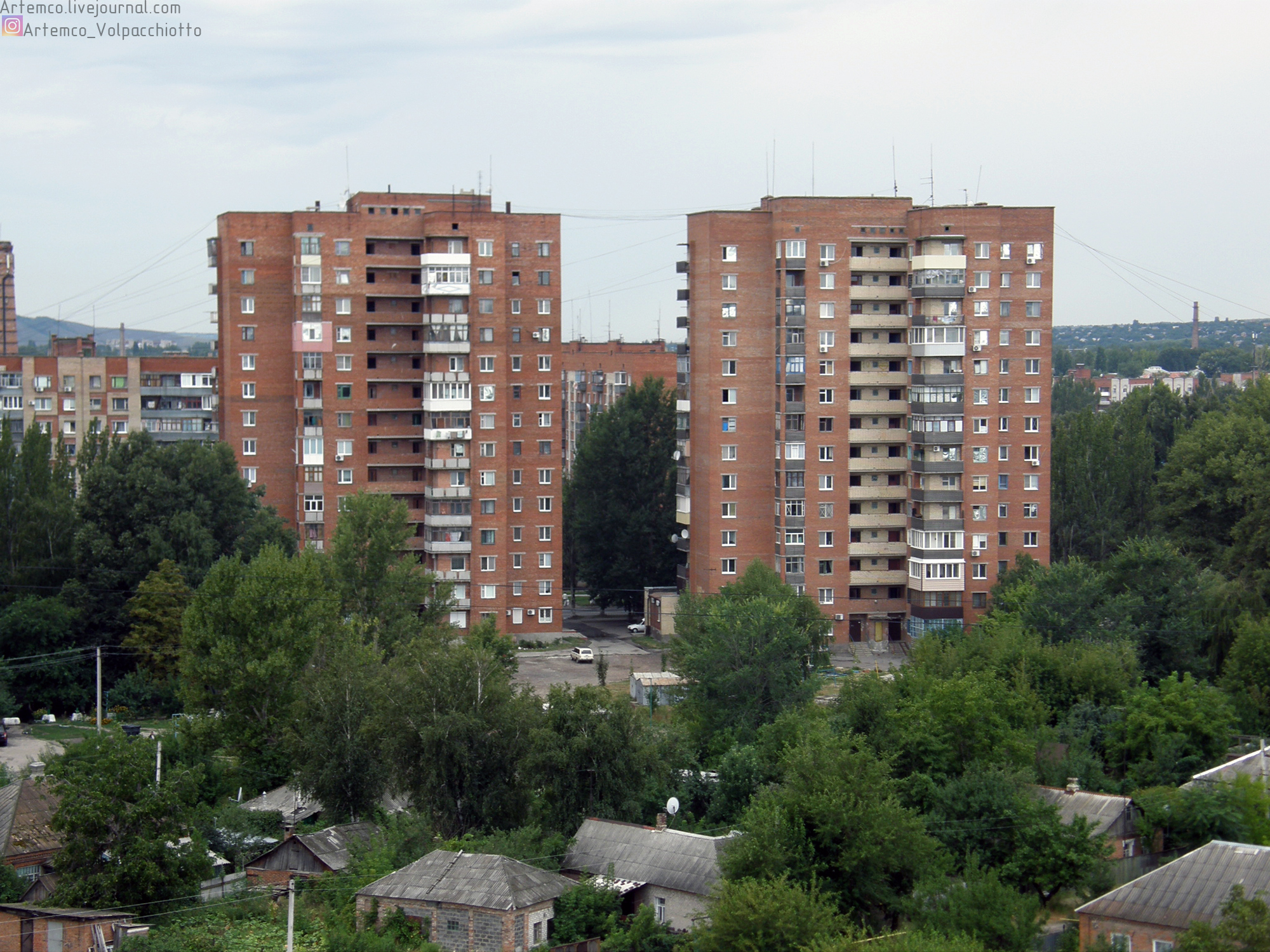
вул. Свободи, 33 (1998) і 31 (1982)
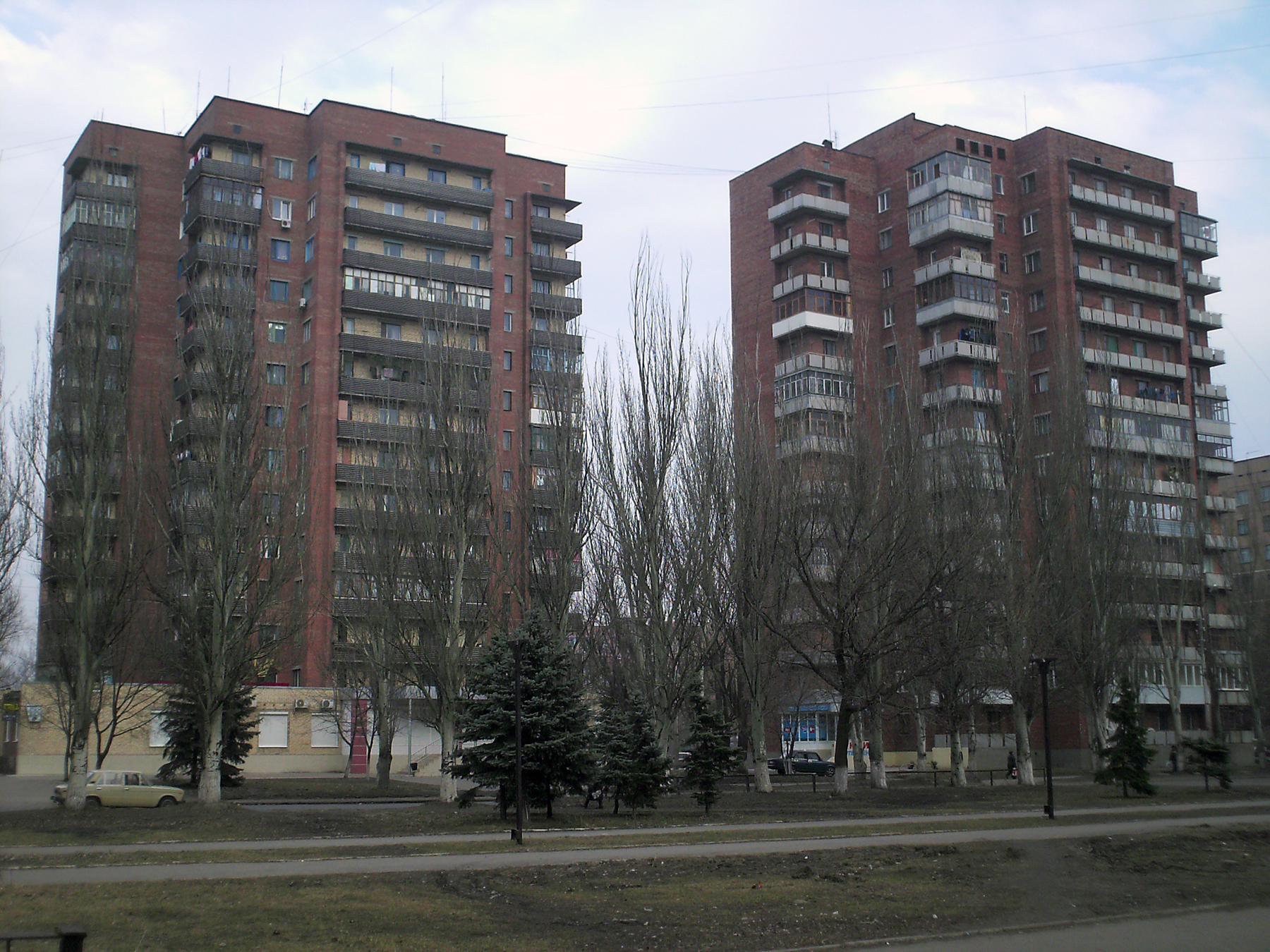
вул. Свободи, 31 (1982), 33 (1998)
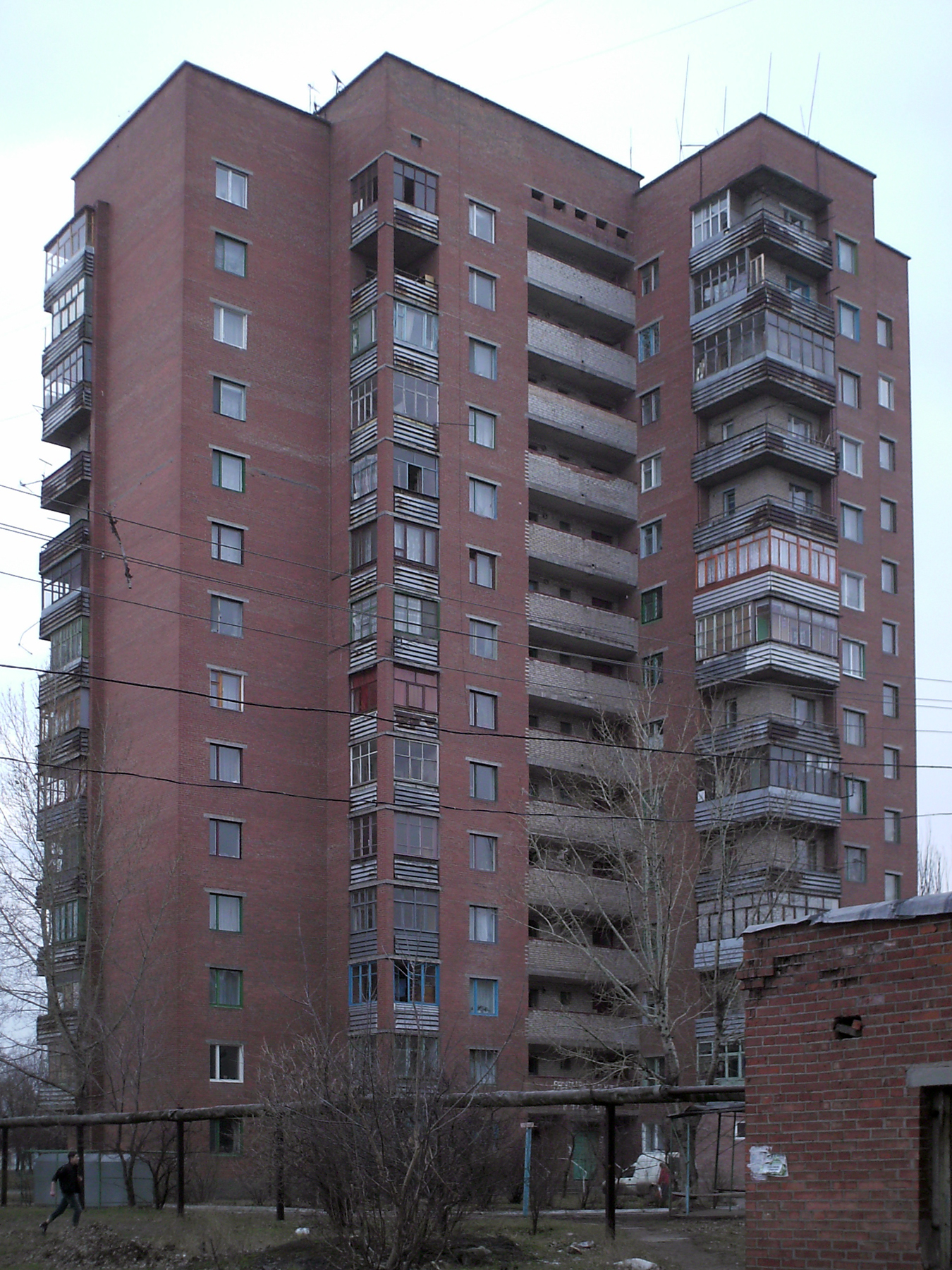
вул. Свободи, 45 (1980)
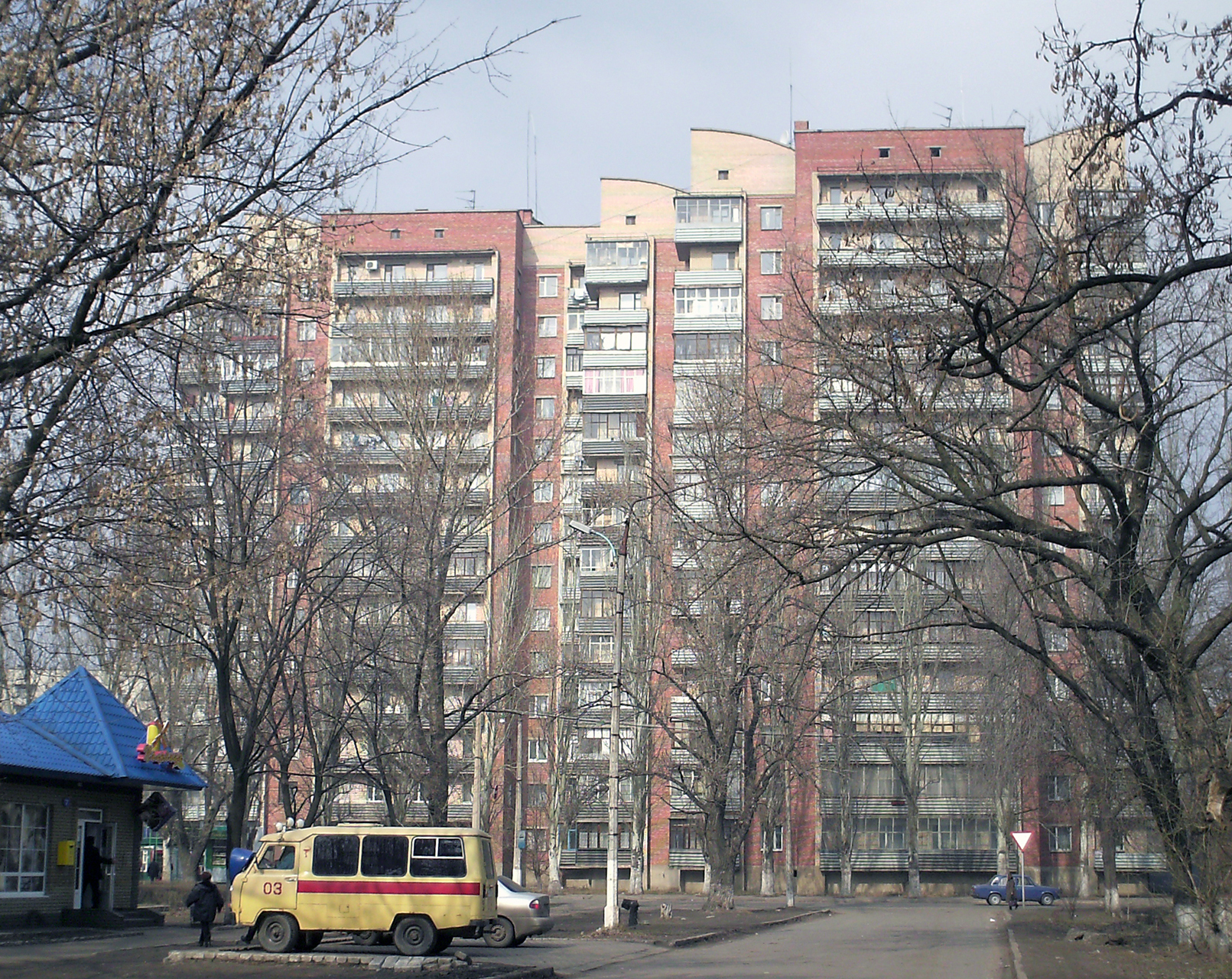
вул. Центральна, 44 і 42 (1990)
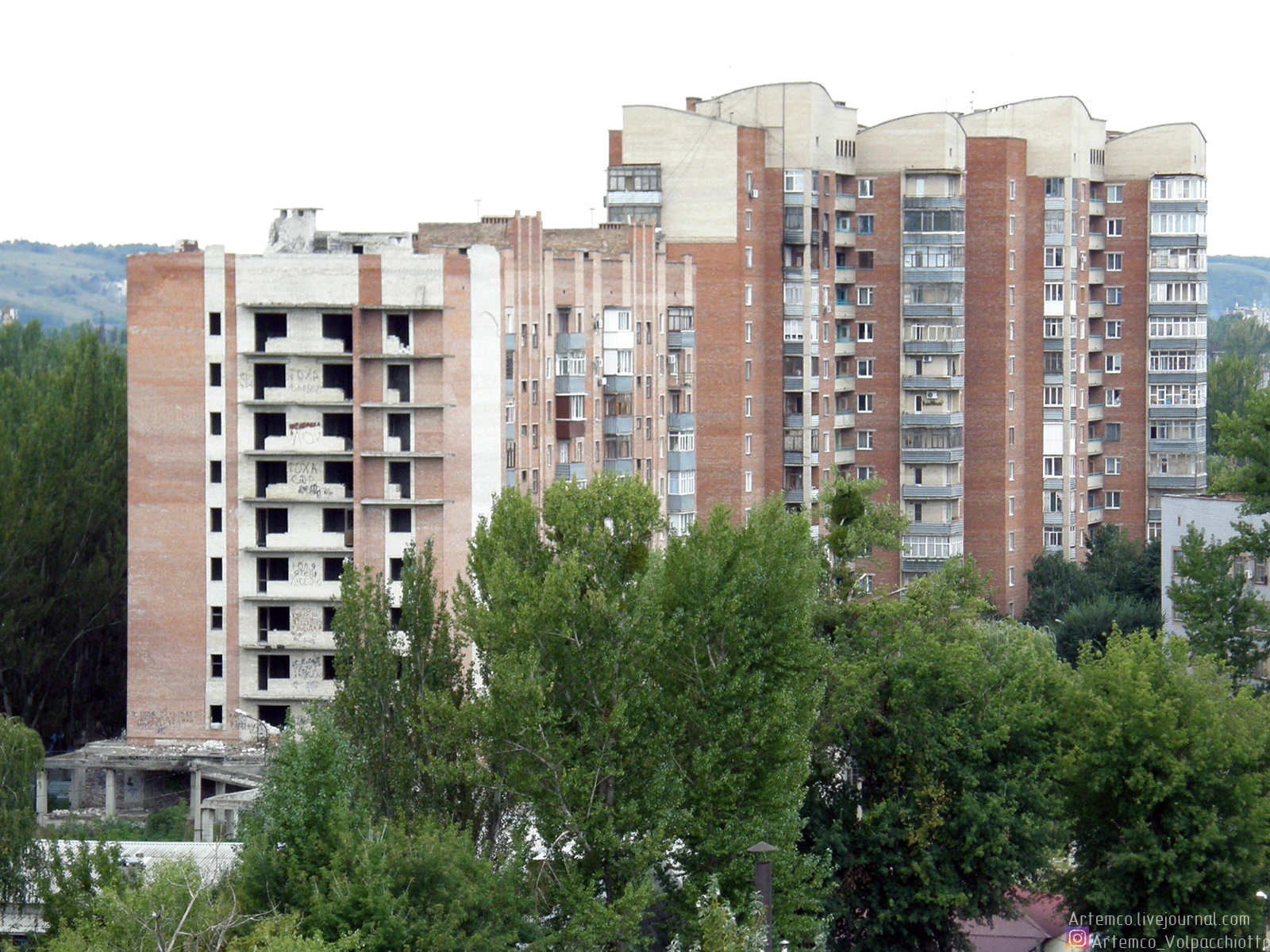
вул. Центральна, 38 (1995, 87 серія), 44 і 42 (1990)

### Суми

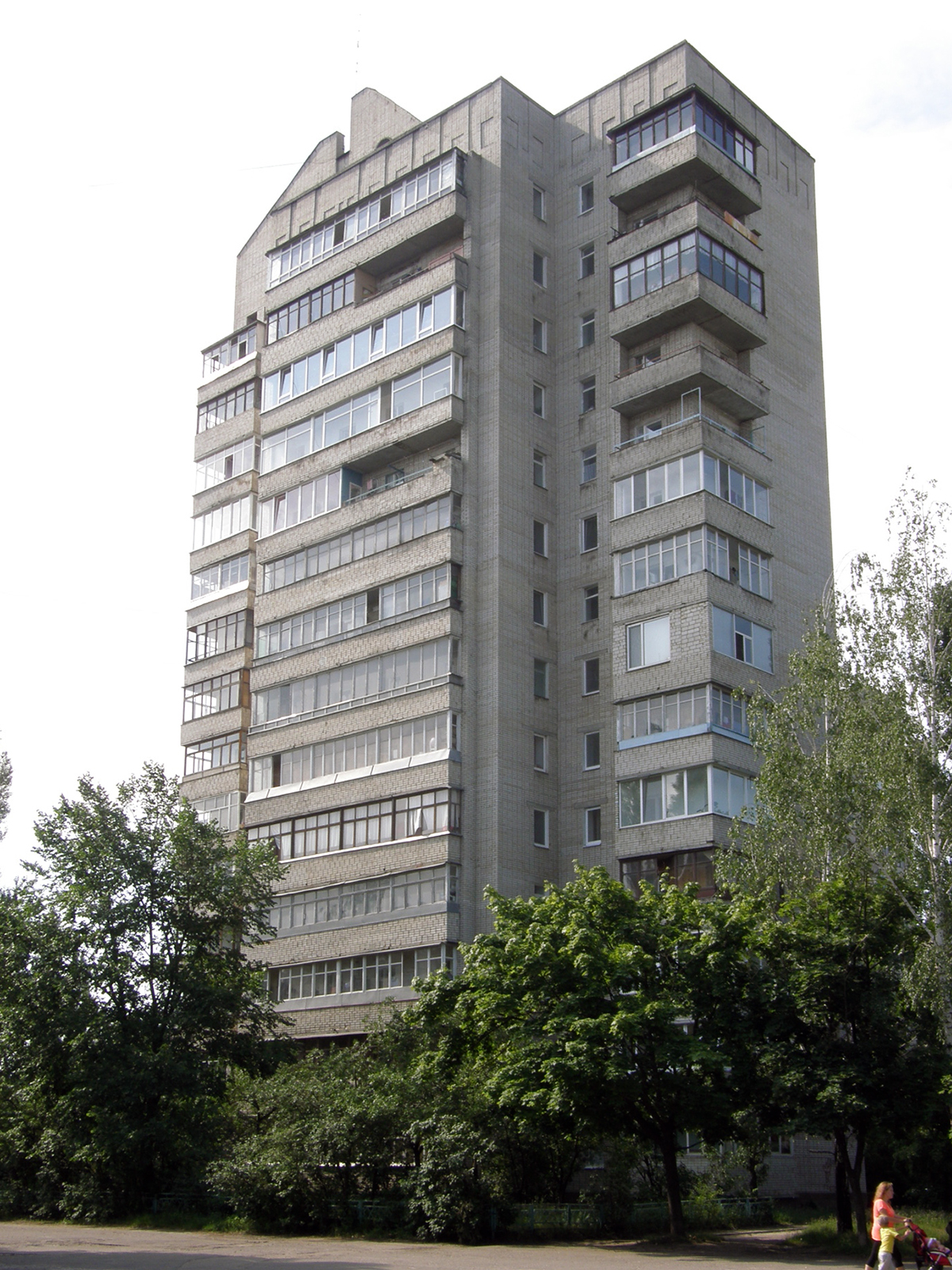
вул. Івана Сірка, 21
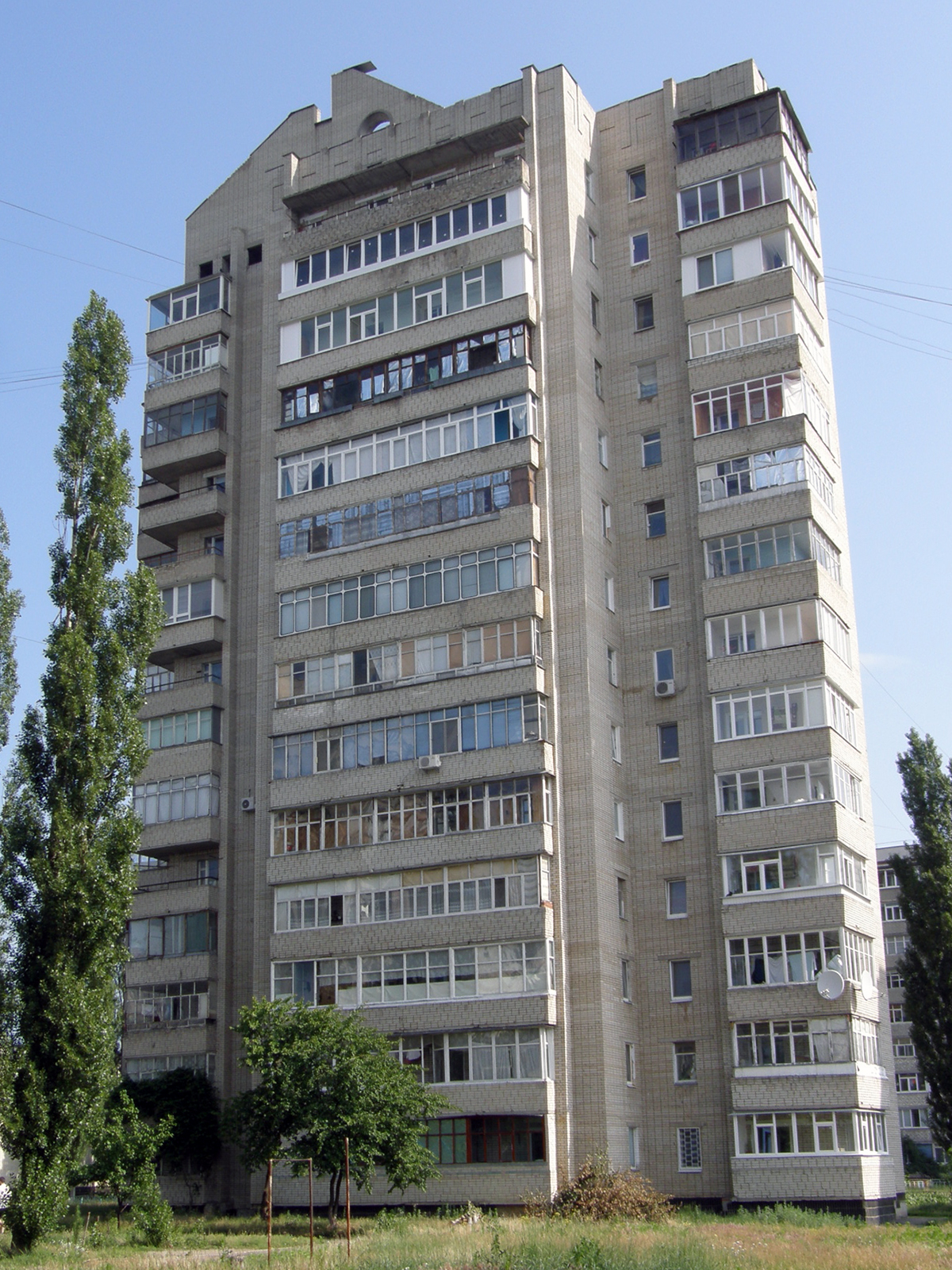
вул. Івана Сірка, 23
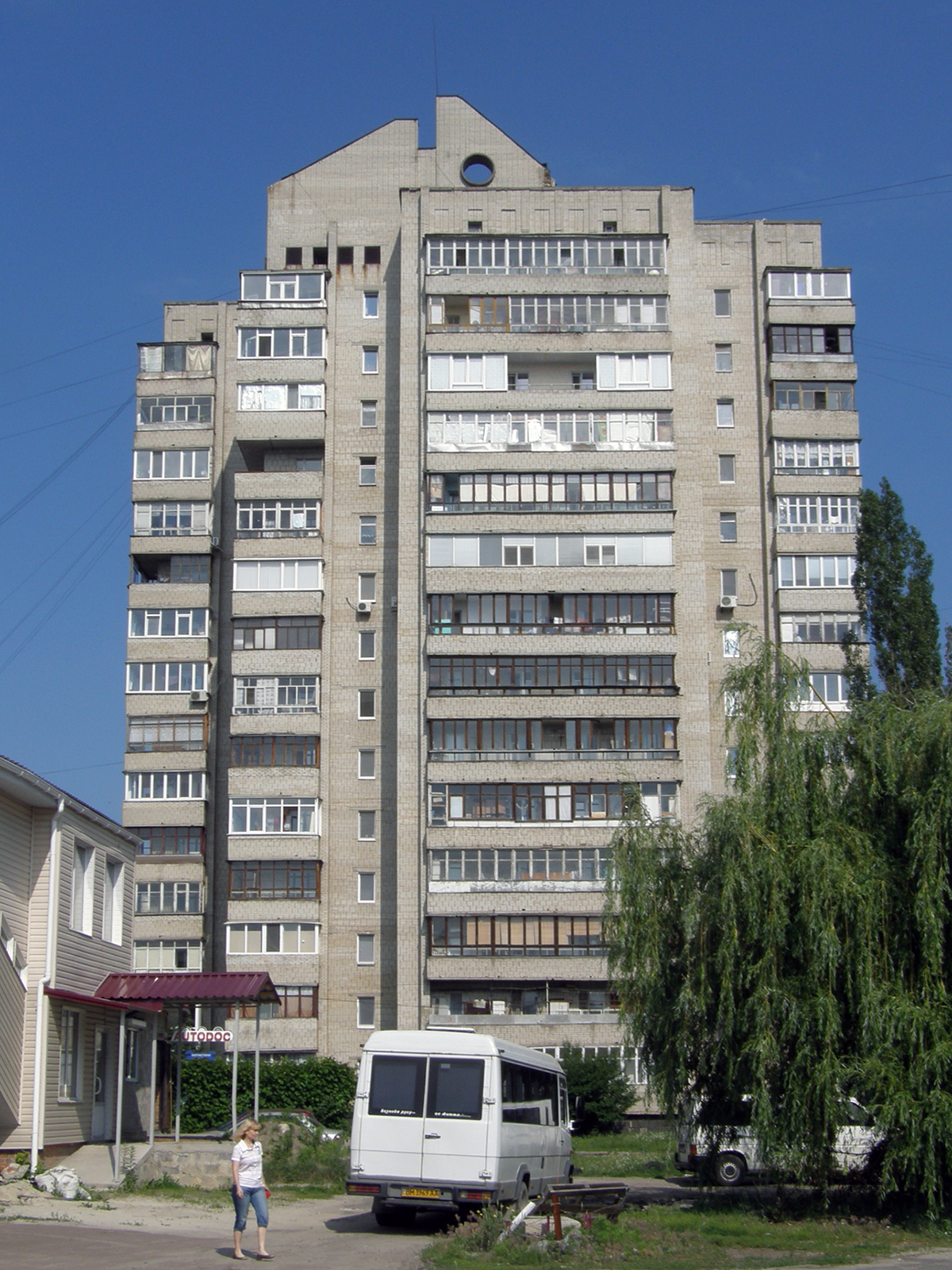
вул. Івана Сірка, 19/1
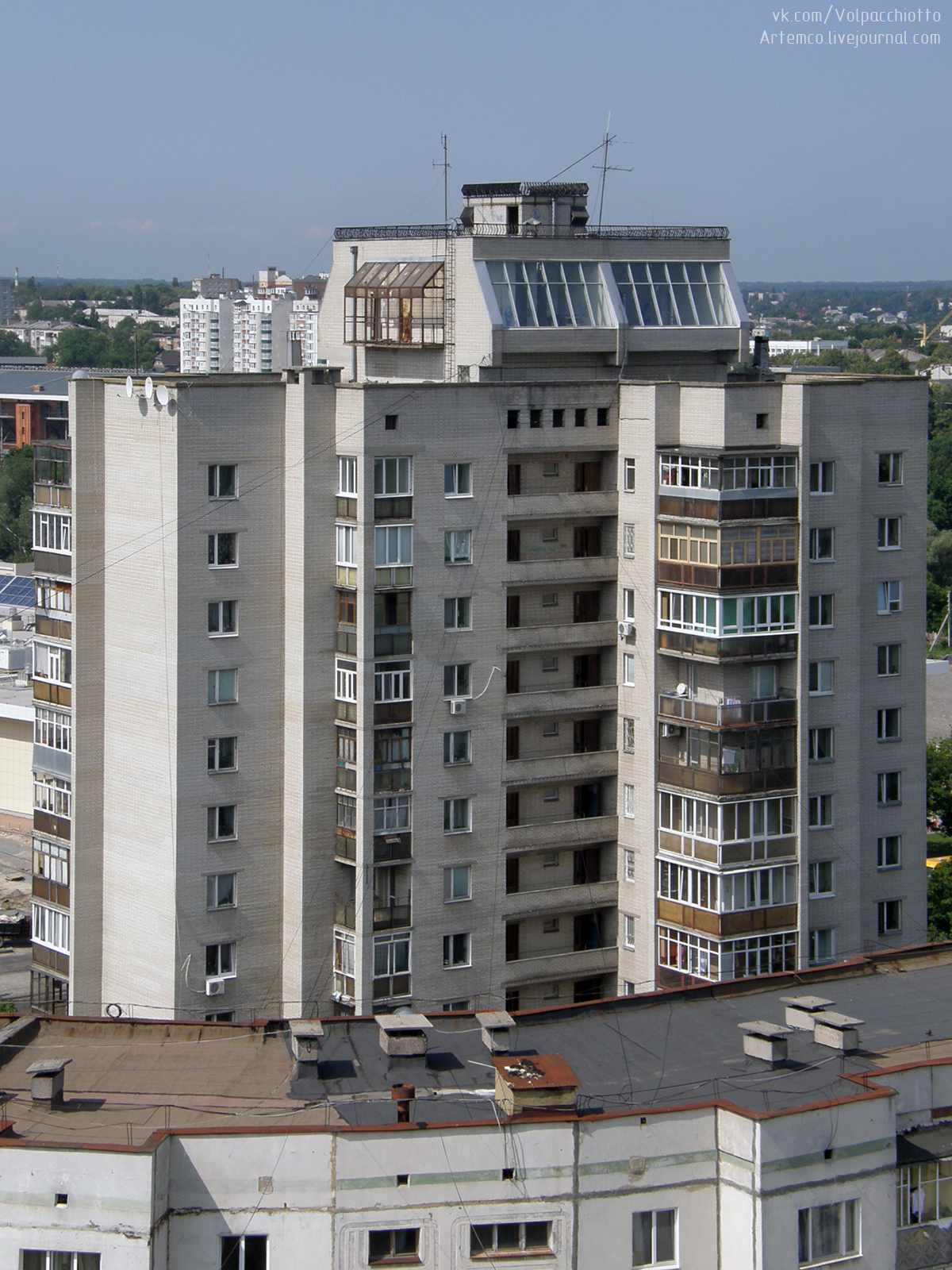
вул. Харківська, 1
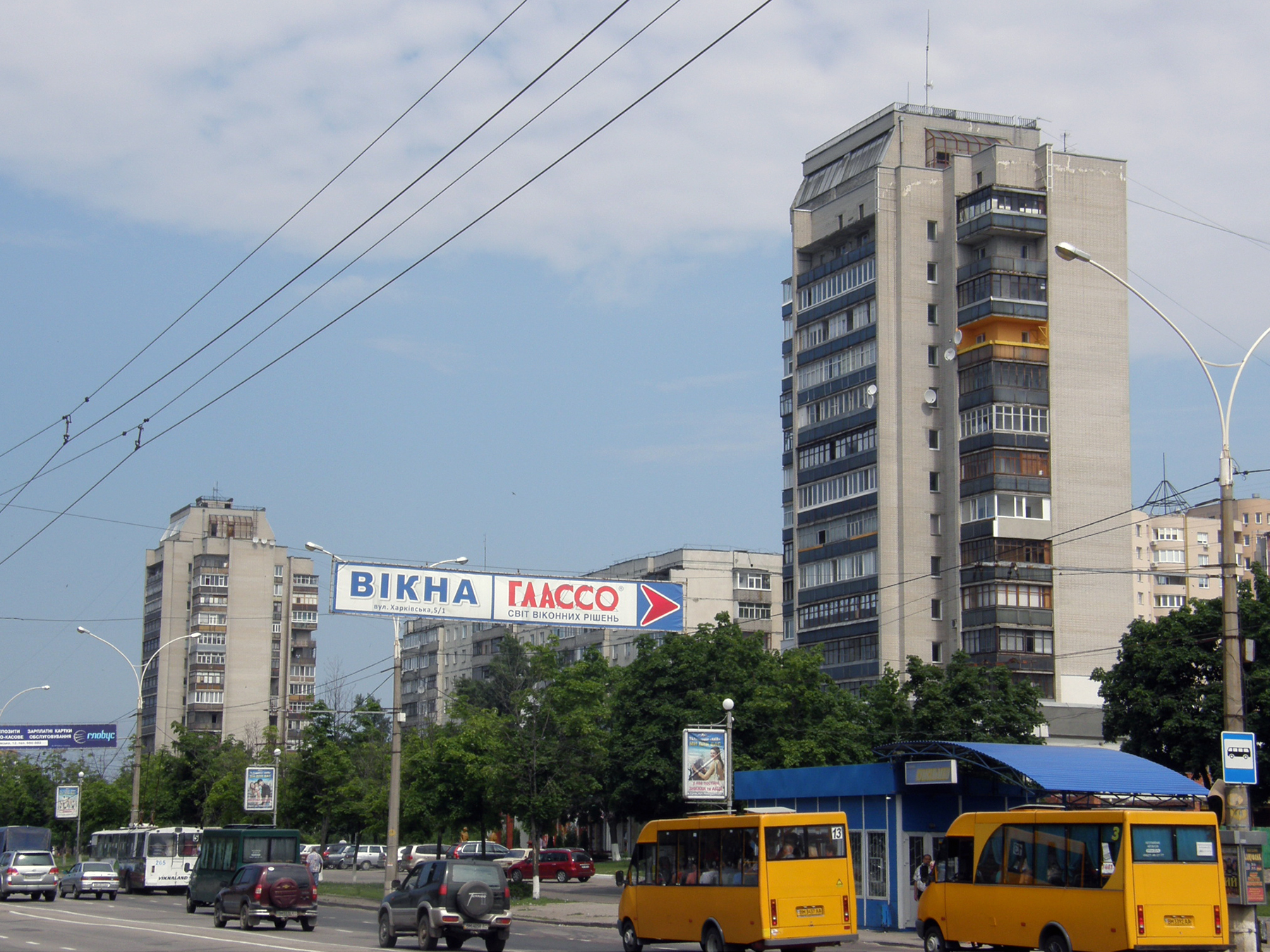
вул. Харківська, 1 і 5
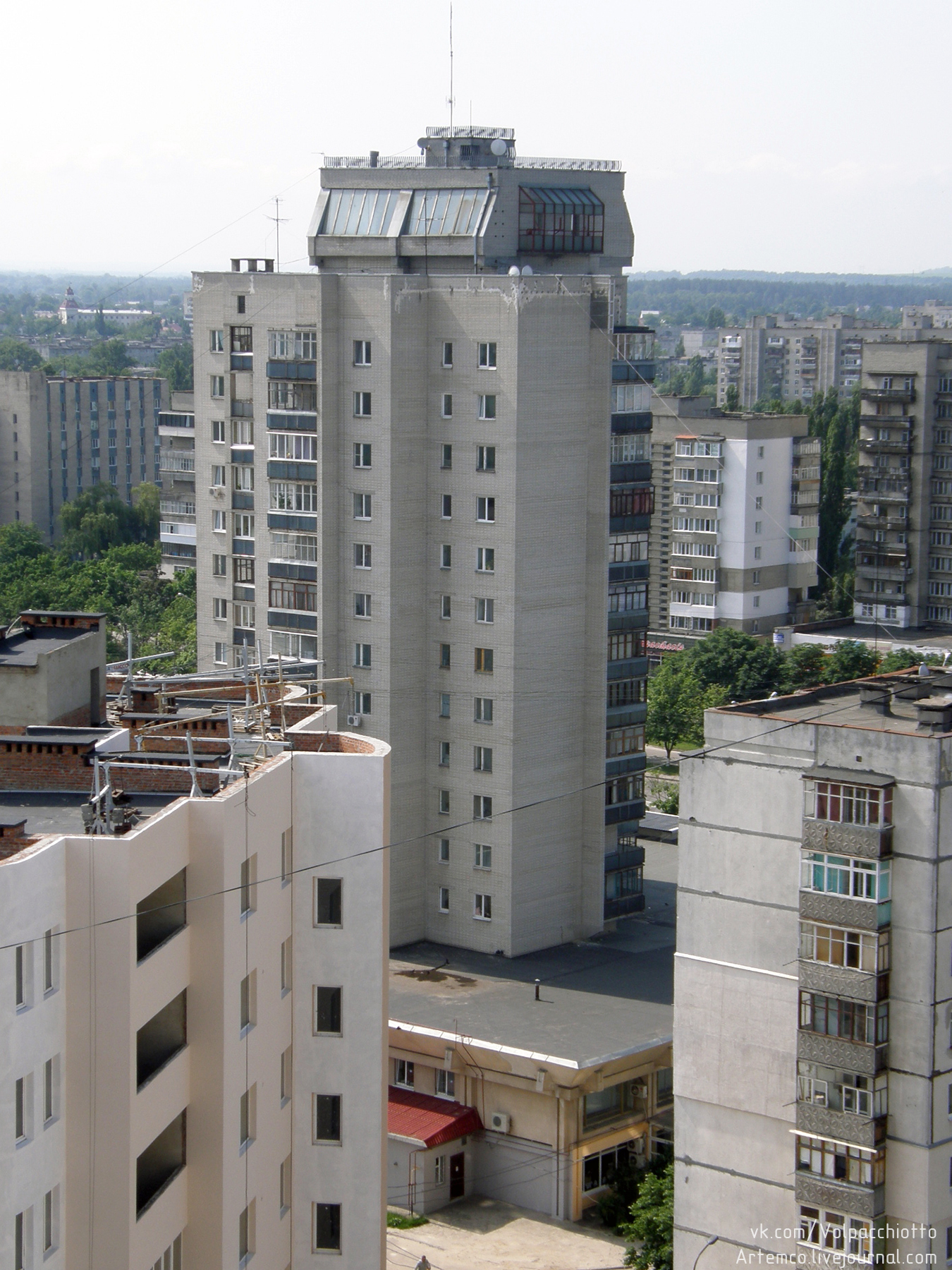
вул. Харківська, 5
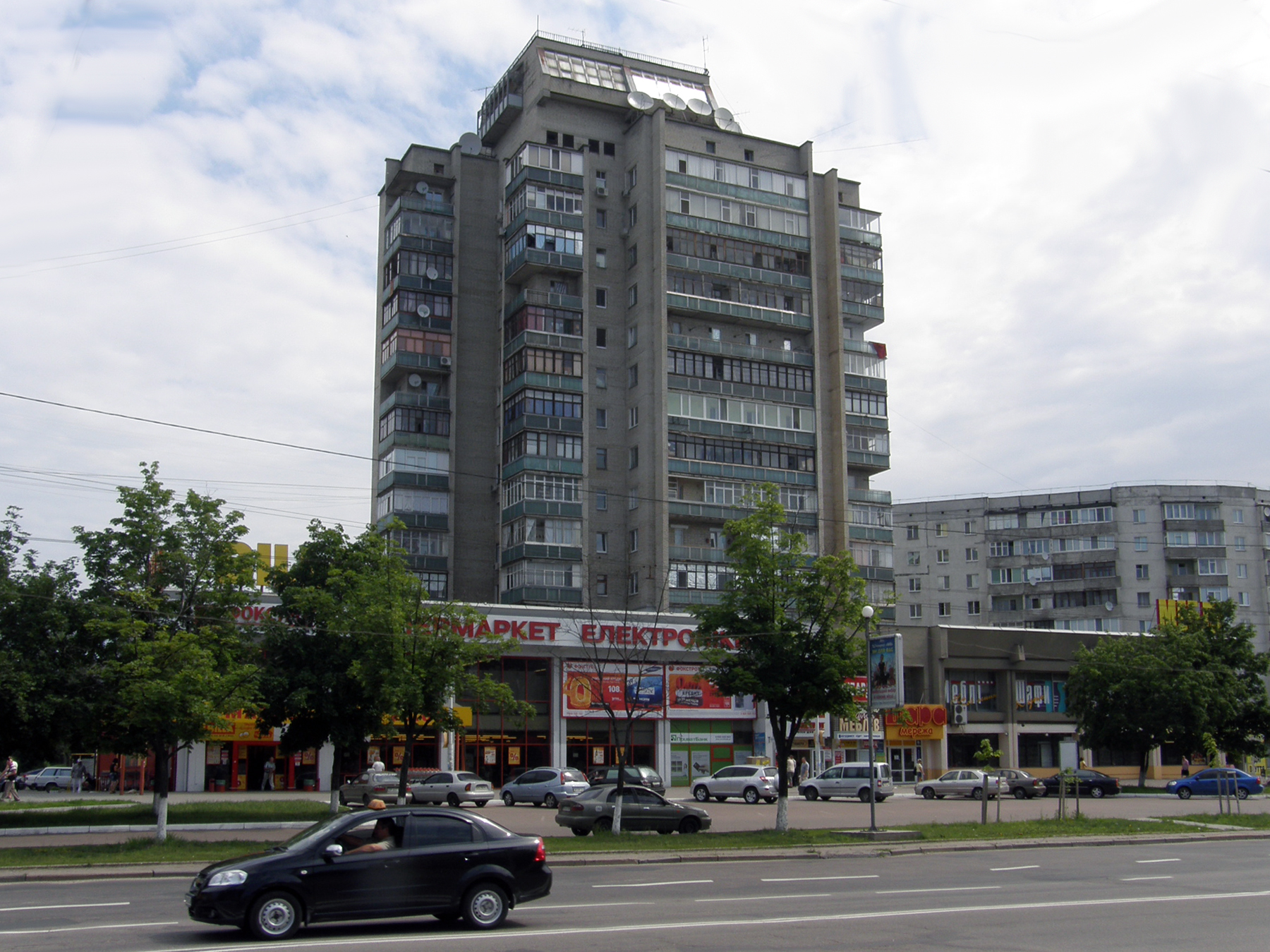
вул. Харківська, 9
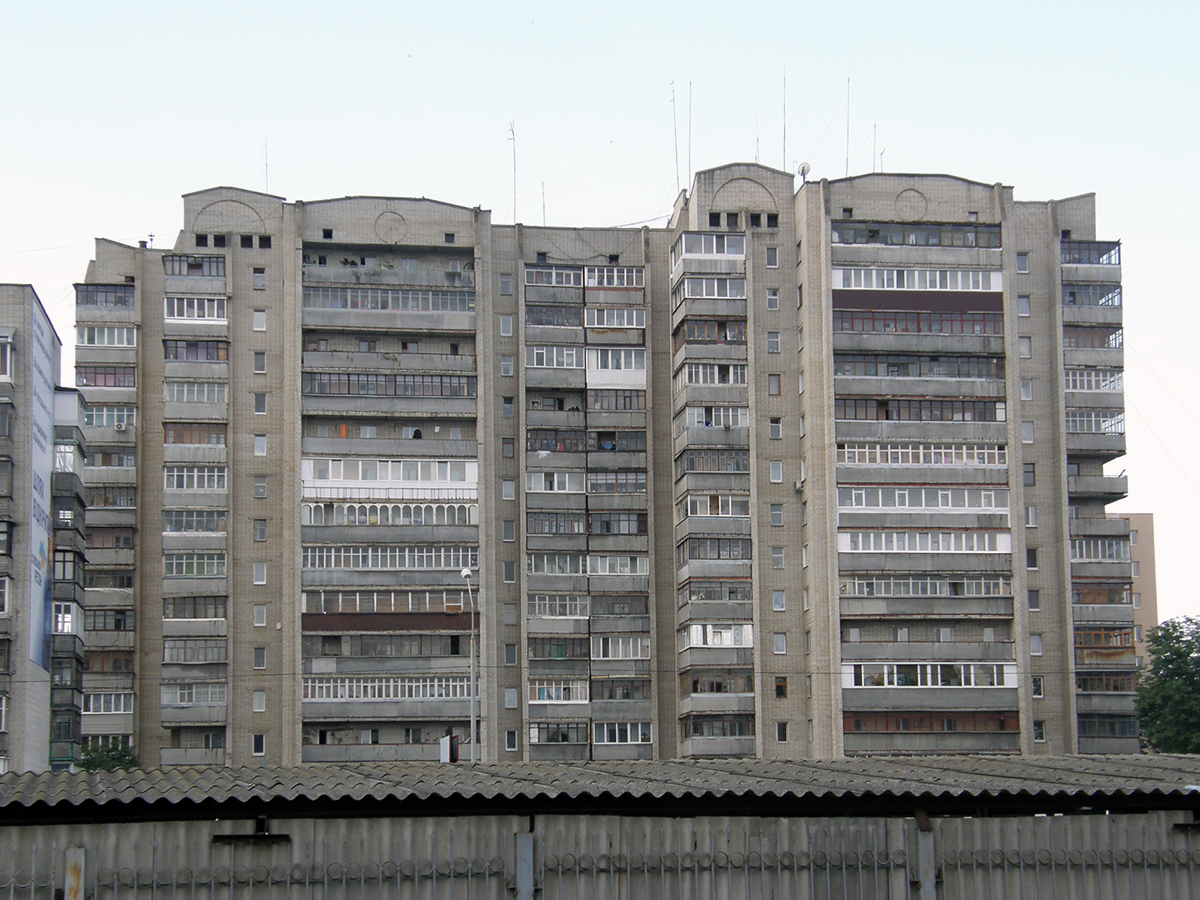
вул. Скоропадського, 14
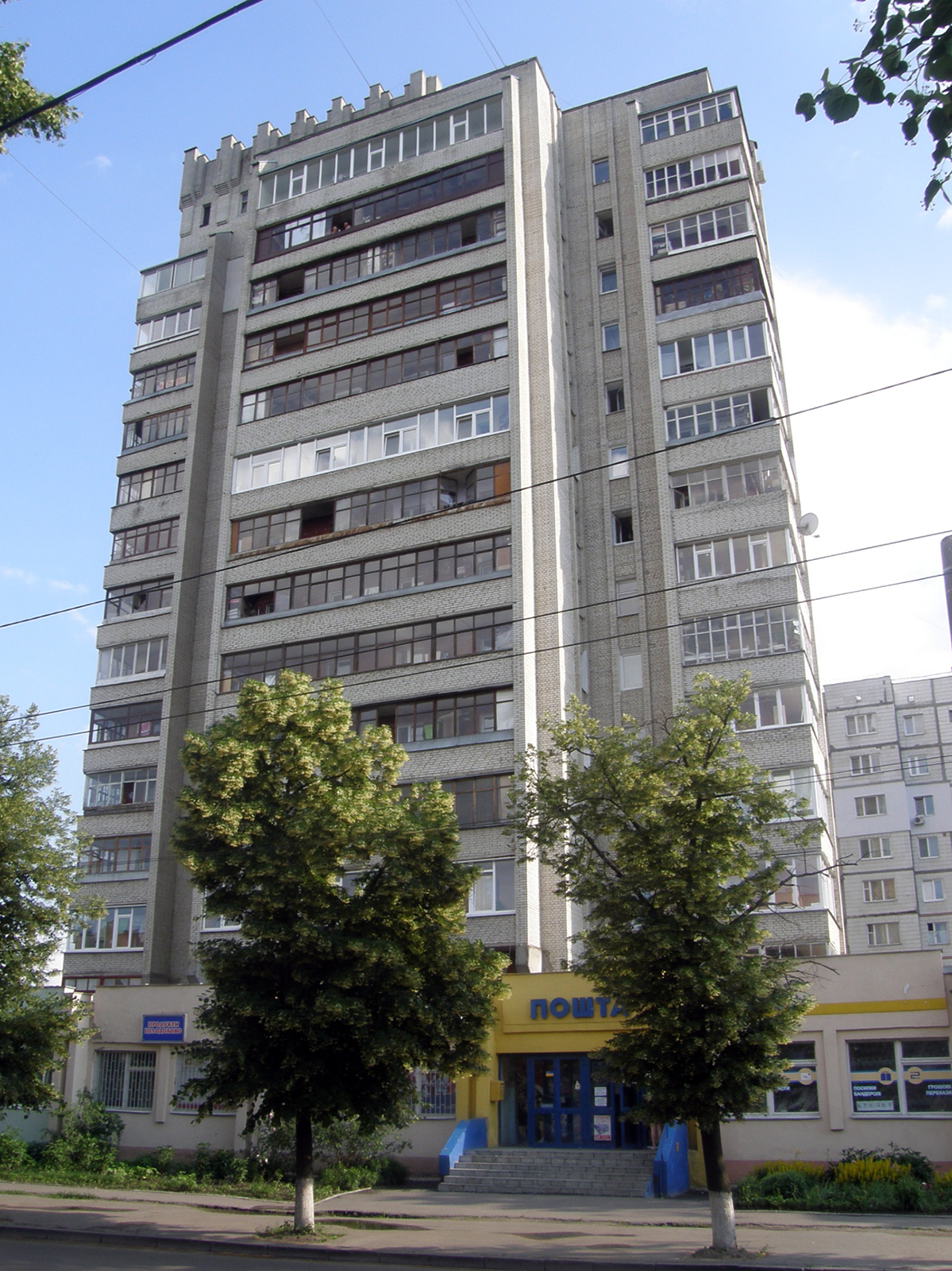
вул. Іллінська, 49

### Українка

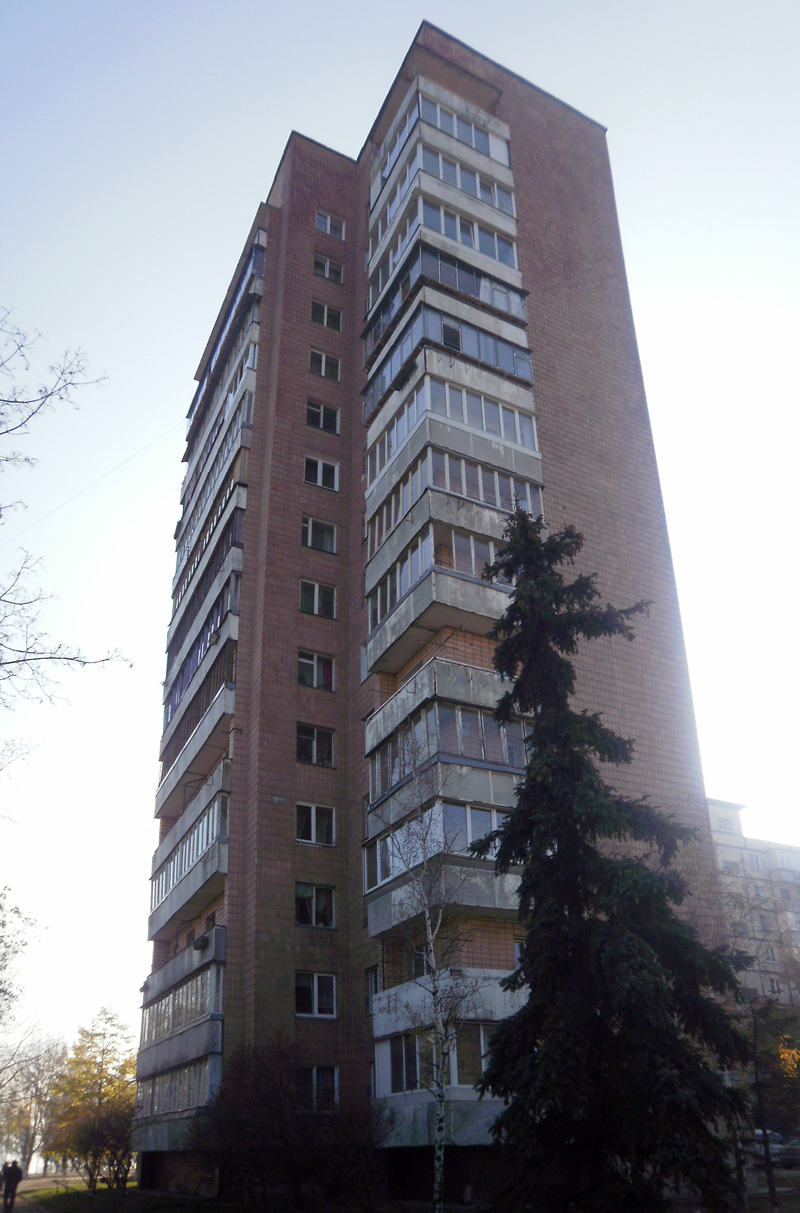
Дніпровський просп., 17
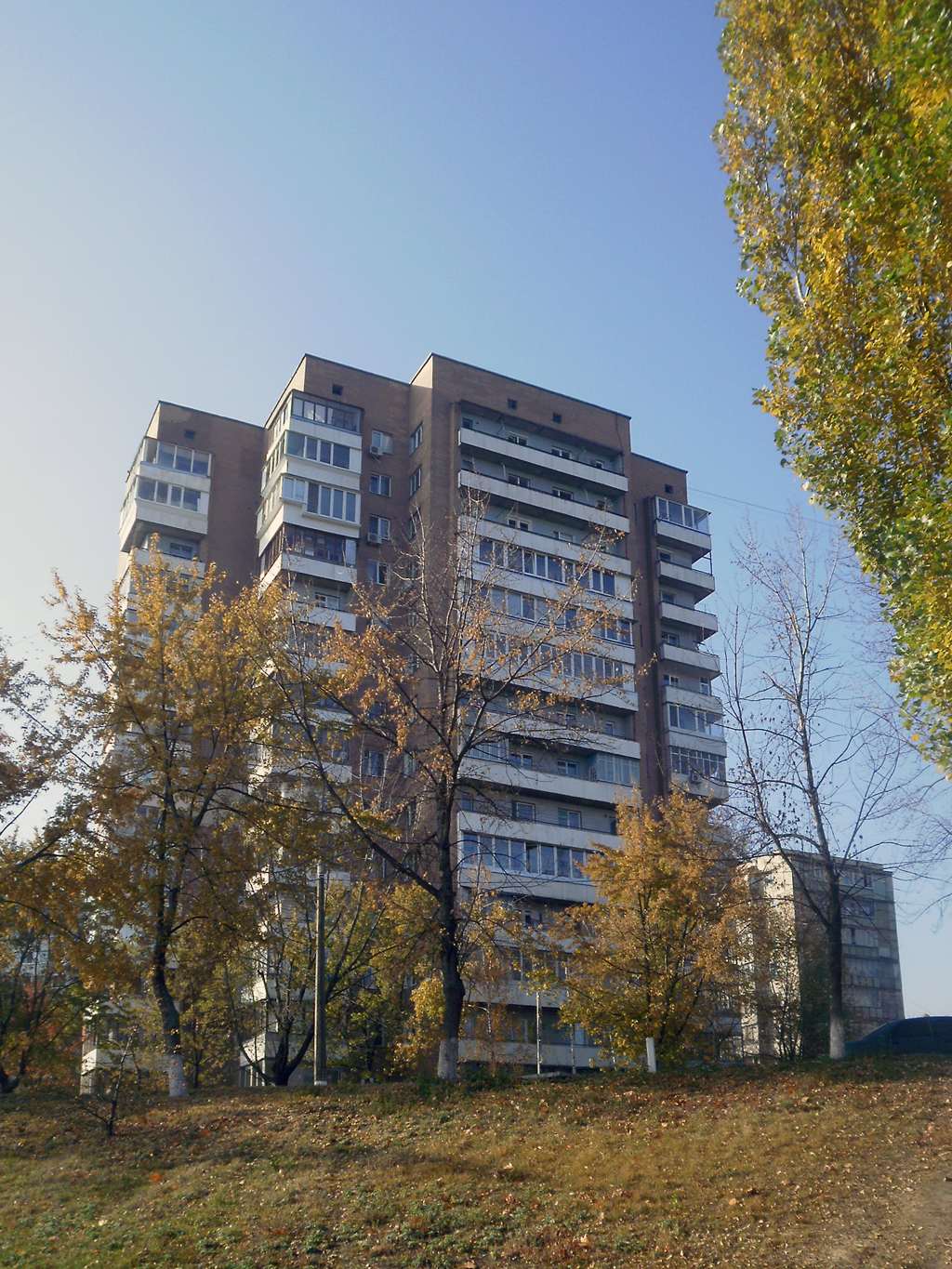
Дніпровський просп., 22
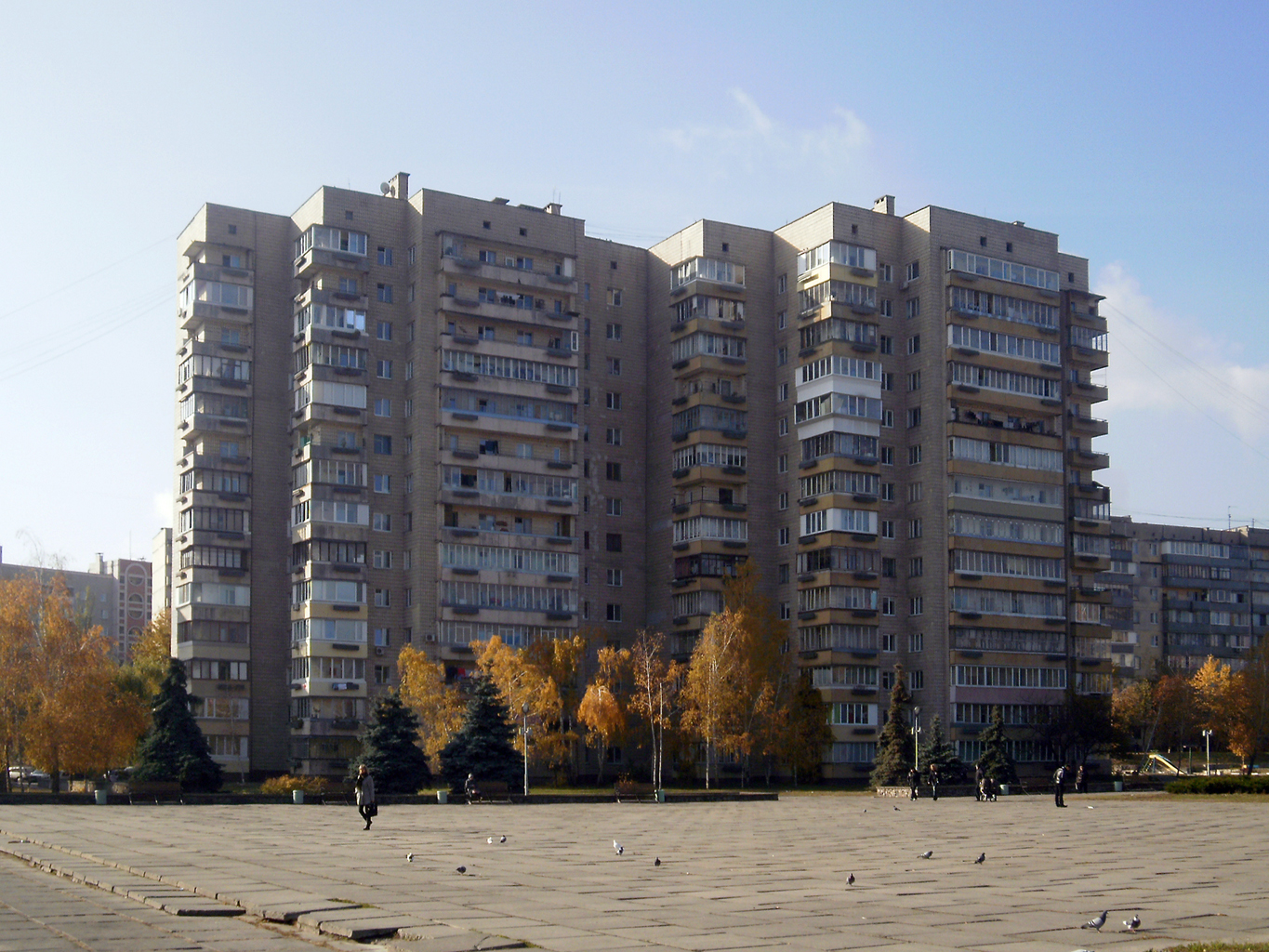
вул. Будівельників, 2

### Харків

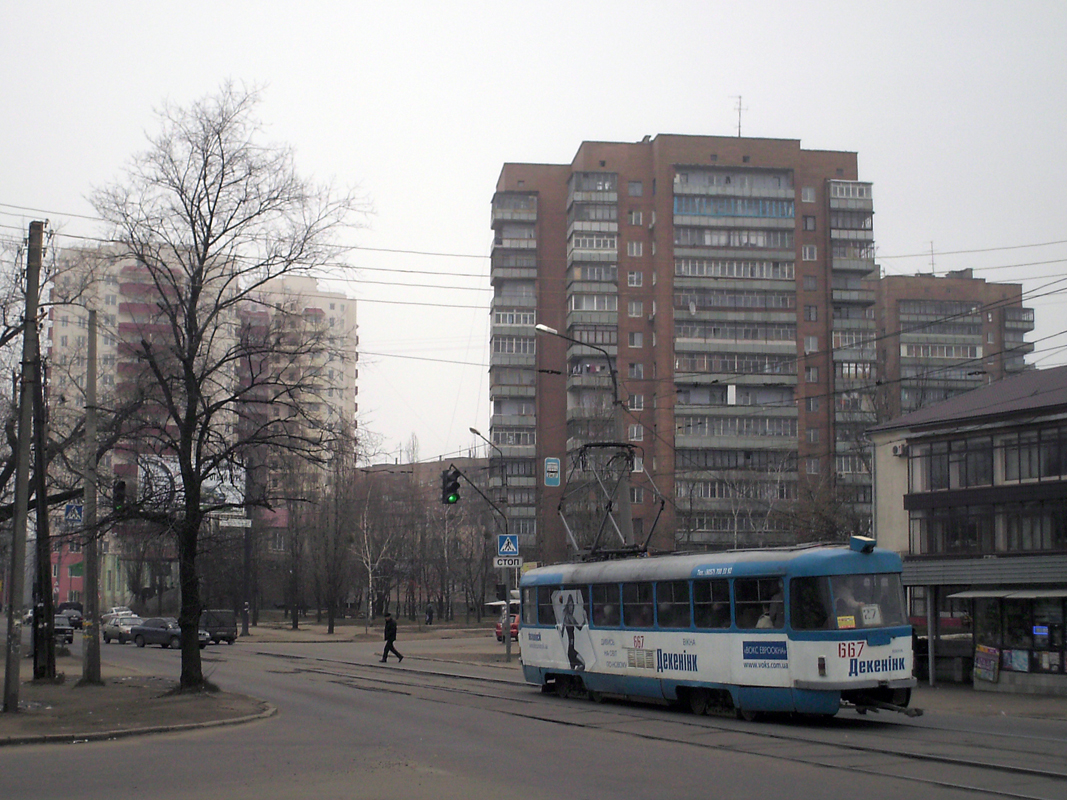
вул. Гольбергівська, 13 і 11
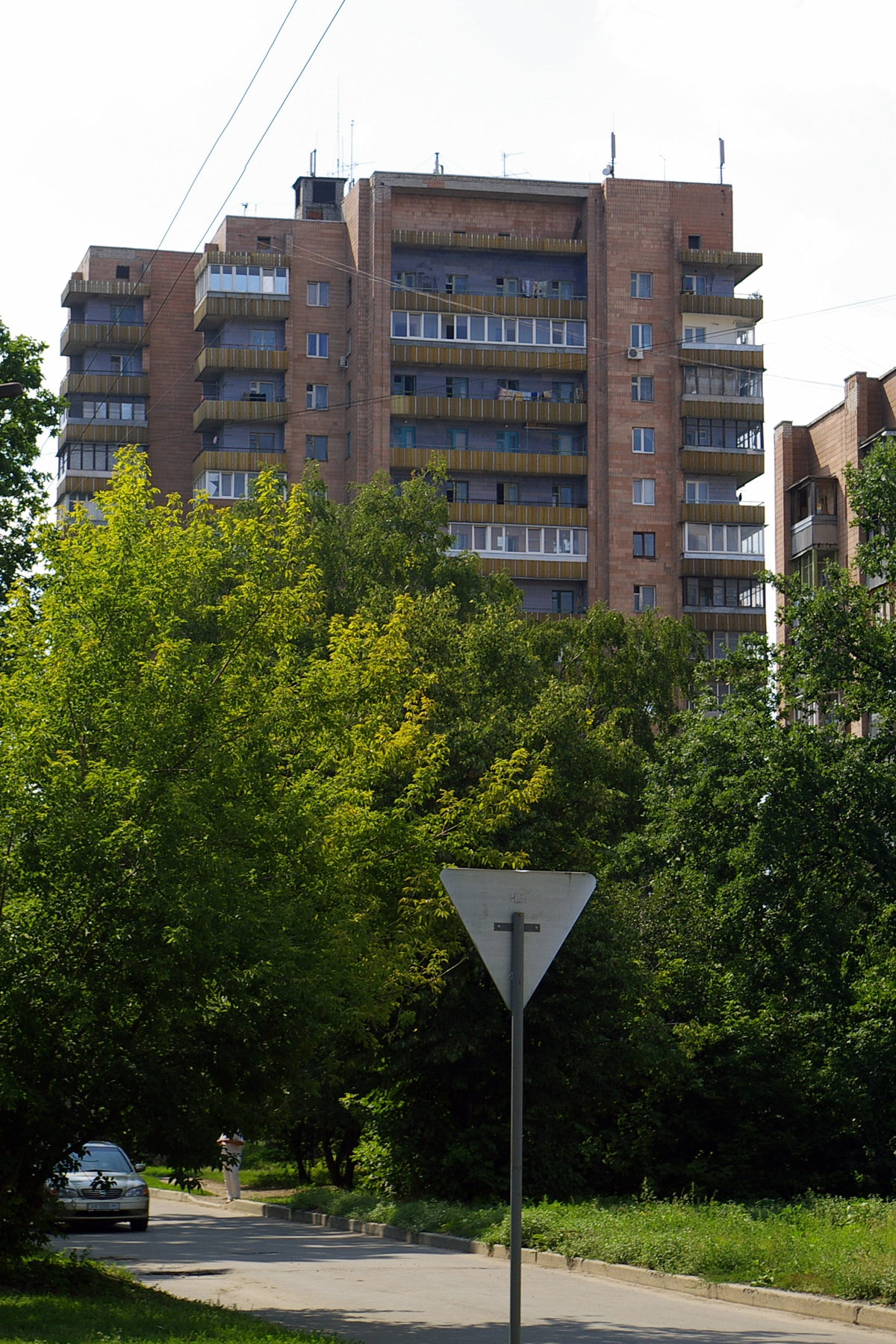
вул. Петра Болбочана, 59
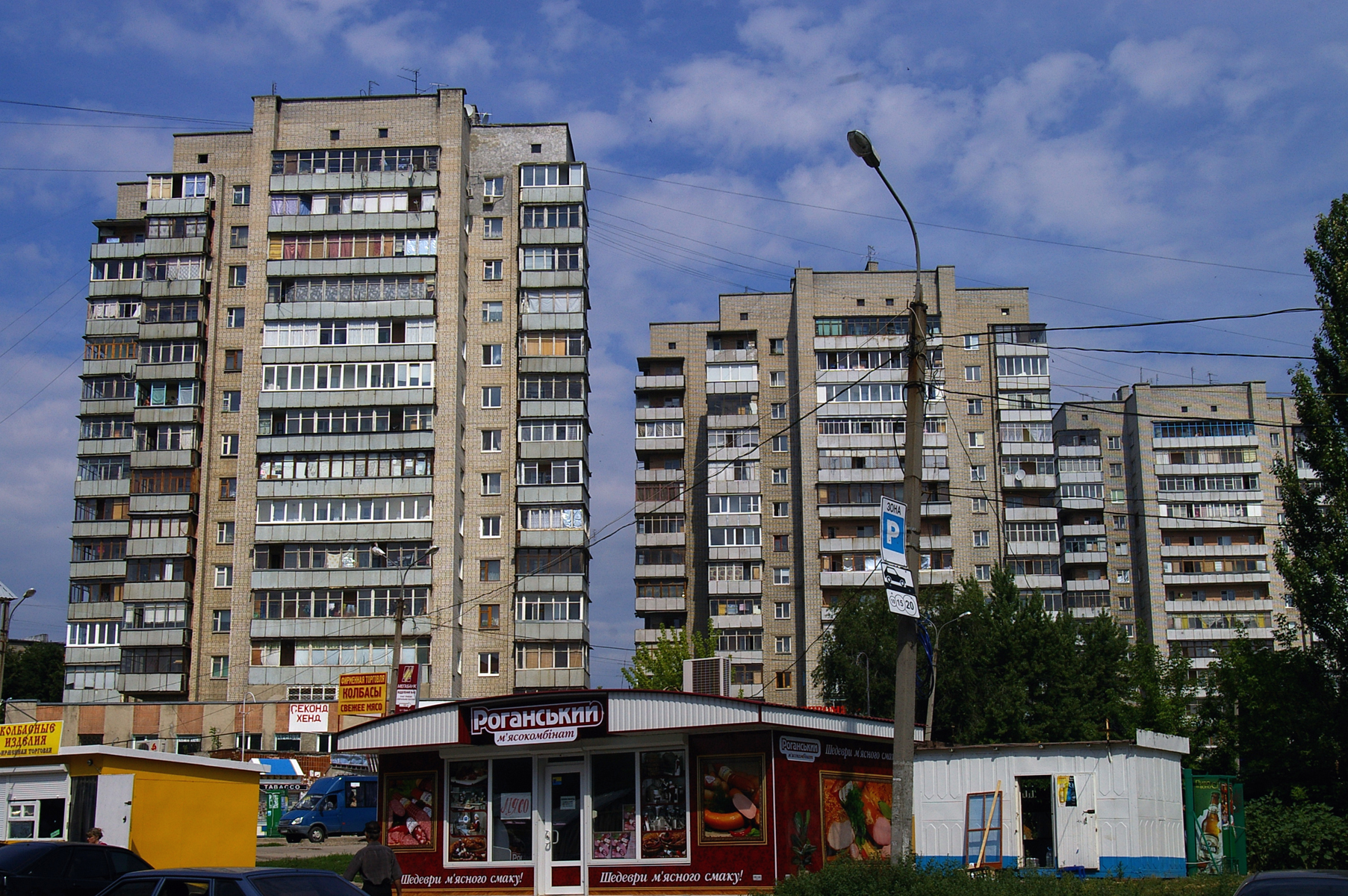
вул. Золочівська, 21, 23 і 25
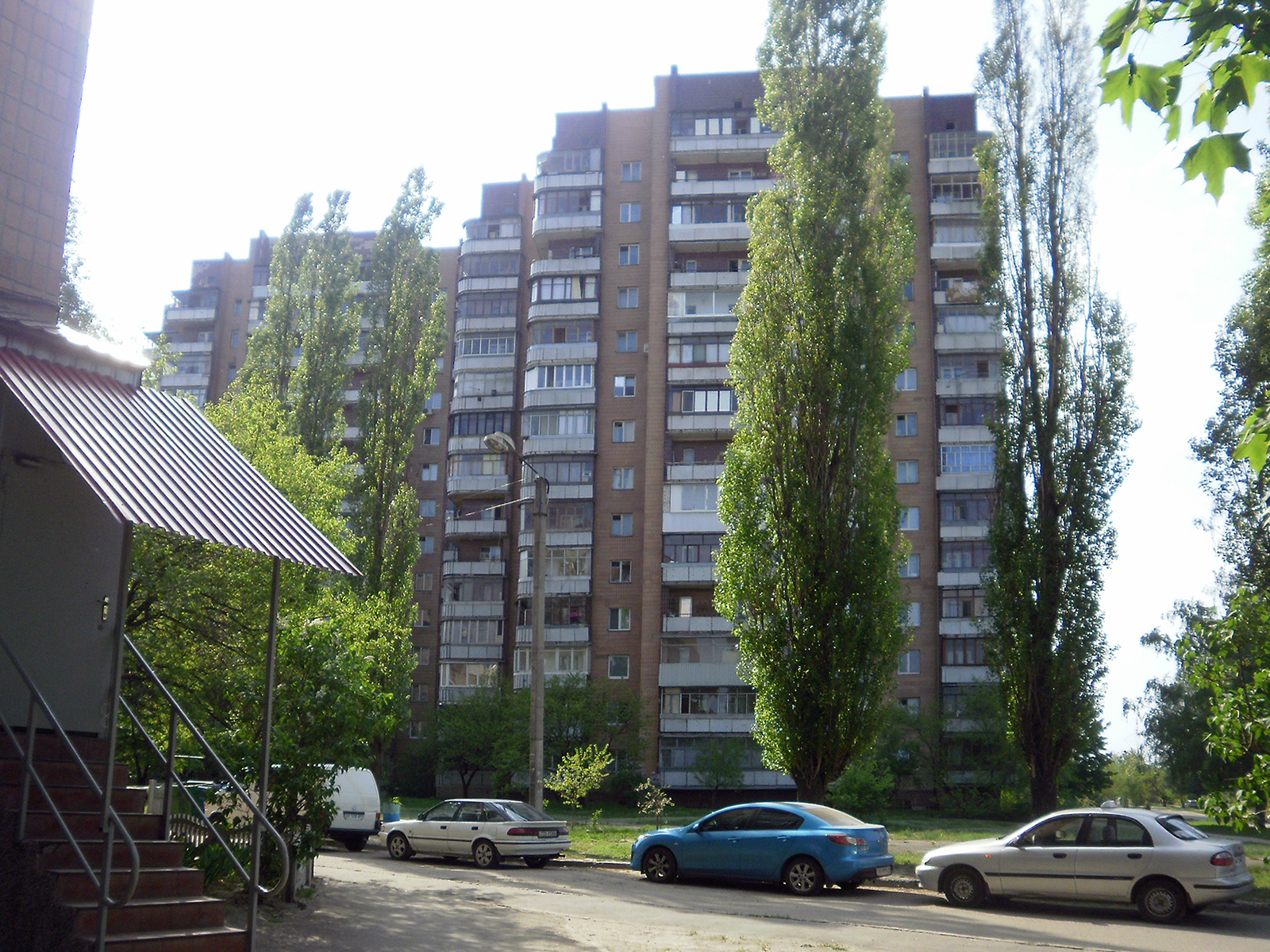
вул. Академіка Богомольця, 15 і 13
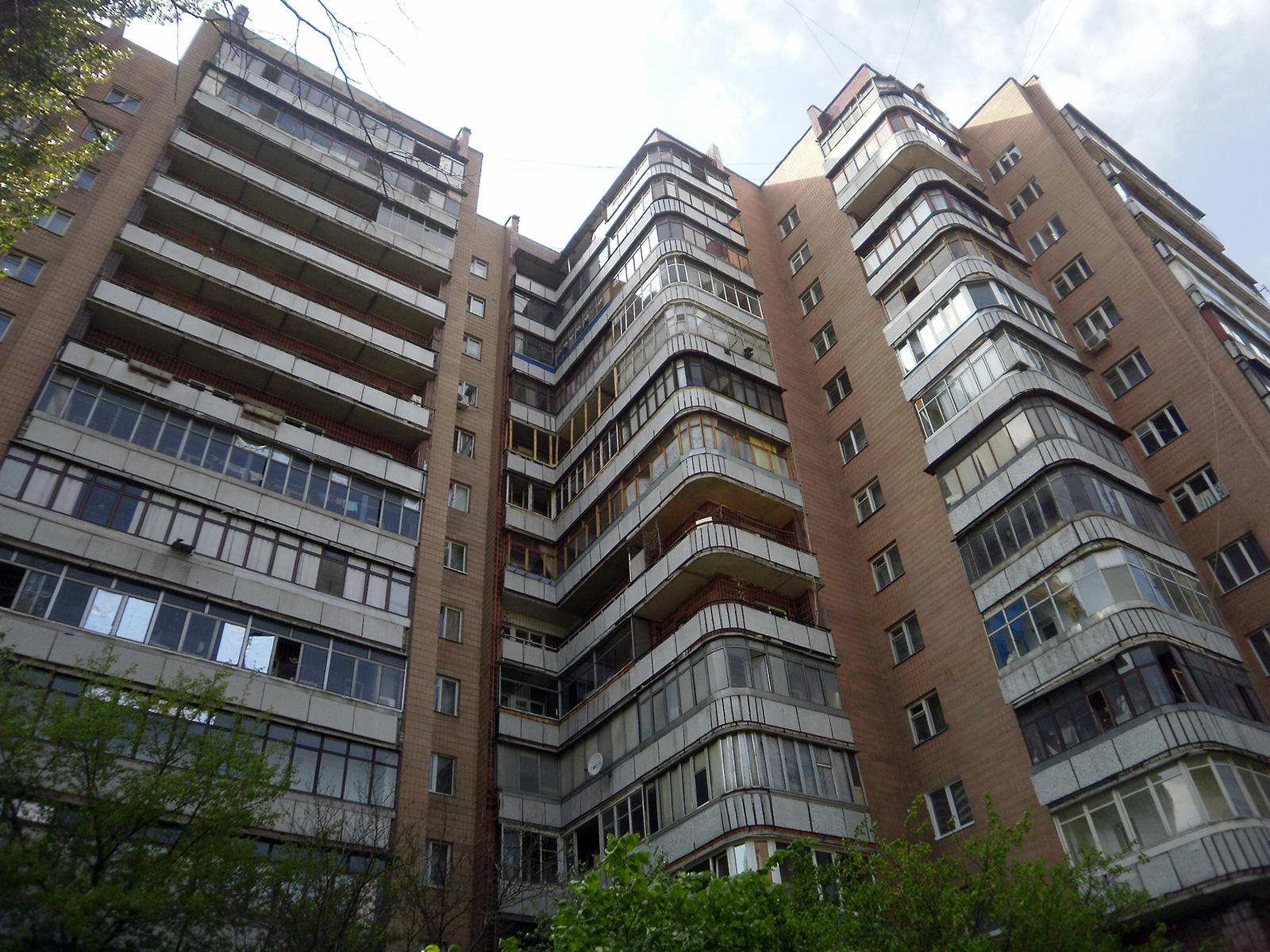
вул. Академіка Богомольця, 15 і 13
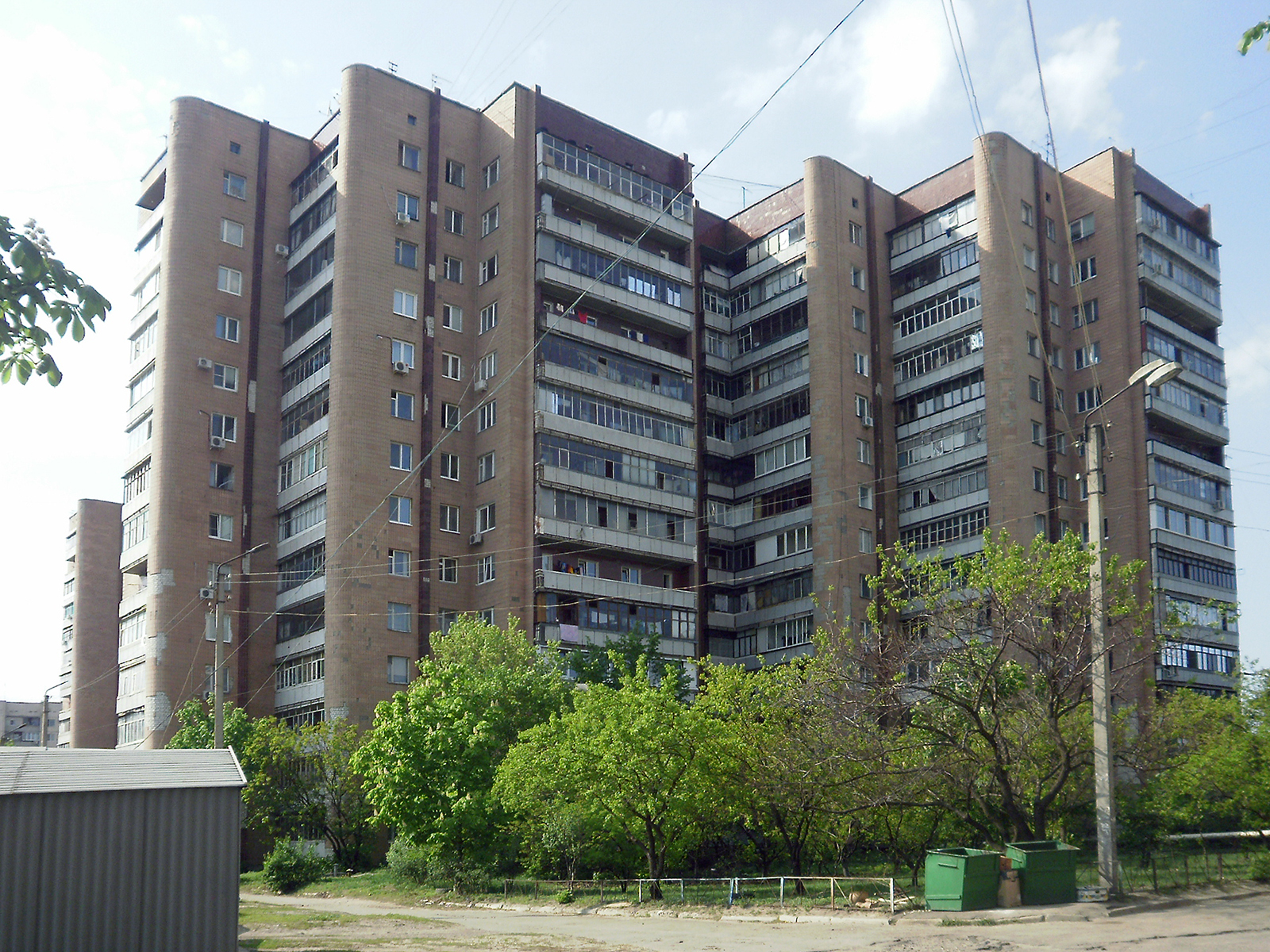
вул. Академіка Богомольця, 19 і 17
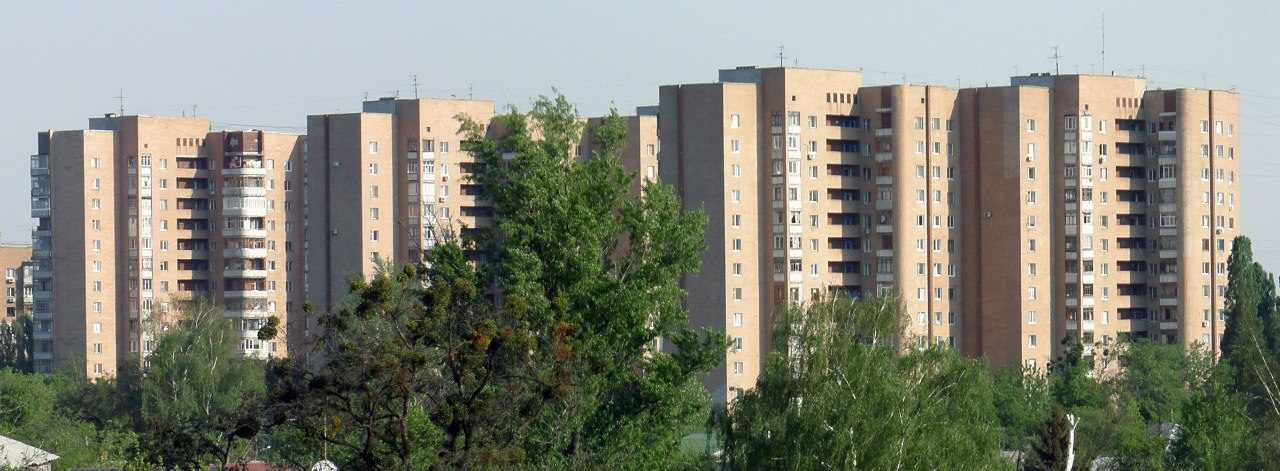
вул. Академіка Богомольця, 13–23
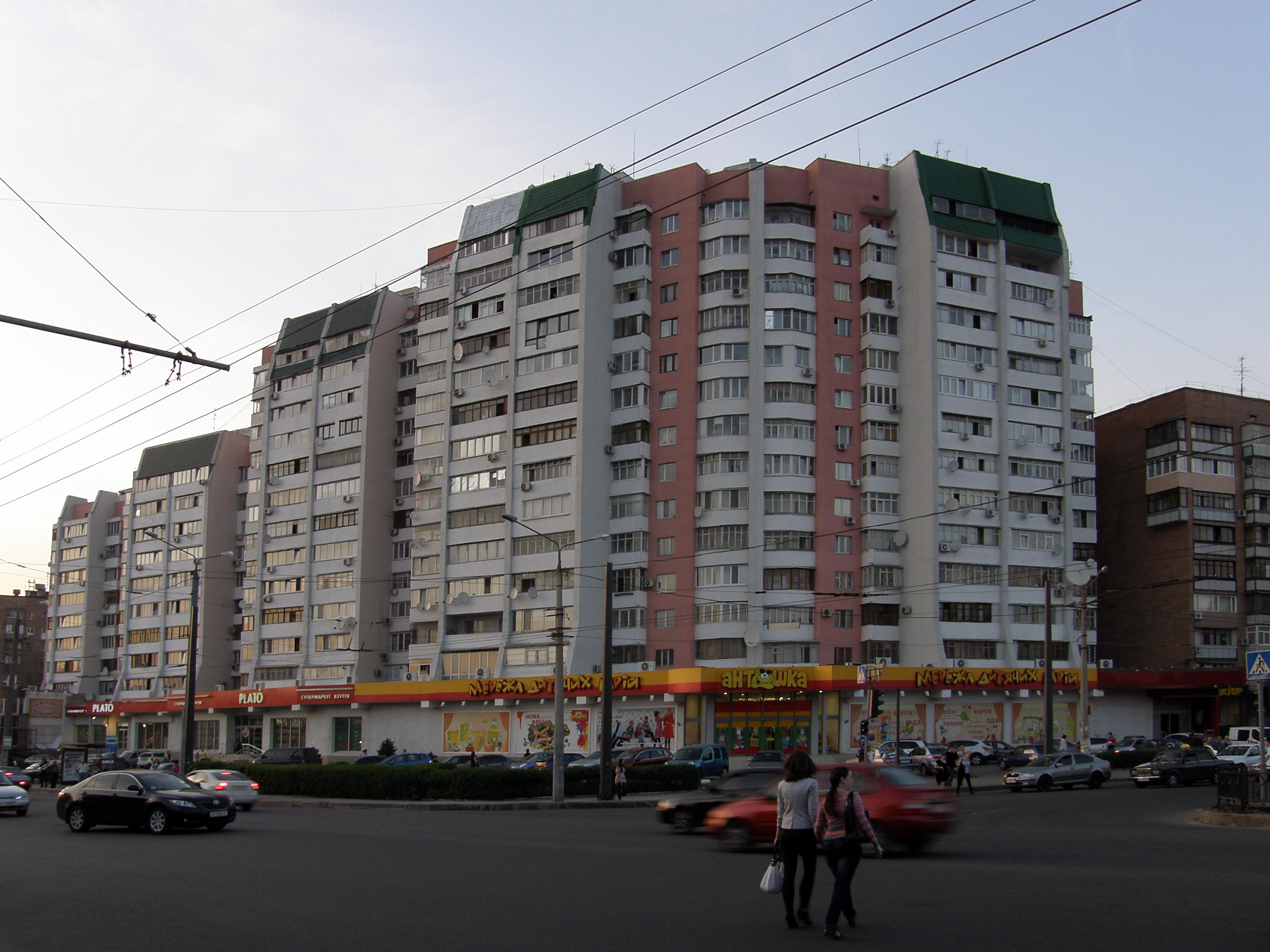
вул. Вернадського, 1а (2005) — на основі серії
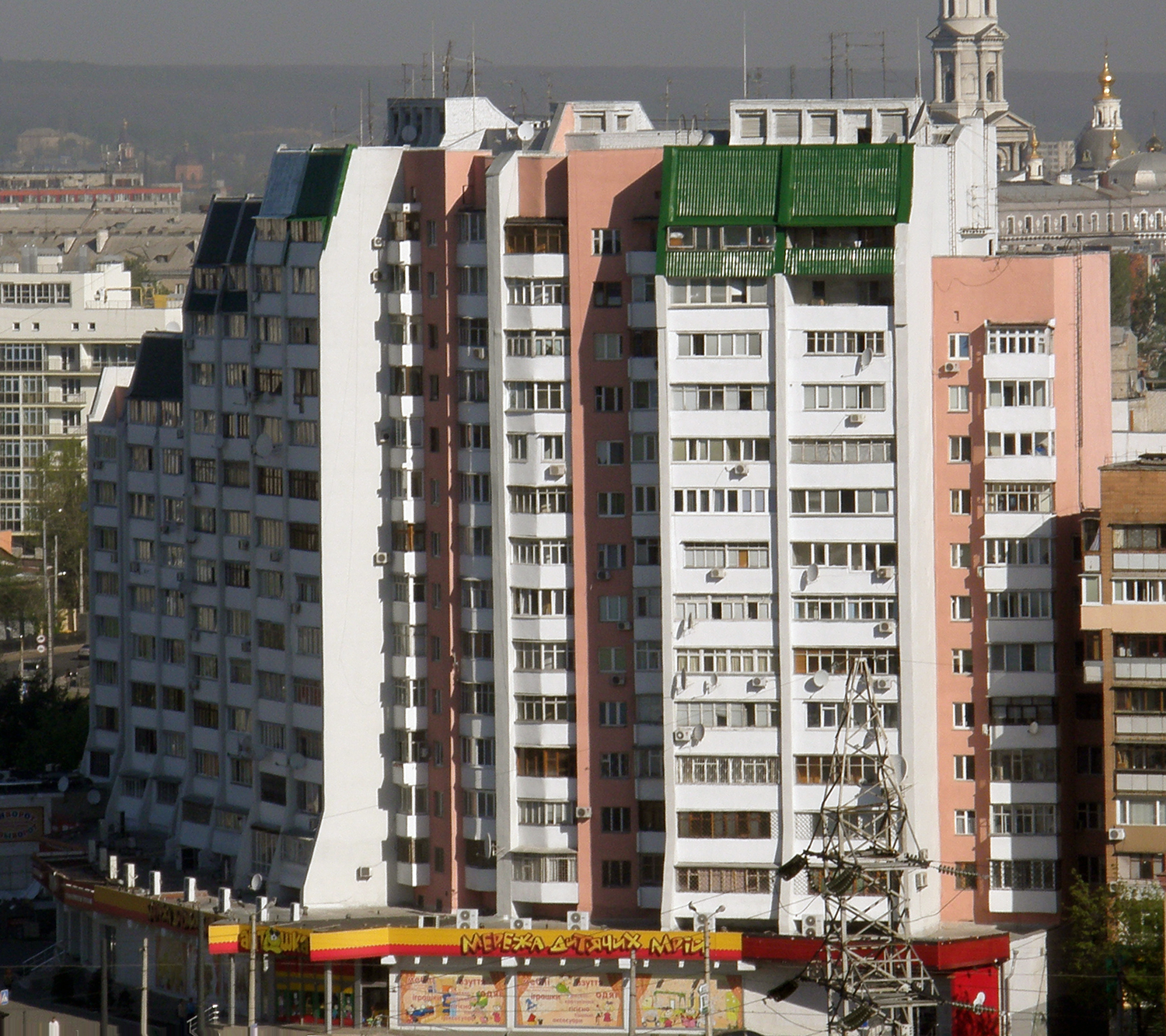
вул. Вернадського, 1а (2005) — на основі серії
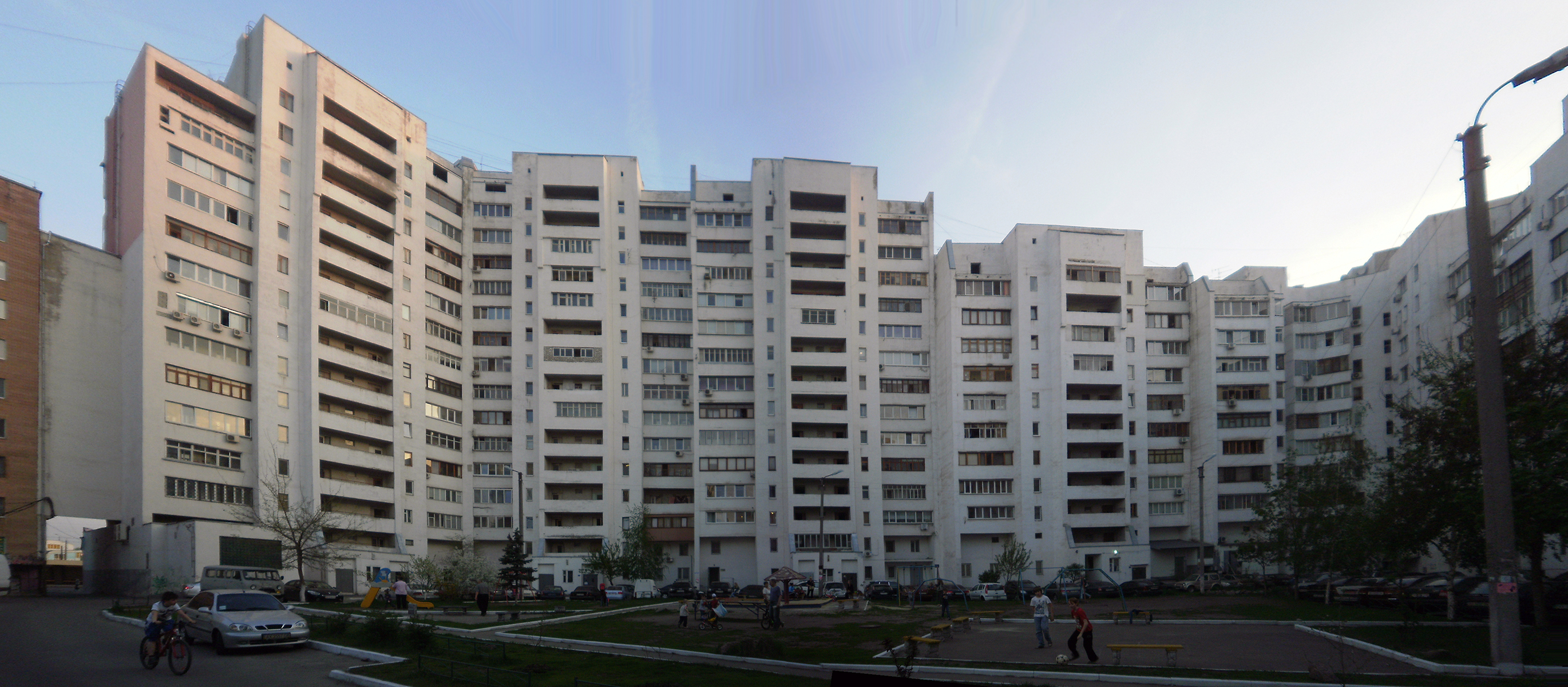
вул. Вернадського, 1а (2005) — на основі серії

### Чернігів

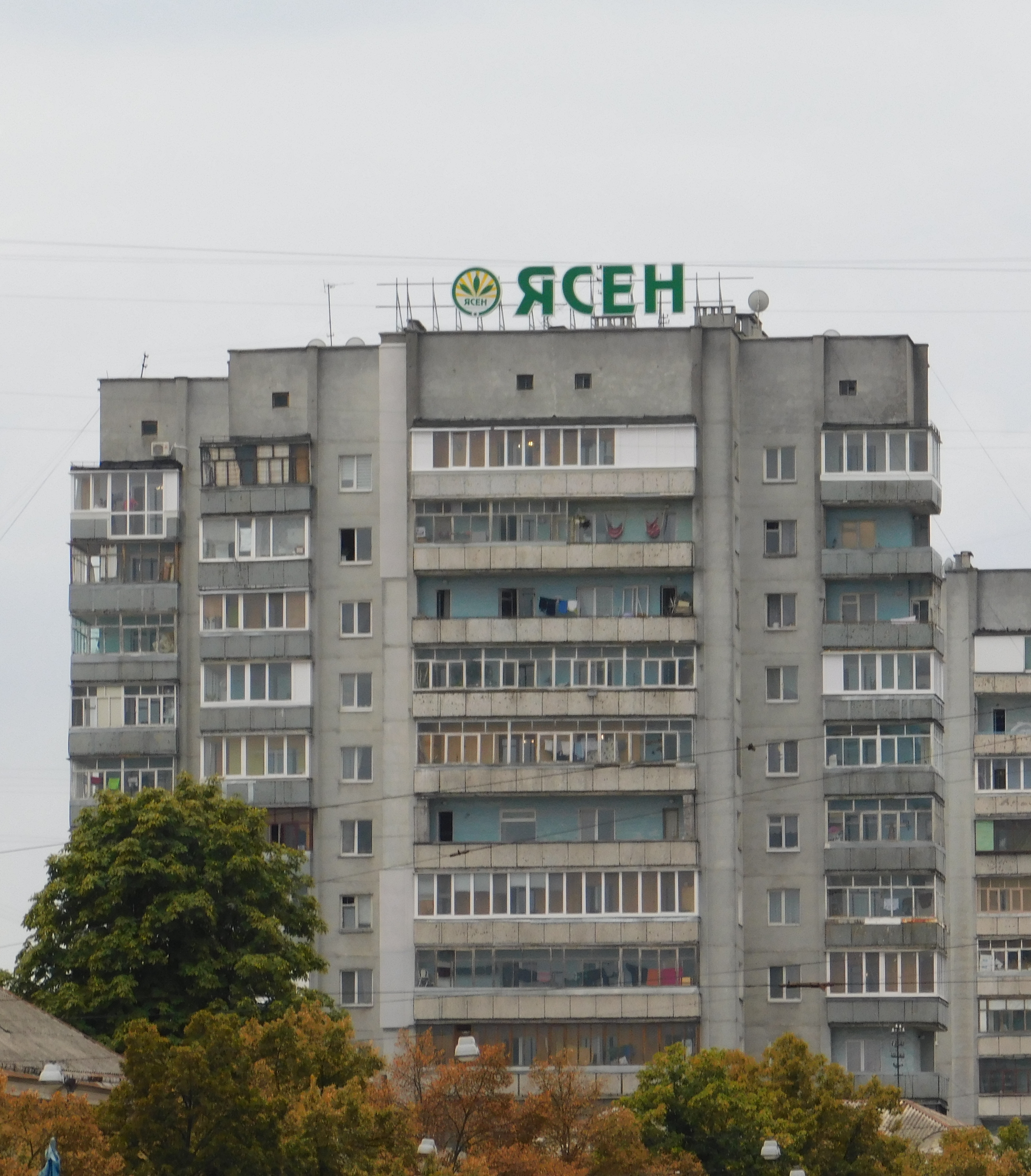
просп. Перемоги, 73, 71, 69, 63
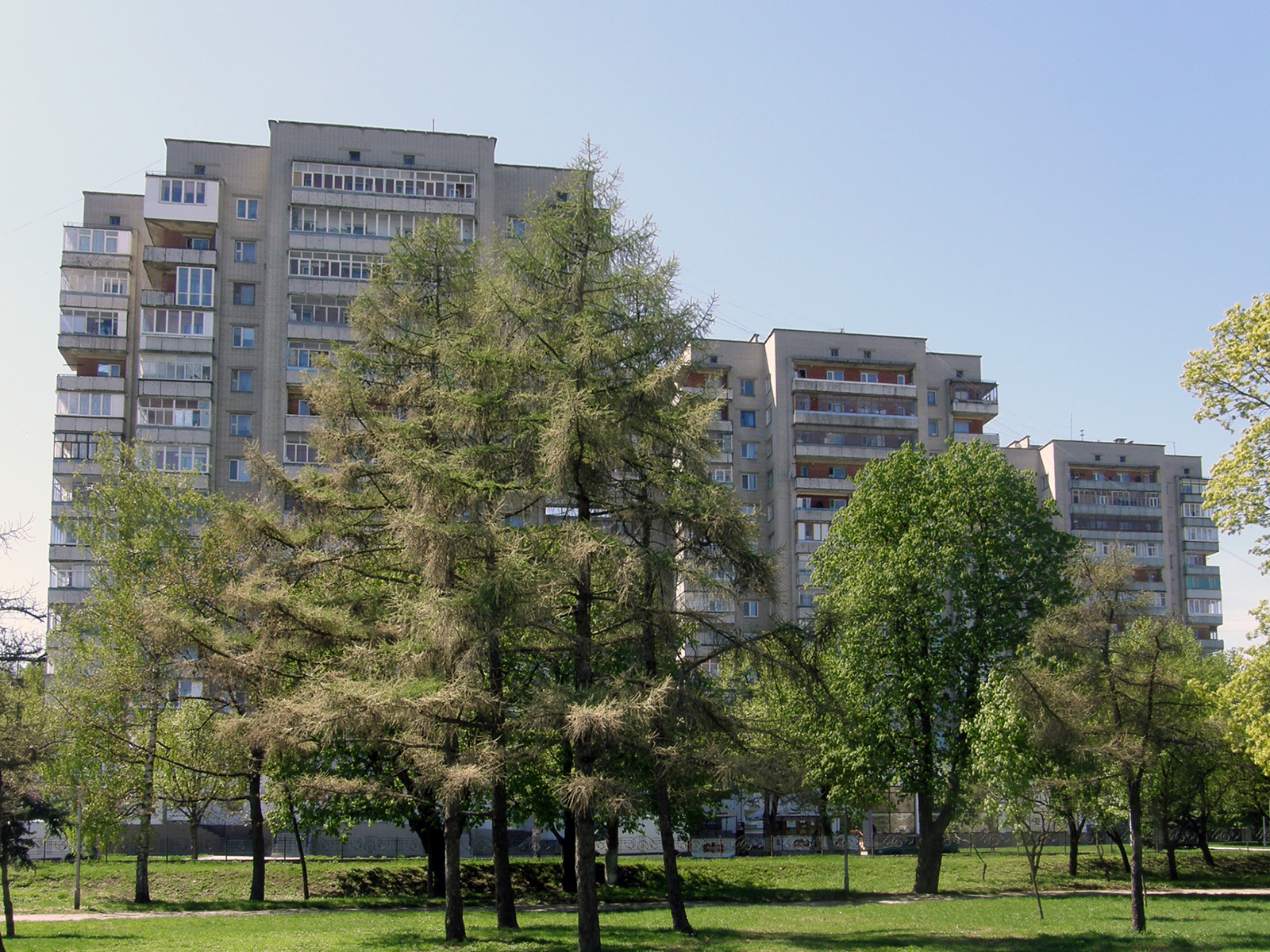
просп. Миру, 52, 54, 56

### інші міста України

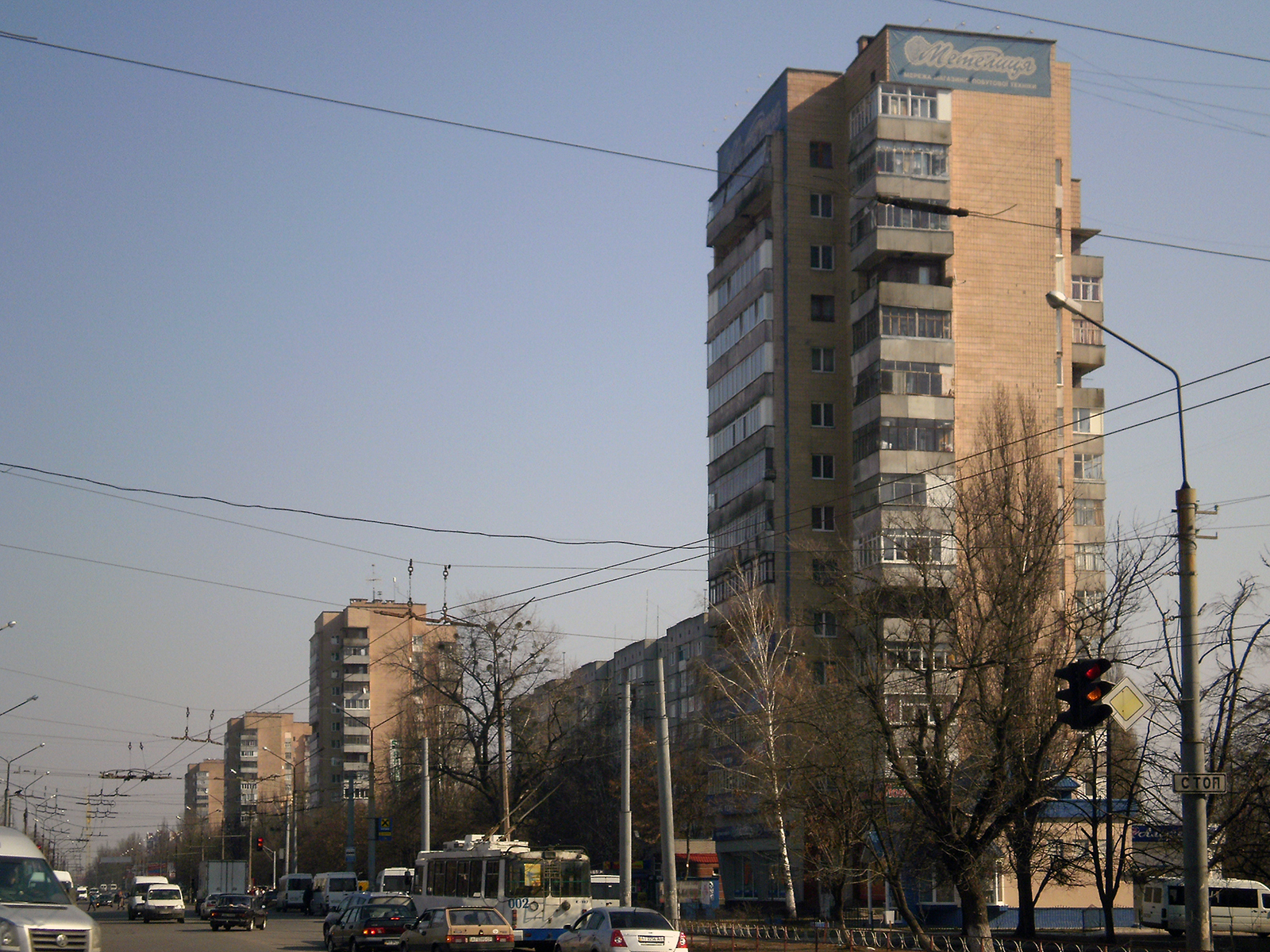
Біла Церква, просп. Незалежности
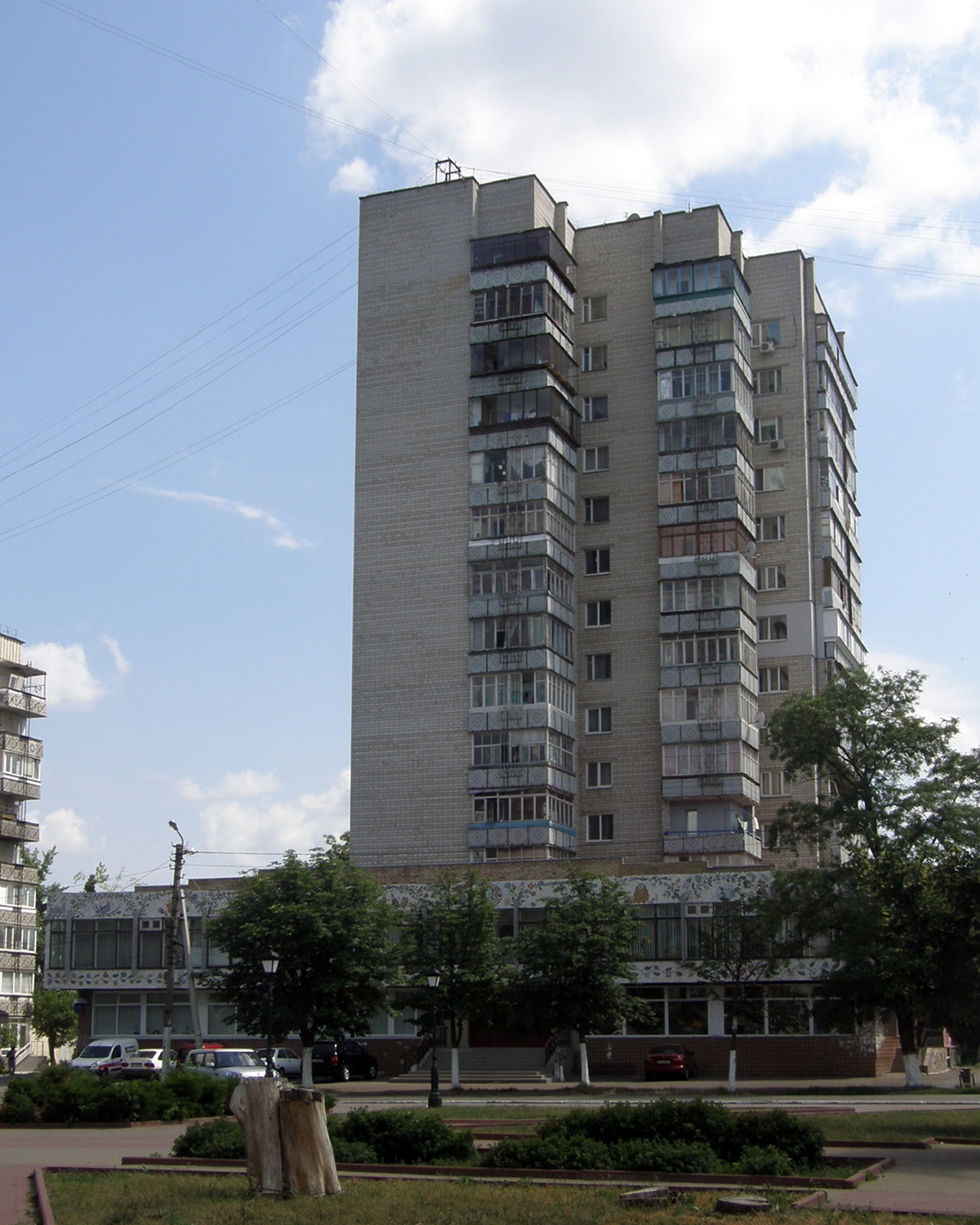
Ірпінь, вул. Шевченка, 5
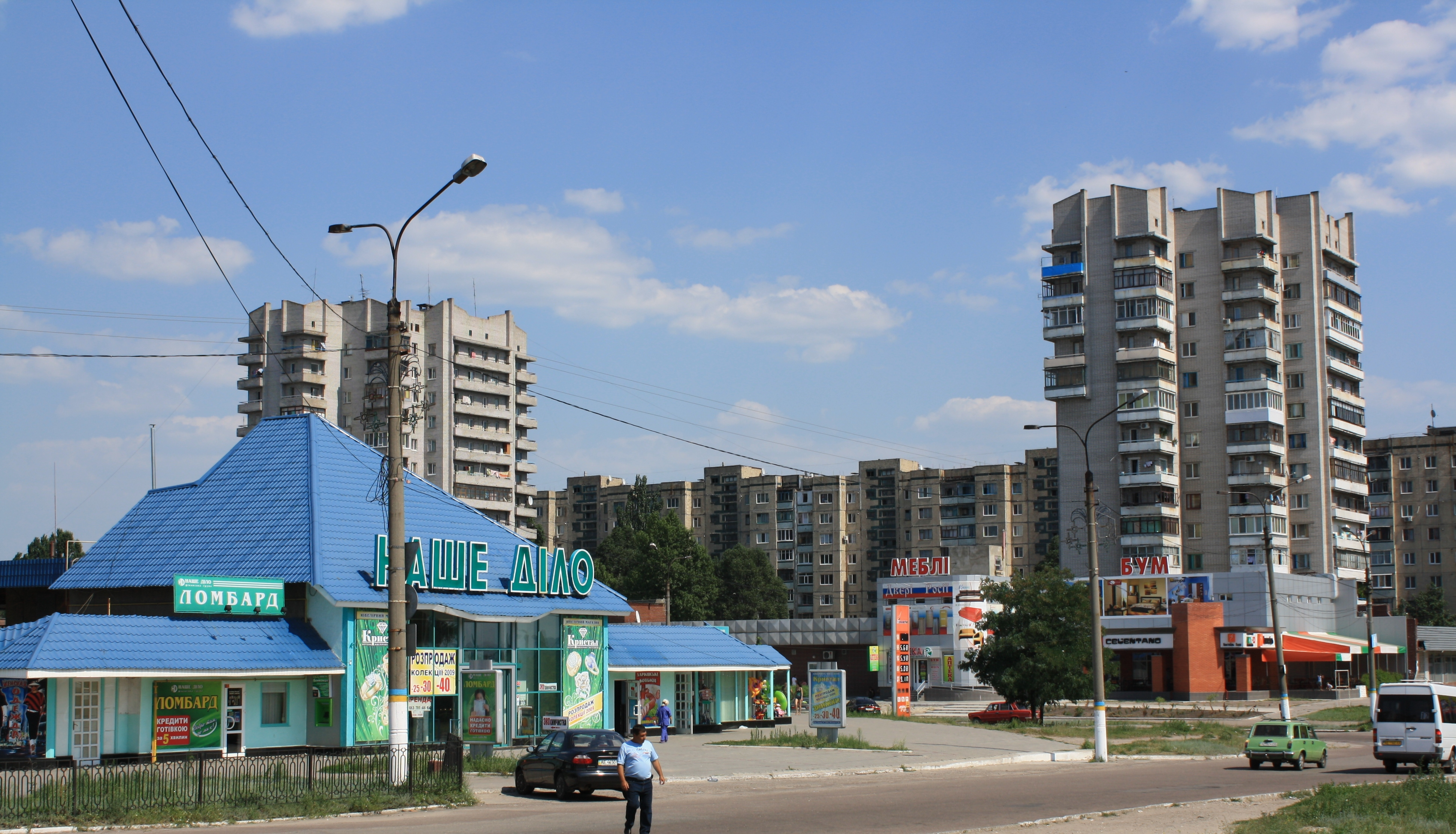
Кам'янське, бул. Будівельників, 12 і 10
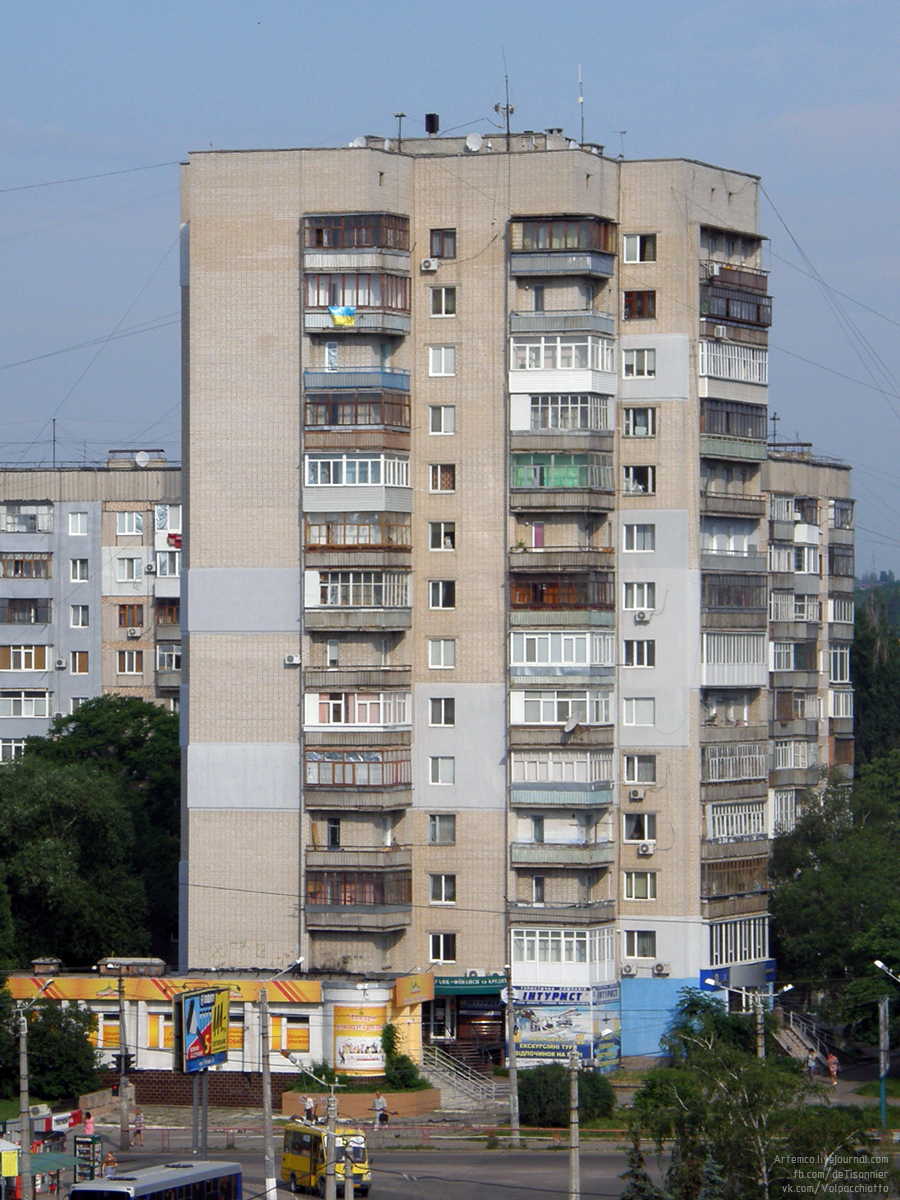
Кропивницький, вул. Островського, 2
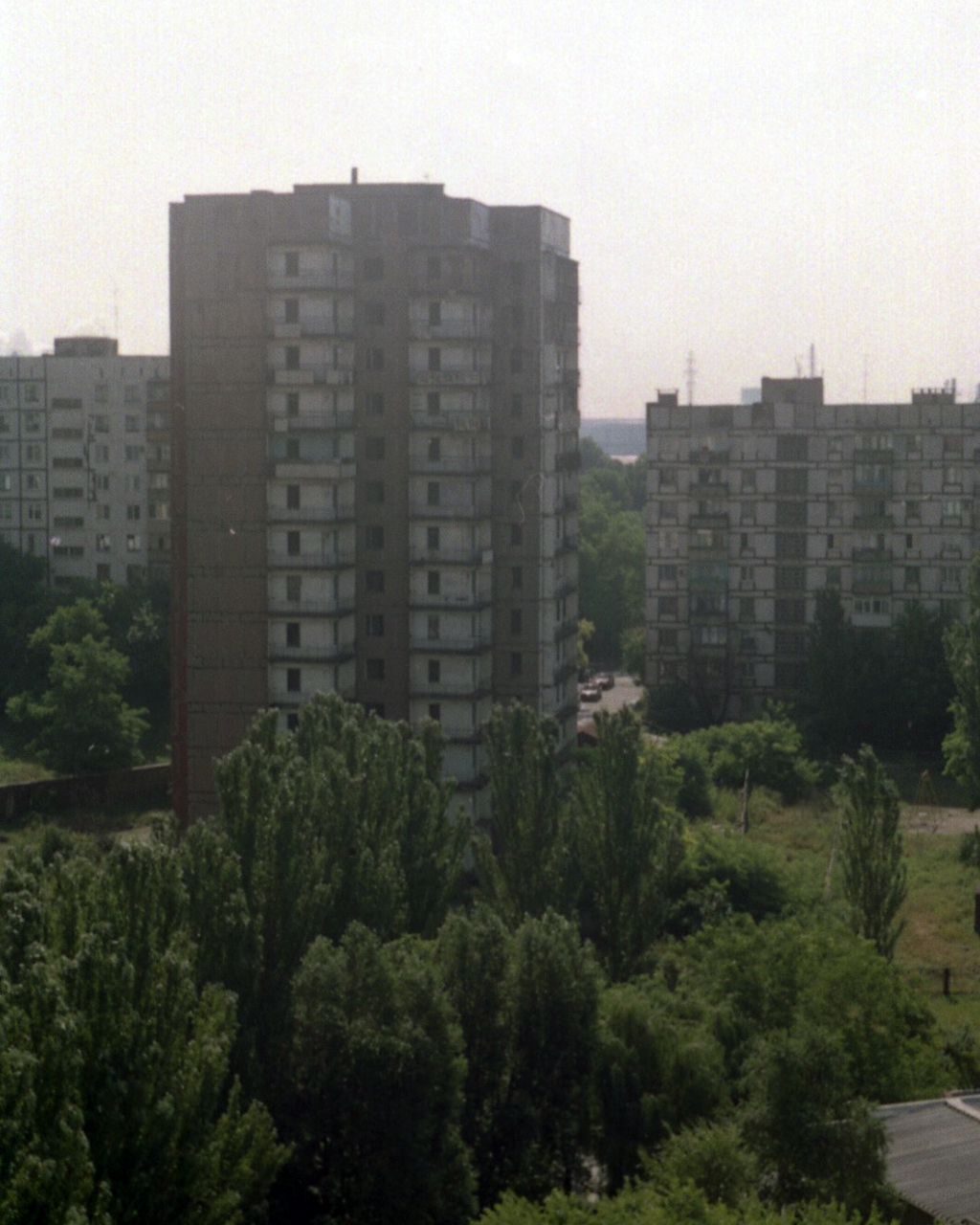
Маріюпіль, вул. Архіпа Куїнджи, 132 — 123-87-107. Після того, як почав хилитися, будинок був відселений у 2002. У 2023 знесений російськими окупантами.
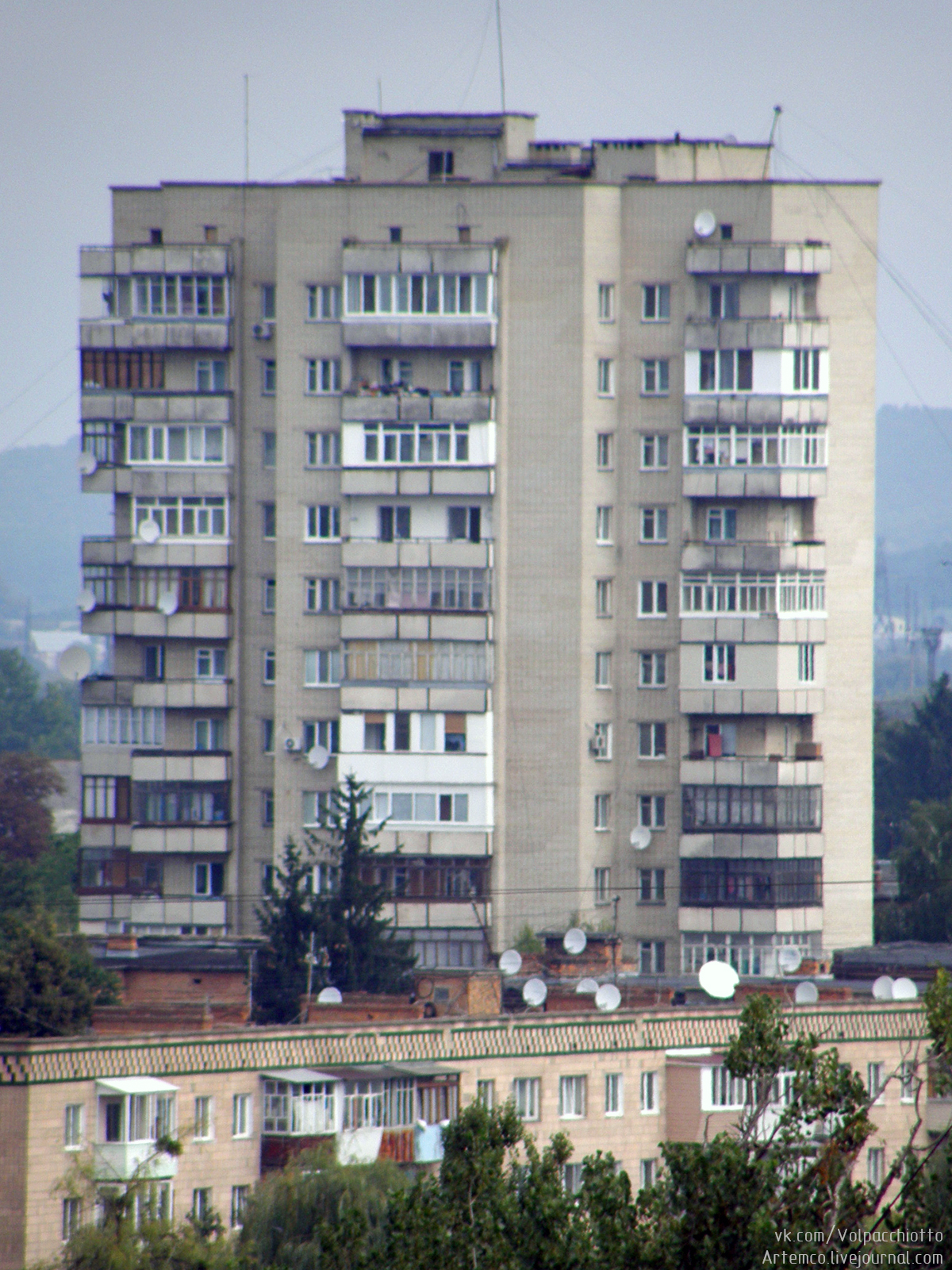
Рівне, вул. Небесної Сотні, 24
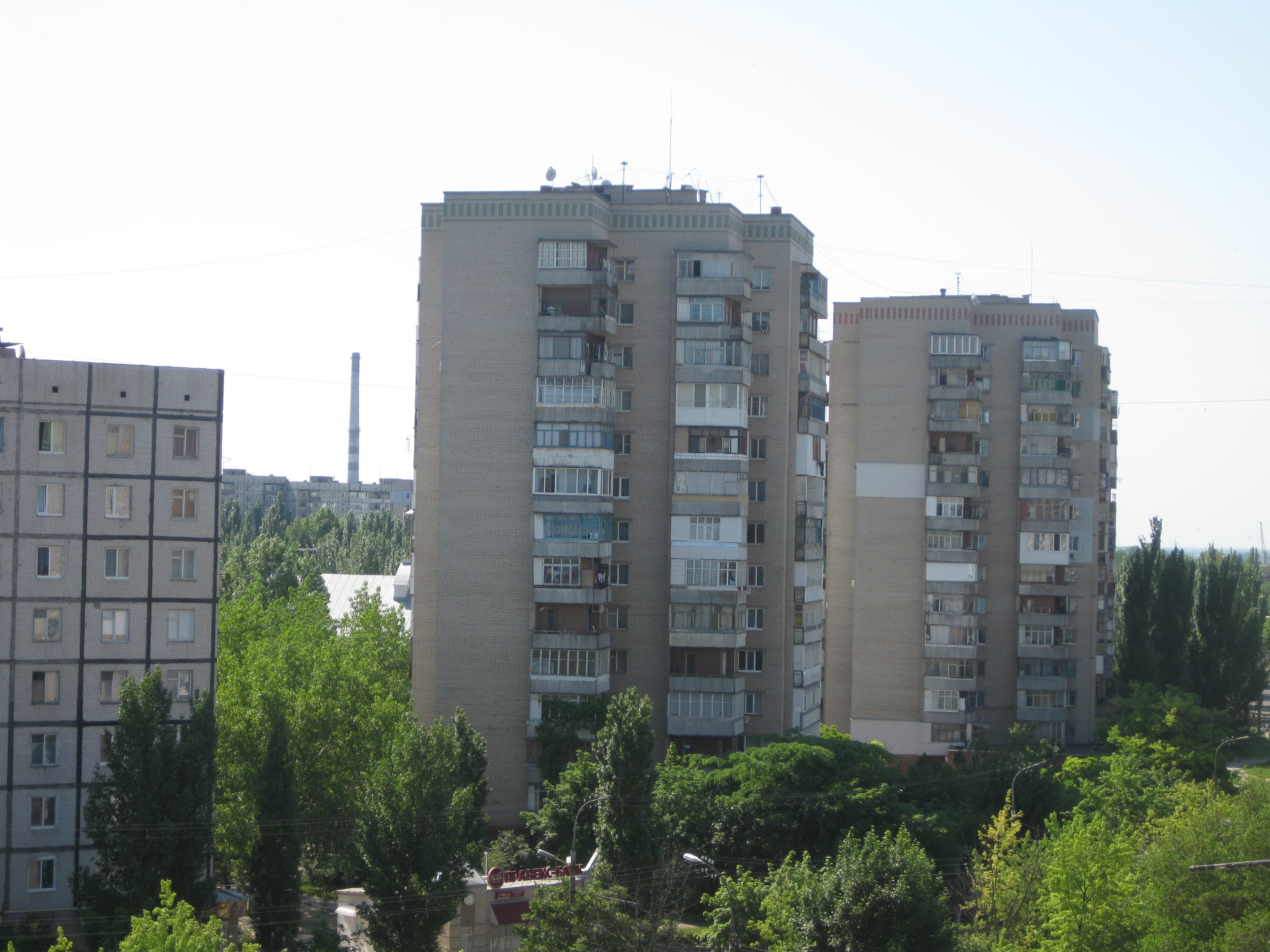
Херсон, просп. Святих Кирила та Мефодія, 14б і 14а
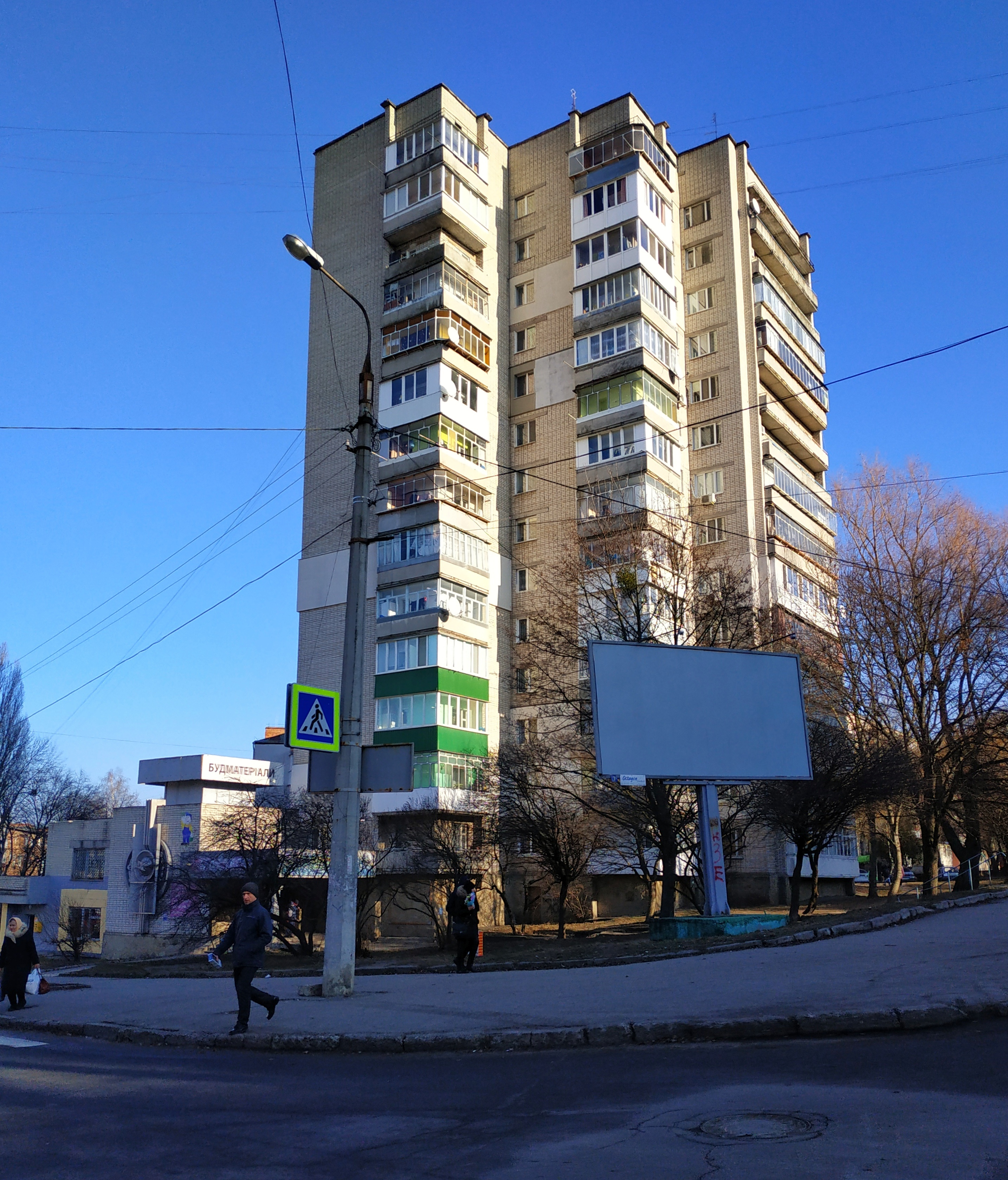
Хмельницький, вул. Інститутська, 22
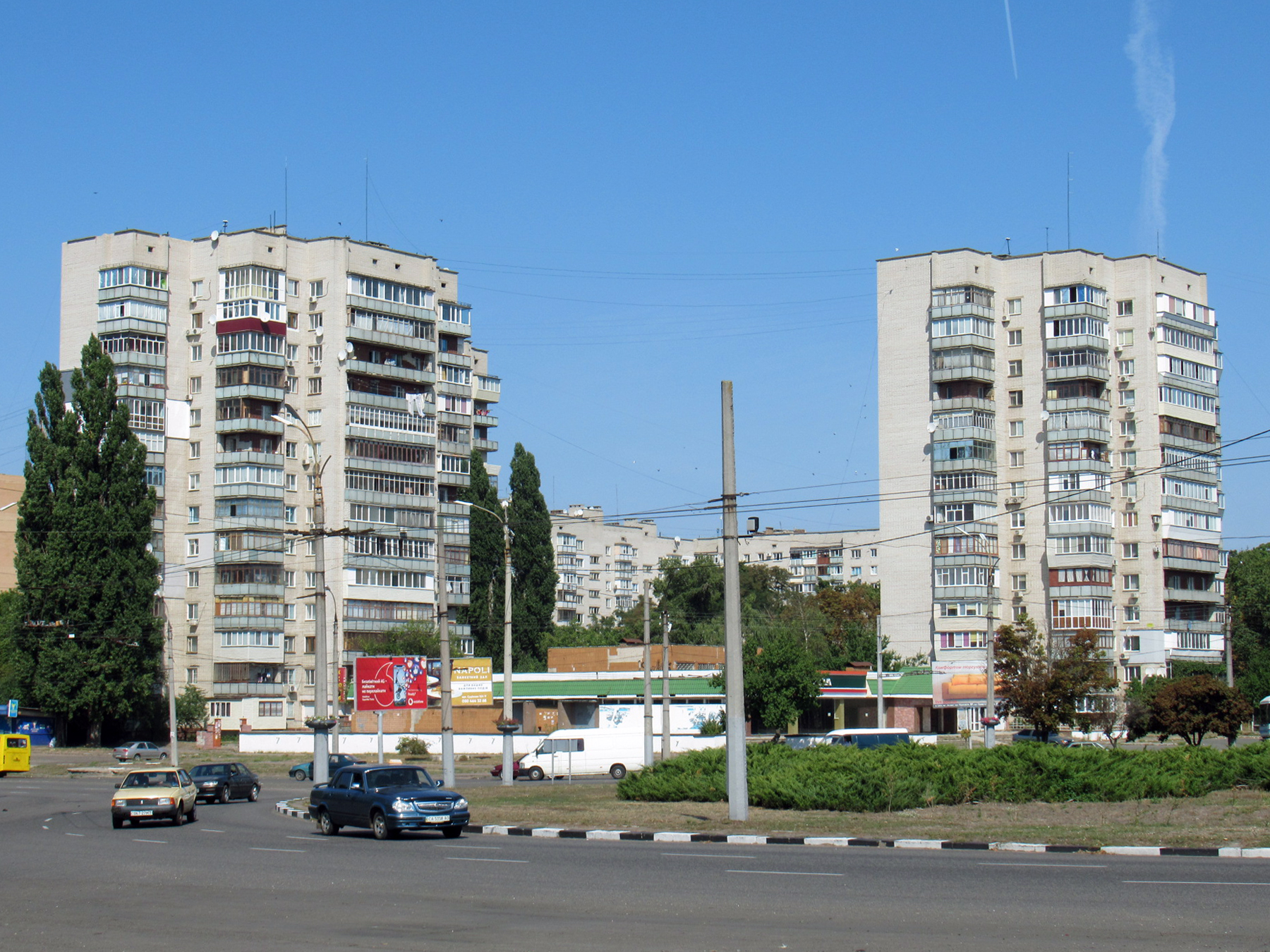
Черкаси, Південно-Західний мікрорайон, просп. Перемоги, 4 і вул. Смілянська, 130

### Висагінас

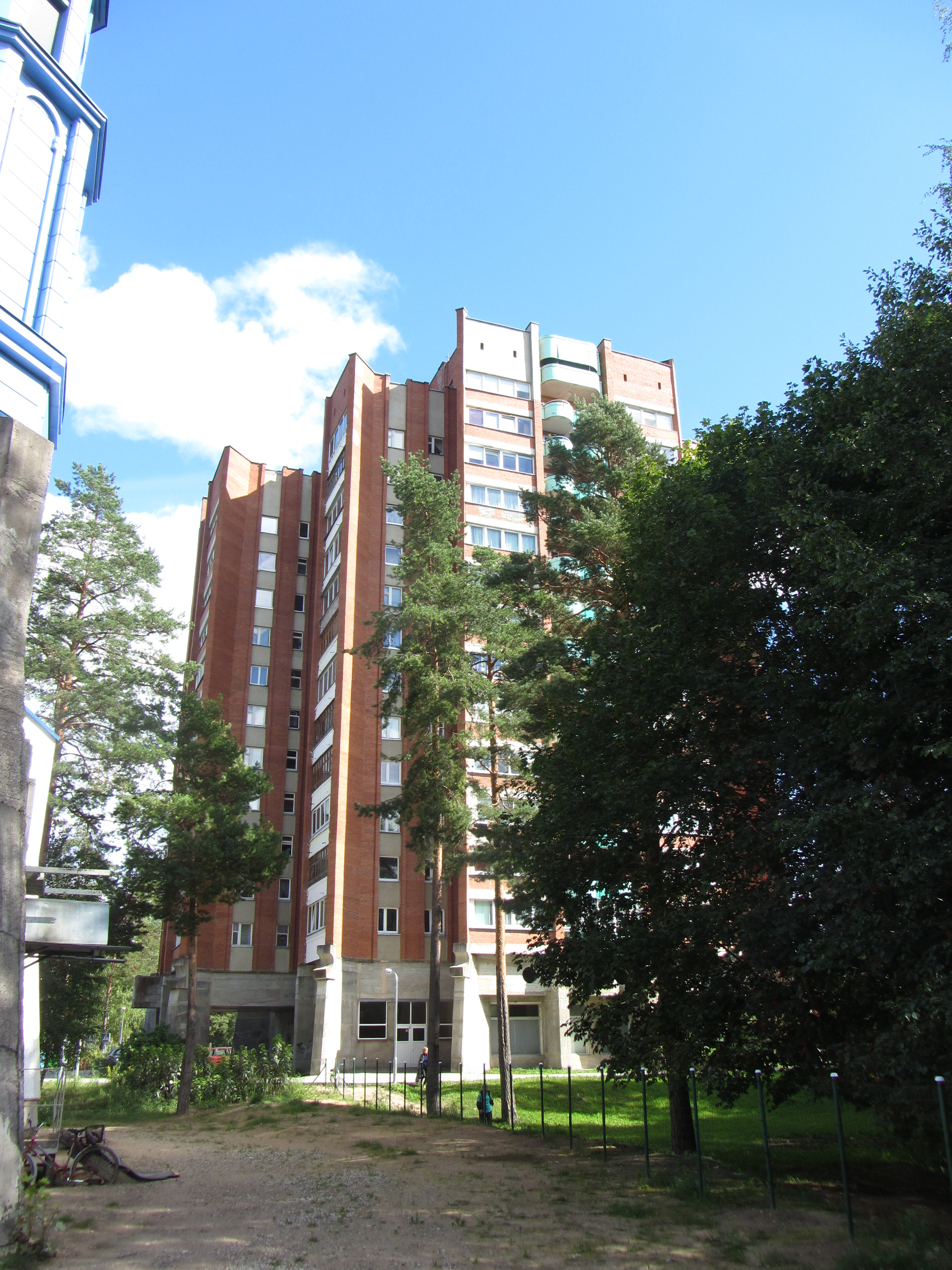
просп. Тайкос, 6